# بايزيد الثاني
الملكُ الوَلِيّ والسُلطان الغازي ضياءُ الدين وعون الغُزاة والمُجاهدين أبو النصر بايزيد خان بن مُحمَّد بن مُراد العُثماني (بالتُركيَّة العُثمانيَّة: الملكُ الوَلىّ غازى سُلطان بايزيد خان ثانى بن مُحمَّد بن مُراد عُثمانى)، ويُعرف اختصارًا باسم بايزيد الثاني، وبِلقبه بايزيد الوليّ أو بايزيد الصُّوفيّ، هو ثامن سلاطين آل عُثمان وسادس من تلقَّب بِلقب سُلطانٍ بينهم بعد والده مُحمَّد الفاتح وأجداده من مُراد الثاني إلى مُرادٍ الأوَّل، وثالث من لُقِّب بِالـ«ثاني» من سلاطين آل عُثمان، وثاني من حمل لقب «قيصر الروم» من الحُكَّام المُسلمين عُمومًا والسلاطين العُثمانيين خُصوصًا بعد والده الفاتح. والدته هي أمينة گُلبهار خاتون، وقيل مُكرَّمة خاتون، وكان مولده سنة 851هـ المُوافقة لِسنة 1447م، وهو بِكر أولاد السُلطان مُحمَّد الفاتح، وخلفهُ على عرش آل عُثمان بعد وفاته سنة 886هـ المُوافقة لِسنة 1481م.
كان السُلطان بايزيد الثاني ميَّالًا لِلسِّلم أكثر منهُ إلى الحرب، مُحبًّا لِلعُلُوم والآداب مُشتغلًا بها، ولِذلك سمَّاهُ بعض المُؤرخين العُثمانيين «بايزيد الصُّوفيّ». لكن دعتهُ سياسة الدولة والمُستجدَّات الخارجيَّة الخطيرة التي ظهرت في أيَّامه إلى ترك أشغاله السلميَّة المحضة والاشتغال بِالحرب، وكانت أوَّل حُرُوبه داخليَّة، ذلك أنَّ أخاه جَمًّا أشهر العصيان في وجهه وحاول بدايةً ادعاء الأحقيَّة لِنفسه بِالعرش، ولمَّا فشل في ذلك عرض على أخيه اقتسام الدولة بينهما، فيختصُّ جَمّ بِالبلاد الآسيويَّة وبايزيد بِالبلاد الأوروپيَّة، فلم يقبل بايزيد، بل حارب أخاه وقهره حتَّى أجبره إلى الالتجاء لِلدولة المملوكيَّة، وقد عاد جَمّ فيما بعد إلى الأناضول وحاول مُجددًا التربُّع على العرش فهُزم مرَّة أُخرى، واضطرَّ إلى الهُرُوب مُجددًا وعاش بقيَّة حياته منفيًّا في أوروپَّا الغربيَّة. ولم تحدث في عهد هذا السُلطان فُتُوحاتٌ ذات أهميَّة كبيرة في أوروپَّا، بل اقتصرت نشاطاته العسكريَّة على المناطق الحُدُوديَّة لِصدِّ الاعتداءات الخارجيَّة، فلم تتوسَّع الدولة بِشكلٍ كبير. وحدثت، في هذا العهد، أولى الاشتباكات العسكريَّة بين المماليك والعُثمانيين بِفعل مُتاخمة أراضي الدولتين عند أضنة وطرسوس، واشتداد التنافُس بينهما على زعامة المُسلمين، فسعى السُلطان المملوكي أبو النصر قايتباي إلى السيطرة على إمارة ذي القدريَّة الخاضعة لِلسيادة العُثمانيَّة، فاستقطب أميرها وحرَّضهُ على العُثمانيين، فوقعت عدَّة مُناوشاتٍ حُدوديَّةٍ بين الطرفين لم تهدأ إلَّا بِوساطة السُلطان الحفصي أبي يحيى زكريَّاء بن يحيى الذي نجح بِإقناع الطرفين على إعادة الوضع إلى ما كان عليه قبل بداية الاحتكاك. وعند وفاة السُلطان قايتباي واعتلاء السُلطان قانصوه الغوري مكانه استُأنفت علاقة الوداد والتقارب والتعاون بين المماليك والعُثمانيين، فأرسل السُلطان بايزيد عتادًا وموادًا أوليَّةً إلى مصر بِرفقة كبار الخُبراء العسكريين والفنيين لِصناعة سُفُن حربيَّة مُتطوِّرة في ميناء السويس بِهدف مُواجهة الخطر الپُرتُغالي المُتصاعد في بحر القلزم (الأحمر)، وتواترت الرسائل الوديَّة بين الطرفين التي عكست رغبة العُثمانيين والمماليك بِتصفية الأجواء بين دولتيهما، بحيثُ كان السُلطان الغوري يُخاطبُ السُلطان بايزيد بِألقابٍ تدُلُّ على مدى الاحترام والاعتبار الذي يوليه له، منها على سبيل المِثال: «الأخ الأعدل الأشجع».
شهد عهد بايزيد الثاني أيضًا سُقُوط الأندلُس وخُرُوجها من أيدي المُسلمين بِدُخُول الملكين الكاثوليكيين فرديناند وإيزابيلَّا مدينة غرناطة، آخر معاقل الإسلام في البلاد الأندلُسيَّة. وقد استنجد المُسلمون الأندلُسيُّون بِالسُلطان العُثماني ونظيره المملوكي لِتخليصهم ممَّا هُم فيه، فأرسل بايزيد أساطيله لِحمل المُسلمين واليهود الهاربين من الاضطهاد والقتل إلى البلاد الإسلاميَّة المُجاورة، بما فيها الأراضي العُثمانيَّة، كما قصف العُثمانيُّون بضعة مُدن خاضعة لِمملكة قشتالة انتقامًا لِلمُسلمين من جهة، ولِإلهاء النصارى وشغلهم عن الأندلُسيين الهاربين. شكَّلت هذه العمليَّات العسكريَّة بدايات ما عُرف بِالجهاد البحري، فقد أخذ الكثير من البحَّارة المُسلمين يُغيرون من تلقاء أنُفسهم على السُفن القشتاليَّة والپُرتُغاليَّة والإيطاليَّة انتقامًا لِلأندلُسيين ورغبةً من بعضهم في استغلال النزاع لِجني بعض الأرباح من خلال الإغارة على سُفُن الأعداء، وكان الشاهزاده قورقود بن بايزيد أوَّل من احتضن هؤلاء البحَّارة وأمَّن لهم الحماية، ومدَّهم بِالمُؤن والعتاد والذخائر. ومن الوقائع فائقة الأهميَّة في عهد بايزيد ظُهُور السُلالة الصفويَّة الشيعيَّة في أذربيجان وسيطرتها بزِعامة قائدها الشاه إسماعيل بن حيدر على أغلب البلاد الإيرانيَّة. وقد فرض الشاه إسماعيل التشيُّع على الناس ثُمَّ أخذ دُعاته يتغلغلون بين قبائل التُركمان في الأناضول الشرقيَّة وأرمينية ويُهدِّدون الهيمنة العُثمانيَّة في تلك البلاد، فتصدَّى لهم الشاهزاده سليم بن بايزيد وألحق بهم هزائم في عدَّة مُناسبات.
تكدَّر صفاء حياة بايزيد الثاني في سنيّ حُكمه الأخيرة بِعصيان أولاده عليه لِكثرة تدخُّل الساسة والوُزراء والقادة العسكريين بِأُمُور ولاية العهد، بعدما اشتدَّت الأمراض على السُلطان وأصبح غير قادر على مُعالجة أُمُور الحُكم بِكفاءته المعهودة. فدعم كُل فريقٍ أحد أولاد السُلطان، فحدثت فتنة في البلاد، لكنَّ الغلبة كانت في نهاية المطاف من نصيب سليم بن بايزيد، الذي التفَّ حوله قادة الجيش لِإصراره على مُواجهة الخطر الصفوي والتعامل معهُ بِجديَّةٍ فائقة، عكس أخويه اللذين لم يوليا هذا الأمر أهميَّته رُغم النوايا المُعادية لِلشاه إسماعيل الصفوي. أمام هذا الواقع، تنازل بايزيد عن المُلك لِولده سليم وسافر لِلاعتزال في بلدة ديموتيقة، فتُوفي في الطريق، ونُقل جُثمانه إلى إسلامبول حيثُ دُفن. عُرف السُلطان بايزيد لدى مُعاصريه بِالصلاح والتُقى، حتَّى رُفع إلى مرتبة الولاية، وبذل جُهُودًا على الصعيد الداخلي من أجل وضع الأُسس التي قامت عليها الدولة العُثمانيَّة لاحقًا، فدعا العُلماء والفنانين وشُيُوخ الطُرق الصوفيَّة إلى العاصمة الجديدة إسلامبول، وأسَّس الأوقاف وطوَّرها. وصفهُ المُؤرِّخ أحمد بن يُوسُف القرماني بِقوله: «وَهُوَ مِنْ أَعْيَانِ السَّلَاطِين الْعُظَمَاء. تَفَرَّع مِنْ شَجَرَةٍ طَيِّبَةٍ أصْلُهَا ثَابِتٌ وَفَرْعُهَا فِي السَّمَاءِ، وَتَزَيَّنْت بِاسْمِه رُؤُوس الْمَنَابِر، وَتَوَشَّحَت بِذِكْرِه صُدُورُ الْمَنَائِر».

## حياته قبل السلطنة

### ولادته ونشأته

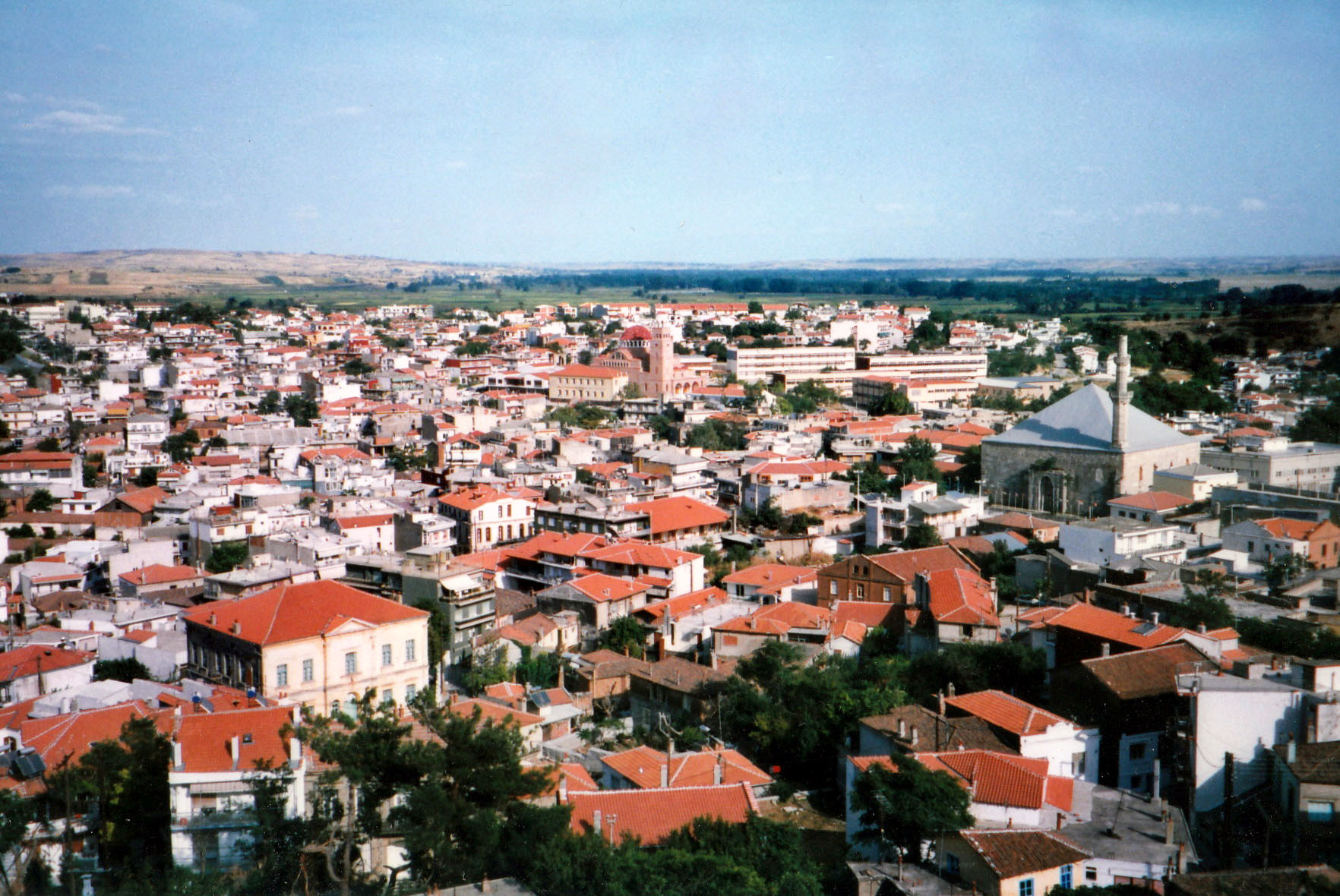
جانبٌ من بلدة ديموتيقة التي شهدت ولادة بايزيد الثاني.

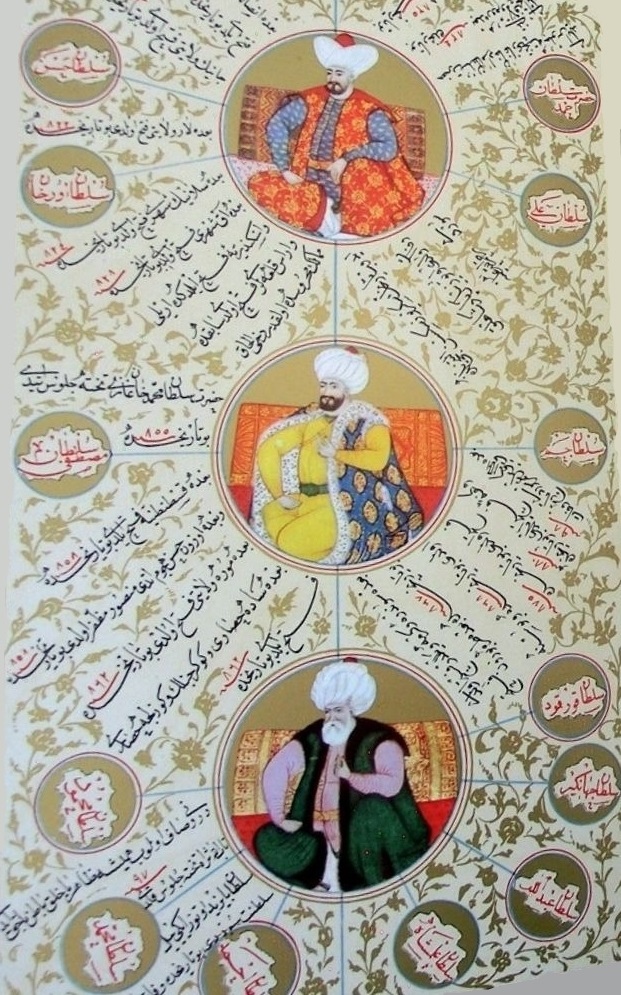
قسمٌ من شجرة أنساب آل عُثمان تُظهرُ نسب بايزيد الثاني (الصورة السُفلى) وذُريَّته.

وُلد بايزيد الثاني سنة 851هـ المُوافقة لِسنة 1447م، في سراي ديموتيقة بِالروملِّي، وهو بِكر أولاد السُلطان مُحمَّد الفاتح. تختلف المصادر على تحديد يوم ميلاده تحديدًا دقيقًا، فجعلته بعضها في شهر كانون الأوَّل (ديسمبر) 1447م أو في كانون الثاني (يناير) 1448م. وجعلتهُ أُخرى يوم 25 رمضان 851هـ المُوافق فيه 3 كانون الأوَّل (ديسمبر) 1447م، بينما جعلته غيرها يوم 7 شوَّال 852هـ المُوافق فيه 3 كانون الأوَّل (ديسمبر) 1448م، بل إنَّ إحدى الروايات تقول أنَّ مولده كان في شهر كانون الأوَّل (ديسمبر) 1450م. تتفق الكثير من المصادر المُعاصرة على أنَّ والدة بايزيد هي أمينة گُلبهار خاتون الأرناؤوطيَّة، على أنَّ مصادر أُخرى تنص على أنَّ والدته هي مُكرَّمة خاتون، رُغم أنَّ هذا مُستبعد كون مُكرَّمة خاتون تزوَّجت من السُلطان الفاتح سنة 1449م، أي بعد سنتين أو سنةٍ بِأفضل الأحوال، من مولد بايزيد. بُعيد فتح القُسطنطينيَّة، كان بايزيد قد بلغ السابعة من عُمره، فأرسله والده السُلطان إلى أماسية لِيكون واليًا عليها ويبدأ التدرُّبَ على شُؤون الحُكم والإدارة، وعيَّن لهُ أتابكًا هو علي باشا الخادم لِيُشرف على تربيته وتأديبه، إلى جانب العديد من العُلماء والأُدباء لِتعليم الشاهزاده وتثقيفه بِعُلُوم ذلك العصر. أخذ بايزيد العُلُوم الشرعيَّة عن أحد أكبر عُلماء زمانه، وهو الشيخ مُحيي الدين مُحمَّد الإسكليبي، شيخ الطريقة البيرميَّة، الذي يُروى أنَّهُ عندما اعتزم الذهاب لِلحج قال لِتلميذه بايزيد: «إنِّي أَجِدْكَ بَعْد إِيَابِيَ مِنْ الْحِجَازِ جَالِسًا عَلَى سَرِيرِ السَّلْطَنَةِ»، وكان كما قال، فأحبَّهُ بايزيد محبَّةً عظيمة حتَّى اشتهر بين الناس بِـ«شيخ السُلطان»، وبنى له بايزيد، حينما أصبح سُلطانًا، زاويةً في العاصمة إسلامبول. كما تلقَّى السُلطان المُستقبلي علمي التفسير والحديث على يد المولى الخطيب قاسم بن يعقوب الأماسي. وإلى جانب العُلُوم الشرعيَّة، أخذ بايزيد الرياضيات والفلسفة عن أعلام تلك العُلُوم في عصره، وأتقن اللُغات الشرقيَّة: العربيَّة والفارسيَّة والجغتائيَّة، مع آدابها، إلى جانب لُغته الأُم التُركيَّة، وتعلَّم القليل من الإيطاليَّة، وأجاد الأبجديَّة الأويغوريَّة، وتعلَّم تأليف الشعر والتلحين والتذهيب وصنع الأقواس، وأخذ التخطيط عن الشيخ حمد الله الأماسي، كما أخذ العُلُوم العسكريَّة عن كبار القادة وأُمراء الجيش، وبسبب هذا التحصيل العلمي الكبير وُصف بايزيد الثاني بِأنَّهُ «أعلم بني عُثمان» بعد أبيه الفاتح. اختُتن بايزيد وأخوه مُصطفى سنة 861هـ المُوافقة لِسنة 1457م، واحتفل والدهُما السُلطان بِهذه المُناسبة احتفالًا زائدًا، فأولم لِلناس فرحًا في موضعٍ يُقالُ له «آطه» بِالقُرب من مدينة أدرنة، وامتدَّ الاحتفال شهرًا.

### ولايته لِلعهد

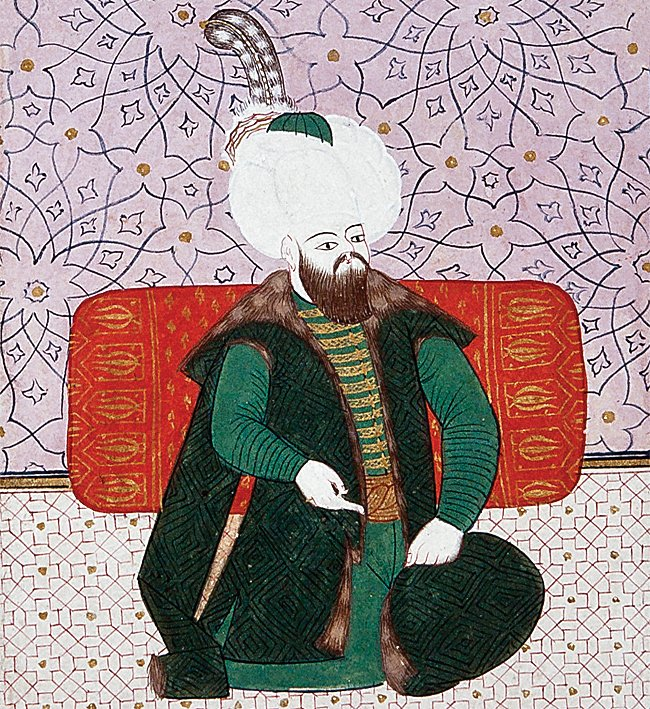
مُنمنمة عُثمانيَّة تُصوِّرُ بايزيد الثاني في شبابه حينما كان وليًّا لِلعهد.

بقي بايزيد وليًّا لِلعهد نحو 27 سنة، ولو اعتُمدت رواية ميلاده سنة 1450م، فتكون ولايته لِلعهد استمرَّت 30 سنة وشهرين و28 يومًا. خِلال هذه الفترة، أدار بايزيد أُمُور سنجق أماسية، وفي ربيع سنة 878هـ المُوافقة لِسنة 1473م، شارك بايزيد وشقيقه مُصطفى مع والدهما السُلطان الفاتح في معركة أوتلق بلي ضدَّ التُركمان الآق قويونلويين بِقيادة الأمير حسن بن عليّ البايندري الشهير بِـ«أوزون حسن» أي «حسن الطويل»، الذي كان قد حالف البُندُقيَّة في حربها الكُبرى ضدَّ العُثمانيين. وفي هذه المعركة، وقف بايزيد في ميمنة الجيش العثماني ومعه الوزير كدك أحمد باشا، وأخوه الشاهزاده مُصطفى في الميسرة ومعه البكلربك داود باشا، والسُلطان مُحمَّد ومعهُ طائفة القپوقوليَّة في القلب. دامت المعركة عدَّة ساعات وانتهت بانتصارٍ عُثمانيٍّ واضح نتيجة تفوَّق هؤلاء بِالسلاح والعتاد بما فيه المدافع والبنادق الثقيلة، وهاجم بايزيد سرادق أوزون حسن، الذي سارع بِالهرب من الميدان ناجيًا بِحياته. وفي سنة 1479م، تعرَّضت قافلة تُجَّار إيرانيِّين لِلنهب على يد بعض قُطَّاع الطُرق قُرب بلدة «تُورُل» في البنطس، فحمل بايزيد على المنطقة مع بعض الجُنُود وقطع دابر اللُصُوص، وضمَّ البلدة وأعمالها إلى الدولة العُثمانيَّة.

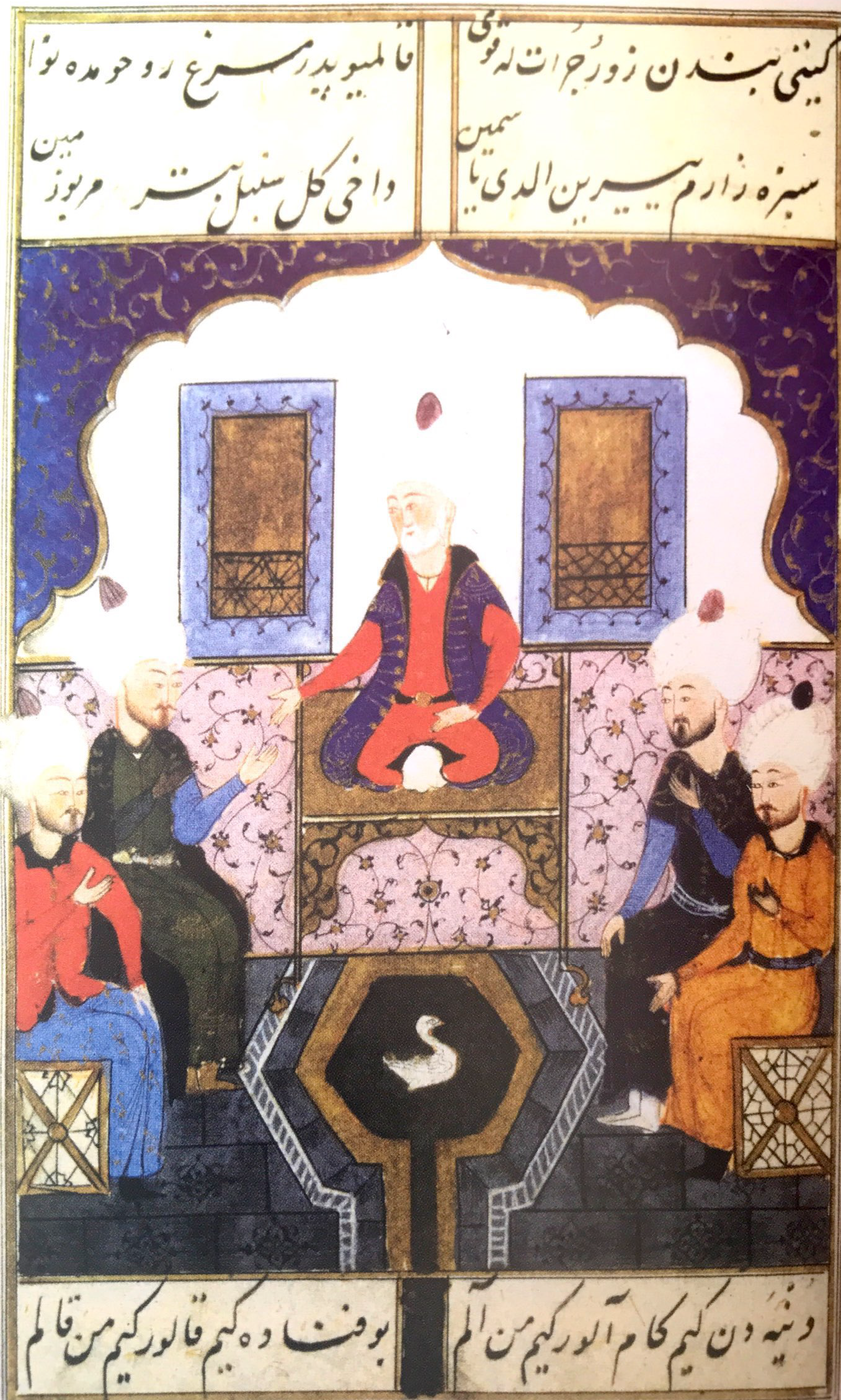
مُنمنمة عُثمانيَّة تُصوِّرُ بايزيد الثاني في مجلسه بين خاصَّته أثناء فترة ولايته لِلعهد. مخطوطة من كتاب الـ«سليمنامه»، أي رُسمت بعد عهد بايزيد خلال فترة حكم ولده سليم.

تروي بعض المصادر العُثمانيَّة أنَّ بايزيد الثاني شرب الخمر وتعاطى الأفيون في شبابه خِلال فترة ولايته لِلعهد، بِتأثيرٍ من صديقين مُقرَّبين من خاصَّته، هُما عبد الرحمٰن بن مُؤيَّد ومحمود بك الخاصكي، اللذين كانا يُشوِّقانه على تعاطي الحشيش وغيره من المُخدِّرات، وفي ذلك قال المُؤرِّخ مُصطفى علي بن أحمد بن عبد المولى القلِّيبُلِيئي: «كَانَ يُحِبُّ اللَّهْوِ فِي شَبَابِهِ، وَلَكِنَّه نَتِيجَة التَّنْبِيهَات وَلَا سِيَّمَا مِنْ قِبَلِ الشَّيْخُ مُحْيِي الدِّينِ يَوْسِي - وَالِد أَبُو السُّعُودِ أَفَنْدِي - وَإِرشَادِهِ لَهُ فَقَدْ نَذَرَ نَفْسِه لِلْعِبَادَةِ وَالتَّقْوَى». وبِحسب إحدى الروايات فإنَّ السُلطان مُحمَّدًا الفاتح عندما سمع بِأمر صديقيّ بِكره وعلِم أنَّ هذا قد يسير به على طريق الغواية، أرسل على الفور سنة 884هـ المُوافقة لِسنة 1479م، كتابًا شديد اللهجة إلى أمير سنجق قسطموني أحمد بك الفناري، وهو من جُملة مُعلمي ومُرشدي بايزيد، أعلمهُ فيه أنَّهُ طرق سمعهُ بِأنَّ صديقين من أصدقاء ابنه يُشوِّقانه لِتعاطي المُخدِّرات، ولو نجحا في ذلك لفسدت فِطرة وليّ العهد، وأنَّهُ لِكونه مُرشده ومُعلِّمه عليه أن يتدخَّل في الموضوع فورًا، ومُعاقبة الصديقين لِعادتهما السيِّئة ولِكونهما أداة فساد في المُجتمع، وإن كان بايزيد ابتُلي بِالمُخدِّر حقًا فعليه بِعرضه على الأطباء ومُعالجته فورًا. فردَّ أحمد بك على السُلطان بِرسالةٍ جوابيَّةٍ ذكر فيها أنَّ ما ورد بِحق الصديقين صحيح، غير أنَّ بايزيد لم يشترك معهما بِأيٍ من المُنكرات وليس لهُ علاقة وثيقة بِهما.
يقول الباحثان الدكتوران أحمد آق كوندز وسعيد أوزتورك (بالتركية: Ahmet Akgündüz & Said Öztürk) أنَّ هُناك شُبُهات كثيرة حول هذه الرواية، بما فيها قيام صديقيّ بايزيد - ولا سيَّما عبد الرحمٰن بن مُؤيَّد - بِارتكاب هذه المُحرَّمات. فالمصادر التاريخيَّة تُجمع أنَّ بايزيد الثاني كان من أكبر العُلماء بِالشريعة الإسلاميَّة بعد والده الفاتح، واشتهر بِعبادته وتقواه، وإنَّ العبارة الواردة عند مُصطفى علي بن أحمد بن عبد المولى القلِّيبُلِيئي لا تتضمَّن قولًا صريحًا حول شُرب بايزيد لِلخمر، ومن المعروف أنَّ المُؤرِّخ مُصطفى القلِّيبُلِيئي لم ينقل سوى بعض الادعاءات عن لسان بعض الأشخاص حول بضعة سلاطين كبايزيد الأوَّل وسليم الثاني وبايزيد الثاني. إضافة إلى ذلك، قال المُؤرِّخ طاشكبري زاده بِأنَّ عبد الرحمٰن بن مُؤيَّد كان نفسه عالمًا كبيرًا، وأنَّهُ تعرَّض لِفريةٍ شنيعةٍ، فقد كان يدرس كتاب «المُفصَّل في صنعة الإعراب» لِلإمام الزمخشري، وارتقى فيما بعد إلى مرتبة قاضي إسلامبول، ثُمَّ تبوَّأ منصب قاضي عسكر الروملِّي. ويُضاف إلى ذلك، قول الباحثين آق كوندز وأوزتورك أنَّ العديد من شُيُوخ الإسلام العُثمانيين كانوا قد أصدروا عدَّة فتاوى حول حُرمة جميع أنواع المُخدِّرات، كالخشخاش والبنج والبرش (شرابٌ يحتوي على الأفيون) والأفيون والمعجون (عجينة تحتوي على الأفيون) وغيرها. ومن تلك الفتاوى: «هَل تَنَاوَل الْبُرْشُ وَالْأَفْيُونُ والمَعْجُونُ الْمُحْتَوِي عَلَى الْأَفْيُونِ دُونَ بُلُوغِ مَرْتَبَة السُّكْرِ حَرَامٌ؟ الْجَوَاب: "أَنَّ هَذِهِ الْمَوَادِّ الَّتِي يَتَنَاوَلُهَا الْفَاسِقُون وَأَهْلُ الْأَهْوَاءِ - بِاسْتِثْنَاء مَا كَانَ مِنْهَا لِلْعِلاج - لَيْسَت حَلَالًا عَلَى الْإِطْلَاقِ».

## انتقال العرش إلى بايزيد وثورة الإنكشاريَّة

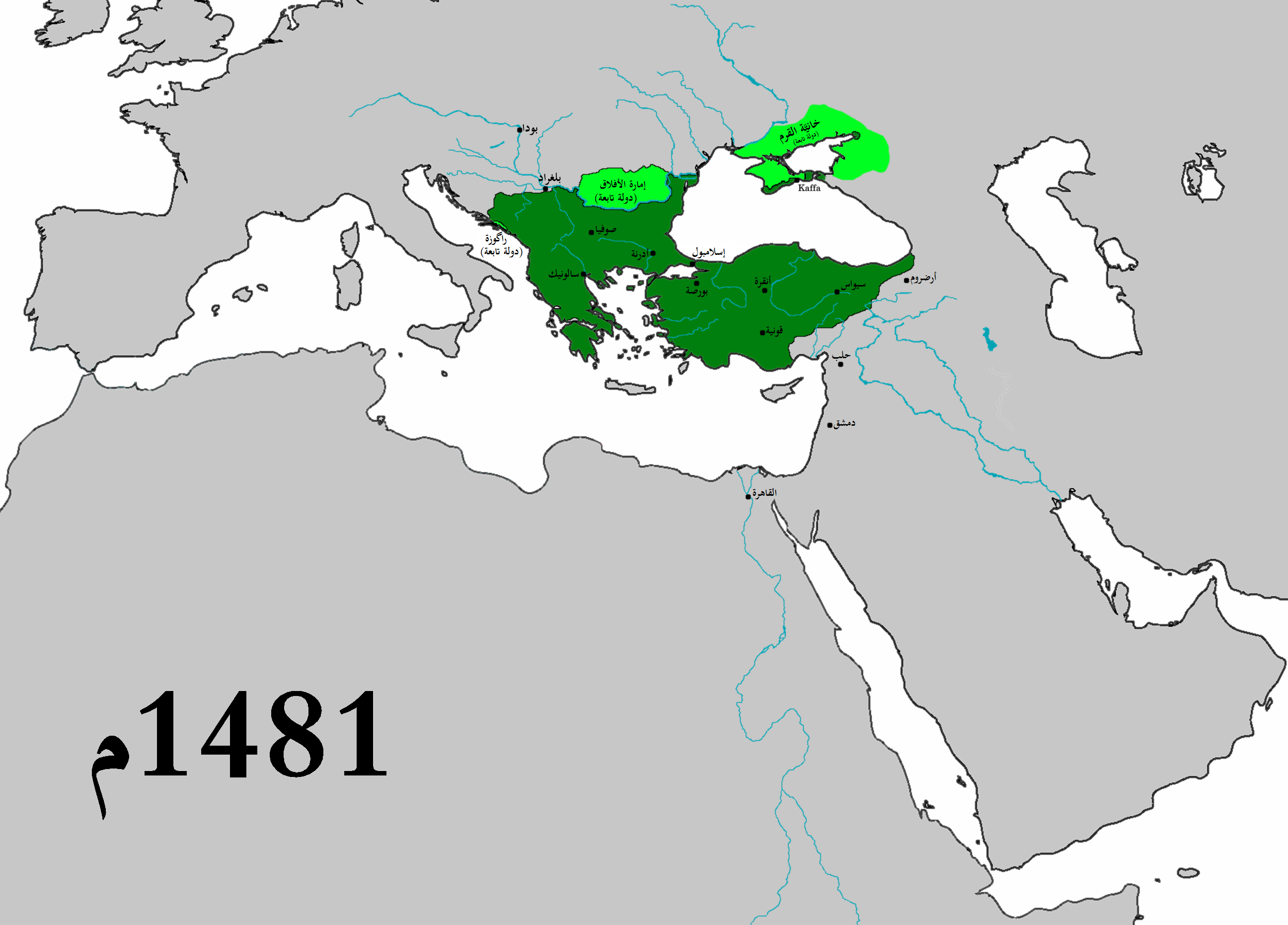
الحُدُود التقريبيَّة لِلدولة العُثمانيَّة عشيَّة وفاة السُلطان مُحمَّد الفاتح وتربُّع بايزيد الثاني، بِالإضافة لِلبلاد التابعة لها ذات الاستقلال الإداري.

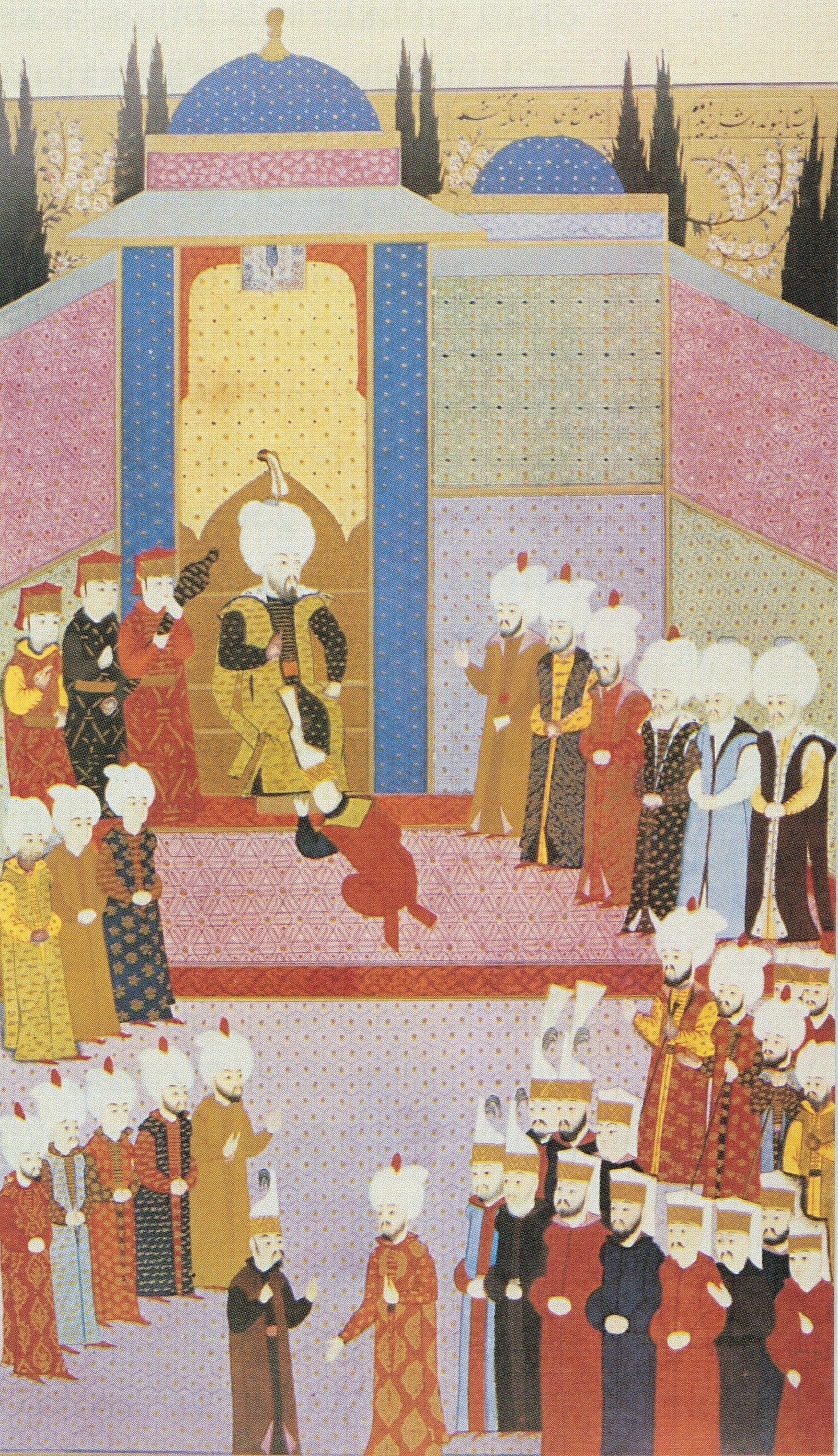
مُنمنمة عُثمانيَّة تعود لِلقرن السادس عشر الميلادي تُصوِّرُ جُلُوس بايزيد الثاني على عرش آل عُثمان.

تُوفي السُلطان مُحمَّد يوم الخميس 4 ربيع الأوَّل 886هـ المُوافق فيه 3 أيَّار (مايو) 1481م في موضعٍ يُقال له «تكفور چايري» بِأُسكُدار، على الضفَّة الشرقيَّة لِلبُسفور، وكان قد خرج إلى الموضع المذكور ليبدأ الإعداد لِحملةٍ كبيرةٍ يغلب الظن أنَّها كانت مُوجَّهة إلى إيطاليا، لكن داهمه مرضٌ مُفاجئ، وأخذ يشتد ويقوى حتَّى وافاه الأجل. وتنُصُّ المصادر أنَّ السُلطان ترك وصيَّةً لِوليّ عهده بايزيد، وهو على فراش الموت، يُوصيه فيها بِالاستقامة وحُسن الحُكم والإدارة والانقياد لِأوامر ونواهي الشريعة الإسلاميَّة والإحسان لِلرعيَّة، فقال:
ها أنذا أموت ولكنني غير آسف لِأنِّي تاركٌ خلفًا مثلُك. كُن عادلًا صالحًا رحيمًا، وابسط على الرعيَّة حمايتك بِدون تمييز، واعمل على نشر الدين الإسلامي، فإنَّ هذا هو واجب المُلُوك على الأرض. قدِّم الاهتمام بِأمر الدين على كُلِّ شيء، ولا تفتر بِالمُواظبة عليه، ولا تستخدم الأشخاص الذين لا يهتمُّون بِأمر الدين، ولا يجتنبون الكبائر وينغمسون في الفُحش، وجانب البدع المُفسدة، وباعد الذين يُحرِّضونك عليها. وسِّع رُقعة البلاد بِالجهاد، واحرُس أموال بيت المال من أن تتبدَّد. إيَّاك أن تمُدَّ يدك إلى مال أحدٍ من رعيَّتك إلَّا بِحق الإسلام، واضمن لِلمعوزين قوتهم، وابذل إكرامك لِلمُستحقين. وبِما أنَّ العُلماء هم بِمثابة القُوَّة المبثوثة في جسم الدولة، فعظِّم جانبهم وشجعِّهُم، وإذا سمعت بِأحدٍ منهم في بلدٍ آخر فاستقدمه إليك وأكرمه بِالمال. حذارِ حذارِ لا يغُرَّنَّك المال ولا الجُند، وإيَّاك أن تُبعد أهل الشريعة عن بابك، وإيَّاك أن تميل إلى أيِّ عملٍ يُخالف أحكام الشريعة، فإنَّ الدين غايتنا، والهداية منهجنا، وبِذلك انتصرنا. خُذ منِّي هذه العبرة: حضرتُ هذه البلاد كنملةٍ صغيرة، فأعطاني الله تعالىٰ هذه النعم الجليلة، فالزم مسلكي، واحذُ حُذوي، واعمل على تعزيز هذا الدين وتوقير أهله، ولا تصرف أموال الدولة في ترفٍ أو لهوٍ أو أكثر من قدر اللُّزوم، فإنَّ ذلك من أعظم أسباب الهلاك.
ولمَّا تُوفي السُلطان الفاتح، أخفى الصدر الأعظم مُحمَّد باشا القرماني خبر موته عن الجُند، لكنَّهُ أساء في التدبير، فلم يُرسل إلى بايزيد أن يحضر لِيتولَّى العرش، بل أرسل قاصدًا إلى أخيه الأصغر الشاهزاده جَمّ يستعجله بِالقُدُوم إلى العاصمة لِيستلم مقاليد الدولة قبل أن يصل الخبر لِأخيه. وكان سبب فعله هذا هو شدَّة ارتباطه وميله ومودَّته بِالشاهزاده الأصغر. وكان جَمّ آنذاك واليًا على بلاد القرمان ومُتمركزًا في قونية، إذ كان والده قد أقطعهُ إيَّاها بعد وفاة أخيه الشاهزاده مُصطفى. واتُفق أنَّ قاصد الصدر الأعظم صادف بعض رجال بكلربك الأناضول سنان باشا، فأمسكوه وحملوه إلى سيِّدهم المذكور، الذي كان صهرًا لِبايزيد، فاكتشف معهُ الرسالة المُوجَّهة لِلشاهزاده جَمّ، فأمر بِحبس القاصد وكتم الخبر. وكان الوُزراء قد أرسلوا إلى بايزيد يوم وفاة والده رجُلًا من الجاووشيَّة أ[›] يُقالُ له «ككلك مُصطفى»، فركب على وجه السُرعة إلى أماسية ووصلها يوم 8 ربيع الأوَّل 886هـ المُوافق فيه 7 أيَّار (مايو) 1481م، ودخل على وليّ العهد وعزَّاه بِموت والده وهنَّأه بِانتقال العرش إليه. خِلال ذلك الوقت، كان الصدر الأعظم قد أظهر لِلجيش أنَّ السُلطان مُحمَّد قد قصد العودة إلى إسلامبول إلى أن يُعافى من المرض الذي ألمَّ به، فحمل الجُثمان في عربةٍ وسار بها إلى العاصمة، وترك الجُند والمُعسكر في الموضع الذي نزل به السُلطان وتُوفي. ولمَّا دخل موكب الصدر الأعظم إسلامبول أسرع بِإخراج الغلمان الأعجميين ب[›] أيضًا بِحُجَّةٍ واهية، ومنع السُفُن والزوارق من المسير إلى ساحل أُسكُدار لِئلَّا يعبر الجُنُود إلى إسلامبول.
ولم يبقَ خبر موت السُلطان سرًا لِفترةٍ طويلة، إذ سُرعان ما شاع بِسبب التدابير السيِّئة لِلصدر الأعظم، وما أن وصل إلى علم الإنكشاريَّة وعلموا بِإجراءات مُحمَّد باشا حتَّى أعلنوا التمرُّد، فعبروا البُسفور بِواسطة بعض الزوارق التي وجدوها في القُرى الساحليَّة، ودخلوا العاصمة ثُمَّ وثبوا على سراي الصدر الأعظم فنهبوها وقتلوه، وعاثوا في المدينة سلبًا ونهبًا، فأغاروا على بُيُوت الأعيان والمُتموِّلين من اليهود فنهبوها نهبًا فاحشًا.

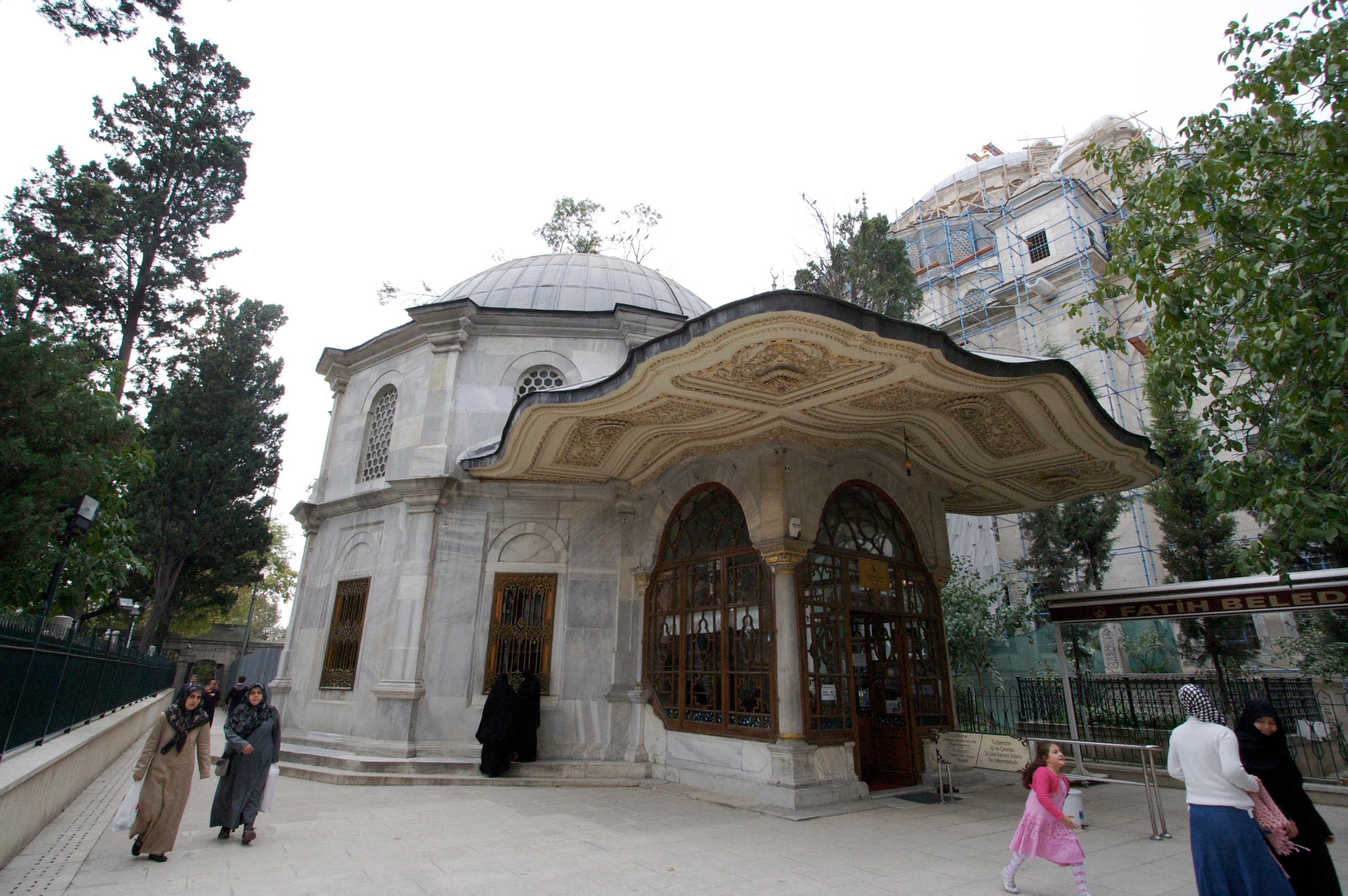
تُربة السُلطان مُحمَّد الفاتح الكائنة بِجهة قبلة المسجد الجامع المُسمَّى باسمه، والذي بناه في مدينة إسلامبول (إستنبول المُعاصرة)، وكان أوَّل من دُفن من سلاطين بني عُثمان بِالمدينة المذكورة.

سارع بعض العُقلاء من الساسة والقادة إلى إرسال كتابٍ إلى الغازي إسحٰق باشا، وهو السياسي والعسكري المُخضرم الذي تولَّى بكلربكيَّة الأناضول في عهد السُلطان مُحمَّد الفاتح وقاد عدَّة حملات عسكريَّة ناجحة، يطلبون منه المجيء فورًا إلى إسلامبول لِوأد الفتنة ريثما يحضر السُلطان العتيد. وكان إسحٰق باشا آنذاك مُتقاعدًا في سنجق سالونيك، لكنَّهُ استجاب لِلطلب وحضر على وجه السُرعة، فسكنت فتنة الجُند إذ كانت جميع الفرق والطوائف العسكريَّة تحترمه وتُوقِّره، كما وعدهم بِالترقيات والعطيَّات ما أن يتولَّى السُلطان الجديد. وأقام إسحٰق باشا الشاهزاده قورقود بن بايزيد نائبًا عن أبيه حتَّى وُصُوله. خرج بايزيد من أماسية بعد ثلاثة أيَّامٍ من علمه بِوفاة والده في أربعة آلاف فارسٍ من أتباعه، فوصل إلى أُسكُدار بعد تسعة أيَّامٍ حيثُ استقبلهُ الأعيان والجُند، ثُمَّ ركب البحر لِلعُبُور إلى إسلامبول. وفي أثناء اجتيازه المضيق أحاطت به عدَّة قوارب ملأى بِالإنكشاريَّة وطلبوا منه عزل أحد الوُزراء المدعو مُصطفى باشا بن حمزة، الذي بلغهم أنَّ بايزيد ينوي تعيينه في منصب الصدارة العُظمى، واستبداله بِالغازي إسحٰق باشا، لِضمان حُصُولهم على العطايا والترقيات التي وُعدوا بها، فوعدهم بايزيد بِتحقيق طلبهم. وفي 23 ربيعٍ الأوَّل 886هـ المُوافق فيه 22 أيَّار (مايو) 1481م، وصل السُلطان الجديد إلى عاصمة مُلكه، ولمَّا قرُب من السراي اصطفَّت الإنكشاريَّة على طريقه وسألوه العفو عمَّا جرى منهم من قتل الصدر الأعظم مُحمَّد باشا القرماني ونهب بُيُوت الأعيان وأن يُنعم عليهم بِمبلغٍ من المال سُرُورًا بِتولِّيه عرش آبائه وأجداده، فأجابهم إلى جميع مطالبهم وشقَّ صُفُوفهم فدخل السراي وجلس على تخت السلطنة. وفي غد ذلك اليوم أُخرج نعش السُلطان مُحمَّد لِلصلاة عليه، وأمَّ الصلاة الشيخ مُصلح الدين مُصطفى بن أحمد الصدري القنوي، الشهير بِابن الوفاء، واكتنف السُلطان بايزيد بِنفسه نعش أبيه وحملهُ عدَّة خُطُواتٍ حتَّى وُري الثرى بِجهة قبلة المسجد الجامع الذي سُمي باسمه.
جلس السُلطان بايزيد أيَّامًا يتقبَّل العزاء بِموت والده، ثُمَّ شرع في تدبير شُؤون المُلك، وكان أوَّل ما فعله أن خلع على الأعيان والأشراف، وفوَّض الصدارة العُظمى إلى إسحٰق باشا، وأنفذ جميع وُعُوده من الترقيَّات والعطيَّات، وجعل مُصطفى باشا بن حمزة سالِف الذِكر وزيرًا ثانيًا.

## الصراع بين الأخوين بايزيد وجَمّ سُلطان

### بدء الفتنة وانسحاب العُثمانيين من جنوب إيطاليا

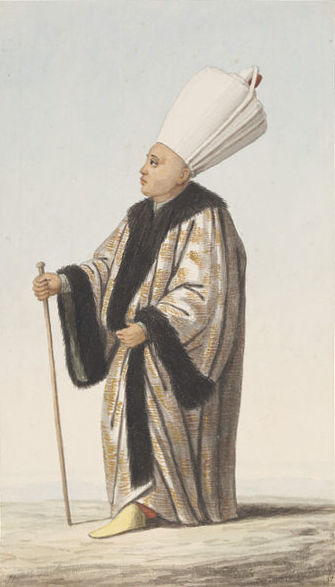
رسمٌ لِأحد آغوات الدوشيرمة.

كان الشاهزاده جَمّ سُلطان بن مُحمَّد، يتمتَّع بِتعاطُف بعض القطاعات المُعيَّنة من الرأي العام، وأبرزُها عددٌ من القبائل التُركمانيَّة الأناضوليَّة قليلة الحماس لِلسُلطة المركزيَّة، فاجتمع عليه جمعٌ من القرمانيين إلى جانب بعض العُثمانيين البطَّالين والأوباش. ولمَّا بلغهُ خبر موت أبيه سعى هؤلاء إلى تحريكه على طلب السلطنة، فسار على الفور مع من حاز ولاذ به قاصدًا مدينة بورصة. والحقيقة أنَّ جَمّ سُلطان لم يحصل على دعم أحد من كبار الأعيان والساسة العُثمانيين إلَّا الصدر الأعظم المقتول مُحمَّد باشا القرماني بِسبب المودَّة والصداقة القائمة بينهما كما أُسلف. أمَّا بايزيد فكانت علاقته قويَّة بِرجال الدولة النافذين، مُنذُ أن كان وليًّا لِلعهد، ومن هؤلاء صهره بكلربك الأناضول سنان باشا، والغازي إسحٰق باشا الذي كان عدوًّا لِلصدر الأعظم الأسبق، وكان صاحب تأثيرٍ فعَّالٍ على طائفة الإنكشاريَّة، وسبب هذه العداوة والكراهيَّة بين الرَّجُلين ترجع إلى الإشاعات التي ظهرت حول مُحاولة مُحمَّد باشا القرماني تسميم السُلطان الفاتح، بِالإضافة إلى تسلُّطه على بعض الأوقاف الإرصاديَّة، وتحويلها إلى تيمارات، وفرضه بعض الضرائب الجديدة من أجل تقوية الخزينة، ولمَّا أُضيف إليها سعيه في إيصال الشاهزاده الأصغر إلى العرش، كان عاقبة أمره أن لم يستطع إنقاذ نفسه من أيدي الإنكشاريين. بِالإضافة إلى ذلك، شهد بلاط بايزيد في أماسية تجمُّعًا لِلمُعارضين لِسياسة السُلطان مُحمَّد، والمعروف أنَّ هؤلاء المُعارضين شكَّلوا الطبقة الأرستقراطيَّة العُثمانيَّة، وكان سبب مُعارضتهم سياسة الفاتح أنَّهُ استبعدهم عن السُلطة ومراكز القوى، كما فعل مع آل الجندرلي الذين خلعهم من الصدارة العُظمى بعد 90 سنة أمضوها يتوارثون هذا المنصب، وقدَّم عليهم الساسة والقادة من زُمرة الدوشيرمة، وهُم البلقانيون النصارى الذين كانوا يُختارون وهُم فتيان بِالقُرعة، ويُجلبون إلى البلاد العُثمانيَّة حيثُ يُربَّون ويُعلَّمون لدى طائفة الإنكشاريَّة أو في سراي السُلطان. فامتعض هؤلاء أشد امتعاض من هذه السياسة، التي أظهرت السُلطان وكأنَّهُ يُفضِّلُ مجهولي النسب والتاريخ على أشراف العُثمانيين، وشاهدوا نُفُوذهم القديم يخرج من أيديهم وانفتاح أبواب كافَّة الوظائف، ومنها الصدارة العُظمى، أمام الدوشيرميين. والواقع أنَّ السُلطان مُحمَّد قصد من وراء هذه الخُطوة تقوية مركزيَّة الدولة، وذلك لا يكون إلَّا بِتبلوُرها في شخص السُلطان في سبيل استمرار فاعليَّة عجلتها ودوامها، كما أنَّ أُمراء الأناضول من التُركمان الإقطاعيين لم يكونوا قريبين من فكرة الاتحاد العُثماني، وأفلتوا منها على الدوام، فكان السُلطان لا يرتاح لهم. أمَّا الدوشيرميين فقد تربُّوا في السراي ولا يعرفون أبًا أو سيِّدًا لهم سوى السُلطان، فهم لا يستمدُّون قُوَّتهم من عائلاتهم أو ثرواتهم أو ماضيهم، وإنَّما يستمدُّونها مُباشرةً من السُلطان نفسه.

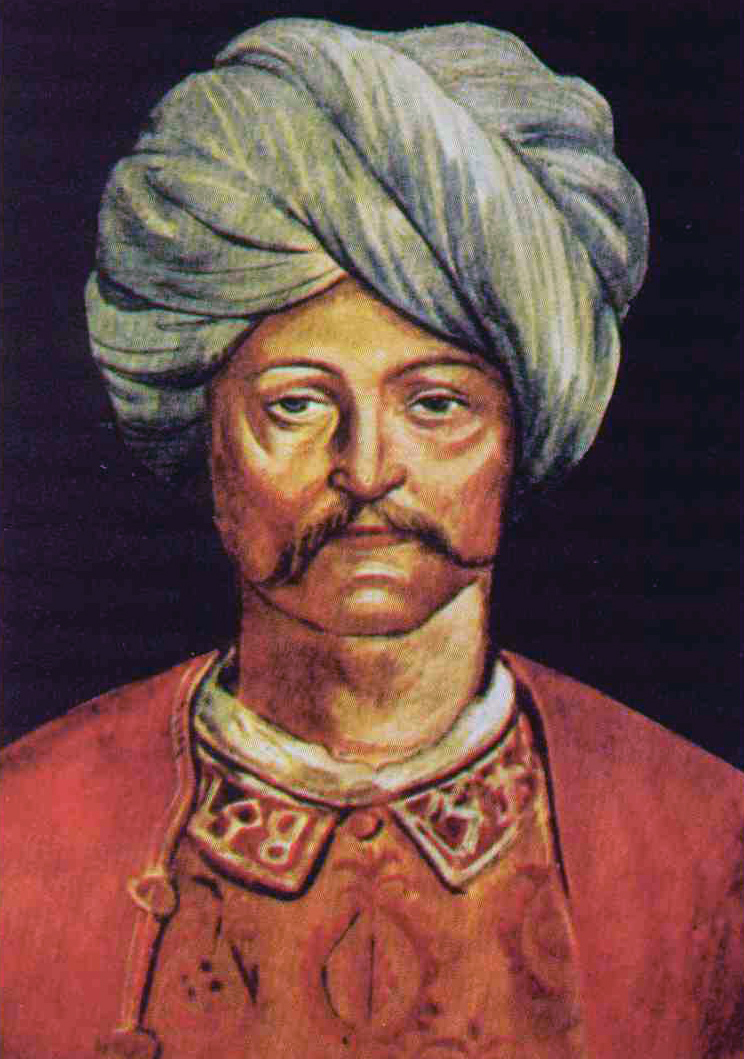
لوحة بِريشة الرسَّام الإيطالي پينتوريكيو تُصوِّرُ الشاهزاده جَمّ سُلطان بن مُحمَّد، المُدَّعي بِالحق في عرش آل عُثمان.

أمام هذا الواقع، وقف أشراف العُثمانيين خلف بايزيد، على أمل استعادة نُفُوذهم في عهده، فشكَّلوا تكتُّلًا جيِّد التنظيم مُواليًا له في مُواجهة أخيه، في الوقت الذي كان فيه أعوان جَمّ سُلطان على قلَّتهم سالِفة الذِكر. ولمَّا بلغ السُلطان بايزيد أنَّ أخاه خرج عليه وتوجَّه إلى صوب بورصة، أرسل أحد وُزرائه، واسمه أيَّاس باشا، في ألفيّ إنكشاريّ من طريق مودانية لِرد الخطر عن العاصمة العتيقة للدولة، ثُمَّ عبر السُلطان أيضًا إلى أُسكُدار في بقيَّة الجيش. سار أيَّاس باشا ونزل في بلدة قبلوجة من أعمال بورصة، وكان قد قدِم جمعٌ من عسكر جَمّ بِقيادة شخص يُقال له «كدك نصوح»، وحاولوا دُخُول المدينة، فقابلهم أيَّاس باشا وقاتلهم، إلَّا أنَّ أهل بورصة سُرعان ما انضمُّوا إلى جانب جَمّ وقاتلوا الوزير وجُنُوده وحالوا دون دُخُول هؤلاء إلى البلد. وسبب فعلهم هذا أنَّهم خافوا الإنكشاريَّة لِما فعلوه بِأهل إسلامبول من نهب البُيُوت وارتكاب الفُجُور، ففضَّلوا تسلُّط الشاهزاده العاصي عليهم. وهكذا انهزم أيَّاس باشا ووقع في الأسر مع كثيرٍ من الإنكشاريَّة، وما أن وصل جَمّ بعد انتهاء المعركة حتَّى استقبله الأهالي وأدخلوه البلد وسلَّموه القلعة، فجلس فيها على تخت المُلك، وخُطب لهُ فيها على المنابر، وأقام فيها ثمانية عشر يومًا حتَّى سخَّر نواحيها، وعيَّن الوُزراء والقادة، وضرب النُقُود باسمه. وما أن بلغ ذلك إلى السُلطان حتَّى سار إلى دفع غائلة أخيه من طريق يني شهر، فأرسل إليه جَمّ عمَّة والدهما سُلجُوق خاتون بنت السُلطان مُحمَّد الأوَّل مع المولى أيَّاس البروسوي وأحمد چلبي بن شُكر الله، وحملت سُلجُوق خاتون رسالةً إلى السُلطان بايزيد عرض فيها جَمّ الصُلح على أخيه بِشرط اقتسام الدولة، فيحكم جَمّ البلاد الآسيويَّة في حين يحكم بايزيد البلاد الأوروپيَّة. رفض بايزيد عرض أخيه، وأخذ يستعد لِمُلاقاته، فأعاد سُلجُوق خاتون مُكرَّمةً إلى مُرسلها، وسار بِاتجاه بورصة. واستعدَّ جَمّ أيضًا لِلقتال، فتوجَّه إلى صوب يني شهر، وسيَّر في مُقدِّمته «كدك نصوح» ومُحمَّد چلبي بن أوزغور في جمعٍ من جيشه. وحاول بايزيد أن يحول دون إهراق الدماء، فأرسل من ينصح أخاه وعرض عليه ما يختار غير السلطنة، فلم ينتصح، وهكذا لم يعد هُناك مهربٌ من القتال. وكان الصدر الأعظم إسحٰق باشا قد أرسل في طلب كدك أحمد باشا المُحاصر لِأطرانط في جنوب إيطاليا، مُنذُ أواخر عهد السُلطان الفاتح، يُخبره بِوُجُوب الحُضُور على وجه السُرعة لِلقضاء على الفتنة، فاستجاب أحمد باشا، وأخذ الأُسطُول والقسم الأكبر من الجُنُود وغادر إيطاليا مُتوجهًا نحو الأناضول.

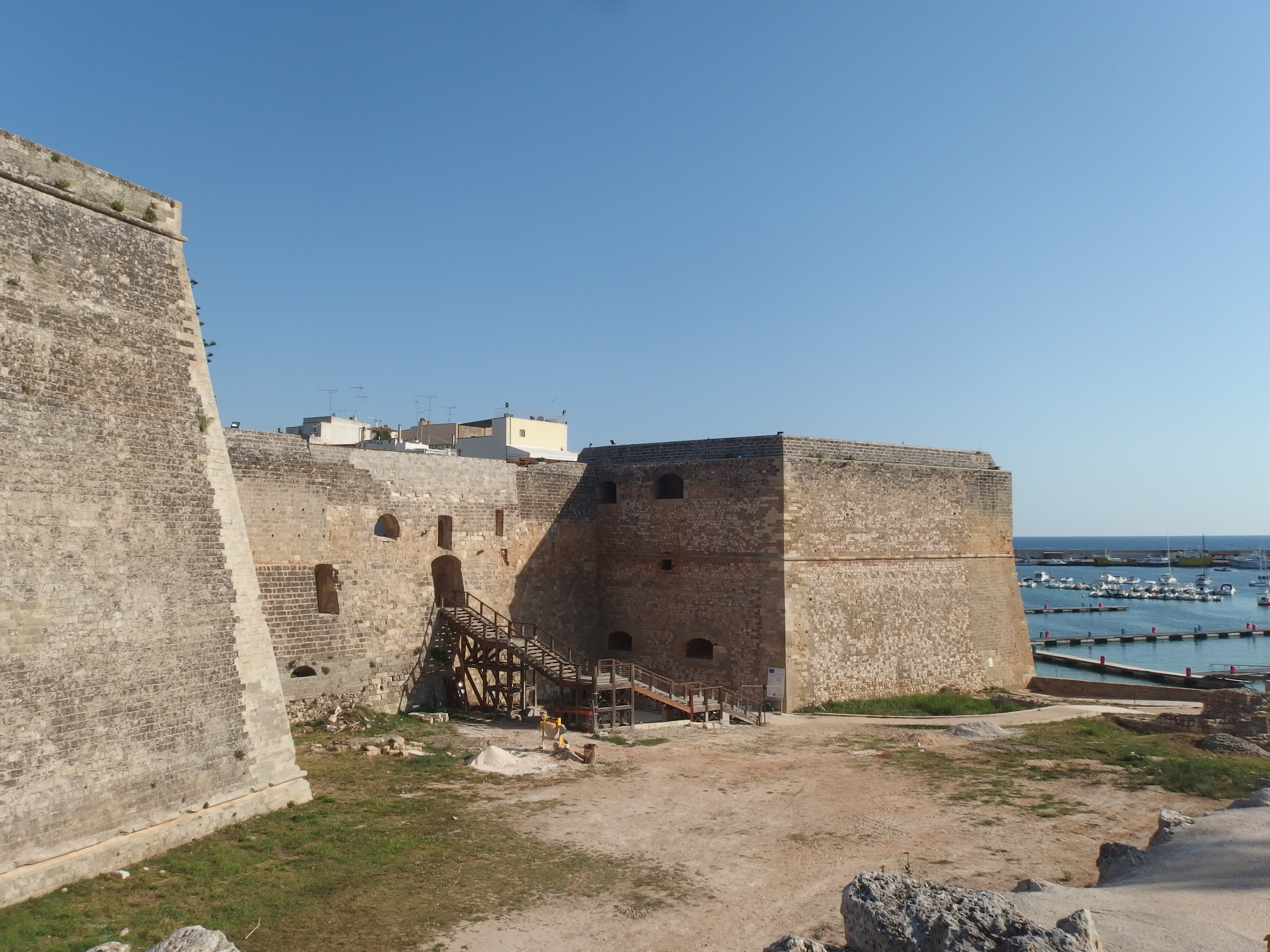
جانبٌ من قلعة أطرانط. افتتحها العُثمانيُّون بِقيادة كدك أحمد باشا، واتخذوها نُقطةً مُتقدِّمةً لِلإغارة على البلاد الإيطاليَّة المُجاورة ثُمَّ تراجعوا عنها وأخلوها نتيجة اضطراب الأوضاع وتفاقم فتنة الشاهزاده جَمّ سُلطان بن مُحمَّد في الأناضول.

التقت طليعة السُلطان بايزيد بِقيادة بكلربك الأناضول سنان باشا مع مُقدِّمة الشاهزاده جَمّ، فاقتتلوا حتَّى انكسر أصحاب الأخير، وأُسر مُحمَّد چلبي مع أتباعه، واتُّفق حينذاك أنَّ كدك أحمد باشا وصل مع جُنُوده إلى ركاب السُلطان، فأكرمه الأخير وقلَّده إمارة جيشه. والتقى الفريقان عند نهر يني شهر في يوم السبت 22 ربيع الآخر 886هـ المُوافق فيه 19 حُزيران (يونيو) 1481م، فاشتبكوا في قتالٍ شديدٍ، وكان السُلطان ووُزراؤه قد خابروا سرًّا «لاله يعقوب بك بن أشتين»، مُدِّبر أُمُور جَمّ سُلطان يعدونه بِالجميل إن تخلَّى عن سيِّده وأعان بايزيد على الظفر به. ولمَّا اشتدَّ القتال فارق يعقوب جَمًّا وانحرف مع جمعٌ عظيمٌ من أتباعه إلى جانب السُلطان، فانكسر عسكر الشاهزاده العاصي، واستأمن أكثر من معهُ إلى السُلطان سوى القرمانيين الذين هربوا. وفي أثناء ذلك تخلَّص من الحبس الإنكشاريُّون الذين كانوا قد أُسروا مع أيَّاس باشا وسُجنوا في قلعة بورصة، فلحقوا بِجيش السُلطان، وتبعوا المُنهزمين إلى معبر «دربند أرمني». أمَّا الشاهزاده جَمّ فهرب في جمعٍ قليلٍ من أتباعه، وكان قد أُصيب بِجرحٍ في رجله، وفي أثناء هُرُوبه وثب عليه بعض أوباش التُركمان وسلبوه كُل ما كان معه، فأسرع الهرب حتَّى وصل إلى قونية، وقرَّر مُغادرة الأراضي العُثمانيَّة خوفًا من أن يُدركه أخاه. وفي غُضُون ذلك، حاصر فرديناند الأوَّل ملك النبلطان (ناپولي) قلعة أطرانط التي اعتصمت فيها بقيَّة الجيش العُثماني بِقيادة خير الدين باشا، بِنيَّة استردادها من المُسلمين. ولمَّا كان واضحًا أنَّ هذه الفئة القليلة لن تصمد أمام الحصار، فقد أرسل خير الدين باشا إلى الملك يُخبره بِأنَّهُ سيترك القلعة إذا سُمح لهُ بِرُكُوب السُفُن والمُغادرة دون تعرُّض لِأحدٍ من الجُنُود بِأذى، فوافق الملك، وأخذ الباشا جُنده البالغ عددهم 8,000 عسكري وخرج بهم عائدًا إلى الأراضي العُثمانيَّة. وهكذا لم يدم الحكم العُثماني في شبه جزيرة بولية سوى 13 شهرًا، ولم يلتفت السُلطان بايزيد وأيٌّ من السلاطين الذين تلوه إلى خطَّة فتح إيطاليا التي شرع بها السُلطان مُحمَّد الفاتح.

### هُرُوب جَمّ سُلطان إلى مصر

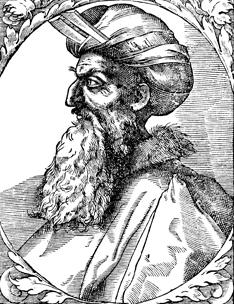
رسمٌ تخيُّلي لِلسُلطان الأشرف أبو النصر سيف الدين قايتباي، مُستضيف جَمّ سُلطان في مصر.

ما أن وصل جَمّ سُلطان إلى قونية، حتَّى حمل أهله وعياله وسار بهم في بقيَّة أتباعه من طريق جبل بلغار إلى بلاد بني رمضان، فتعرَّض لهُ على الطريق بعض قُطَّاع الطُرق من التُركمان الورساقيين ت[›] وسلبوه أمواله، ثُمَّ تابع طريقه حتَّى وصل إلى أضنة، فأكرمه الأمير الرمضاني عُمر بك، ثُمَّ سار منها إلى حلب حيثُ استقبلهُ نائب السلطنة الأمير أزبك الأتابكي. وأعلم الشاهزاده العُثماني الأمير سالِف الذِكر نيَّته بِالسفر إلى القاهرة، عاصمة الدولة المملوكيَّة، فأرسل الأمير إلى السُلطان قايتباي يستأذنه، فعاد الجواب بِالسماح لِجَمّ سُلطان بِدُخُول الديار المصريَّة، شرط أن يحضر في قليلٍ من عسكره. وهكذا سار جَمّ سُلطان من حلب إلى دمشق التي بالغ نائبُها في إكرامه، ثُمَّ تابع طريقه وزار بيت المقدس، ثُمَّ سار إلى غزَّة ومنها خرج يُريدُ مصر، فلمَّا أُخبر السُلطان قايتباي بِذلك أعدَّ العُدَّة لِمُلاقاته واستقباله، فأرسل إليه الأُمراء والأعيان ومُقدِّمي العساكر ورؤساء النُوَّاب والحُجَّاب فاستقبلوه استقبالًا حافلًا، وساروا به في موكبٍ كبيرٍ حتَّى طلع إلى قلعة الجبل ومثُل بين يديّ السُلطان المملوكي، الذي بالغ في تعظيمه وتطييبه، وأنزلهُ منزلة ولده، وأركبه فرسًا خاصًّا من مركوبه بِسرجٍ مُذهَّبٍ، ثُمَّ نزل من القلعةِ في موكبٍ حافلٍ يتقدَّمهُ الأُمراء ورُؤساء النُوَّاب، وكان لهُ يومٌ مشهود، إذ اصطفَّ أهالي القاهرة في الشوارع ورحَّبوا من صميم قلبهم بِابن فاتح القُسطنطينيَّة، الذي لفظوا اسمه «الجَمْجُمَة». وأُنزل الشاهزاده العُثماني بِدار ابن جلود، كاتب المماليك، الواقعة على خليج فم الخور ث[›]. وكان المُؤرِّخ ابن إيَّاس قد رحَّب بِجَمّ سُلطان بِبيتين من الشعر قال فيهما:
وأمَّا السُلطان بايزيد فسار إلى بلاد القرمان ونزل في خارج قونية، وأعاد جميع البلاد التي سيطر عليها أخوه تحت جناح الدولة العُثمانيَّة، وأرسل كدك أحمد باشا في عقب جَمّ سُلطان، وأقطع القرمان لِولده الشاهزاده عبد الله، ثُمَّ قفل وعاد إلى دار مُلكه. وفي أثناء عودته طلب منه الإنكشاريَّة أن يسمح لهم بِالانتقام من أهل بورصة ونهبها مُجازاةً لهم على قُبُولهم بِالشاهزاده العاصي وحبسهم الجُنُود السُلطانيَّة، فلم يأذن لهم السُلطان في ذلك، وأعطى إلى كُلِّ نفرٍ منهم قرشين خوفًا من أن يُحدثوا فتنة، فاستكانوا. ولمَّا عاد السُلطان إلى إسلامبول حضر إليه جمعٌ من زُعماء أوباش التُركمان الذين كانوا قد أغاروا على جَمّ سُلطان ونهبوا أثقاله في معبر «دربند أرمني»، وطلبوا منهُ إحسانًا على ما فعلوه على اعتبار أنَّهم عاقبوا من عصى السُلطان. لكنَّ بايزيد أمر بِجمعهم وأنزل بهم عقابًا صارمًا على ما فعلوه، لِتعتبر وترتدع الرعيَّة عُمومًا وسائر القبائل التُركمانيَّة خُصُوصًا ولا تتجاوز من حدِّها وتتطاول على السلاطين وأولادهم مهما كان السبب. خِلال تلك الفترة، كان كدك أحمد باشا قد تعقَّب جَمّ سُلطان إلى هرقلة، وعلم وُصُوله إلى مصر، فعاد أدراجه وتوجَّه إلى قونية ثُمَّ إسلامبول حيثُ قلَّدهُ السُلطان الوزارة. أمَّا جَمّ سُلطان، وبعد أن أمضى في القاهرة نحو أربعة أشهر، عقد العزم على حج البيت الحرام، فخرج في ذي القعدة 886هـ مع موكب الحج تصحبه أُمُّه وعياله وعاد في مُحرَّم 887هـ، فكان أوَّل من حجَّ من آل عُثمان الذُكُور. ولم يلبث جَمّ سُلطان أن تقلَّق من إقامته بِمصر، وطلب التوجُّه إلى بلاده لِيُحارب أخيه، فجمع السُلطان قايتباي الأُمراء واستشارهم في ذلك، فحاول الجميع الحيلولة دون سفر الشاهزاده العُثماني، لكنَّهم فشلوا في إقناعه، فأذن لهُ السُلطان بِالسفر حينما يرغب، رُغم أنَّهُ كان كارهًا لِذلك.

### فتنة الأمير قاسم بك القرماني
أثناء الفترة التي انشغل فيها السُلطان بايزيد وأخيه بِالاقتتال، قرَّر آخر أُمراء بني قرمان، وهو قاسم بك بن إبراهيم، أن يستغلَّ الوضع ويُحاول استرداد مُلك آبائه المفقود. ومن المعروف أنَّ قاسم بك سبق هو وأخيه پير مُحمَّد أن أشهرا العصيان على الدولة العُثمانيَّة زمن السُلطان مُحمَّد الفاتح، وهُزما وضُمَّت بلادهما إلى جُملة الممالك العُثمانيَّة، ثُمَّ خضع قاسم بك لِلسُلطان في حين توجَّه پير أحمد إلى الشَّام وبقي فيها حتَّى مماته. واجتمع على قاسم بك كثيرٌ من أوباش التُركمان الورساقيين والطُرغُديين والقراسيين والقرمانيين، فسار بهم قاصدًا قونية، معقل الشاهزاده عبد الله بن بايزيد. وكان مُدبِّر شُؤون الشاهزاده المذكور هو الأتابك علي باشا الخادم، فخرج إلى قتال قاسم بك واشتبك معهُ في موضعٍ يُسمَّى «بروانة چايري»، ولم يقدر عليه لِكثرة من كان معهُ من الخارجين على الدولة، فرجع علي باشا إلى قونية وتحصَّن مع الشاهزاده عبد الله في قلعتها، ولم يلبث قاسم بك أن وصل المدينة وضرب الحصار عليها. وما أن بلغ ذلك إلى السُلطان بايزيد حتَّى سيَّر الوزير كدك أحمد باشا إلى الأناضول لِإخضاع قاسم بك ومن معه، فسار أحمد باشا في ألفيّ إنكشاريّ وأربعة آلاف عزبيّ وجميع عساكر الأناضول من أهل التيمار والسپاهية والسلحداريَّة، فهرب قاسم بك إلى هضبة «طاش إيلي» في قيليقية، مخبأ أجداده، لكنَّ أحمد باشا تبعهُ واشتبك معهُ حتَّى أجبره على الهُرُوب من مخبئه إلى طرسوس. توجَّه أحمد باشا بعد ذلك إلى مدينة لارندة وأرسل يُعلم السُلطان بالمُستجدَّات، وشتى في المدينة على أن يُكمل مُلاحقة الأمير العاصي في الربيع. أمَّا قاسم بك فكان قد بلغهُ عودة جَمّ سُلطان من الحج إلى مصر، فأرسل إليه قاصدًا وخدعهُ بِأنَّ الأُمراء والوُزراء ساخطون على السُلطان وأنَّ الرأي الصواب هو رُجُوع الشاهزاده إلى طلب المُلك، ثُمَّ سيَّر إليه جماعة من الأُمراء المُنافقين، على رأسهم أمير أنقرة مُحمَّد بك الطرابزُني، يحملون إليه كتابًا جاء فيه: «إِنَّ العُثمَانِيِّيْنَ سَاخِطُون عَلَى أَخِيكُمْ بَايَزِيدٌ، فَإِذَا جِئْتُم يُمْكِنُكُم أَن تَتَحَصَّلُوا عَلَى سَلْطَنَتِكُم الْمَوْرُوثَة»، فانخدع جَمّ سُلطان بِهذا الكلام وخرج من القاهرة يوم 6 صفر 887هـ المُوافق فيه 26 آذار (مارس) 1482م، وتوجَّه إلى الأناضول، بعد أن زوَّده السُلطان قايتباي بِخمسةٍ وستين ألف دوقيَّة.

### عودة جَمّ سُلطان إلى الأناضول وانهزامه مُجددًا

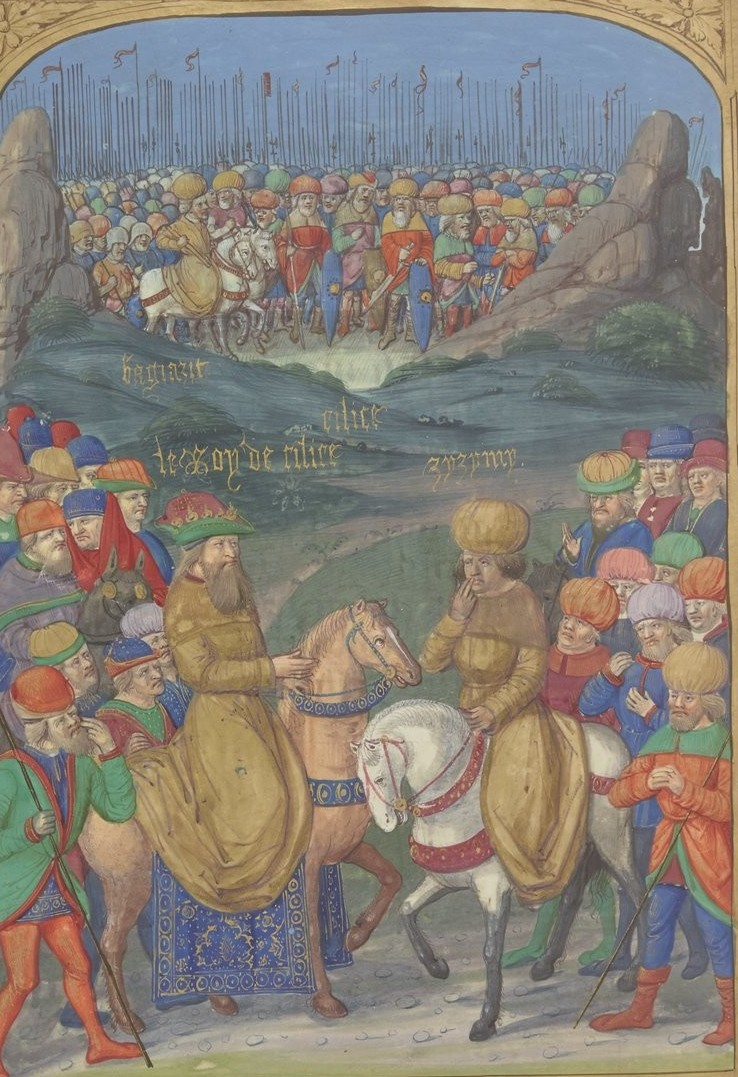
رسمٌ أوروپيٌّ يُصوِّرُ جَمّ سُلطان (يمينًا على صهوة حصانه) وقاسم بك (يسارًا على صهوة حصانه) مُحتميان في هضبة طاش إيلي، وفي الخلفيَّة السُلطان بايزيد يتتبعهما على رأس جيشه. سُمِّي قاسم بك في هذا الرسم بِـ«ملك قيليقية».

وصل جَمّ سُلطان إلى حلب يوم 18 ربيع الأوَّل 887هـ المُوافق فيه 6 أيَّار (مايو) 1482م، حيثُ استقبلهُ قاسم بك، واجتمع عليه جمعٌ من الأُمراء العُثمانيين، فتوجَّه إلى أضنة ثُمَّ منها إلى أركلو، وبلغ ذلك السُلطان بايزيد، فأرسل إلى كدك أحمد باشا يلومه على تهاونه مع قاسم بك وعدم تتبعه، ويأمره بِالعودة إلى العتبة السُلطانيَّة بعد أن ينقل الشاهزاده عبد الله من قونية إلى أفيون قره‌حصار لِيحتمي في قلعتها من العُصاة الزاحفين. نفَّذ أحمد باشا المُهمَّة الموكلة إليه، وفي أثناء خُرُوجه من قونية صادف أمير أنقرة مُحمَّد بك الطرابزُني، فاقتتلا قتالًا يسيرًا، ثُمَّ انسحب أحمد باشا تاركًا الأمير سالِف الذِكر يُحاصر المدينة. وبعد أن أسكن الشاهزاده عبد الله في القلعة المُشار إليها، توجَّه عائدًا إلى عتبة السُلطان، فوجده زاحفًا بِنفسه إلى صوب قونيه، ولقيه بِناحية سيدي غازي. خِلال تلك الفترة، كان جَمّ سُلطان قد انضمَّ إلى الجيش المُحاصر لِقونية، ويُروى أنَّهُ وعد قاسم بك أنَّهُ لو بقي في جانبه وساعدهُ لِلحُصُول على مُلك آل عُثمان يرُدُّ لهُ بلاد أجداده، أي يُعيد إحياء الإمارة القرمانيَّة.
ولمَّا بلغ جَمًّا أنَّ السُلطان قد اقترب لِإنجاد المدينة المُحاصرة، سارع في الهرب مع قاسم بك، وترك مُحمَّد بك الطرابزُني خلفه، فاشتبك الأخير مع طليعة الجيش العُثماني بِقيادة والي أماسية سُليمان باشا، فقُتل مُحمَّد بك وفُكَّ الحصار عن قونية. وأرسل السُلطان أحد قادته، واسمه إسكندر باشا، في خمسة آلاف فارسٍ لِتعقُّب آثار جَمّ، فتبعهُ إلى أركلو لِيكتشف أنَّهُ هرب مع قاسم بك وتحصَّنا في هضبة «طاش إيلي». فما كان من السُلطان إلَّا أن أرسل جوابًا إلى أخيه ينصحه بِالكف عن القتال والإقلاع عن الأفكار الفاسدة، واقترح عليه أن يُقيم في بيت المقدس مع خواص رجاله، ويُخصَّص لهُ مدخولًا سنويًّا جليلًا قدره مليون آقچة يعتاش منه وأهله وعياله وحاشيته. لكنَّ جَمّ أبى هذا العرض، ولم يرضَ إلَّا بِحصَّةٍ من المُلك، فأجاب أخيه بأنَّهُ يقبل الصُلح إن أقطعهُ بعض الإيالات، فرفض بايزيد على اعتبار أنَّ مثل هذا الطلب لا يكون ورائه إلَّا انقسام الدولة، وأرسل أحد وُزرائه، وهو أحمد باشا بن هرسك، في جيشٍ إلى تسخير «طاش إيلي» والظفر بِجَمّ وقاسم بك. ولمَّا بلغ ذلك إلى جَمّ خاب أمله بِالوُصُول إلى مُبتغاه، ورغب بِالرُّجوع إلى مصر، فأرسل من أصحابه سُليمان الفرنجي إلى جزيرة رودس لِطلب المعونة على العُبُور بحرًا من شيخ الفُرسان الإسبتاريين بُطرس الأُبوسُّوني (بالفرنسية: Pierre d'Aubusson)، الشهير في المُؤلَّفات العُثمانيَّة باسم «ماصنوري». قَبِل شيخ الفُرسان تأدية هذه الخدمة، وأعاد سُليمان المذكور مع كتاب العهد وسفينة خاصَّة لِتُقلِّ جَمّ سُلطان، لكنَّ سُليمان نصح مخدومه بِألَّا يُقدم على العُبُور لِاستشعاره الغدر من الإسبتاريين، فتردَّد جَمّ لِفترة، ثُمَّ حمله بعض أتباعه على رُكُوب البحر، فاستمع إليهم وتوجَّه إلى رودس يوم 13 جُمادى الآخرة 887هـ المُوافق فيه 29 تمُّوز (يوليو) 1482م. أمَّا قاسم بك، فإنَّهُ لمَّا يئس من خلاص جَمّ، أرسل إلى العتبة السُلطانيَّة يلتمس العفو والصفح عمَّا بدر منه. فعفا عنهُ السُلطان بايزيد وأقطعهُ ناحية «إيج إيلي»، فبقي أميرًا عليها إلى أن وافاه الأجل سنة 888هـ المُوافقة لِسنة 1484م.

### انتقال جَمّ سُلطان إلى رودس ثُمَّ فرنسا

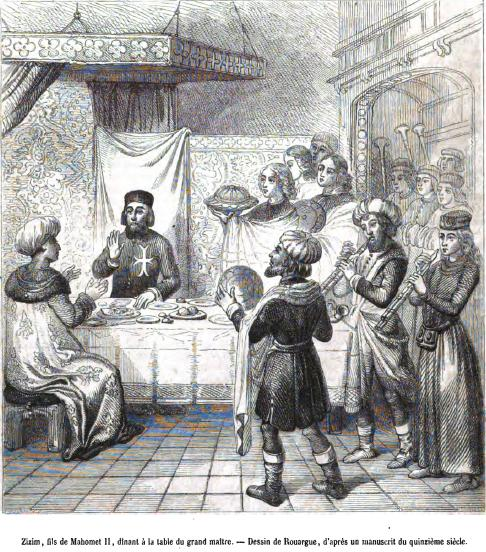
جَمّ سُلطان في ضيافة شيخ الفُرسان الإسبتاريين في رودس.

هبط جَمّ سُلطان في رودس في نفس اليوم الذي أقلع فيه من آسيا الصُغرى، وقابله أهل الجزيرة بِكُل تجلَّة واحترام، ثُمَّ صعد وقابل شيخ الإسبتاريين في قلعة القدِّيس بُطرس، فأكرمهُ وأقسم لهُ أن يُوصله إلى مصر. مكث جَمّ سُلطان وحاشيته في رودس طيلة 34 يومًا دون أن يُنفِّذ شيخ الفُرسان وعده، ثُمَّ حنث بِقسمه وأرسل الشاهزاده ومعيَّته إلى مدينة نيس بِفرنسا بعد رحلةٍ بحريَّةٍ دامت 46 يومًا، وهكذا بدأت إقامة جَمّ سُلطان في فرنسا التي قُدِّر لها أن تستمر ست سنوات وأربعة أشهُر، نُقل خلالها من قلعةٍ إلى أُخرى من قلاع الإسبتاريَّة. وعندما علِمت بعض الدُول الأوروپيَّة المُعادية لِلدولة العُثمانيَّة بِمجيء أخ السُلطان، حاولت الاستفادة من الخُصُومة الداخليَّة بينهما لِمُهاجمة أراضي الدولة، فطلب كُلٌ من ملك المجر متياس كورڤن، وملك فرنسا لويس الحادي عشر، ودوق البُندُقيَّة يُوحنَّا موسينيغو، وإمبراطور ألمانيا فريدريك الثالث، أن يُسلِّمهم الفُرسان الشاهزاده العُثماني لِيتخذوه ذريعةً لِلتدخُّل في شُؤون الدولة الداخليَّة. وفي سبيل الحيلولة دون استغلال جَمّ سُلطان ضدَّ الدولة العُثمانيَّة، أرسل السُلطان بايزيد وُفُودًا إلى رودس لِمُخابرة شيخ الإسبتاريَّة على إبقاء أخيه عندهم تحت الحفظ، وفي مُقابل ذلك يتعهَّد لهم السُلطان بِعدم التعرُّض لِاستقلال الجزيرة مُدَّة حياته، ويدفع لهم مبلغًا سنويَّا قدره 45 ألف دوقيَّة لِقاء نفقات العناية بِأخيه. فقبِل شيخ الفُرسان بِذلك وأُمضيت مُعاهدة بِهذا بين العُثمانيين والإسبتاريين يوم 26 شوَّال 887هـ المُوافق فيه 7 كانون الأوَّل (ديسمبر) 1482م. وأوفى الإسبتاريُّون بِوعدهم، فلم يقبلوا تسليم الشاهزاده لِأيٍّ من المُلُوك الأوروپيين، ولا لِلسُلطان قايتباي، الذي كان قد علم بِما جرى لِجَمّ سُلطان من الانكسار والوُقُوع بِأيدي الإسبتاريين فندم وحزن على السَّماح له بِالخُرُوج من مصر، وأرسل إلى الفُرسان يعدهم بِدفع مليون دوقيَّة لِقاء إرسالهم جَمّ إلى مصر، فلم يُوافقوا.
سُجِّل خِلال هذه الفترة مُراسلة جَمّ سُلطان لِبايزيد ورد الأخير عليه، وكانت رسالة جَمّ عبارة عن بيتين من الشعر دسَّهما في غمدٍ مُعبِّرًا عن مشاعره، وتعريبهما: «لِمَاذَا تَنَامُ بِالْوِرْدِ هَانِئًا مَعَ الْأَسِرَّةِ وَأَنَامُ عَلَى الرَّمَادِ فِي وَضْعِ مُهِينٍ؟» فردَّ عليه بايزيد بِسلاح الشعر أيضًا وقال: «لِأَنَّ الدَّوْلَةَ قِسْمَتُنَا مِنْ يَوْمِ الْأَزَل. لِمَاذَا لَا تُطَأطِئ بِرَأْسِك لِلْقَدْرِ؟ حَظِيتَ بِلَقَبِ حَاجِّ الْحَرَمَيْنِ، فَلِمَاذَا تَسْأَلُ عَنْ سُلْطَةٍ دُنْيَوِيَّةٍ؟»، وذُكر هذا الصدام اللَّافت بين الأخوين بِاعتباره مثالًا على تمكُّن السُلطان والشاهزاده من القلم بِقدر تمكُّنهما من السيف. جديرٌ بِالذِكر أيضًا أنَّ جَمّ عُرف طيلة فترة إقامته بِفرنسا باسم «البرنس زيزيم» (بالفرنسية: Prince Zizim).

## الحملات على البُغدان
بعد تخلُّصه من مُشكلة أخيه، استعاد السُلطان بايزيد النظام في الدولة، فبعد تعيين قاسم بك أميرًا على ناحية «إيج إيلي»، زال التهديد القرماني تمامًا، وأصبحت البلاد القرمانيَّة مُرتبطة بِالدولة العُثمانيَّة ارتباطًا نهائيًّا. وأعاد السُلطان لِلأشراف اعتبارهم الذي فقدوه في عهد أبيه الفاتح، وأعاد لِلأوقاف شرعيَّتها، كما أعاد الأملاك التي أُعطيت لِأصحاب التيمارات إلى مالكيها القُدماء. كذلك، عزل السُلطان الصدر الأعظم إسحٰق باشا وأمره بِأن يظل مُتقاعدًا في سالونيك، وأمر بِإعدام الوزير كدك أحمد باشا لِثلاثة أسبابٍ رئيسيَّة: أوَّلُها أنَّ الباشوان المذكوران كانا صاحبا السُلطة الفعليَّة على أرض الواقع مُنذُ أن أوصلا بايزيد إلى العرش وأعاناه على أخيه، ومن المعروف أنَّ إسحٰق باشا كان حمًا لِأحمد باشا، وكان كلاهما يتمتعان بِشعبيَّةٍ كبيرةٍ وسط الإنكشاريَّة ويقدران على تحريكها. وثانيها أنَّ كدك أحمد باشا كان راغبًا بِالاستمرار بِحملاته على العالم المسيحي الغربي، وآثر إعلان الحرب على الإسبتاريين في رودس لأنَّهم حموا الشاهزاده جَمّ، في حين أنَّ بايزيد كان يُؤثر عدم مُعاداتهم لِلاتفاق المُبرم بينهم وبين العُثمانيين بِخُصُوص التحفُّظ على جَمّ سُلطان، كما أنَّهُ رغب بِالابتعاد عن الحرب بعدما أرهقت فُتُوحات السُلطان مُحمَّد الدولة العُثمانيَّة على الصعيدين المالي والبشري، إلَّا أنَّ الوزير أصرَّ على الحرب وانتقد السُلطان الجديد لِاتباعه السياسة السلميَّة، فغضب عليه بايزيد. وثالثها أنَّ كدك أحمد باشا كان يُظهر القسوة والغِلظة في مُعاملته الرعايا، فكثُر التذمُّر منه، واستغلَّ هذا الأمر الحُسَّاد والسُعاة فأوغروا صدر السُلطان عليه أكثر. فلمَّا تجمَّعت كُل هذه الأسباب أمر السُلطان بِإعدام الوزير المذكور، وعيَّن في الصدارة العُظمى داود باشا الأرناؤوطي أمير سنجق البوسنة خلفًا لِإسحٰق باشا. أمام هذه التغييرات التي طالت أقرب سياسيين إلى الإنكشاريَّة، أخذ قادتها يُظهرون امتعاضهم واستيائهم، فتخلَّص السُلطان من بعضهم بِأن أرسلهم إلى أماكن بعيدة بِحُجَّة أشغالٍ مُهمَّة، لكنَّ صُفُوفهم لم تهدأ رُغم ذلك، فاضطرَّ السُلطان أن يُشغلهم بِالحرب كي لا يُقلقوا راحة الدولة، وحتَّى يُقوِّي سُلطته عليهم، فاستغلَّ انهيار الصُلح مع المجر الذي تبع وفاة السُلطان الفاتح، والغارات المُتبادلة بين العُثمانيين والمجريين، وتجهَّز لِلحرب والجهاد.

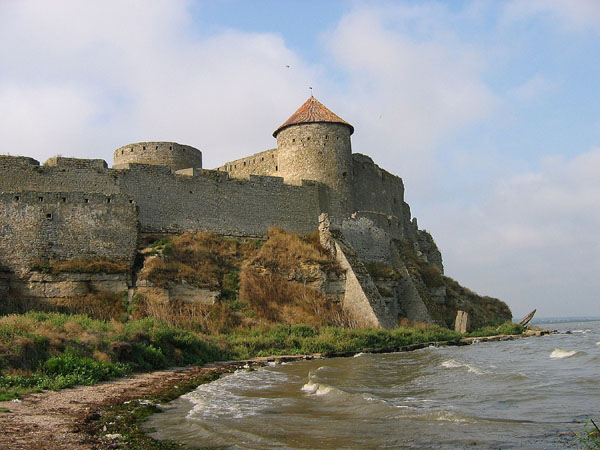
قلعة وميناء آق كرمان. أحد أبرز الموانئ الاستراتيجيَّة، وأحد هدفيّ السُلطان بايزيد الثاني في حملته على إمارة البُغدان.

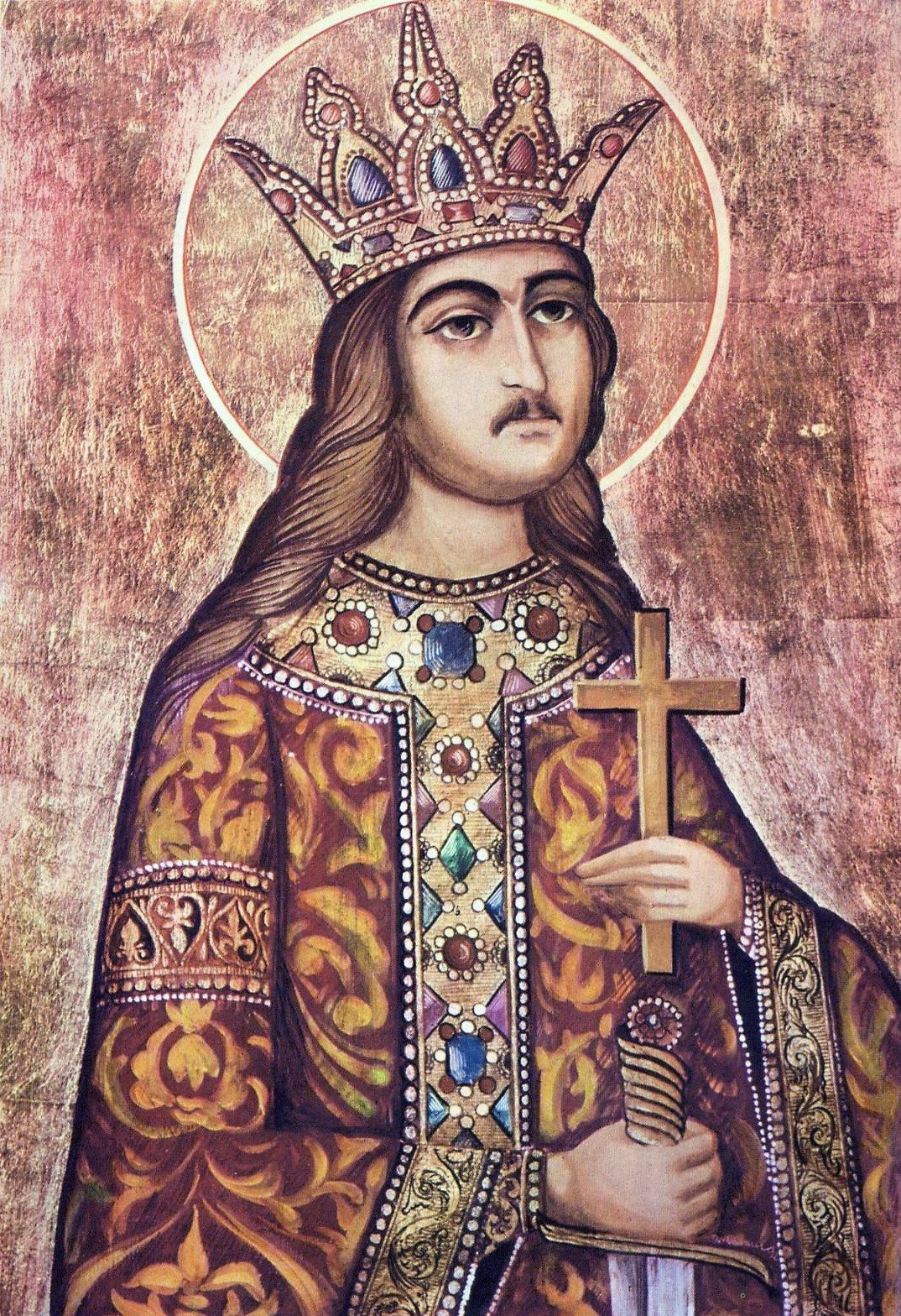
أسطفان بن بُغدان، أو القدِّيس أسطفان الكبير، أمير البُغدان زمن السُلطانين مُحمَّد الفاتح وبايزيد الثاني.

توجَّه السُلطان في شهر ربيعٍ الأوَّل سنة 888هـ المُوافقة لِسنة 1483م إلى فيلپَّة بالروملِّي، ثُمَّ أرسل جيشًا فعبروا من نهر الموراوة، وعمَّروا القلاع التي كان السُلطان مُحمَّد الفاتح قد أمر بِهدمها، وأقام السُلطان في نواحي صوفية إلى أن تمَّ التعمير. والحقيقة أنَّ أي صدامٍ بين العُثمانيين والمجريين لم يحصل، فأمام استعراض القُوَّة العُثماني، وانشغال ملك المجر متياس كورڤن بِصراعه مع الإمبراطور الألماني، جنح إلى الصُلح الذي اقترحهُ السُلطان، فأُمضيت هُدنة بين الطرفين مُدَّتُها خمس سنوات. ثُمَّ حوَّل السُلطان أنظاره ناحية إمارة البُغدان، إذ كان أميرُها السابق أسطفان بن بُغدان، الذي هزمه السُلطان الفاتح مرَّتين في معركتيّ واسلوي والوادي الأبيض، وفرَّ هاربًا إلى بولونيا، قد عاد إلى بلاده، واستغلَّ فترة انشغال بايزيد بِقتال أخيه جَمّ لِيتدخَّل في شُؤون إمارة الأفلاق الخاضعة لِلدولة العُثمانيَّة، فأزاح أميرها المُوالي لِلعُثمانيين «بساراب الأصغر» وقتلهُ في إحدى المعارك، واستبدلهُ بِالأخ غير الشقيق لِڤلاد دراكولا المُخوزق، المدعو «ڤلاد الراهب». لكنَّ الأخير لم يلبث أن اعترف بِتبعيَّته لِلسُلطان، ممَّا دفع بِأسطفان بن بُغدان إلى التحالف مع أمير المسكوب يوحنَّا الثالث خوفًا من أي هُجُومٍ عُثمانيٍّ لن يقوى على دفعه مُنفردًا. ورأى السُلطان في تصرُّف الأمير البُغداني اعتداء وقرَّر الرد عليه، ووضع نصب عينيه افتتاح مدينتيّ كيلية وآق كرمان، التي لم يتمكَّن السُلطان مُحمَّد الفاتح من إخضاعها تمامًا مع سائر بلاد البُغدان. وهدف السُلطان من وراء استهداف المدينتين المذكورتين إلى تحقيق مُكتسباتٍ استراتيجيَّةٍ واقتصاديَّة. فمن الناحية الاستراتيجيَّة ستؤدي السيطرة عليهما إلى فتح الطريق أمام العُثمانيين إلى بولونيا والمجر، وتمركز الحاميات العُثمانيَّة فيها من شأنه أن يُعرقل تدخُّلات البُغدانيين في الأفلاق. أمَّا على الصعيد الاقتصادي، فإنَّ المدينتين تُعدَّان مينائين تجاريين هامّين، وتقعان على منفذ الطريق الاقتصادي الذي يربط بولونيا وبلاد البلطيق بِالمشرق الإسلامي عن طريق بحر البنطس (الأسود). وبِالاستيلاء على هذين الموقعين تكسب الدولة ثروة كما تُضعف إمارة البُغدان، وسيُحقق العُثمانيُّون السيطرة على مُجمل البحر سالِف الذِكر، وهي النتيجة المأمولة لِلسياسة المُطبَّقة بِشكلٍ واعٍ في المُنطقة مُنذُ عهد السُلطان مُحمَّد الفاتح.

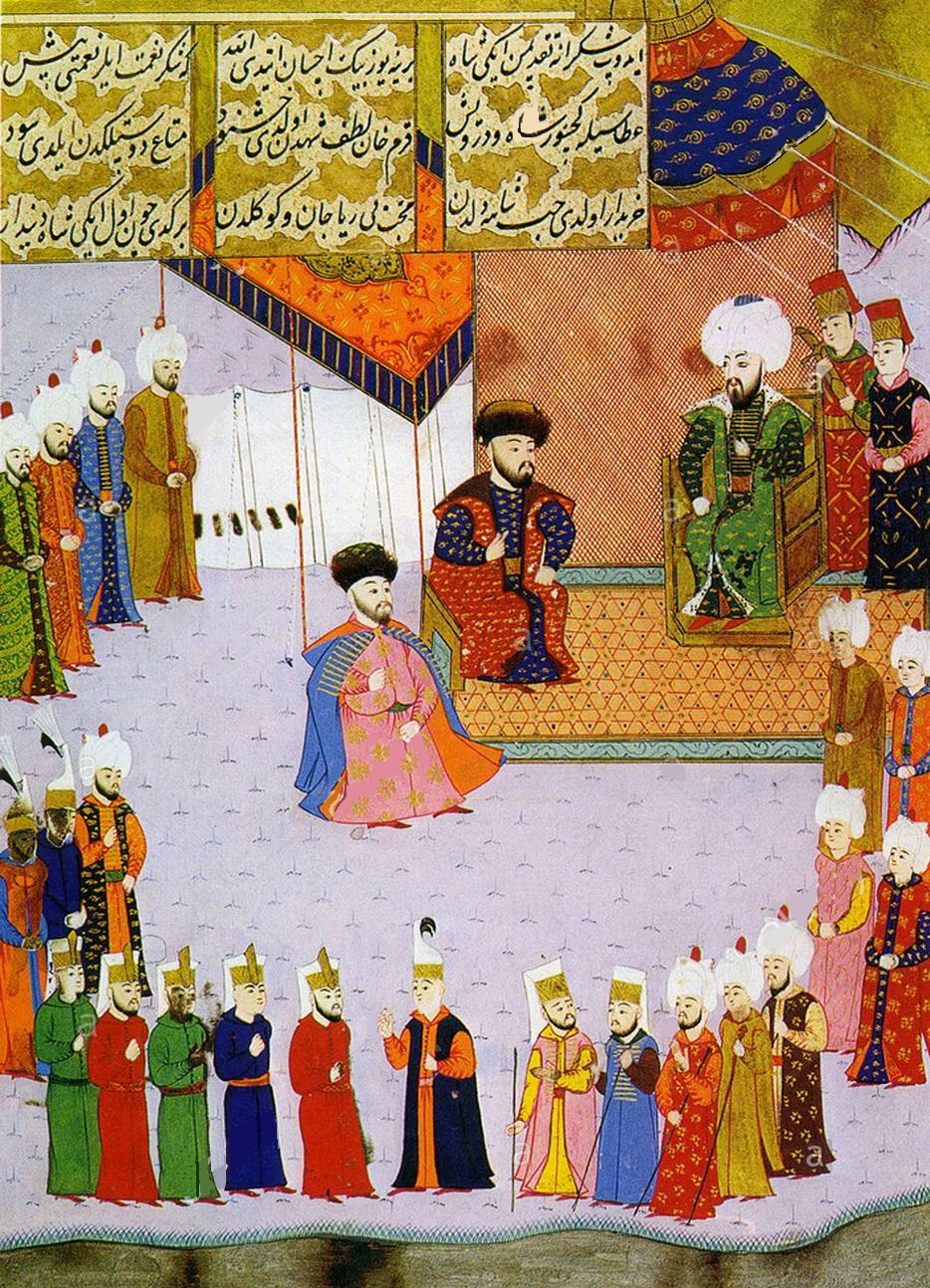
خان القرم منكلي كراي (وسط الصورة) وبِجانبه ولده مُحمَّد، يُقابلان السُلطان بايزيد أثناء حملته على البُغدان.

ولمَّا لم تكن البُغدان مشمولةً بِالهُدنة المعقودة مع المجر، كان بِوسع السُلطان بايزيد التحرُّك دون خوف، فأرسل بدايةً إلى الأمير أسطفان يُطالبه بِالخِراج المُستحق على بلاده، ولمَّا لم يلقَ استجابةً، نادى بِجمع الجُيُوش وخرج فيهم إلى صوب أدرنة يوم الجُمُعة 4 ربيع الآخر 889هـ المُوافق فيه 30 نيسان (أبريل) 1484م، وأرسل سُفُنًا مشحونة بِالذخائر والآلات والرجال من بحر البنطس (الأسود) إلى ثغر نهر الطونة (الدانوب) ثُمَّ صُعُودًا عبره إلى المقصد. ولمَّا وصل السُلطان إلى أدرنة أمر ببناء عمارةٍ عظيمة أطلق عليها «دارُ الشِّفاء»، وهي عبارة عن مُجمَّعٍ يضُمَّ بيمارستانًا لِعلاج مُختلف الأمراض وأبرزُها الأمراض العقليَّة، ومدرسة لِتعليم الطب، ومسجدًا جامعًا. وحدث أثناء إقامة السُلطان بِالمدينة أن اندلع فيها حريقٌ كبيرٌ أتى على سوق الحرير، فأمر بِإعادة بناءه بِالحجر والجص، ثُمَّ توجَّه إلى البُغدان، فعبر نهر الطونة بِالسُفن عند قصبة «إيساقجي» في إقليم دبروجة، والتحق به أميرُ الأفلاق مع عسكره. وتجمَّعت الجُيُوش العُثمانيَّة على مدينة «كيلية»، فضربت الحصار عليها يوم 11 جُمادى الآخرة 889هـ المُوافق فيه 5 تمُّوز (يوليو) 1484م، فطلب أهلها الأمان بعد عدَّة أيَّام، فأجابهم السُلطان إلى طلبهم ودخل المدينة صُلحًا يوم 20 جُمادى الآخرة المُوافق فيه 14 تمُّوز (يوليو) من السنتين سالِفتا الذِكر. ثُمَّ توجَّه السُلطان إلى آق كرمان، فقابلهُ في الطريق خان القرم منكلي كراي الجنكيزي يصحبه ولده مُحمَّد كراي، على رأس خمسين ألف مُقاتل من التتر، وهنَّأ السُلطان بِتربُّعه على عرش آل عُثمان وانضمَّ إليه في زحفه على المدينة سالِفة الذِكر. وفي 28 جُمادى الآخرة المُوافق فيه 22 تمُّوز (يوليو) ضرب العُثمانيُّون الحصار على آق كرمان، وجدَّ العساكر في القتال والتضييق على حاميتها حتَّى استأمنوا إلى السُلطان وسلّمُوه القلعة، فدخلها صُلحًا يوم 16 رجب 889هـ المُوافق فيه 8 آب (أغسطس) 1484م، واغتنم الجُنُودُ منها غنائم عظيمة، وصرف بايزيد حصَّته من الغنائم على أعمال الخير وبِالأخص بناء المصالح العامَّة في أدرنة، وأعطى منها أشياء كثيرة إلى خان القرم وقادته وحاشيته، وخلع عليه بِقلنسُوة بيضاء وأسكوفةً ج[›] مطليَّةً بِالذهب، وأذن لهُ بِالعودة إلى دار مُلكه، فكانت تلك أولى الحملات العسكريَّة التي شارك بها خوانين القرم إلى جانب العُثمانيين، بعد أن أصبحوا يتبعون الدولة العُثمانيَّة زمن السُلطان مُحمَّد الفاتح. وما أن تمَّ أمر هذه الفُتُوحات حتَّى قدِم الأمير أسطفان بِنفسه إلى ركاب السُلطان وأعلن خُضُوعه وتبعيَّته تفاديًا لِحُصُول ما لا تُحمد عُقباه، فقبل منهُ السُلطان ذلك، ثُمَّ قفل وعاد إلى أدرنة، حيثُ استقبل وُفُودًا من رُسُل السلاطين والمُلُوك الذين أتوا لِتعزيته بِوفاة ولده الشاهزاده عبد الله، الذي تُوفي قبل بضعة شُهُور من هذه الوقائع، وتهنئته بانتصاراته، وفي مُقدِّمتهم سُلطان دلهي إسكندر بن بهلول اللودهي، والسُلطان المملوكي قايتباي، وملك المجر متياس كورڤن.

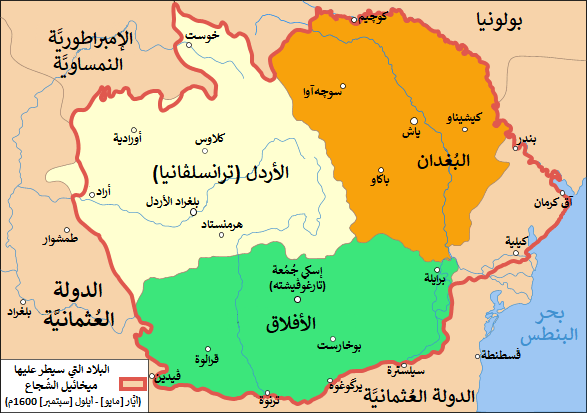
خريطة تُظهرُ موقع إمارة البُغدان بِالبُرتُقالي إلى جانب إمارتيّ الأفلاق بِالأخضر والأردل (ترانسلڤانيا) بِالأصفر، وهي ما تُشكِّلُ اليوم مُجتمعةً جُمهُوريَّة رومانيا. يظهر على الخريطة أيضًا موقع مدينتيّ كيلية وآق كرمان، مُسببتا النزاع العُثماني البُغداني في عهد السُلطان بايزيد الثاني.

بعد تحقيق هذا النصر، أصبح العُثمانيُّون يتحكَّمُون بِجميع مرافئ بحر البنطس (الأسود)، ممَّا أثار مخاوف الملك البولوني كازيمير الرابع الذي كان حتَّى ذلك الوقت مُحايدًا في صراع العُثمانيين والبُغدانيين، لكنَّهُ رأى أنَّ تحُّكم السلطنة بِثُغُور نهريّ الطونة والدنيپر من شأنه تهديد بلاده، فرأى أن يتدخَّل في إمارة البُغدان، فشكَّل حزبًا مُعاديًا لِلعُثمانيين، وقيل بل انضمَّ إلى حزبٍ قائمٍ يُعارض التقدُّم الإسلامي في البلقان، وحظي بِدعمٍ خجولٍ من الفُرسان الطاويَّة، وتوجَّه هذا الحزب بِالنداء إلى الأمير أسطفان بن بُغدان أن يخلع طاعة السُلطان ويسترد ما أُخذ منه، فاستجاب الأخير وشنَّ هُجُومًا مُفاجئًا على آق كرمان في أواخر ربيع سنة 1485م، لكنَّهُ أخفق في استرداد المدينة، إذ بيَّته من فيها الجُنُود العُثمانيين (أي هاجموه ليلًا)، وانتصروا عليه وأسروا كثيرًا من أصحابه، وقتلوا مثلهم، فعاد خائبًا مُنكسرًا. ولمَّا بلغ السُلطان ما حدث، أرسل إلى بكلربك الروملِّي علي باشا الخادم بِأن يُغير على إمارة البُغدان لِمُعاقبة أسطفان، فسار علي باشا في شعبان سنة 890هـ المُوافقة لِسنة 1485م من طريق الأفلاق، وانضمَّ إليه أميرُها مع عسكره على حسب الأمر السُلطاني، فدخلوا بلاد البُغدان وهرب الأمير أسطفان من أمامهم إلى بولونيا، بينما خضع الكثير من قادته وأتباعه لِعلي باشا، الذي بثَّ السرايا إلى أطراف البلاد فسبوا وغنموا دون تعرُّض لِأتباع المُسالمين، ثُمَّ عادوا أدراجهم وأرسلوا خُمس الغنائم إلى العتبة السُلطانيَّة في إسلامبول. أمَّا الأمير أسطفان فإنَّهُ ما أن دخل بولونيا حتَّى سارع إلى الاستنجاد بِملكها كازيمير وأقسم الولاء له يوم 3 رمضان 890هـ المُوافق فيه 12 أيلول (سپتمبر) 1485م، فأمدَّهُ بِجيشٍ من البولونيين، وأخذ هو يستمدُ من أطراف البُغدان لِأخذ الثأر من العُثمانيين، فاجتمع عليه جمعٌ عظيم، وما لبث أن وصل الخبر إلى أمير سنجق البوسنة إسكندر باشا ميخائيل أوغلي، فأرسل أقدم أُمراء وأشجعهم، وهو علي بك بن مالقوج، لِيُرابط في سيلسترة على تُخُوم إمارة البُغدان ويحفظ تلك الحُدُود، وأطلق يده في الإغارة على بلاد البُغدان وإيصال الخسارة إليها. فجمع علي بك جمعًا عظيمًا من الآقنجيَّة وعساكر الثُغُور، ودخل فيهم بلاد الأعداء، فبثَّ الآقنجيَّة إلى الأطراف وعسكر هو في قليلٍ من خواصه على ضفاف نهر بروت. وعلِم أسطفان بِقلَّة من مع علي بك عن طريق الجواسيس، فانتهز الفُرصة وأحاط بِمُعسكره، ولم يلبث أن تقاتل الطرفان وامتدَّ القتالُ إلى الليل، وكان علي بك قد احتاط في أمره، فجعل عددًا من جُنُوده يكمنون بِالطُبُول والنقَّارات في موضعٍ قريب، حتَّى إذا حلَّ الظلام خرجوا وهم يضربون طُبُولهم ونقَّاراتهم، فاضَّطرب البُغدانيُّون اعتقادًا بِأنَّ جيشًا عُثمانيًّا قد وصل، فانسحبوا من الميدان وتتبَّعهم علي بك فقتل فريقًا وأسر آخر، وفي غُضُون ذلك عاد الآقنجيَّة غانمين، فأرسل علي بك خُمس الغنائم إلى السُلطان وقسَّم الباقي على الجُنُود. حاول الأمير أسطفان أن يُجابه العُثمانيين مُجددًا بعد بضعة شُهُور، فانكسر في وقعةٍ أمام إسكندر بك ميخائيل أوغلي، وكاد أن يُقتل لولا أن أنجده أحد البطارقة المُرافقين لِجيشه. أمام هذا الواقع، لم يجد الأمير البُغداني بدًّا من الاعتراف بِعجزه أمام القُوَّة العُثمانيَّة، فراسل السُلطان بايزيد طالبًا الصُلح، فأجابه إليه وأُبرمت بين الطرفين هُدنة مُدَّتُها ثلاث سنوات تعهَّد فيها أسطفان بِالاعتراف بِتبعيَّته لِلسُلطان وبِدفع خراجٍ سنويٍّ لِلدولة العُثمانيَّة لقاء الاحتفاظ بِاستقلاله الإداري.

## الحرب العُثمانيَّة المملوكيَّة

### أسباب الحرب بين العُثمانيين والمماليك

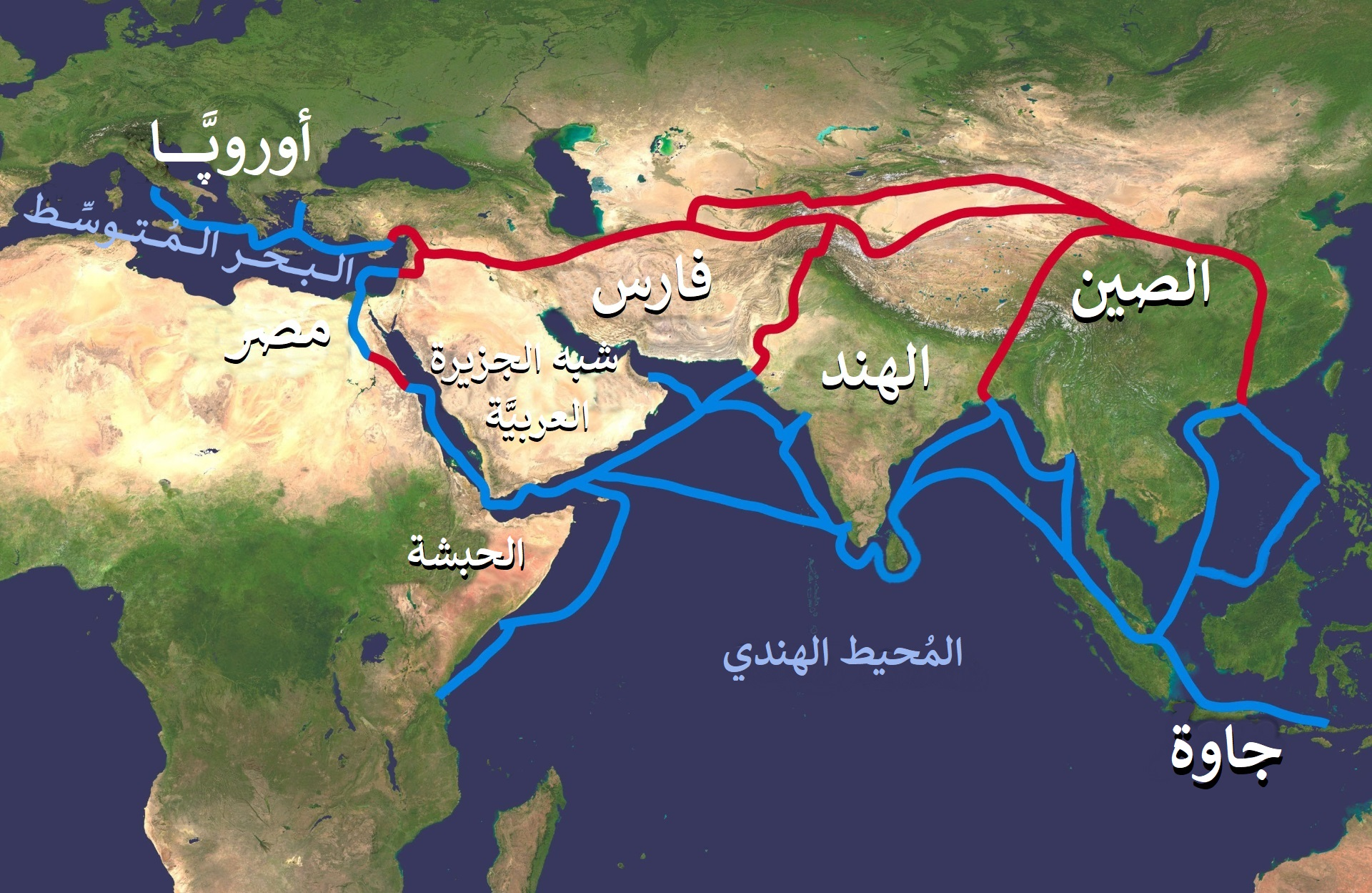
خريطة تُصوِّرُ طريقيّ الحرير والتوابل. يُعتقد أنَّ المُنافسة على الهيمنة على تجارة التوابل كانت إحدى أسباب النزاع العُثماني المملوكي زمن السُلطان بايزيد.

بعد فراغه من أُمُور البُغدان، حوَّل السُلطان بايزيد أنظاره ناحية الدولة المملوكيَّة في الشَّام ومصر، إذ أنَّ العلاقات الجيِّدة بين الدولتين كانت قد بدأت تضطرب مُنذُ وفاة السُلطان الفاتح ولُجُوء جَمّ سُلطان إلى القاهرة. وكانت أولى بوادرُ التأزُّم حينما غضَّ المماليك النظر عن الشكاوى العديدة التي رفعها الديوان الهُمايُوني إلى القاهرة، حول تعرُّض العربان لِلحُجَّاج العُثمانيين وسلبهم أمتعتهم وأموالهم، فطلب الديوان المذكور أن يُسمح لِلدولة العُثمانيَّة أن تُرسل جُنُودًا لِحماية طريق الحج، لكن يبدو أنَّ هذا قوبل بِالرفض. وفي سنة 890هـ وردت الأخبار من مكَّة بِأنَّ الأمطار كانت قليلة بها جدًا، وأنَّ الآبار قد نشفت، والعين التي أجراها السُلطان قايتباي قد وقفت، فحصل لِأهل مكَّة الضرر الشامل بِسبب ذلك، فطلب بايزيد من نظيره المملوكي أن يسمح له بِإصلاح بعض القنوات في الديار المُقدَّسة، فرفض طلبه.
وزاد الأمر سوءًا أنَّ سُلطان الدولة البهمنيَّة شهابُ الدين محمود بن مُحمَّد كان قد أرسل هدايا حافلة إلى السُلطان بايزيد على يد بعض تُجَّار جنوب الهند، فلمَّا وصلت إلى جدَّة احتاط عليها نائب السلطنة، وأحضرها إلى السُلطان قايتباي، وكان من جُملة تلك الهدايا خنجر قبضتُه مُرصَّعة بِفُصُوصٍ مُثمَّنةٍ، فطمع السُلطان المملوكي في تلك الهديَّة وأخذ الخنجر، فلمَّا بلغ بايزيد ذلك حنق، وأرسل يُطالبُ بِما أُرسل إليه، لكنَّ قايتباي أخَّر الرد. وكانت القشَّة التي قصمت ظهر البعير عندما أرسل بايزيد يطلب من السُلطان المملوكي أن يُرسل إلى إسلامبول والدة جَمّ سُلطان چيچك خاتون وابنتيه، المُقيمين في القاهرة مُنذُ هُرُوب جَمّ إليها، فَلم يستجب له.
أضف إلى ذلك، كان المماليك ينظرون بِقلقٍ إلى التوسُّع العُثماني في الأناضول مع ما يحملهُ ذلك من مُنافسةٍ اقتصاديَّةٍ لهم على صعيد تجارة التوابل، التي تتقاطع طريقها التجاريَّة مع الحُدُود المملوكيَّة العُثمانيَّة، ولا يبدو أنَّ هذا غاب عن ذهن العُثمانيين، فكانوا يسعون لِيكون لهم جُزءٌ من الهيمنة على التجارة المذكورة، بل يُروى أنَّ السُلطان الفاتح كان يعقد العزم على التوسُّع باتجاه المشرق العربي، ولعلَّهُ كان ينوي تحقيق تلك الغاية الاقتصاديَّة، لولا انشغاله بِحرب البُندُقيَّة ثُمَّ وفاته.

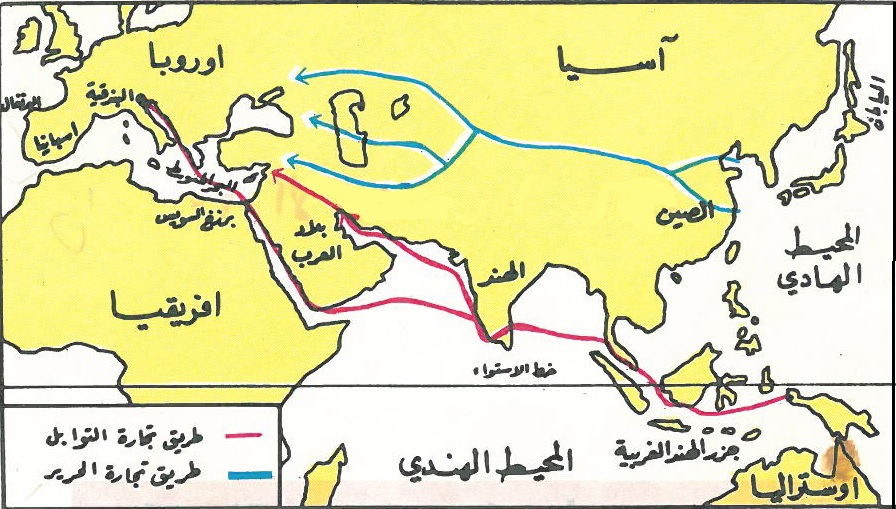
طريق تجارة التوابل العبارة لِلأراضي المملوكيَّة، وطريق الحرير.

نتجية ما أُسلف، تجمَّعت لدى السُلطان العُثماني العوامل التي جعتله يتَّخذ موقفًا عدائيًّا صريحًا من السلطنة المملوكيَّة، وتصرَّف على محورين: فساند أمير ذي القدر، علاء الدولة بوزقورد بك بن سُليمان، وأمدَّهُ بِالعساكر حتَّى هاجم ملطية التابعة لِلمماليك. كما أحكم سيطرته على الطُرق التجاريَّة، وعلى مصادر المواد الخام الاستراتيجيَّة البالغة الحيويَّة بِالنسبة لِلمماليك، كأخشاب السُفُن مثلًا، وبذل جميع المُحاولات لِإضعاف طاقتهم العسكريَّة، فعرقل شراء الرقيق الأبيض من أسواق بحر البنطس (الأسود) لِنقلهم إلى مصر. والرَّاجح أنَّ هذا العمل كان أحد الأسباب الرئيسيَّة لِلنشاط العُثماني في شبه جزيرة القرم والقفقاس، بما في ذلك الحملة العُثمانيَّة على جركستان سنة 889هـ المُوافقة لِسنة 1484م التي دُمِّرت خلالها كُلُّ المراكز الأساسيَّة التي كانت تُؤمِّن الإمدادات البشريَّة لِلمماليك. ولم يكن لِلسُلطان المملوكي أن يقف مُتفرجًا على ما يحصل، فكان لا بُد من اندلاع الحرب. لكن يجدر بِالذِكر أنَّ كلا الدولتين الإسلاميتين حاولتا جُهديهما حصر الحرب في نطاقٍ محليٍّ، وعدم تصعيدها أو تحويلها إلى حربٍ شاملةٍ.

### الوقعات المُتتالية بين الطرفين

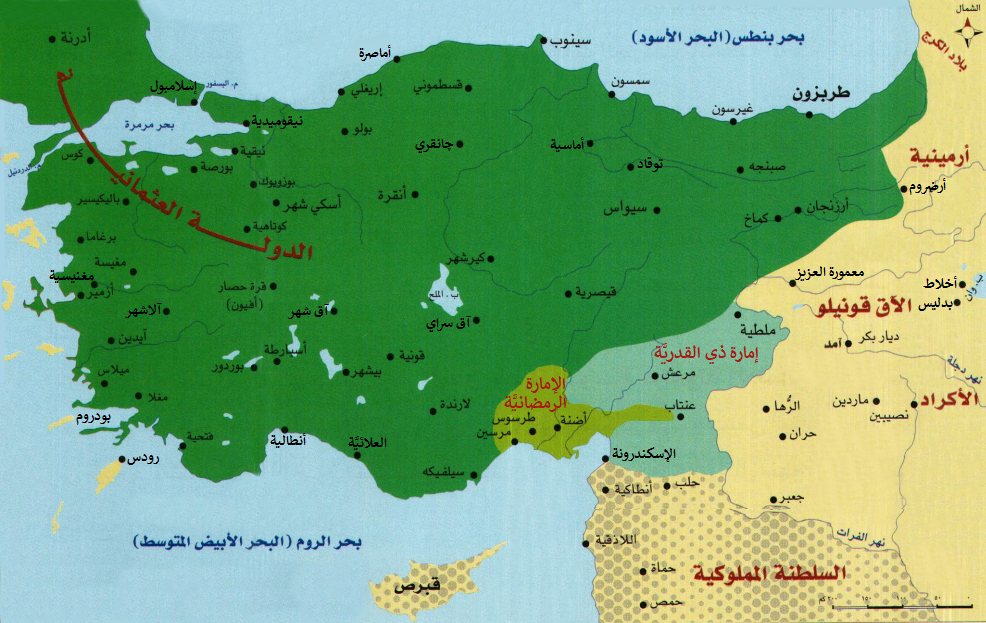
خريطة تُصوِّرُ تجاور الدولتان العُثمانيَّة والمملوكيَّة، والإمارتان التُركمانيّتان الفاصلتان بينهما: الرمضانيَّة المشمولة بِحماية المماليك، وذي القدريَّة التابعة لِلعُثمانيين. أدَّى الاختراق العُثماني لِأراضي الإمارة الرمضانيَّة إلى نُشُوب أوَّل حربٍ مملوكيَّة عُثمانيَّة في التاريخ.

بدأت الحرب بِصُورةٍ فعليَّةٍ عندما سار بكلربك القرمان، قراكوز مُحمَّد باشا، في عساكر إيالته لِأخذ البلاد الواقعة في أطراف أضنة وطرسوس والتي هي في أيدي المماليك، بناءً على أوامر السُلطان بايزيد. فخرج الباشا المذكور وتمكَّن من ضم حُصُون «كوكلك» و«النقش» و«موللن» و«برص» و«تيه»، وكُلُّها من أعمال أضنة. وقيل أنَّ الحُصُون المذكورة لم يكن فيها أحدٌ من المماليك، بل كان أهلها من بقايا أرمن قيليقية الذين زالت دولتهم على أيدي المُسلمين زمن السُلطان المملوكي الأشرف زين الدين شعبان قبل نحو قرنٍ ونصفٍ من هذه الأحداث، فأصبحوا من رعايا الدولة المملوكيَّة يُؤدون الجزية إلى السُلطان في القاهرة. عند هذا التقدُّم العُثماني، سارع الأمير الرمضاني غيَّاث الدين خليل بك بن داود في التوجُّه لِإسلامبول وعرض تبعيَّته لِلدولة العُثمانيَّة وخُرُوجه من تبعيَّة المماليك، ممَّا يعني زوال الدُويلات الحاجزة بين الدولتين العُثمانيَّة والمملوكيَّة، كون الدُويلة الأُخرى، أي إمارة ذي القدريَّة، كانت تتبع بني عُثمان. وتبع ذلك أنَّ أمير ذي القدر علاء الدولة بوزقورد أغار على أطراف الدولة المملوكيَّة بعد أن أمدَّهُ السُلطان بايزيد بِجمعٍ كبيرٍ من عساكره بِقيادة أمير سنجق قيصريَّة يعقوب بك، فتصدَّى لهم نائب السلطنة في حلب الأمير وردبش الظاهري بمن معهُ من الجُنُود، فجرت بين الطرفين وقعة مهولة انتصر فيها العُثمانيُّون، وقُتل وردبش وجماعة كثيرة من عساكره، وقيل أنَّ علاء الدولة ضرب عُنقه بين يديه. لم يقف السُلطان قايتباي مكتوف اليدين أمام التحديات العُثمانيَّة، فأرسل حملةً عسكريَّةً بِقيادة السلحدار الأمير تمراز الشمسي لِتأديب علاء الدولة، فاشتبك معهُ وكسره مع العساكر العُثمانيين، وعاد إلى حلب مُحمَّلًا بِالغنائم وعددٌ كبيرٌ من الرايات العُثمانيَّة، فدخل بها المماليك إلى حلب وهي مُنكَّسة.
ويبدو أنَّ السُلطان المملوكي كان يُؤثر السلامة على الحرب، فجمع الأُمراء وطلب مشورتهم في أمر نظيره العُثماني، فأشاروا عليه بِأن يُرسل إليه هديَّةً على يد قاصد، فتزول الوحشة بينهما، فانصاغ السُلطان لِهذا الكلام وعيَّن في ذلك المجلس أمير الآخور الثاني جاني بك حبيب لِيتوجَّه إلى إسلامبول، وكان الأخير حُلو اللسان سيوسًا دربًا، فخرج، في شهر صفر سنة 890هـ المُوافق فيه شهر شُباط (فبراير) سنة 1485م، مُتوجِّهًا من القاهرة إلى الإسكندريَّة، ومنها ركب البحر إلى العاصمة العُثمانيَّة. وأرسل السُلطان قايتباي مع مبعوثه سالِف الذِكر الخنجر والهديَّة التي بعث بها السُلطان البهمني إلى السُلطان العُثماني، بِالإضافة إلى هديَّةٍ خاصَّةٍ منه هو، قدرُها نحو عشرة آلاف دينار، وقيل أكثر من ذلك، كما أرسل تقليدًا من الخليفة العبَّاسي، أبي العز عبد العزيز بن يعقوب المُتوكِّل على الله، إلى السُلطان بايزيد «بِأَنْ يَكُونَ مَقَامُ السُّلْطَانِ عَلَى بِلَادِ الرُّومِِ وَمَا سَيَفْتَحُهُ اللهُ تَعَالَىٰ عَلَى يَدِيِّهِ مِنَ الْبِلَادِ الْكُفْرِيَّةِ»، وأرفقهُ بِرسالةٍ يعتذرُ فيها عمَّا بدر منه. وأرسل إليه الخليفة أيضًا مُطالعة ترقَّق لهُ فيها وتضمَّنت ضرورة تخميد الفتنة التي قامت بين العاهلين. وقد سخر المُؤرِّخ ابن إياس من مُحاولة الصُلح هذه، ووصفها في بيتين من الشعر:

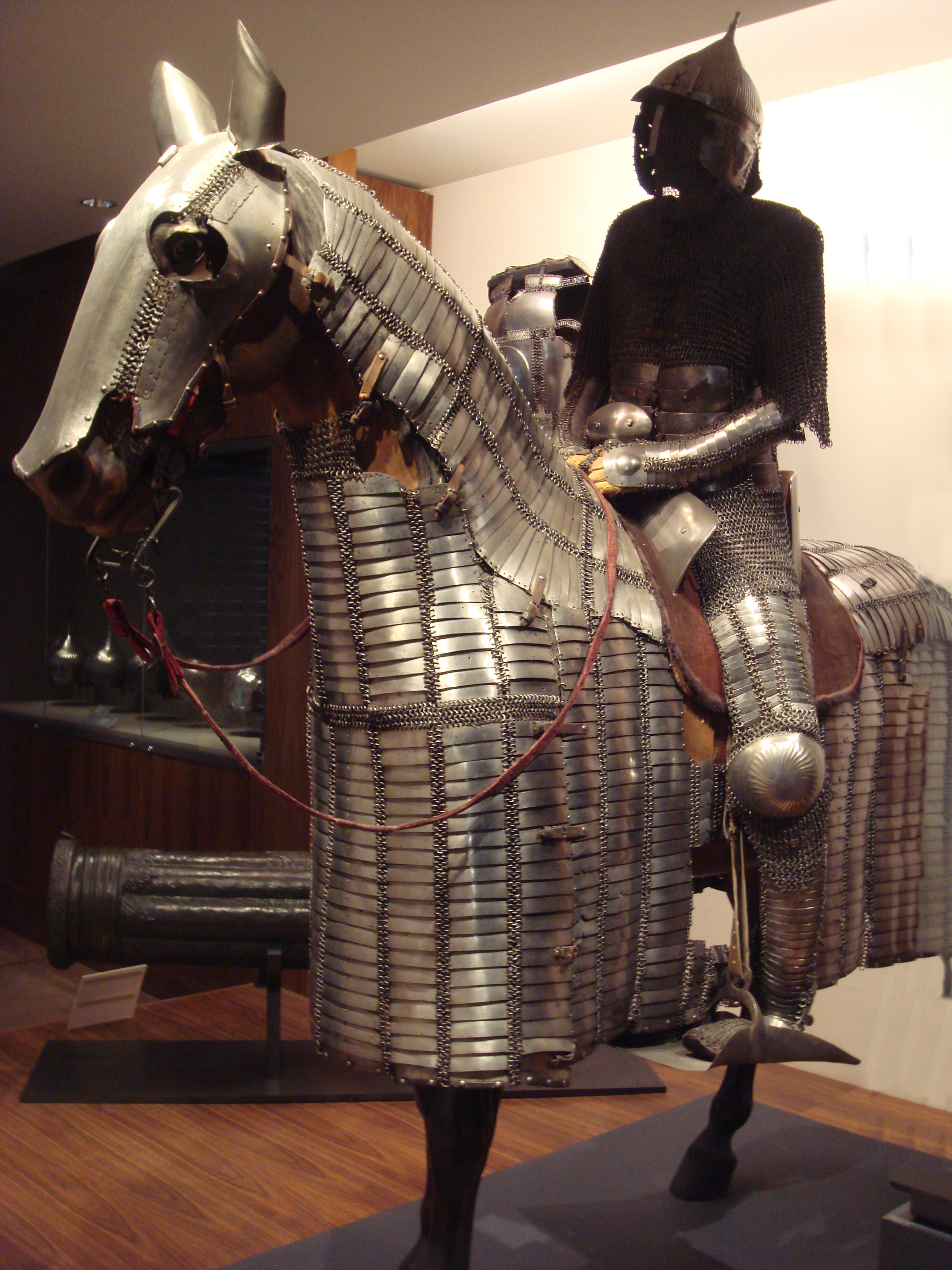
مُجسَّم يُظهر ما كانت عليه هيئة الفارس المملوكي المُدرَّع.

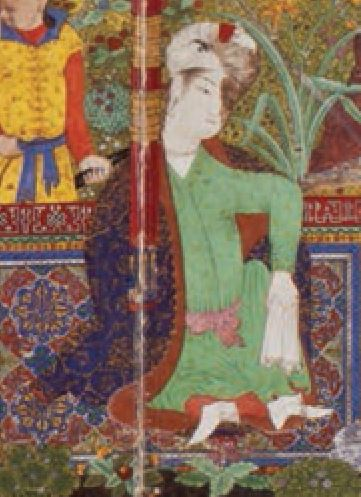
قسمٌ من مُنمنمة عُثمانيَّة تعود لِلقرن الخامس عشر الميلادي، تُصوِّرُ الأمير يعقوب بن حسن البايندري، الذي حاول السُلطان قايتباي استقطابه إلى صفِّه.

والواقع أنَّ السُلطان بايزيد الذي رأى نفسهُ في وضعٍ جيِّدٍ يسمحُ لهُ بِالتدخُّل في شُؤون الدولة المملوكيَّة تمهيدًا لِلتمدُّد على حسابها في الجنوب، استقبل رسول السُلطان المملوكي أسوأ استقبال ولم يُكرمه، ورفض إقرار الصُلح بين الدولتين، فعاد جاني بك إلى القاهرة وأخبر بما حصل. في هذا الوقت، كان السُلطان قايتباي قد أعدَّ حملةً أُخرى لِإخضاع علاء الدولة أمير ذي القدر، ولمَّا رأى الأخير نفسه واقعًا بين فكيّ الكمَّاشة المملوكيَّة والعُثمانيَّة، وأدرك أنَّهُ إن سلِم من المماليك فلن يسلم من طُمُوحات العُثمانيين ومُحاولات بايزيد الحثيثة لِلسيطرة على المنطقة، فأرسل إلى قايتباي في شهر ذي الحجَّة سنة 890هـ المُوافق فيه شهر كانون الأوَّل (ديسمبر) سنة 1485م، رسالةً يطلب فيها الصُلح والخُرُوج من دائرة الصراع بين الدولتين. وأرسل أيضًا نائب السلطنة في حلب الأمير أزدمر يستحث السُلطان المملوكي بِخُرُوج حملةٍ ثقيلةٍ أو خُرُوج السُلطان بِنفسه لِرد العُثمانيين عن أطراف البلاد، فاستجاب قايتباي ونادى بِجمع الجيش، وعيَّن الأمير أزبك الأتابكي أميرًا عليه، وأرسلهُ لِقتال بني عُثمان. فتوجَّه الأمير المذكور إلى دمشق حيثُ خرج معهُ نائب السلطنة الأمير تمُربك وسارا إلى العواصم ودخلاها مُتوجِّهان نحو الحُصُون التي أخذها قراكوز مُحمَّد باشا، فوجدا أنَّ القائم على مُحافظتها أميران هُما موسى بك وفرحات بك، وكان معهُما جمعٌ من العسكر، فكبساهُما وقتلاهُما بعد قتالٍ يسير، وفرَّقا أصحابهما بعد أن قُتل وأُسر كثيرٌ منهم، فاستردَّا الحُصُون.
ولمَّا بلغ السُلطان بايزيد خبر الانكسار جهَّز جيشًا جديدًا جعل على إمارته بكلربك الأناضول أحمد باشا بن هرسك وجعل معهُ مُحمَّد باشا بن خضر وقراكوز مُحمَّد باشا، وأرسلهم لِقتال الجيش المملوكي بِقيادة الأمير أزبك، فانهزم العُثمانيُّون مُجدَّدًا وتفرَّق جمعهم، ووقع أحمد باشا بن هرسك في الأسر بعدما قُطعت أصابعه أثناء القتال، وتمكَّن مُحمَّد باشا وقراكوز باشا من النجاة بِحياتهما. ولم يكتفِ الأمير أزبك بِانتصاره هذا، فتابع سيره حتَّى أخذ أضنة وطرسوس، ثُمَّ عاد إلى القاهرة حاملًا معهُ ابن هرسك بعد أن أودعهُ في الحديد. ولمَّا بلغ ذلك إلى السُلطان بايزيد تكدَّر، ثُمَّ أمر الصدر الأعظم داود باشا الأرناؤوطي في سنة 982هـ المُوافقة لِسنة 1487م بِأن يسير على رأس جيشٍ من طائفة القپوقوليَّة وعسكر الروملِّي والأناضول إلى أخذ الثأر من المماليك، فسار الصدر الأعظم حتَّى دخل إمارة ذي القدريَّة، فأشار عليه علاء الدولة أن لا يتخطَّى الحُدُود إلى الدولة المملوكيَّة لِأنَّ قايتباي قد أعدَّ حملةً عسكريَّةً ضخمة بِقيادة الأمير يشبك الجمالي لِلزحف على بلاد بني عُثمان فيما لو هاجموا أراضي المماليك. فقبل الصدر الأعظم إشارة الأمير الذيقدري، وحوَّل مسيره إلى بلاد التُركمان الورساقيين والطُرغُديين لِدفع شرِّهم، إذ كان أحد أُمرائهم المدعو محمود بك بن درغوث، قد ادَّعى أحقيَّته في ميراث بني قرمان بعد وفاة قاسم بك. فأحاط الصدر الأعظم بِجبال تلك القبائل حتَّى أُجبر محمود بك على الهرب إلى حلب، واضطرَّ بقيَّة الأُمراء إلى الاستئمان، فحضروا عند داود باشا وحلفوا على الطاعة واعترفوا بِتبعيَّتهم لِلدولة العُثمانيَّة، فخلع عليهم الصدر الأعظم وأعادهم إلى بلادهم، ثُمَّ قفل وعاد إلى إسلامبول.
خلال تلك الفترة، كان السُلطان قايتباي يُحاولُ تكوين جبهةٍ مُعارضةٍ لِلعُثمانيين، فأرسل إلى أمير الدولة الآق قويونلويَّة يعقوب بن حسن البايندري (ابن أوزون حسن) يعرض عليه التحالف، إلَّا أنَّهُ فشل في تحقيق غايته، لِأنَّ هذا الأمير الذي اتجه بِسياسته نحو الشرق، رفض الدُخُول في الصراع الدائر غرب دولته، وكان يستعد لِحرب الشيخ حيدر بن جُنيد الصفوي (والد الشاه إسماعيل)، لِذلك أجاب على رسالة قايتباي مُكتفيًا بِإظهار التودُّد وصدق المحبَّة له. فحاول قايتباي استعادة الشاهزاده جَمّ سُلطان، أخي السُلطان بايزيد، من فُرسان الإسبتاريَّة لِكي يتخذ منهُ وسيلة ضغط، إلَّا أنَّ شيخ الفُرسان رفض طلبه مرَّة أُخرى. نتيجةً لِهذا الفشل السياسي، انتهج قايتباي سياسةً من شقين، فإلى جانب استعداداته العسكريَّة، فإنَّهُ ظلَّ يتمسَّك بِأهداب السلام، وتقدَّم بِخُطوةٍ دبلوماسيَّةٍ برهن من خِلالها على مُيُوله السلميَّة، فأطلق سراح الأسرى العُثمانيين ومن بينهم البكلربك أحمد باشا بن هرسك. وطلب السُلطان المملوكي من أحمد باشا أن يُبلِّغ نظيره العُثماني بِأنَّ هذه الحرب لا طائل ورائها، وأنَّهُ على استعدادٍ لِعقد صُلحٍ تُقرُّ فيه الأطراف بِحُدُود ما قبل الحرب، وأنَّهُ يُبلغهُ أيضًا أنَّ المماليك لا يرغبون في الحرب مع العُثمانيين الذين يُجاهدون بِصُورةٍ مُستمرَّةٍ ضدَّ الممالك الأوروپيَّة المسيحيَّة، وأنَّ هذا لا يليقُ بهم، كما طلب منهُ كذلك أن يُبلِّغ السُلطان بايزيد أنَّهُ لا ينوي التنازل عن أيَّة أراضٍ مملوكيَّة لِلدولة العُثمانيَّة، ثُمَّ إذن لهُ بِالعودة إلى إسلامبول. وما أن وصل أحمد باشا إلى العاصمة العُثمانيَّة حتَّى سرد الرسالة أمام السُلطان والديوان الهُمايُوني، لكنَّها لم تلقَ آذانًا صاغية، كون الديوان المذكور لم يكن قد اعتاد إنهاء حربٍ لم تتكلَّل بِالنجاح.
وهكذا فشل الاتجاه الدبلوماسي في حل النزاع القائم بين الدولتين، وتغلَّب الاتجاه الصدامي، فاستمرَّت الحرب بضع سنواتٍ أُخريات برز فيها الأمير أزبك الأتابكي كقائدٍ عسكريٍّ كبير. وفي سنة 893هـ المُوافقة لِأواخر سنة 1487م، تجدَّدت الأعمال الحربيَّة بين الدولتين عندما أرسل السُلطان بايزيد إلى الحُدُود المملوكيَّة العُثمانيَّة الوزير علي باشا الخادم في نحو خمسة آلاف مُقاتل من الإنكشاريَّة وسائر القپوقوليَّة، وضمَّ إليه بكلربك الروملِّي خليل باشا مع أُمراء الروملِّي وعسكرها، وبكلربك الأناضول سنان باشا مع عسكر إيالته وأُمرائها. كما عيَّن أحمد باشا بن هرسك قبطانًا وأرسله في نحو مائة سفينة مشحونة بِاللَّوازم والرجال من البحر لِيُمدَّ علي باشا من سواحل الإسكندرونة.
ولمَّا وصل علي باشا إلى القرمان انضمَّ إليه بكلربكها يعقوب باشا، فساروا جميعًا حتَّى قيليقة، فاستعادوا السيطرة على أضنة وطرسوس وعمَّروا أسوارها وحصَّنوها. وبِحُلُول صيف سنة 1488م كان علي باشا قد ضمَّ قلاع أتاذر وبياس ونمرون وملوانة وسيس، وألقى القبض على من فيها من المماليك وأرسلهم إلى العتبة العُليا، فأطلقهم السُلطان بايزيد وأعادهم إلى مصر مُكرَّمين. ولمَّا بلغ السُلطان قايتباي هذا الخبر، سارع بإرسال الأمير أزبك الأتابكي وضمَّ إليه السلحدار الأمير تمراز الشمسي وأمير الآخور قانصوه خُمسمائة الأشرفي، وضمَّ إليهم أُمراء الشَّام مع عساكرهم، وكذلك انضمَّ إليهم الأمير الرمضاني غيَّاث الدين خليل بك بن داود، والأمير الورساقي محمود بك بن درغوث مع التُركمان. والتقى الجمعان بِقُرب طرسوس يوم 8 رمضان 893هـ المُوافق فيه 15 آب (أغسطس) 1488م، فاقتتلوا قتالًا شديدًا انكسر فيه العُثمانيُّون وفرَّ أغلب أُمرائهم، ولم يثبت إلَّا الوزير علي باشا ومن معهُ من القپوقوليَّة والإنكشاريَّة وعسكر الروملِّي، فجدُّوا وشدُّوا في القتال إلى آخر النهار حتَّى قُتل أغلب الجُند، فاضطرَّ إلى الانسحاب بمن بقي إلى بلاد القرمان. أمَّا المماليك فنغموا مغانم عظيمة ممَّا وجدوه في المُعسكر العُثماني، ثُمَّ حاصروا أضنة وأخذوها بِالأمان. وما أن وصلت أخبار هذا الانتصار إلى القاهرة حتَّى سُرَّ قايتباي سُرورًا عظيمًا، وأمر بِدق البشائر في القلعة، فدُقَّت سبعة أيَّام. كما زُيِّنت دمشق زينةً عظيمةً ودُقَّت البشائر في قلعتها. أمَّا السُلطان بايزيد فأمر بِمُعاقبة الأُمراء والقادة الذين هربوا من أمام الجيش المملوكي ولم يثبتوا عند القتال، فقُبض عليهم أجمعين وسُجنوا في قلعة يني حصار مُدَّة، وأمر السُلطان أيضًا بِإعدام قراكوز مُحمَّد باشا لِتكراره الهرب من أمام الأعداء، فنُفِّذ أمره وأُطلق سراح بقيَّة الأُمراء.

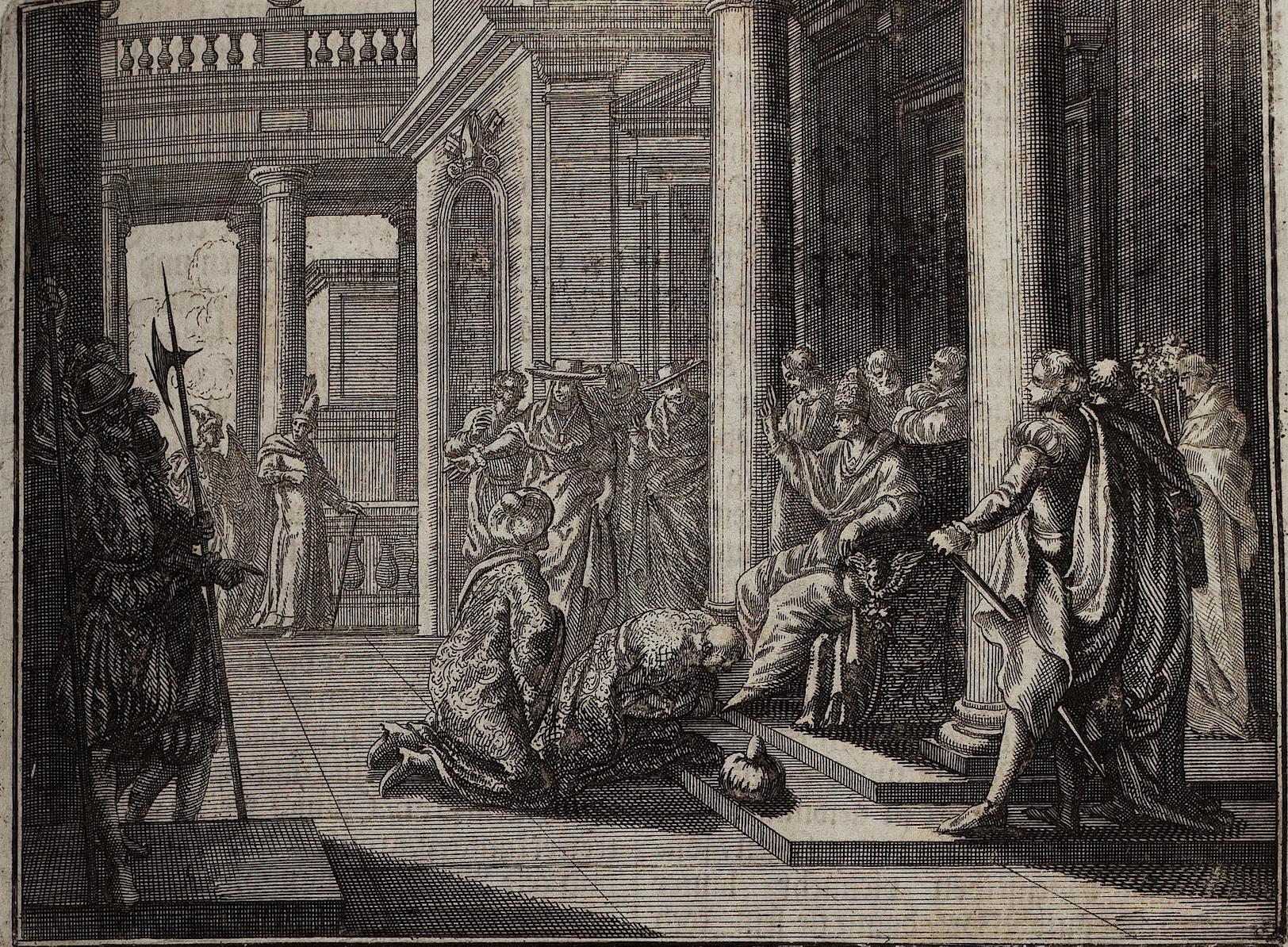
الشاهزاده جَمّ سُلطان يُقابل البابا إنوسنت الثامن بُعيد انتقاله إلى رومة.

وفي سنة 894هـ المُوافقة لِسنة 1489م، وصلت رسالة إلى السُلطان من طرف البابا إنوسنت الثامن مفادها أنَّ الشاهزاده جَمّ أصبح في عُهدته بعدما سلَّمهُ إليه فُرسان الإسبتاريَّة (يوم 11 ربيع الآخر المُوافق فيه 13 آذار (مارس) من السنتين المذكورتين)، وتعهَّد البابا في رسالته إلى السُلطان بِإبقاء أخيه عنده لِقاء ما كان يدفعهُ لِلفُرسان. ويبدو أنَّ الإسبتاريين سلَّموا الشاهزاده إلى البابا كحلٍّ وسط، بعد تعرُّضهم لِضُغُوطٍ شديدةٍ مورست عليهم من قِبل الدُول الأوروپيَّة المُعادية لِلدولة العُثمانيَّة. وخصَّص البابا قلعة المَلَك المُقدَّس (سان أنجيلو) لِإقامة جَمّ سُلطان بعدما استقبلهُ بِمراسم فوق العادة. وفي هذه السنة أيضًا أمر السُلطان بِمُعاقبة الأمير الذيقدري علاء الدولة بوزقورد بك بعدما سالم المماليك كما أُسلف ودخل في طاعتهم، فخلعهُ عن الإمارة وولَّى مكانه أخاه «شهبُداق بن سُليمان»، وأرسل إلى مُحمَّد باشا بن خضر والي أماسية وإسكندر بك ميخائيل أوغلي أمير سنجق قيصريَّة يأمُرهما بِأن يُعينا شهبُداق على أخيه حتَّى يأخذ المُلك منه، وكذلك كتب إلى بكلربك القرمان محمود بك بن مُستنصر بِأن يمُدَّ شهبُداق إن استمدَّ منه، كما أمر إسكندر بك بإلقاء القبض على شاهرُخ ابن علاء الدولة، وكان واليًا على قرشهر من قِبل السُلطان، فنفَّذ هذه المُهمَّة وأرسلهُ إلى إسلامبول حيثُ أُكحلت عيناه، واستعاد العُثمانيُّون السيطرة على أضنة وطرسوس وسيس وبياس وغيرها. ولمَّا وصل ذلك إلى علاء الدولة جزع وفزع، ثُمَّ حشد وجمع من التُركمان والمماليك جمعًا عظيمًا وأسرع السير إلى قتال أخيه لِأخذ ثأر ولده شاهرُخ، فوصل إليه قبل وُصُول المدد وقاتله أشدَّ قتال حتَّى كسره، فهرب شهبُداق وثبُت إسكندر بك ميخائيل أوغلي حتَّى وقع في الأسر، وأُرسل مُكبَّلًا إلى القاهرة، وأخذ علاء الدولة يحث السُلطان المملوكي على قتال العُثمانيين مُجددًا، وهوَّن الأمر عنده، وأطمعهُ في البلاد العُثمانيَّة. لكن نظرًا لِسوء الحالة الاقتصاديَّة، وانتفاضة المماليك الجُلبان ح[›]، لم يتمكَّن قايتباي من إرسال حملةٍ أُخرى لِطرد العُثمانيين من المناطق التي استولوا عليها، فمال إلى الصُلح واستقبل في شهر جُمادى الآخرة سنة 894هـ المُوافق فيه شهر أيَّار (مايو) سنة 1489م رسولًا عُثمانيًّا أرسلهُ الصدر الأعظم داود باشا، بِهدف إحلال السلام بين الدولتين. فاشترط السُلطان المملوكي إطلاق سراح الأسرى المماليك، وتسليم مفاتيح القلاع التي استولى عليها بايزيد الثاني.
ويبدو أنَّ المُفاوضات لم تُسفر عن نتيجةٍ إيجابيَّة، فكان لا بُدَّ من الاصطدام مُجدَّدًا لِتقرير المصير، خاصَّةً وأنَّ الانتصار العُثماني الأخير لم يكن حاسمًا. وتقدَّمت القُوَّات العُثمانيَّة بِاتجاه الأراضي المملوكيَّة، ووصلت إلى حصن «كوكلك» في شهر صفر سنة 895هـ المُوافقة لِأواخر سنة 1489م، فأرسل قايتباي حملةً قويَّةَ بِقيادة الأمير أزبك، وأعطاه الأوامر بِالاهتمام بِالجانب السلمي أوَّلًا، وإذا فشلت المُحاولات السلميَّة فلا بُدَّ لهُ من الاصطدام بِالعُثمانيين. دخل الأمير أزبك الأراضي العُثمانيَّة عن طريق حلب، وتحرَّك إلى عُمقها حتَّى وصل إلى قيصريَّة، فنهب عدَّة قُرى تابعة لها وأحرقها واستولى على قلعة «كوارة»، ووقع في يديه أحمد باشا بن هرسك مرَّةً أُخرى بعدما أرسلهُ السُلطان بايزيد لِدفع المماليك. كانت تلك آخر حملة لِلأمير أزبك على بلاد العُثمانيين، وعاد إلى القاهرة في مُستهل شهر مُحرَّم سنة 896هـ المُوافق فيه شهر تشرين الثاني (نوڤمبر) 1490م.

### الصُلح بين العُثمانيين والمماليك بِوساطة السُلطان الحفصي
عامل السُلطان قايتباي الأسرى العُثمانيين، بما فيهم أحمد باشا بن هرسك، بِبُرُودٍ هذه المرَّة، وكادت الحرب أن تستمر بين الدولتين لولا أن حالت الظُرُوف الطبيعيَّة والاقتصاديَّة دون ذلك. فقد كان السُلطان بايزيد قد خرج بِنفسه إلى أُسكُدار لِلتجهُّز لِأخذ الثأر من المماليك، فبينما هو مُتجهِّزٌ لِذلك إذ ساءت حالة الطقس وهطلت أمطارٌ غزيرة ونزلت صواعق مُتتابعة على إسلامبول يوم 22 شعبان 896هـ المُوافق فيه 29 حُزيران (يونيو) 1491م، فتخرَّبت مواضع عديدة وأبنية كثيرة بِالسُيُول والصواعق. ونزلت صاعقة على كنيسةٍ مهجورةٍ بِقُرب ميدان الفُرُوسيَّة (آت ميداني)، وكانت تُستخدم مُستودعًا لِلذخائر وفيها عدَّة قناطير من البارود، فاشتعلت ثُمَّ انفجرت مُوقعةً أضرارًا كبيرةً في المحلَّات المُجاورة، مُهلكةً جميع أهلها. وتطايرت أنقاض المباني فهبطت في مواضع مُختلفة من إسلامبول كغلطة وبشكطاش وطوبخانة وغيرها، فقُتل الكثير من الناس، واضطرَّ السُلطان أن يبقى في عاصمته لِيُعيد إعمار ما تهدَّم ويُغيث الأهالي المنكوبين. أمَّا في مصر فكانت بوادرُ ضائقةٍ اقتصاديَّةٍ تلوحُ في الأُفق بعدما أُنهكت مواردُ البلاد بِفعل الحرب المُستمرَّة، ورافق ذلك ملامحٌ من المجاعة والطاعون. كما يُروى أنَّ قايتباي تأثَّر عندما عَلِم أنَّ بايزيد سيخُرج بِنفسه على رأس حملةٍ ضدَّ المماليك، إذ لم يكن يرغب في أن تتطوَّر الأُمُور إلى حربٍ شاملةٍ كما أُسلف. وكان يعلم أنَّ تيمورلنك فقط هو الذي تمكَّن من الانتصار على العُثمانيين في حربٍ شاملةٍ في تاريخ الدولة العُثمانيَّة حتَّى ذلك الحين، وليس هُناك مثالٌ آخر، فأثبط ذلك من عزيمته، واتصل بِالسُلطان أبو يحيى زكريَّاء بن يحيى الحفصي في إفريقية، وطلب إليه أن يتوسَّط لِتأمين الوئام بينه وبين السُلطان بايزيد، والحيلولة دون إراقة المزيد من دماء المُسلمين، ووافق بايزيد على هذه الوساطة.
أرسل السُلطان الحفصي بدايةً القاضي الفقيه حُسين بن عُمر بن مُحمَّد القلشاني المغربي لِيحُل الأزمة القائمة بين المماليك والعُثمانيين، وكان القاضي المذكور ذا صولةٍ وإقدامٍ على المُلُوك، فبينما هو في طريقه إلى إسلامبول اعترضهُ سُقُنٌ إفرنجيَّة، فوقع في الأسر وقُتل. فأرسل السُلطان يحيى قاصدًا آخر حمَّلهُ هدايا جليلة إلى العتبة السُلطانيَّة، وأعانهُ في إحلال السلام أحد أكبر وأبرز عُلماء الدولة العُثمانيَّة في ذلك العصر وهو المولى أبو بكر زين الدين عليّ العربي المشهور عند التُرك بِـ«مُلَّا عرب». وأثبت المولى المذكور خيريَّة الصُلح بِأدلَّةٍ كثيرة، بِخلاف سائر العُلماء الذين كانوا قد أفتوا بِجواز جهاد المماليك وإراقة دمائهم، وحثُّوا السُلطان بايزيد على قتالهم، إلَّا أنَّ أدلَّة المولى العربي كانت قويَّة، وأهم ما قاله لِلسُلطان: «لَسْنَا رَاضِيْنَ عَنْ فِعْلِكَ يَا اِبْنَ عُثْمَان وَمُعَادَاتِكَ لِأَهْلِ تِلْكَ الْبِلَادِ، وَأَنَّ الضَّرُورَةَ حَصَلَتْ لَنَا وَلِهُمْ، وَإِنَّ الْكَفَّارَ طَغَوَا عَنْدَمَا رَأَوْا الْمُسْلِمَيْنَ يُقَاتِلُ بَعْضُهُمْ بَعْضًا، فَإِنَّنَا نُشِيرُ بِالصُّلْحِ». أمام هذا، مال بايزيد إلى قول المولى، وأجاب السُلطان الحفصي إلى قُبُول مُلتمسه وهو مُصالحة السُلطان قايتباي، فاستقرَّ الصُلح، وردَّ بايزيد جميع الحُصُون التي كان قد أخذها من أعمال أضنة بعدما أظهروا لهُ أنَّها من أوقاف الحرمين الشريفين. وهكذا ثبتت الحُدُود كما كانت عليه قبل بداية الحرب، فعادت الإمارة الرمضانيَّة إلى تبعيَّتها لِلمماليك، وإمارة ذي القدريَّة إلى الدولة العُثمانيَّة. وسعى السُلطان بايزيد إلى إزالة البُرُود الكائن بينه وبين السُلطان قايتباي، فزوَّج جوهرملك سُلطان، ابنة أخيه جَمّ، بِناصر الدين مُحمَّد بن قايتباي، واستمرَّ بعد ذلك مُتعقِّبًا سياسة مُساندة الدولة المملوكيَّة بِإخلاص.

## سُقُوط الأندلُس

### استنجاد الأندلُسيين بِالعُثمانيين والمماليك

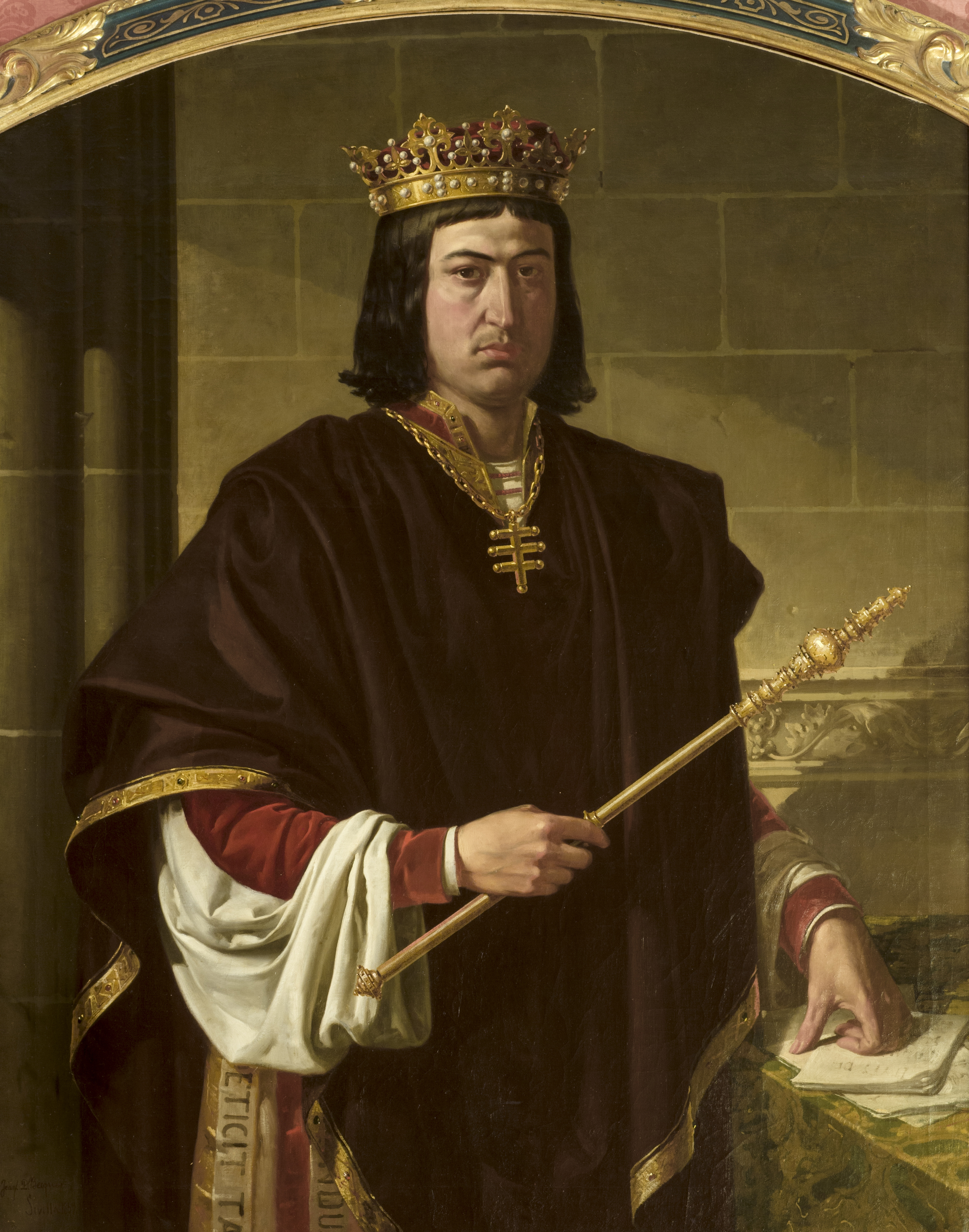
رسمٌ بريشة «خواكين دومنغز بيكير» تُصوِّر الملك الكاثوليكي فرديناد الثاني الأرغوني، الذي سقطت على يديه آخر بلاد المُسلمين في الأندلُس.

خِلال الفترة التي انشغل فيها المماليك والعُثمانيين بِقتال بعضهم، كانت دولة الإسلام في الأندلُس تعيشُ أيَّامها الأخيرة. وتلك الدولة هي الدولة النصريَّة الشهيرة بِمملكة غرناطة، التي اجتمعت تحت ظلالها أشلاء الأندلُس المُنهارة التي انكمشت أطرافها فيما وراء نهر الوادي الكبير جنوبًا، وشغلت شرقًا رُقعةً مُتواضعةً من جيَّان وبياسة وإستجَّة حتَّى البحر المُتوسِّط، ومن المرية وإلبيرة غربًا حتَّى مصب الوادي الكبير. وكانت هذه الدولة قد فقدت، حتَّى ذلك الحين، الكثير من بلادها وأراضيها لِصالح الممالك المسيحيَّة المُحيطة بها، وازدادت وهنًا على وهن. وفي سنة 884هـ المُوافقة لِسنة 1479م، اتحدت مملكتيّ قشتالة وأرغون بِزعامة الملكين الكاثوليكيين فرديناند الثاني الأرغوني وإيزابيلَّا القشتاليَّة، فكانت تلك كارثة الكوارث بِالنسبة لِلمُسلمين في الأندلُس، إذ هدف الملكان الكاثوليكيَّان إلى اقتلاع الإسلام بِكامله من شبه الجزيرة الأيبيريَّة، ثُمَّ أُضيف إلى هذا الهدف، سياسة عدم الإبقاء على أيِّ شخصٍ لا ينتسب للمسيحيَّة والمذهب الكاثوليكي، فأصبح وُجُودُ كُلٍ من المُسلمين واليهود مُهددًا بِالزوال. ولم يلبث الملك فرديناند أن أخذ يُهاجم المُدن والحواضر الأندلُسيَّة، فسقطت في يديه تباعًا، وفي سنة 888هـ المُوافقة لِسنة 1483م، هاجم أميرُ المُسلمين أبو عبد الله مُحمَّد بن عليّ مدينة قُرطُبة، فتغلَّب على النصارى في عدَّة وقعات لكنَّهُ أُسر عند قاعدة اللَّسَّانة جنوب شرق قُرطُبة، ولم يُطلق سراحه إلَّا سنة 890هـ المُوافقة لِسنة 1485م، بعد أن وقَّع اتفاقًا في صالح قشتالة. صاحب ذلك قيام انقساماتٍ في داخل غرناطة، فانقسمت الزعامات والأحزاب بين مُؤيِّدة لِمُحمَّدٍ بن عليّ وأُخرى مُؤيِّدة لِعمِّه مُحمَّد بن سعد الزغل، الذي حكم المدينة طيلة فترة أسر ابن أخيه، وتطوَّر الأمر إلى حربٍ بين الطرفين انتهت بِتقسيم غرناطة، فاستغلَّ فرديناند الثاني هذا واستولى على المزيد من المُدن والحُصُون الأندلُسيَّة مثل لوشة والحمة، وعمد إلى تخريب ما حول غرناطة من الزُرُوع والمحاصيل لِضييق الخناق عليها، وعمل على التحريش والتضريب بين المُسلمين وإذكاء الفتنة. وفي جُمادى الآخرة سنة 892هـ المُوافق فيه حُزيران (يونيو) 1487م، حاصر القشتاليُّون مالقة التي كانت تُدينُ بِالولاء لِلأمير مُحمَّد الزغل، الذي لم يستطع أن يسير لِإنجادها بِقُوَّاته خوفًا من غدر ابن أخيه أمير غرناطة، ففكَّر في وسيلةٍ أُخرى لعلَّها تُجدي في إنقاذ الأندلُس من خطر الفناء الداهم، هي أن يستغيث بِسلاطين وأُمراء الإسلام لِآخر مرَّة، فبعث رُسُلًا إلى السُلطان الحفصي في إفريقية، والسُلطان قايتباي في مصر، والسُلطان بايزيد في إسلامبول.

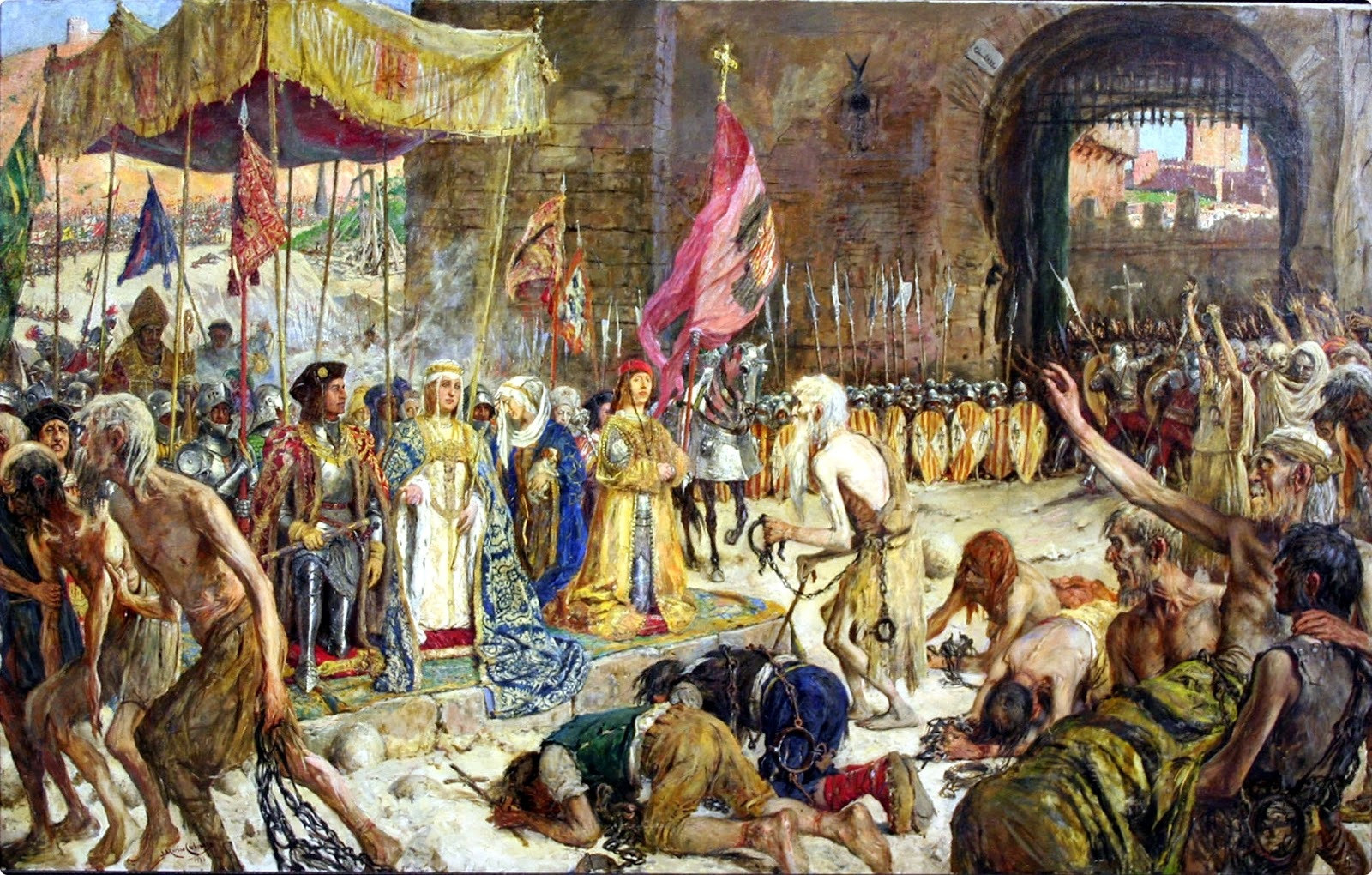
لوحة تُصوِّرُ إخراج المُسلمين من مالقة مُكبلين بِالحديد واستعراضهم أمام الملكين الكاثوليكيين.

حال بُعد المسافة دُون وُصُول الرُسُل الأندلُسيين إلى سلاطين الإسلام في الوقت المُناسب، فسقطت مالقة بِيد النصارى يوم 28 شعبان 892هـ المُوافق فيه 18 آب (أغسطس) 1487م، ولم يلتزم فرديناند بِعُهُود الأمان التي قطعها لِأهل المدينة، فأصدر قرارًا بِاعتبار المُسلمين المالقيين رقيقًا يجب عليهم افتداء أنفُسهم ومتاعهم مهما اختلفت أحوالهم الاجتماعيَّة وظُرُوفهم، وترك جُنُوده يعيثون خرابًا في المدينة. ولَّد سُقُوط مالقة، التي كانت مدينةً مُسلمةً طيلة 776 سنة، التأثُّر والهياج في جميع أنحاء ديار الإسلام، وكان القشتاليُّون يعتمدون على استمرار الحرب بين العُثمانيين والمماليك لِيُتابعوا هُجُومهم ويأخُذُوا غرناطة، لكن ما أن بلغهم انعقاد الصُلح بين الدولتين العُثمانية والمملوكيَّة حتَّى اضطربوا وقرَّروا الانتظار مُدَّةً من الزمن حتَّى تتوضَّح الأُمُور وتتبيَّن ردَّة الفعل الإسلاميَّة. ومن الجدير بِالذِكر أنَّ خشية قشتالة لِلمماليك كانت أكثر وأشد من خشيتهم لِلعُثمانيينن لِأنَّهم لم يسمعوا بِعلاقة الدولة العُثمانيَّة بِالحوض الغربي لِلبحر المُتوسِّط وبِالمغرب، بينما كان لِلمماليك علاقات تجاريَّة وثيقة مع ثُغُور الأندلُس ولا سيَّما مالقة والمرية، كما كانت لهم هيبتهم التالدة بين الدُول المسيحيَّة مُنذُ الحملات الصليبيَّة، وبِالأخص لأنَّ الدولة المملوكيَّة تحكم البقاع المسيحيَّة المُقدَّسة، وبين رعاياها ملايينٌ من النصارى. وفي الحقيقة، لم يكن من الميسور على المماليك تلبية نداء الأندلُس بِطريقةٍ فعَّالةٍ، فيُرسلون إليهم الإمداد أو المُساعدات الماديَّة على ما بين مصر والأندلُس من البُعد، وعلى ما كان يشغل المماليك يومئذٍ من الحوادث الداخليَّة وتوجُّسهم من أن يُعاود العُثمانيُّون التحرُّك على حُدُودهم الشماليَّة. ولكن مع ذلك، حاول السُلطان قايتباي مُعاونة الأندلُس بِطريق الدبلوماسيَّة، فأرسل رئيس دير الرُهبان الفرنسيسكان في بيت المقدس، القس أنطونيو ميلان، وعهد إليه بِكُتبٍ إلى البابا إنوسنت الثامن وفرديناند الأوَّل ملك النبلطان (ناپولي) وإلى الملكين الكاثوليكيين. وفي رسائله عاتب السُلطان مُلُوك النصارى على ما ينزل بِأبناء دينه في غرناطة وطالب فرديناند وإيزابيلَّا بِكف يديهما عن المُسلمين، وأن يتدخَّل في ذلك البابا والملك النبلطاني، وإلَّا فإنَّهُ سيبطش بِكبار الكهنة في بيت المقدس ويهدم قبر المسيح ذاته وكُل الأديار والكنائس والآثار المسيحيَّة المُقدَّسة، ويمنع دُخُول النصارى كافَّةً إلى بيت المقدس.
لم يعبأ الملكان الكاثوليكيَّان بِرسالة السُلطان قايتباي، ولم يرَ أيٌّ منهما في مطالبه ووعيده ما يحملُهما على تغيير خطَّتهما، في الوقت الذي أخذت فيه قواعد الأندلُس الباقية تسقط تباعًا في أيديهما، واقترب فيه أجل الظفر النهائي، وكان منبع اطمئنانهما أيضًا يقينهما بأنَّ أي دولة إسلاميَّة لن تُقدم على الإضرار بِرعاياها المسيحيين المُسالمين والطائعين، حيثُ أنَّ المماليك لم يمسُّوا النصارى في فلسطين بِسُوء، ولم يمنعوا الحُجَّاج المسيحيين.
وكتب فرديناند وإيزابيلَّا إلى السُلطان المملوكي في أدبٍ ومُجاملةٍ أنَّهُما لا يُفرِّقان في المُعاملة بين رعاياهما المُسلمين والنصارى، ولكنَّهما لا يستطيعان صبرًا على ترك أرض الآباء والأجداد في يد الأجانب، وأنَّ المُسلمين إذا شاءوا حياةً في ظل حُكمهما راضين مُخلصين، فإنهم سوف يلقون منهما نفس ما يلقاه الرعايا الآخرون من الرعاية. ومن غير المعلوم مصير هذه الرسالة وما إذا كانت وصلت بلاط القاهرة، وليس في المصادر الإسلاميَّة ما ينص على أنَّ السُلطان المملوكي نفَّذ وعيده، ويُرجَّح أنَّهُ شُغل عن هذا بالاضطرابات الداخليَّة، ومن ثُمَّ فإنَّهُ يبدو أنَّ مُحاولة المماليك إنقاذ الأندلُس قد وقفت عند هذا الحد. أمَّا في إسلامبول، فقد عرض السُفراء الأندلُسيين على بايزيد الثاني الوضع الأليم سالِف الذِكر، فتأثَّر لِكلامهم وطلب انعقاد الديوان الهمايوني، فصدر القرار بِإرسال أُسطُولٍ عُثمانيٍّ إلى الحوض الغربي لِلبحر المُتوسِّط، وعُيِّن كمالُ الدين أحمد بن عليّ القرماني، الشهير بِكمال ريِّس، أميرًا عليه، وأبحر على الفور، لِتكون تلك الحملة البحريَّة العُثمانيَّة الأولى في غرب البحر المُتوسِّط، ونُقطة انطلاق الحرب الطويلة، التي سوف تدُومُ قُرونًا، بين الدولة العُثمانيَّة ومملكة قشتالة، التي ستُصبح الإمبراطوريَّة الإسپانيَّة. وذكر المُؤرخون الغربيُّون أنَّ بايزيد اتفق مع قايتباي على أن يُرسل الأوَّل أُسطُولًا على سواحل صقلية لِكونها تابعة لِمملكة قشتالة، وأنَّ يُجهِّز الآخر بُعُوثًا من جهة إفريقية لِنجدة الأندلُس، على أنَّ هذه الرواية لم ترد في المصادر الإسلاميَّة، وإنَّما يبدو أنَّ بايزيد شجَّع البحَّارة المُسلمين المغاربة، الذين كانوا قد بدءوا فعلًا في التحرُّك لِنجدة إخوانهم والحُصُول على الغنائم، على الإغارة على السُفن المسيحيَّة. وتنُصُّ بعض المصادر أنَّ الرئيس الروحي لِليهود في الدولة العُثمانيَّة، وهو الحاخامباشي مُوسى بن إلياس كاپسالي الإقريطشي، لعب دورًا في تزيين أمر الحملة لِبايزيد كي يُنقذ أبناء دينه من الفناء، علمًا بِأنَّ الحاخام المذكور كان عُضوًا في الديوان الهمايوني إلى جانب المُفتي الأكبر والبطريق المسكوني.

### إنقاذ الأُسطُول العُثماني لِلمُسلمين واليهود الهاربين

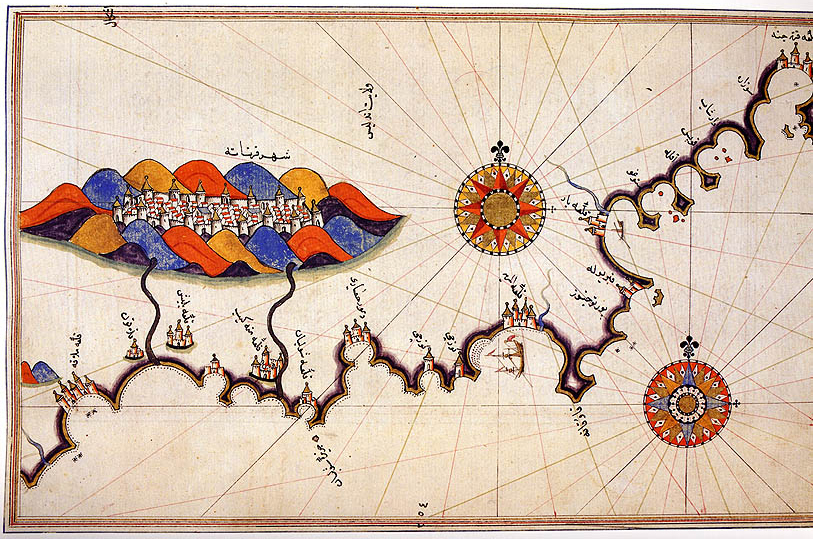
خريطة لِمدينة غرناطة وضعها الملَّاح مُحيي الدين أحمد القرماني (پيري ريِّس)، ابن أخ كمال ريِّس، الذي رافقه أثناء الحملة على السواحل الأيبيريَّة.

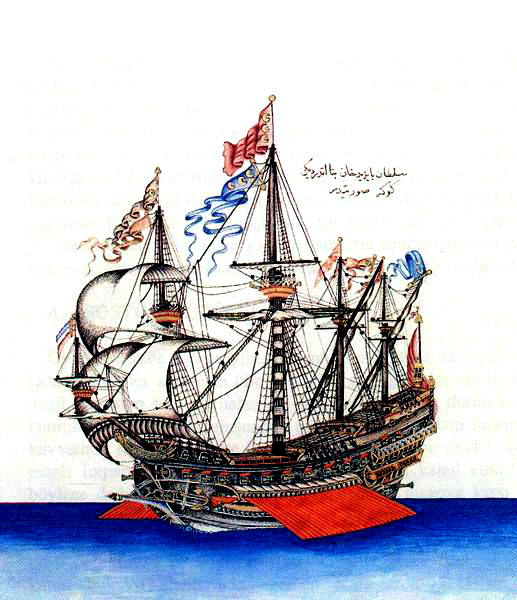
رسمٌ يعود لِسنة 1495م يُصوِّرُ «الگوكة»، وهي سفينة كمال ريِّس الرئيسيَّة التي قاد فيها أُسطُوله لِإنقاذ الأندلُسيين المُسلمين واليهود من الإفناء على يد الملكين الكاثوليكيين، ونقلهم إلى الأراضي المغربيَّة والعُثمانيَّة.

تحرَّك كمال ريِّس بِأُسطُوله مُتجهًا إلى سواحل مملكة قشتالة، وقصف أثناء إبحاره جميع الجُزُر وبعض الموانئ المُنضوية تحت تاجيّ أرغون وقشتالة، وهي بِالتسلسل: جربة ومالطة وصقلية وسردانية وقُرشقة والجزائر الشرقيَّة وسواحل إيطاليا الجنوبيَّة، ثُمَّ دخل المياه الأيبيريَّة، فقصف كافَّة الموانئ الأرغونيَّة، وتمكَّن من الاستيلاء على ميناء مالقة وأحرقه أثناء انسحابه. صعد الأُسطُول العُثماني بعد ذلك نحو الشمال الشرقي إلى السواحل الفرنسيَّة، ثُمَّ عاد فقصف الموانئ القشتاليَّة مرَّة أُخرى، وعبر إلى البحر التيراني. لكنَّ هذا الاستعراض العسكري العنيف لم يُثنِ عزم الملكان الكاثوليكيَّان، فشدَّدا الحصار على غرناطة حتَّى استسلم الأمير أبو عبد الله مُحمَّد بن عليّ، وسلَّم البلد لِلنصارى يوم 2 ربيع الأوَّل 897هـ المُوافق فيه 2 كانون الثاني (يناير) 1492م، لِيُسدل الستار على التاريخ السياسي لِلمُسلمين في الأندلُس. تنُصُّ بعض المصادر أنَّهُ فور سُقُوط غرناطة، انتشر نحو ثلاثُمائة ألف مُسلم على السواحل الأندلُسيَّة هربًا من أمام الجُيُوش المسيحيَّة، ولم يحل بينهم وبين الهلاك والفناء سوى مدافع الأُسطُول العُثماني، فسارع كمال ريِّس إلى إنقاذهم وحملهم في سُفُنه إلى المغربين الأقصى والأوسط. ولم يلبث الملكان الكاثوليكيَّان، خلال بضعة أشهُرٍ من استيلائهم على غرناطة، أن أصدرا أمرًا إلى اليهود بِترك البلاد دون استصحابهم أيَّة حاجة ثمينة، في حال عدم قُبُولهم اعتناق المسيحيَّة على المذهب الكاثوليكي خلال أربعة أشهر. فعاد كمال ريِّس وأنقذ اليهود النازحين، وحمل معهم موجةً أُخرى من المُسلمين، وأبحر بهم إلى إسلامبول، فأصبح هؤلاء أجداد اليهود السفارديُّون الذين عاشوا في العاصمة العُثمانيَّة طيلة قُرُون، وما زالوا فيها إلى اليوم. وأرسل السُلطان بايزيد فرمانًا إلى جميع الوُلاة في البلاد الداخلة تحت جناح الدولة العُثمانيَّة، أن يُعاملوا اللاجئين المُسلمين واليهود بِودٍّ واحترام، ويستقبلونهم استقبالًا حافلًا ويُقدِّمون لهم كافَّة التسهيلات. وبِحسب الموسوعة اليهوديَّة فإنَّ بايزيد سخر من فعل فرديناند بِالمُسلمين واليهود كون ذلك أضرَّ بِمملكته وحرمها من الفئة المُتعلِّمة والمُستنيرة، فاكتسبتها الدولة العُثمانيَّة، فقال لِرجال حاشيته: «كَيْفَ يَجْرُأُون عَلَى اِعْتِبَارِ فِرَانْدُه مَلِكًا حَكِيمًا وَقَدْ أَفْقَرَ بِلَادُهُ وَأَثْرَى بِلَادِي!».

## ابتداء العلاقات الدبلوماسيَّة مع الدُول الأوروپيَّة

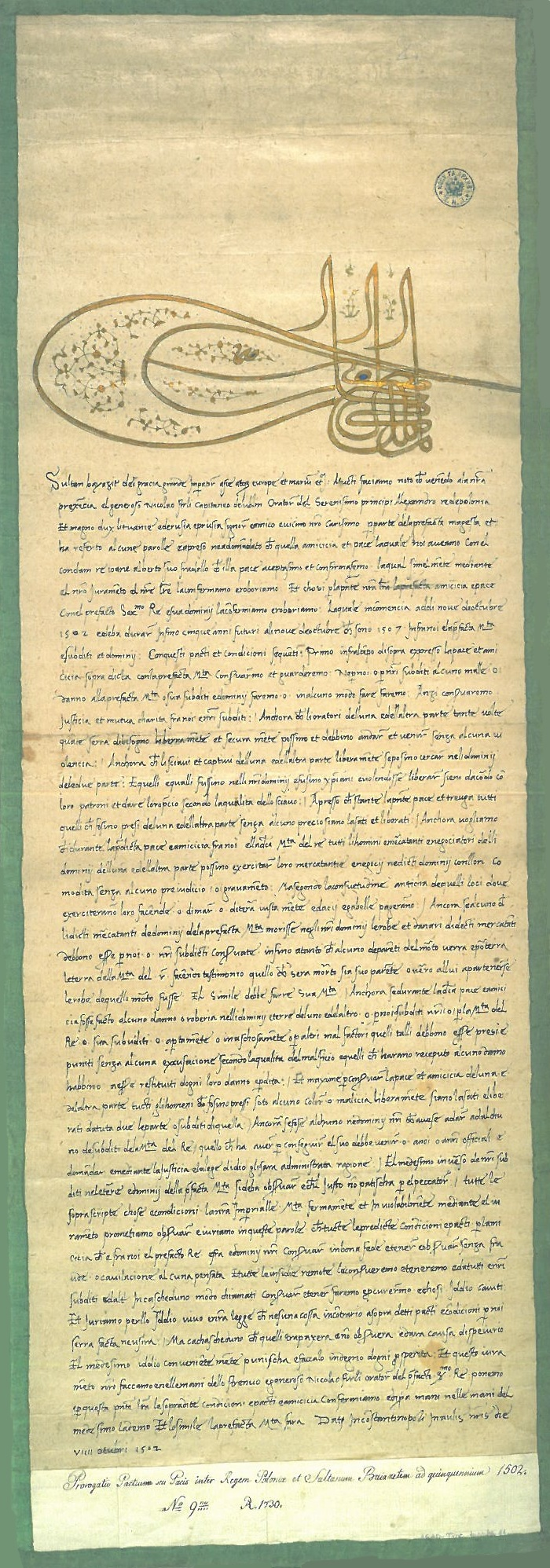
عهدنامه من السُلطان بايزيد الثاني إلى ملك بولونيا يُوحنَّا ألبرت الأوَّل، صدرت في إسلامبول يوم 1 رجب 899هـ المُوافق فيه 6 نيسان (أبريل) 1494م، وهي مكتوبة بِالإيطاليَّة.

تُوفي البابا إنوسنت الثامن بُعيد سُقُوط الأندلُس بِبضعة شُهُور، وتحديدًا يوم 30 رمضان 897هـ المُوافق فيه 25 تمُّوز (يوليو) 1492م، وخلفهُ البابا إسكندر السادس، سليل آل بورجيا النُبلاء، وسارع إلى العرض على السُلطان بايزيد أن يُخلِّصهُ من أخيه جَمّ، الذي كان ما يزال مُقيمًا في رومة، لِقاء مبلغ ثلاثُمائة ألف دوقيَّة. ويبدو أنَّ السُلطان رأى في تحريك قضيَّة أخيه مُجدَّدًا الفُرصة الضروريَّة كي ينفتح العُثمانيُّون دبلوماسيًّا على الدُول الأوروپيَّة، فطالما بقي جَمّ سُلطان في أيدي الغربيين يكون من المُفيد التفاهم معهم، فأرسل سفاراتٍ إلى عدَّة بلاطاتٍ أوروپيَّة، بما فيها البلاط البابوي في رومة مُؤكدًا استمراره بِدفع الإتاوة السنويَّة لِقاء الحفاظ على أخيه. ويُروى أنَّ البابا إسكندر حاول، كما سلفه إنوسنت الثامن، أن يُقنع جَمّ سُلطان باعتناق المسيحيَّة، رُغم عرضه على السُلطان أن يقتُله كما أُسلف، فكان ردُّ جَمّ: «لَيْسَتِ السَّلْطَنَةُ الْعُثْمَانِيَّةُ وَحَدَّهَا، بَلْ لَوْ أَعْطَيْتُم الدُّنْيَا بِأَسْرِهَا مَا غَيَّرْتُ دِينِي».
والحقيقة أنَّ السعي نحو إقامة العلاقات الدبلوماسيَّة كان مُتبادلًا بين العُثمانيين والأوروپيين في تلك الفترة، وسببُ ذلك هو ازدياد قُوَّة الدولة ونُمُوِّها وانفلاشها الواسع في أوروپَّا، ممَّا جعل الدُول الأوروپيَّة تنظر إليها من زاوية مصالحها على أنَّها الدولة القويَّة التي يُمكن استغلالها لِتحقيق مصالحها الحيويَّة على حساب دُولٍ أوروپيَّةٍ أُخرى. ونتيجةً لِهذه النظرة في العلاقات السياسيَّة، تنافست الدُول الإيطاليَّة: مملكة النبلطان (ناپولي) ودوقيَّة ميلانو وجُمهُوريَّة فلورنسة، بالإضافة إلى الدولة البابويَّة بِشخص البابا إسكندر السادس، على اكتساب ود الدولة العُثمانيَّة والاستعانة بِجُنُودها وأساطيلها ضدَّ أعدائهم. وفي هذه الفترة كانت الإمارة المسكوبيَّة (موسكو) قد برزت على المسرح السياسي، بعد أن تمكَّن الأمير يوحنَّا الثالث من ضمَّ مُعظم الإمارات الروسيَّة تحت حُكمه وتوحيدها في دولةٍ كبيرةٍ، وأخذ يسعى في تأسيس علاقاتٍ اقتصاديَّةٍ ودبلوماسيَّةٍ مع الدُول المُجاورة، فأرسل إلى إسلامبول أوَّل سفيرٍ روسيٍّ سنة 1492م وحمَّلهُ جُملة هدايا لِلسُلطان. وبعد ذلك بِأربع سنوات أرسل سفيرًا آخر واستحصل من السُلطان على بعض الامتيازات لِلتُجَّار الروس. وكان بايزيد قد عقد أيضًا مُعاهدةً حُبيَّةً مع مملكة بولونيا سنة 1490م وجدَّدها سنة 1492م، على أنَّها بقيت مُعاهدةً هشَّة بِسبب ادعاء كلٌّ من الدولتين حق السيادة على بلاد البُغدان.

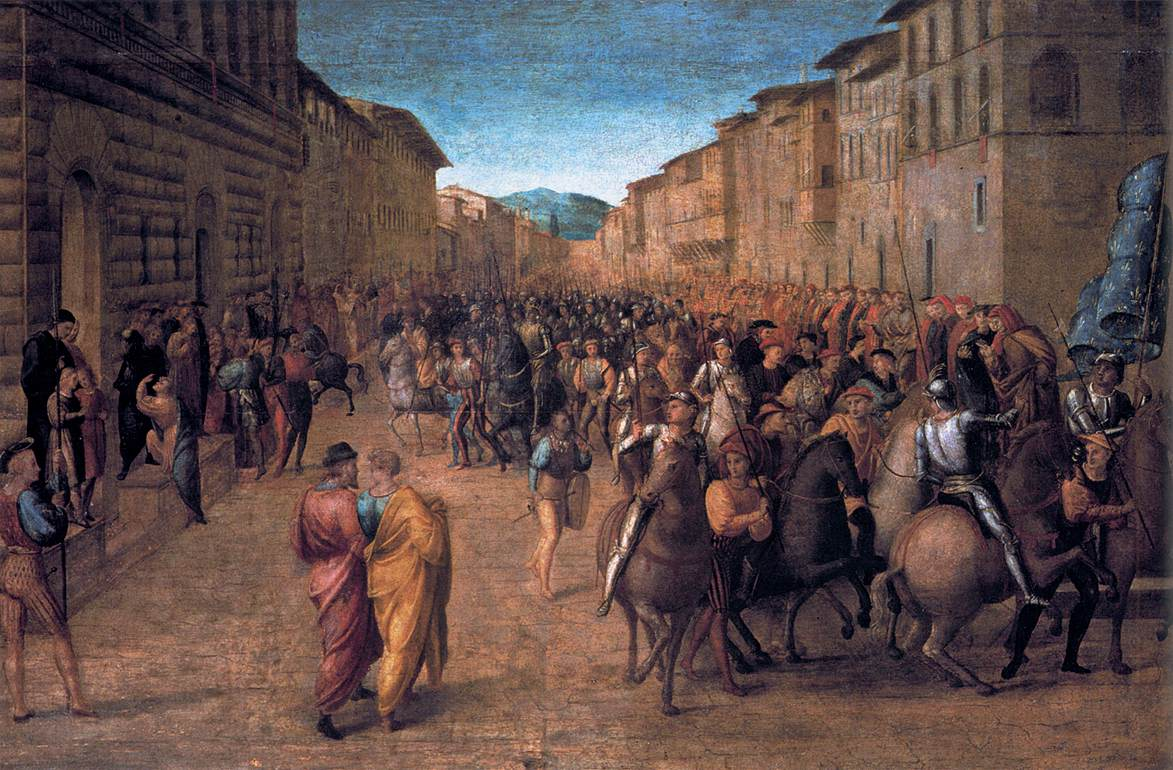
شارل الثامن ملك فرنسا يدخل مدينة فلورنسة على رأس جيشه أثناء توجهه جنوبًا نحو النبلطان.

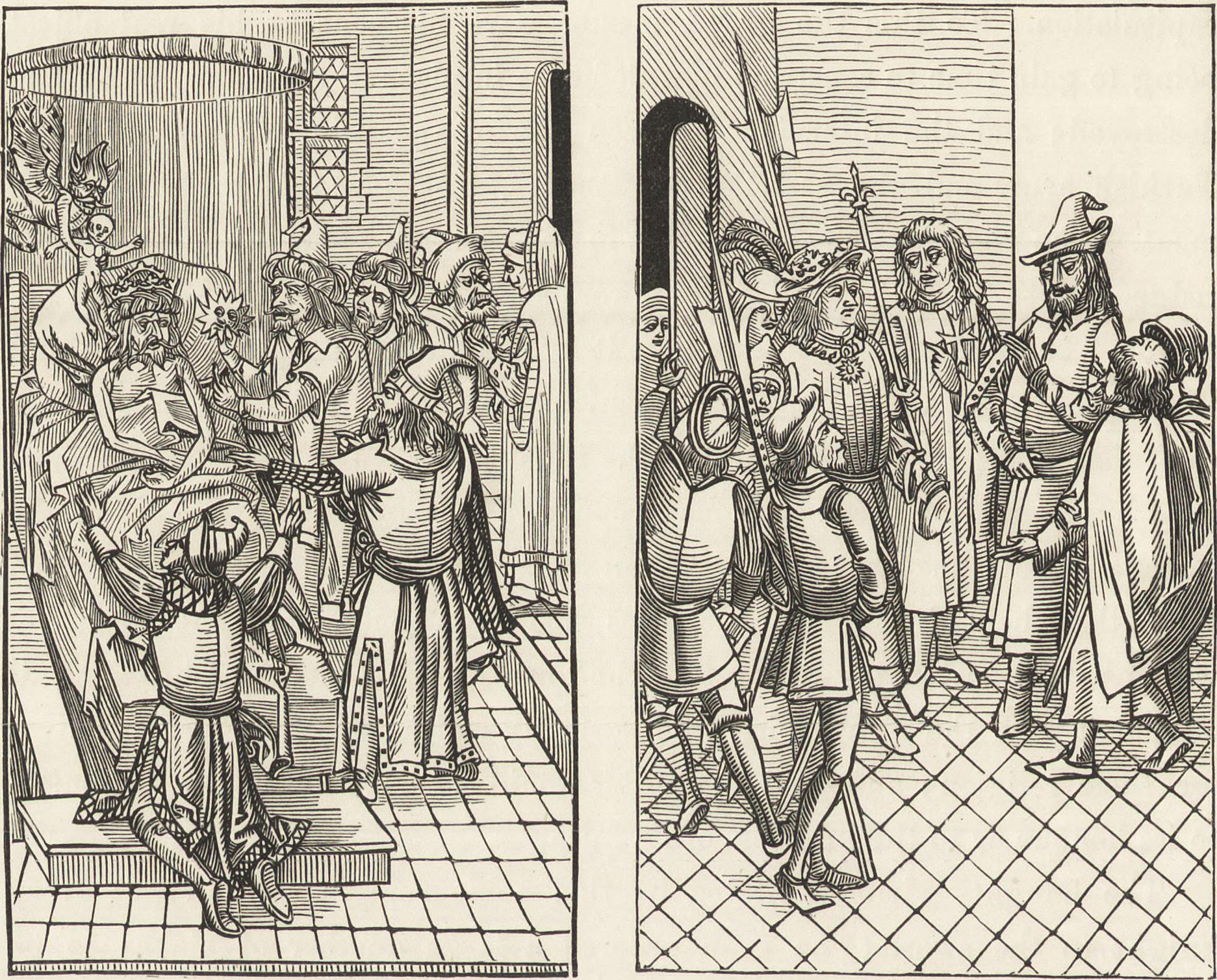
طبعة حجريَّة تُصوِّرُ يسارًا تسليم الشاهزاده جَمّ سُلطان إلى الملك الفرنسي، وتُصوِّره يمينًا وهو على فراش الموت، وقد أحاط به رجاله الذين رافقوه طيلة فترة نفيه.

خِلال تلك الفترة، اجتاح شارل الثامن ملك فرنسا شبه الجزيرة الإيطاليَّة وغايته الاستئثار بِتاج النبلطان. وسببُ ذلك أنَّ الملك فرديناند لمَّا تُوفي سنة 1494م، خلفهُ على العرش ابنه ألفونسو طبق نظام الوراثة الطبيعي، غير أنَّ الملك الفرنسي سُرعان ما طالب بِالعرش لِنفسه، مُتحجِّجًا بِأنَّ البابا الراحل إنوسنت الثامن، كان قد منحهُ الحق في مُلك تلك البلاد سنة 1489م. إذ كان البابا قد دخل في نزاعٍ مع فرديناند، فأصدر مرسومًا تضمَّن حرمان الملك الأخير حرمانًا كنسيًّا وخلعه عن العرش، وفوَّض المُلك إلى شارل الثامن بِحُجَّة أنَّ لهُ نسبًا نبلطانيًّا من جهة جدَّته مريم الأنجيرشيَّة ابنة لويس الثاني تاسع مُلُوك النبلطان. لكنَّ البابا المذكور عاد وألغى مرسومه قبل وفاته، ورضي عن فرديناند، ممَّا سمح لِابنه بِتولِّي العرش بُعيد وفاة أبيه كما أُسلف. وازدادت الأُمُور توتُرًا لمَّا ادَّعى ألفونسو الحق في دوقيَّة ميلانو، فارتاع دوقها لويس سفورزا (بالإيطالية: Ludovico Sforza) وخاف أن يخسر عرشه، فحثَّ الملك الفرنسي على التدخُّل عسكريًّا وأخذ البلاد النبلطانيَّة بِالقُوَّة. عند هذا، سار الملك الفرنسي على رأس جيشه ودخل إيطاليا، فتساقطت أمامه المُدن الواحدة تلو الأُخرى حتَّى بلغ رومة نفسها. ويظهر أنَّ لويس، وهو في نشوة انتصاره، رغب بشن حملةٍ صليبيَّةٍ على العُثمانيين لِإخراجهم من إسلامبول وإعادة المدينة إلى أحضان العالم المسيحي، فأجبر البابا إسكندر السادس على تسليمه الشاهزاده جَمّ سُلطان، واصطحبهُ معهُ جنوبًا نحو مملكة النبلطان، وأرسل من يُمهِّد لهُ الطريق نحو العاصمة العُثمانيَّة من دُعاة الفتنة والفساد، لِتهيئة النُفُوس وإثارة الأفكار ضدَّ العُثمانيين في كُلٍ من بلاد الأرناؤوط ومقدونية واليونان. إلَّا أنَّ هذه الحملة المُخطَّط لها اصطدمت بِالمصالح الحيويَّة لِكُلٍّ من ألفونسو ملك النبلطان وأغسطس بربريگو (بالإيطالية: Agostino Barbarigo) دوق البُندُقيَّة، فوضعا العراقيل أمام الفرنسيين، وأرسلا إلى السُلطان بايزيد يُخبرونه بِمشروع ملك فرنسا ودسائسه وطلبوا منه أن يُرسل جُيُوشه إلى بلاد إيطاليا وأن يأخذ حذره في داخليَّته. وفي غُضُون ذلك كان شارل الثامن قد دخل أراضي مملكة النبلطان وتوجَّه لِيضرب الحصار على قصبتها، ومعهُ الشاهزاده جَمّ، فمرض الأخير مرضًا شديدًا ولم يلبث أن فارق الحياة في مدينة قبوة يوم 30 جُمادى الأولى 900هـ المُوافق فيه 25 شُباط (فبراير) 1495م، ودُفن في بلدة غيطة، ويُقال أنَّ البابا دسَّ لهُ السُّمَّ قبل تسليمه لِلفرنسيين، فقضى نحبه عن 36 سنة، بعد أن أمضى في المنفى 12 سنة و4 أشهر و29 يومًا، ولمَّا وصلت أنباء وفاته إلى السُلطان بايزيد، أعلن الحداد في البلاد لِثلاثة أيَّام، وأُقيمت صلاة الغائب عن روح الشاهزاده الفقيد، ووُزِّعت الصدقات على الفُقراء راحةً لِنفسه. ولم يتمكَّن السُلطان من استرداد رُفات أخيه إلَّا بعد أربع سنواتٍ من وفاته، إذ جرى التحفُّظ عليها بِحال اضطرَّت أوروپَّا أن تستغلَّها ضدَّ الدولة العُثمانيَّة، لكنَّها سُلِّمت في نهاية المطاف، فأمر بايزيد بِنقلها إلى مدينة بورصة حيثُ وُريت الثرى إلى جانب قُبُور آل عُثمان.

## الحملتان على بولونيا

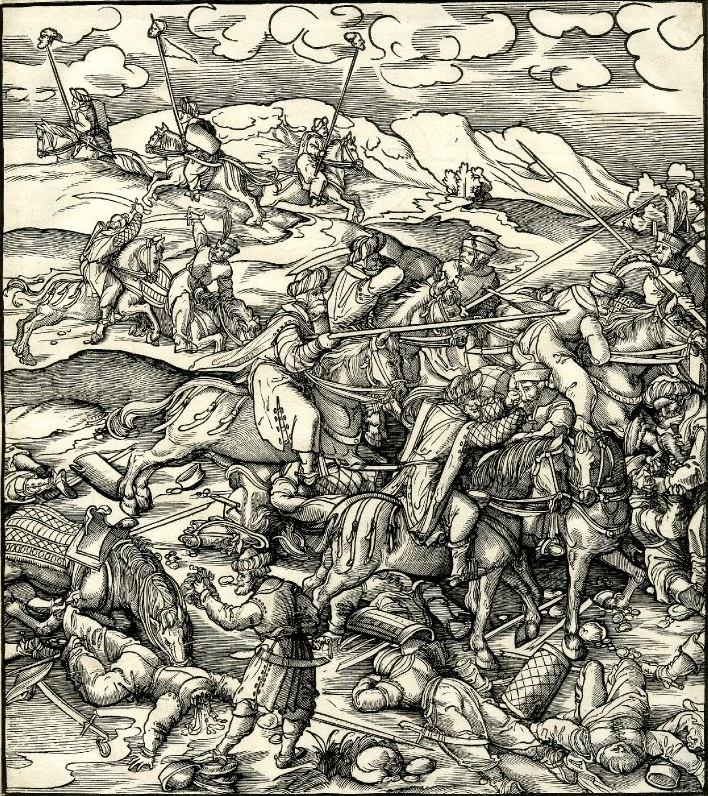
رسمٌ بريشة «ليونارد بَك» يُصوِّرُ معركة قرابوة بين العُثمانيين والكرواتيين.

قبع السُلطان بايزيد في إسلامبول نحو ست سنواتٍ دون أن يخرج منها في أي حملةٍ عسكريَّة، وقد استثمر تلك الفترة في إبرام المُعاهدات الدبلوماسيَّة مع الدُول الأوروپيَّة كما أُسلف. والغزوات الوحيدة التي وقعت خِلال هذه الفترة كانت تلك التي قام بها أمير سنجق البوسنة يعقوب بك الخادم، بِإذنٍ من السُلطان، على الكروات والمجر. ذلك أنَّ أحد الأُمراء الكرواتيين، المُسمَّى بالتُركيَّة «كيرقالي»، خلع طاعة السُلطان وأغار على بعض البلاد العُثمانيَّة الحُدوديَّة، وأعانه في ذلك ملك المجر الجديد ڤلاديسلاڤ الثاني، الذي هو ابن كازيمير الرابع ملك بولونيا، فأرسل إليه أحد أبرز قادته من عشيرة «ديرينجين» النبيلة (بالمجرية: Derencsényi)، وهو الذي سُمِّي بِالتُركيَّة «درنجيل» واسمه الفعلي «أمريك الديرينجيني» (بالمجرية: Imre Derencsényi)، فأغار وعاث في المناطق الحُدُوديَّة مع حليفه المذكور. فحمل يعقوب بك على الإمارات الكرواتيَّة التابعة لِمملكة المجر، ونازل أولًا حصن يايجة، لكنَّهُ لم يقدر على افتتاحه، فتوجَّه ناحية الشمال الغربي وأغار على إقليميّ كارنيولة وجسار، وترك جُنُوده ينهبون ويغنمون من تلك البلاد الشيء الكثير. ثُمَّ سار فدخل بلاد «قرقات» ونهبها وخربها نحو خمسة عشر يومًا، ثُمَّ توجَّه إلى إمارة بني ديرينجين ونهبها وأحرقها وجعل قُراها وقصباتها قاعًا صفصفًا، فثارت ثائرة القائد المجري، وتوجَّه مُسرعًا إلى قتال يعقوب بك، بعد أن جمع جيشًا قوامه 3,000 فارس و8,000 راجل، بما فيهم عساكر وفلَّاحين، من مُختلف الإمارات الكرواتيَّة، والتقى الجمعان في موضعٍ سهليٍّ يُقال لهُ «قرابوة» أو «قرابو» (بالكرواتية: Krbava) يوم 28 ذي القعدة 898هـ المُوافق فيه 9 أيلول (سپتمبر) 1493م، حيثُ دارت رحى معركةٍ طاحنة انتصر فيها العُثمانيُّون انتصارًا ساحقًا، ووقع أمريك الديرينجيني في الأسر، فأُرسل إلى السُلطان الذي أمر بِحبسه في قلعة أفيون قره‌حصار، وبقي فيها حتَّى مات. ويبدو أنَّ هذه الهزيمة لِلمجريين، المُرتبطة مملكتهم بِرابط الدم مع مملكة بولونيا، حيثُ أنَّ يُوحَّنا ألبرت الملك الجديد لِبولونيا وڤلاديسلاڤ الثاني هُما شقيقان، أثارت الملك الأوَّل وجعلتهُ يُضاعف من تحرُّشاته بِبلاد البُغدان التابعة لِلدولة العُثمانيَّة، دون أن يُخفف ذلك من غايته الأساسيَّة وهي السيطرة على مينائيّ كيلية وآق كرمان الذين أخذهما العُثمانيُّون قبل عدَّة سنوات.

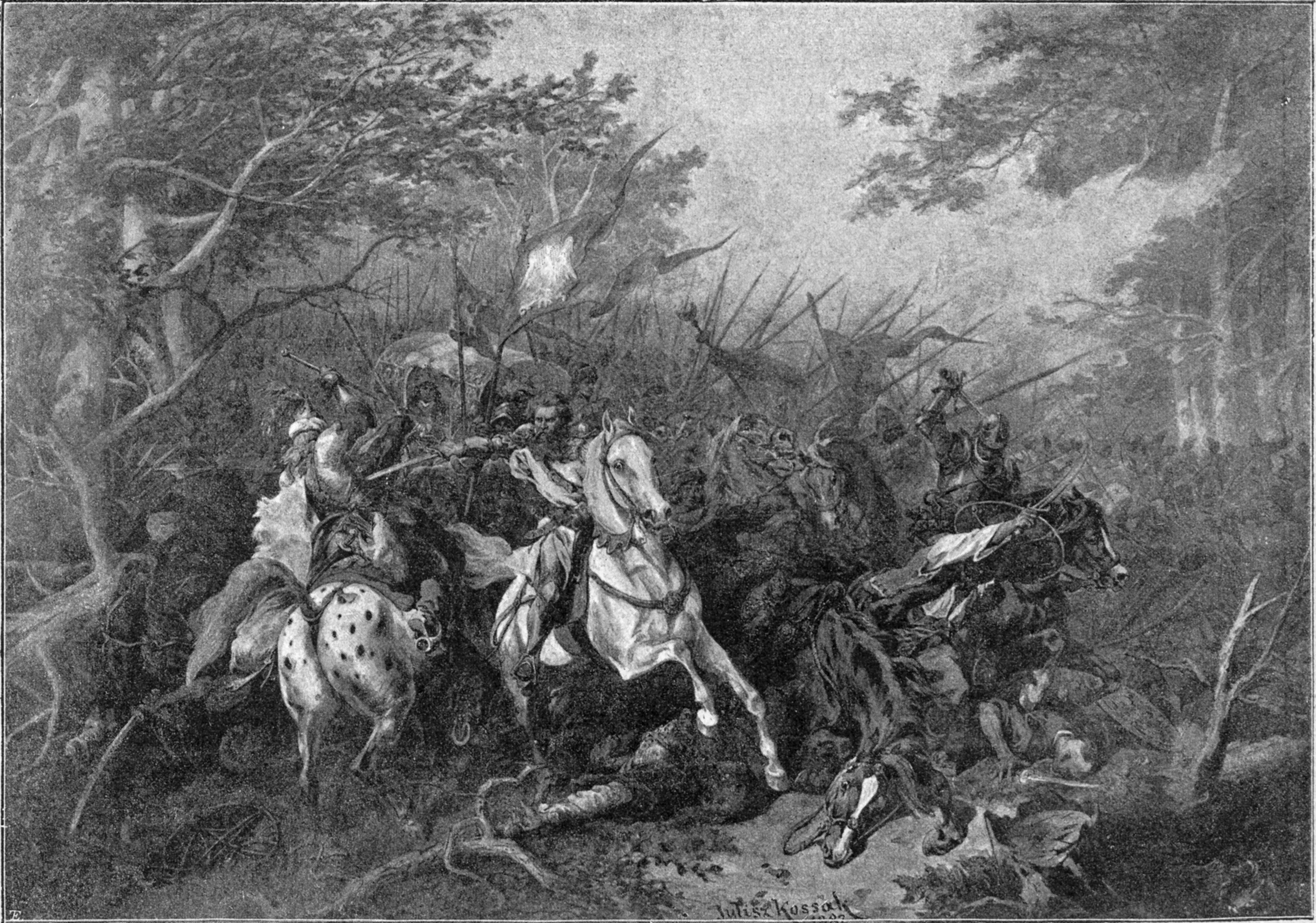
لوحة تُصوِّرُ ملك بولونيا يُوحنَّا ألبرت وهو يفُرُّ ناجيًا بِحياته أثناء وقعة بوكوڤينة.

وفي شهر جُمادى الآخرة 899هـ المُوافق لِشهر نيسان (أبريل) 1494م، دعا ڤلاديسلاڤ الثاني أشقاؤه الأربعة، بما فيهم يُوحنَّا ألبرت وسيگيسموند، إلى الاجتماع في مدينة لوچة، حيثُ قرَّروا القيام بِحملةٍ صليبيَّةٍ ضدَّ العُثمانيين. ورأى يُوحنَّا ألبرت أنَّ الأنسب هو توطيد السيادة البولونيَّة على البُغدان أولًا، واستخلاص مينائيّ كيلية وآق كرمان، وإزاحة الأمير أسطفان بن بُغدان عن عرشه، كونه هادن العُثمانيين ولم يعد يُؤتمن له، وتنصيب سيگيسموند بدلًا منه، ثُمَّ الانطلاق نحو الأراضي العُثمانيَّة نفسها. وفي سنة 903هـ المُوافقة لِسنة 1497م، أغار يُوحنَّا ألبرت على بعض البلاد الإسلاميَّة في البُغدان وأرسل إلى الأمير أسطفان بن بُغدان يحُثُّه على خلع طاعة السُلطان بايزيد والانضمام إليه. لكنَّ أسطفان، الذي كان خبر وجرَّب كُلٌ من العُثمانيين والبولونيين في الحرب والسياسة عدَّة مرَّات، عَلِمَ عاقبة عصيانه فيما لو أطاع الملك البولوني، كما استشعر منه الغدر والخيانة؛ فأظهر المُوافقة، وأبطن خِلافها، فأرسل إلى العتبة السُلطانيَّة يعرض الحال، وطلب أن يُرسل إليه أحدٌ من أُمراء السناجق في عسكره بِأسرع وقت، فأرسل إليه السُلطان أحد الأُمراء في نحو ستمائة فارس، فجعملهم يكمنون في إحدى المواضع، وألبس أربعة آلاف رجُل من جُنده لباس العُثمانيين وجعلهم يكمنون أيضًا في موضعٍ قريبٍ من المُسلمين. وفي ذلك الوقت كان يُوحَّنا ألبرت قد نزل في حُدُود البُغدان، بِمنطقة بوكوڤينة، في نحو ثمانين ألف مُقاتل، فسار إليه الأمير أسطفان وأخبرهُ بِأنَّ طليعة الجيش العُثماني قد دخلوا بلاده وكمنوا في عدَّة مواضع، وفي عقبهم جُنُودٌ لا تُعد ولا تُحصى، ونصحهُ بِأن يُرسل معهُ عدَّة آلاف من نُخبة جيشه حتَّى يكبس طليعة العُثمانيين معهم، فأرسل معهُ ستَّة آلاف من شُجعان عسكره، فسار معهم الأمير البُغداني وجرَّهم إلى كمين المُسلمين، فخرج عليهم المُسلمون أولًا ثُمَّ البُغدانيُّون المُتنكرون، وأمعنوا فيهم تقتيلًا حتَّى قُضي على أغلبهم، وتفرَّق الباقون في الجبال. بعد ذلك سار الجيش العُثماني حتَّى وصل بوكوڤينة حيثُ مُعسكر الملك البولوني، ففرَّ من أمامهم وترك جميع أثقاله في مكانها، ولم يستقر إلَّا في وسط بلاده، فغنم المُسلمون منه عشرين ألف عربة مملوءة بِالأموال والأمتعة والآلات، وأرسل الأمير أسطفان أغلبها مع الأسرى إلى العتبة السُلطانيَّة، فسُرَّ السُلطان بِما رآه من موقف وفعل الأمير المذكور، فأرسل إليه خُلعًا فاخرة وأسكوفة مطليَّة.

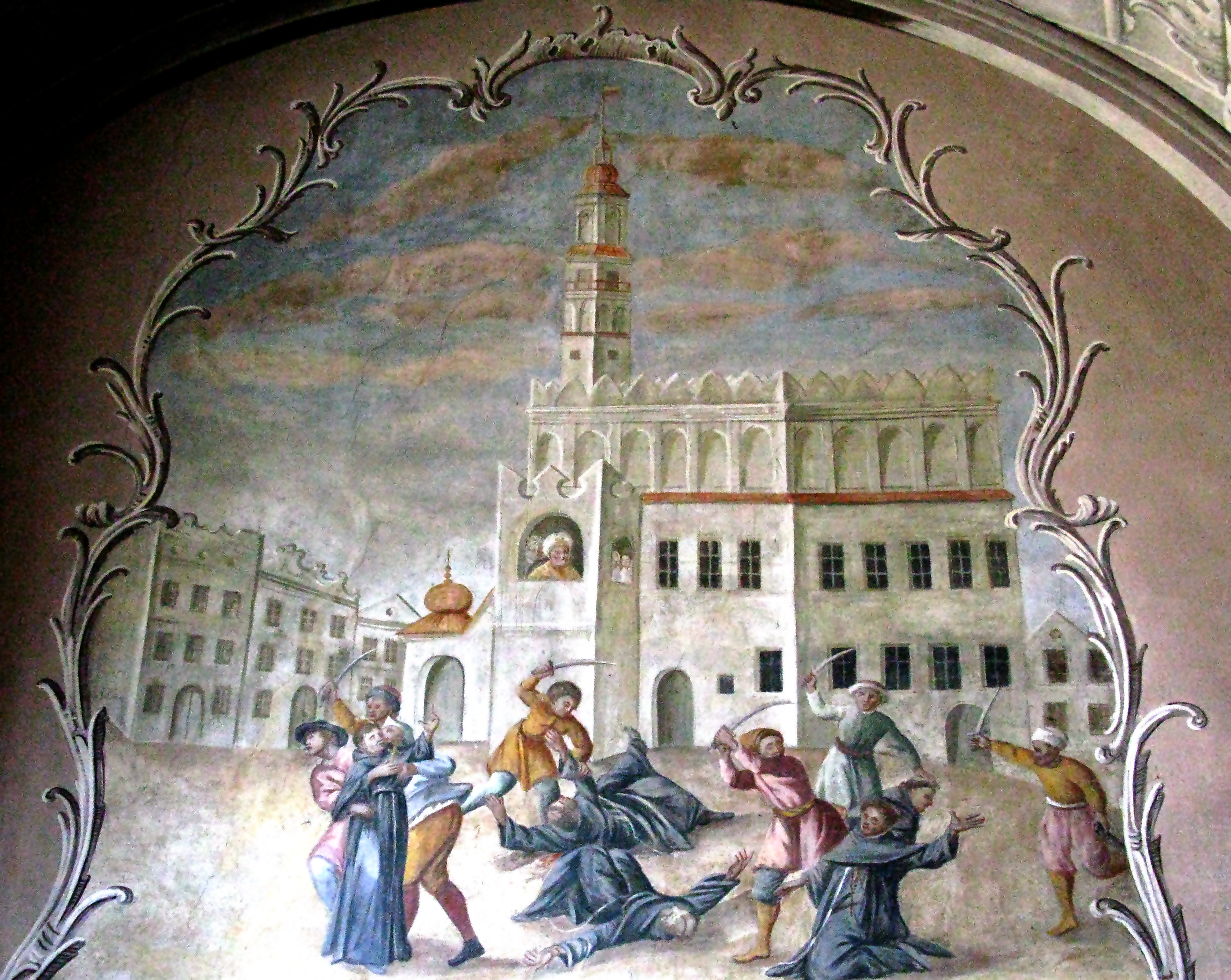
جداريَّة تُصوِّرُ البُغدانيُّون وهم يفتكون ببعض أهالي مدينة پرزميسل أثناء حملتهم على بولونيا ضمن الحملة العُثمانيَّة الشاملة.

وبعد ثلاثة أشهر من الحملة الأولى، أمر السُلطان أمير سنجق سيلسترة «بالي بك بن مالقوج» بِأن يجمع من يُريد من عساكر الروملِّي ويسير فيهم إلى بلاد بولونيا لِلإغارة عليها وتخريبها، لِلحيلولة دون تعدِّي الملك يُوحنَّا مُجددًا، فجمع بالي بك نحو أربعين ألف مُقاتل من الآقنجيَّة وسار فيهم إلى البُغدان حيثُ استقبله الأمير أسطفان ودلَّهُ على أسهل الطُرق، فسار بالي بك حتَّى دخل بولونيا مع جُنُوده، وتابع زحفه حتَّى وسطها، فعاث وأحرق وسبى وغنم، ولم تسلم من يديه أهم المُدن البولونيَّة، بما فيها العاصمة إقراقو (كراكوڤ)، التي دمَّرها وخرَّبها، ثُمَّ تابع سيره شمالًا مُنزلًا العقاب نفسه بِكُلٍ من: لوبلين ورادوم وياروسلاڤ ولڤيڤ، ووصل في صُعُوده حتَّى مسافة 220 كيلومتر عن بحر البلطيق، فغنم العُثمانيُّون ما لا يُعد ولا يُحصى، وأسروا خلقًا كثيرًا بحيثُ تعسَّر عليهم النقل والارتحال بِكثرة الغنائم والأثقال، فرأى بالي بك أن يعود بِجيشه قبل أن يستجمع الملك البولوني قُوَّته ويُعيد تنظيم جُيُوشه، فارتدَّ جنوبًا مُقاتلًا كُل من وقف في دربه حتَّى وصل ثغريّ آق كرمان وكيلية، فأرسل خُمس الغنائم إلى عتبة السُلطان، ووزَّع الباقي على الجُنُود وأذن لهم في الرُجُوع إلى بلادهم. وفي تلك الأثناء كان أسطفان نفسه يُغيرُ مع جُنُوده على بلادٍ أُخرى تابعة لِمملكة بولونيا مثل ياڤوروڤ وپرزميسل، فأمعن فيها سلبًا وقتلًا حتَّى أُنهكت بولونيا وجُنُودها من كثافة الغارات وعُنفها، ولم يعد بإمكان ملكها المضي قُدمًا في مُخططه. وتنص بعض المصادر أنَّ أسطفان قام بِغاراته سالِفة الذِكر من تلقاء نفسه، مُستغلًّا انشغال البولونيين بِالعُثمانيين، لِينتقم من يُوحنَّا ألبرت لِما أضمره تجاهه من الشر. وبحسب مصادر أُخرى فإنَّ حملة الأمير البُغداني كانت جُزءًا من الحملة العُثمانيَّة العامَّة، وبِتوجيهٍ من بالي بك بن مالقوج، الذي زوَّد أسطفان بِجُنُودٍ عُثمانيين، والتحق بهم أيضًا بعض التتر القرميين.

## حرب البُندُقيَّة
بعد هزيمة بولونيا وتخريب الكثير من بلادها، واضطرارها أن تبتعد عن التدخُّل في شؤون البُغدان، وبِالتالي شُؤون بحر البنطس (الأسود)، ولو حتَّى حين؛ خشيت كُلٌ من مملكة المجر وجُمهُوريَّة البُندُقيَّة الاندحار الكامل لِتلك الدولة في حال وجَّه إليها السُلطان حملةً جديدة، فأعلنتا الحرب على العُثمانيين، لِينتهي بِذلك السلام الهش الذي كان قائمًا بين جُمهُوريَّة البُندُقيَّة والدولة العُثمانيَّة بُعيد هزيمة الأولى في الحرب الكُبرى زمن السُلطان مُحمَّد الفاتح. وممَّا شكَّل سببًا آخر لِلحرب هو الغارات المُتالية لِأُمراء الحُدود العُثمانيين على مُمتلكات البُندُقيَّة، وسوء مُعاملة البنادقة لِلرعايا العُثمانيين من التُجَّار والبحَّارة، حيثُ كانوا يتعرَّضون إلى كثيرٍ من الإساءات. وكانت البُندُقيَّة قد انتهزت فُرصة انشغال السُلطان بايزيد بِحربه مع المماليك، فأرسلت أساطيلها البحريَّة لِمُهاجمة السواحل العُثمانيَّة في شبه جزيرة المورة. لِذلك، ما أن فرغ السُلطان من مشاكله مع المماليك وما تبعها من أزماتٍ في أوروپَّا، حتَّى قرَّر التصدِّي لِلبنادقة. والحقيقة أنَّ بايزيد كان عازمًا على مُواصلة سياسة والده الفاتح بِالقضاء على الجُيُوب الإفرنجيَّة في بلاد اليونان، لِذلك سارع بِإعداد العدَّة اللَّازمة، فأنشأ عدَّة سُفُن جسيمة منها سفينتان طول كُل واحدة منهُما سبعون ذراعًا وعرضها سبعون ذراعًا، وسلَّحهما بِالمدافع العظيمة وجعل في كُلٍّ منهما ألفيّ مُقاتل، وجمع نحو ثلاثُمائة سفينة أُخرى بين كبيرة وصغيرة وجعل على إمارة قسمٍ منها كمال ريِّس وعلى إمارة القسم الآخر بُراق ريِّس، وبلغ مقدار ما صُرف على تجهيز هذه السُفُن نحو عشرين ألف دينار سوى أُجرة العُمَّال. وبِذلك أصبح السُلطان على أتمَّ استعداد لِغزو ثُغُور البنادقة الباقية على أطراف بلاده.

### الحملة على التيرول والفريول

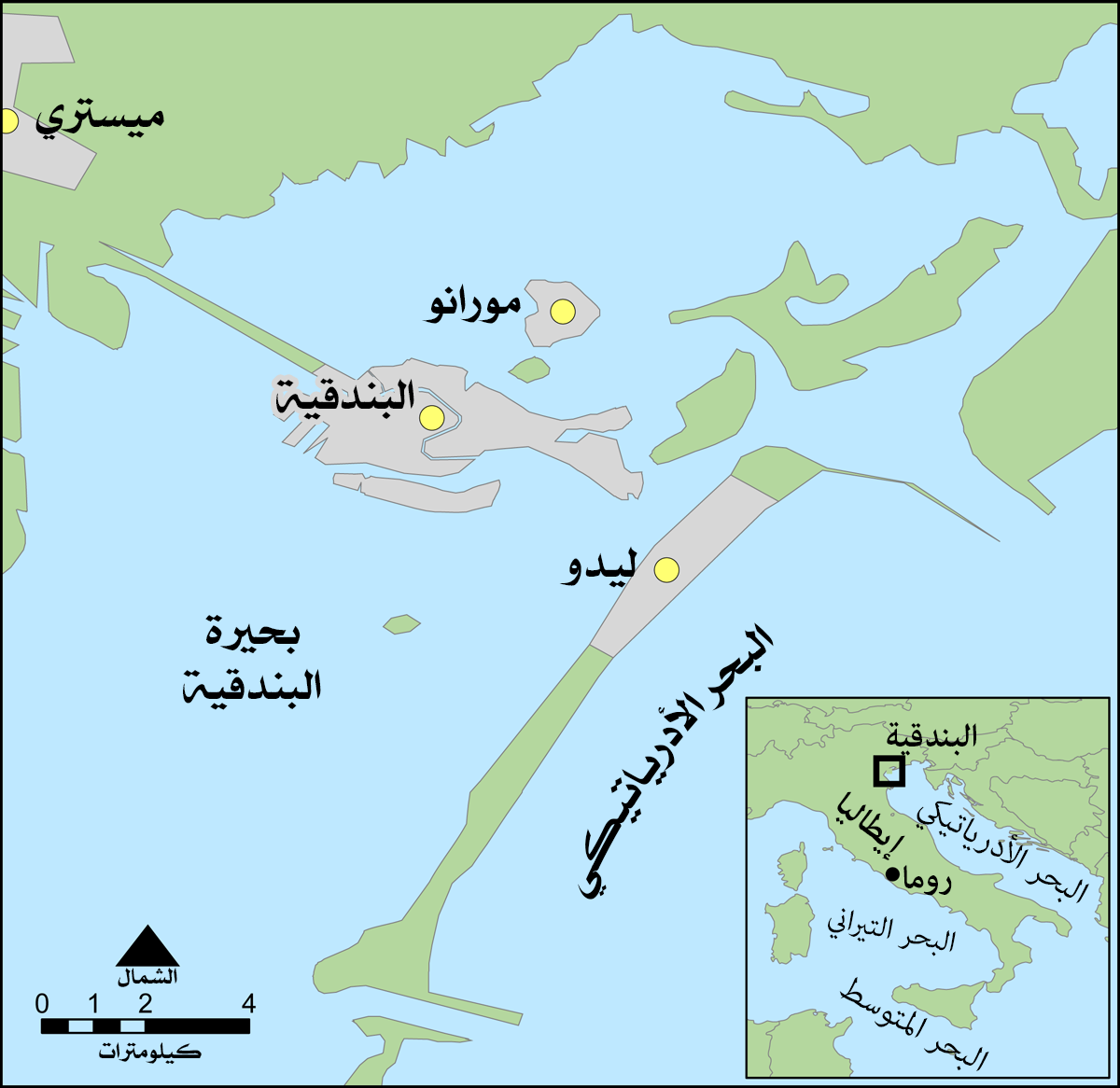
خريطة تُظهرُ موقع مدينة البُندُقيَّة المنيع، الذي حال دون فتحها على يد إسكندر باشا.

بعد تمام التحضيرات العسكريَّة، تجهَّز السُلطان لِلمسير إلى فتح بقايا أملاك البنادقة المُجاورة لِلأراضي العُثمانيَّة في البلقان، وفي مُقدِّمتها ثُغُور ليپانت ومودونة وكورونة، إلَّا أنَّهُ خشي من حُصُول هُجُومٍ مسيحيٍّ على الدولة عبر بلاد البُشناق لِمُتاخمتها حُدُود جُمهُوريَّة البُندُقيَّة ومملكة المجر، فالتمس منهُ أمير سنجق البوسنة إسكندر باشا ميخائيل أوغلي أن يُفوِّض إليه ثُغُور البُشناق ويجعلهُ مُتقاعدًا عن الوزارة بِتلك البلاد، فيحفظها من أيِّ هُجُوم. ووافق السُلطان على ذلك، إذ كان إسكندر باشا يعرفُ تلك الثُغُور وطريق مُحافظتها لِكونه تولَّى إمارتها مُدَّةً مديدة مُنذُ زمن السُلطان مُحمَّد الفاتح، فجمع إسكندر باشا شُجعان الجُنُود من تلك البلاد وسار فيهم، سنة 904هـ المُوافقة لِسنة 1499م، حتَّى دخل إقليم التيرول ووصل بلدة وارنة (ڤارنا) (بالألمانية: Vahrn)، فخربها وغنم وأسر منها، وأرسل الغنائم والأسرى إلى العتبة السُلطانيَّة. وكان السُلطان لم يُغادر في حملته بعد، فلمَّا وصلته مراسيل إسكندر باشا فرح بها، وأرسل إليه خُلعًا وسيفًا وأمرهُ أن يُغير على بلاد البنادقة مُجددًا، فانتخب إسكندر باشا خمسُمائة فارس من أفضل وأشجع عسكره، وأغار فيهم أولًا على بلاد جسار (جنوب أرشدوقيَّة النمسا) نحو عشرين يومًا، ثُمَّ توجَّه إلى جُمهُوريَّة البُندُقيَّة ودخل إقليم الفريول ثُمَّ اجتاز نهر إيزونطو بِمشقَّةٍ لِكثرة تشعُّباته، وأغار على النواحي حتَّى وصل إلى أرباض مدينة البُندُقيَّة، فتبيَّن لهُ أنَّ موقعها كالجزيرة، فلا يُمكن الوُصُول إليها لِإحاطة البحر بها، فاكتفى بِتخريب الحُصُون التي تتبعها، وأحرق قُراها وقصباتها، وغنم أموالًا عظيمة، وسبى من أهلها، ثُمَّ عاد مُحمَّلًا بِالغنائم والسبايا، لكنَّهُ ما أن وصل إلى بلدةٍ تُسمَّى «دولينة» (بالإيطالية: San Dorligo أو Dolina) حتَّى فُوجئ بِجيشٍ بُندُقيٍّ يُحيطُ به، فقاتلهم ودفعهم، وعبر مياه النهر العميقة وأغار مُجددًا على البلاد المُتاخمة لِلبُشناق طيلة ثمانية أيَّام، ثُمَّ دخل سنجق البوسنة غانمًا، فأرسل الخُمس إلى السُلطان، الذي سارع إلى عرض المكاسب على الجيش، فابتهج الجُنُود وقوي قلبهم لِلحملة القادمة.

### فتح ليپانت

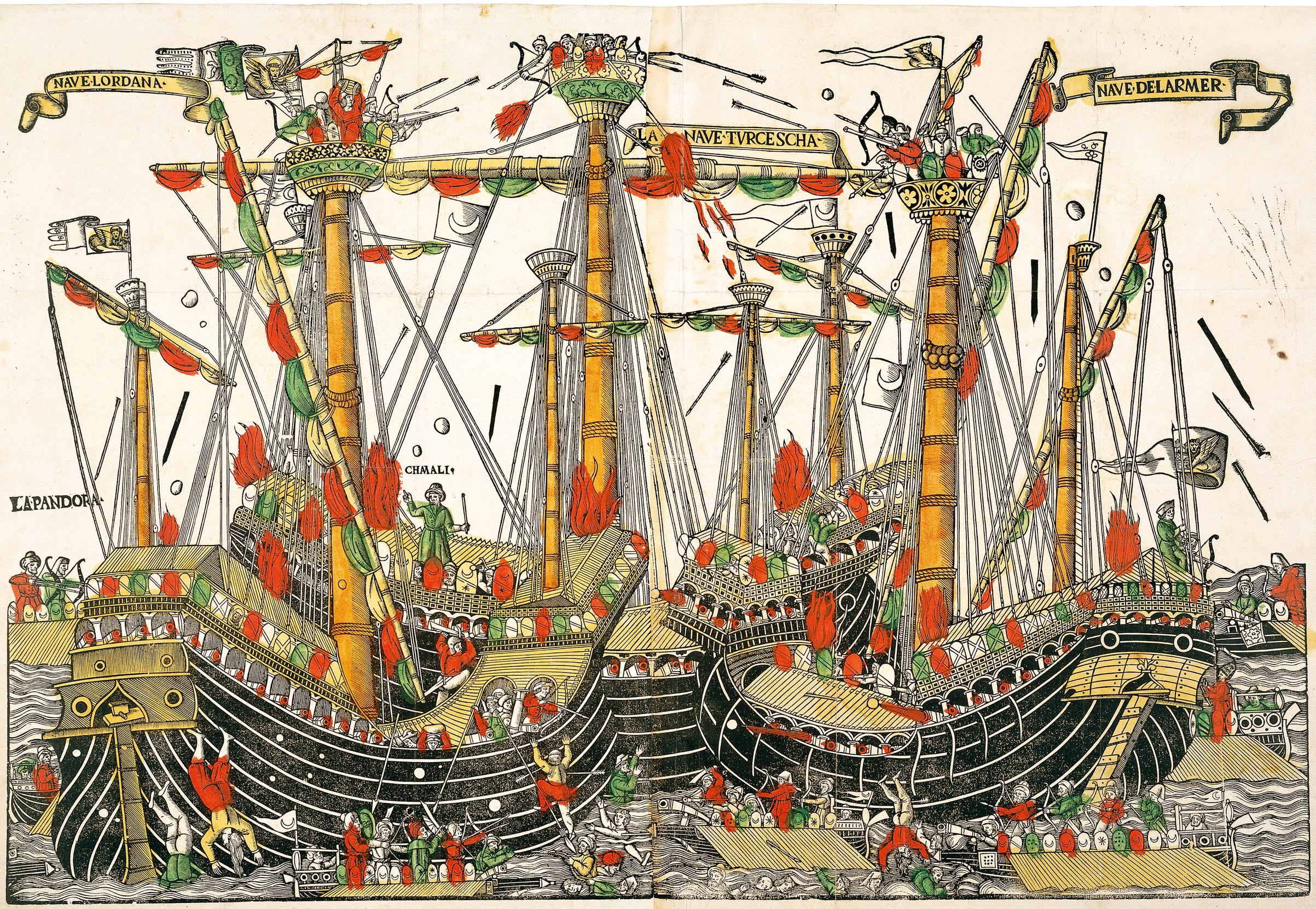
رسمٌ لِفنَّانٌ بُندُقيٌّ مجهول يُصوِّرُ تلاصق واشتباك سُفُن العُثمانيين والبنادقة في حلق ميناء ليپانت.

لمَّا تمَّت الحملة العسكريَّة لِإسكندر باشا، واكتملت التجهيزات العُثمانيَّة، واطمئنَّ السُلطان بايزيد أنَّ أحدًا من جهة الشرق، سواء المماليك أو الآق قويونلويين، لا ينوي مُهاجمة دولته، خرج من دار مُلكه إسلامبول في 20 شوَّال 904هـ المُوافق فيه 31 أيَّار (مايو) 1499م، وسار إلى أدرنة ثُمَّ إلى سيروز ثُمَّ إلى يكيجة وآردار، فأرسل بكلربك الروملِّي مُصطفى باشا في مُقدِّمته وأمرهُ بِحصار ليپانت إلى أن يصل السُلطان إليه، وأرسل قسمًا من الأُسطُول الذي أعدَّه إلى قبرص، أهم مُستعمرة لِلبنادقة في المشرق الإسلامي، فاضطرَّت البُندُقيَّة إلى أن تُرسل قُوَّاتٌ كبيرة إلى الجزيرة المذكورة، خوفًا من عمليَّة إنزالٍ عُثمانيَّة. أمَّا بقيَّة السُفُن الإسلاميَّة فتوجَّهت إلى ليپانت لِتكتشف أنَّ البنادقة قد سدُّوا حلق ميناء المدينة المذكورة في نحو مائةٍ وخمسين سفينة بِقيادة أمير البحار أنطونيو گريماني (أصبح دوق البُندُقيَّة فيما بعد)، على مسافةٍ من مياه جزيرة «ساپينتزة» الصغيرة في الناحية الغربيَّة من مياه رأس ميسينية، الواقع في رأس المورة الجنوبي الغربي. وجعل البنادقة أيضًا مدافع كبيرة في طرفيّ الحلق المذكور ومُقاتلين كُثُر لِلحيولة دون دُخُول العُثمانيين إلى ميناء ليپانت، فأوقعت السُفُن الإسلاميَّة بِسُفُن البنادقة، وباشر رُكَّابُها القتال بِالمدافع والبنادق والنشَّاب. ودخل البنادقة إلى عُمق الجناح الأيمن لِلأُسطُول العُثماني الذي كان يتولَّى إمارته بُراق ريِّس، وحاولوا إنزال رايته، فالتصقت السُفُن ببعضها، وكان بعضُها قد رُبط بِالبعض الآخر وأخذ البحَّارة يقفزون إلى سُفن بعضهم ويتقاتلون يدًا بِيد، فأمر بُراق ريِّس بِإطلاق المدافع الكبار والسُّفن على هذه الحالة، فأُصيبت البارجة الرئيسيَّة لِلبنادقة وغرقت، ولمَّا رأى أنَّ لا مناص لِسُفُن الإسلام بِالخُرُوج من تلك المعمعة، فضَّل الاستشهاد، فألقى النفط والبارود على السُفُن المُجاورة ثُمَّ أشعل مخزن البارود في سفينته، فانفجرت مُدمِّرةً معها قسمٌ كبير من الأُسطُول البُندُقي، ومات في هذا الانفجار نحو 500 جُندي مُسلم والكثير من الجدَّافة، وقُبطانان عُثمانيَّان هُما كمال بك أمير يني شهر وقره‌حسن ريِّس، إضافةً إلى قُبطانين بُندُقيين، ونجا نحو سبعُمائة رجل أنقذتهم الزوارق العُثمانيَّة. ولمَّا رأى كمال ريِّس فداحة الانفجار، أخذ يقصف السُفُن البُندُقيَّة الأُخرى من بعيد، إذ كان قد وضع في سُفُنه - لِأوَّل مرَّة في تاريخ البحريَّة - مدافع ذات مدى بعيد، بحيثُ تتمكَّن من إصابة سُفُن العدوّ من مسافةٍ مُعيَّنةٍ، بينما تسقط طلقات العدوّ خارج مرمى السُفُن العُثمانيَّة ولا تُصيبُها. أمام هذه الخسارة الجسيمة، أدار الأُسطُول البُندُقي دفَّته نحو الشمال وهو في حالةٍ يُرثى لها، وانسحب من الميدان، فكان النصرُ لِلعُثمانيين، الذين سارعوا بِدُخُول ميناء ليپانت، فأرسل حاكمها مفتاح القلعة إلى مُصطفى باشا المُحاصر من البر مُستأمنًا إليه، فإنَّهُ كان قد وعدهُ بِتسليم المفتاح إذا دخلت السُفُن العُثمانيَّة الميناء، ظنًّا منهُ أنَّ ذلك محال، فلمَّا حصل النصر نفَّذ ما وعد به، وتسلَّم مُصطفى باشا القلعة بِالأمان يوم 24 مُحرَّم 905هـ المُوافق فيه 30 آب (أغسطس) 1499م، وأرسل مُبشِّرًا إلى عتبة السُلطان يُخبره بِذلك، فأظهر الفرح والسُرُور وعيَّن لِلمدينة أميرًا وقاضيًا، وأمر بِبناء قلعتين على طرفيّ ثغر الخليج لئلَّا تقدر السُفُن المسيحيَّة على الدُخُول إليه بعد ذلك. وأمر أيضًا بِأن تشتي السُفُن العُثمانيَّة في ميناء «غازي أمور بك» بِقُرب كرمه حصار بِالمورة، على أن تُعاود الحملة في الربيع لِإتمام طرد البنادقة. جديرُ بِالذِكر أيضًا أنَّ العُثمانيُّون بدَّلوا اسم جزيرة «ساپينتزة» بعد تمام هذا الفتح، فجعلوها «جزيرة بُراق ريِّس»، كما أصبحت ليپانت تُعرف بِـ«إينه بختي».

### فتح ثُغُور مودونة وكورونة وناورين (ناڤارين)

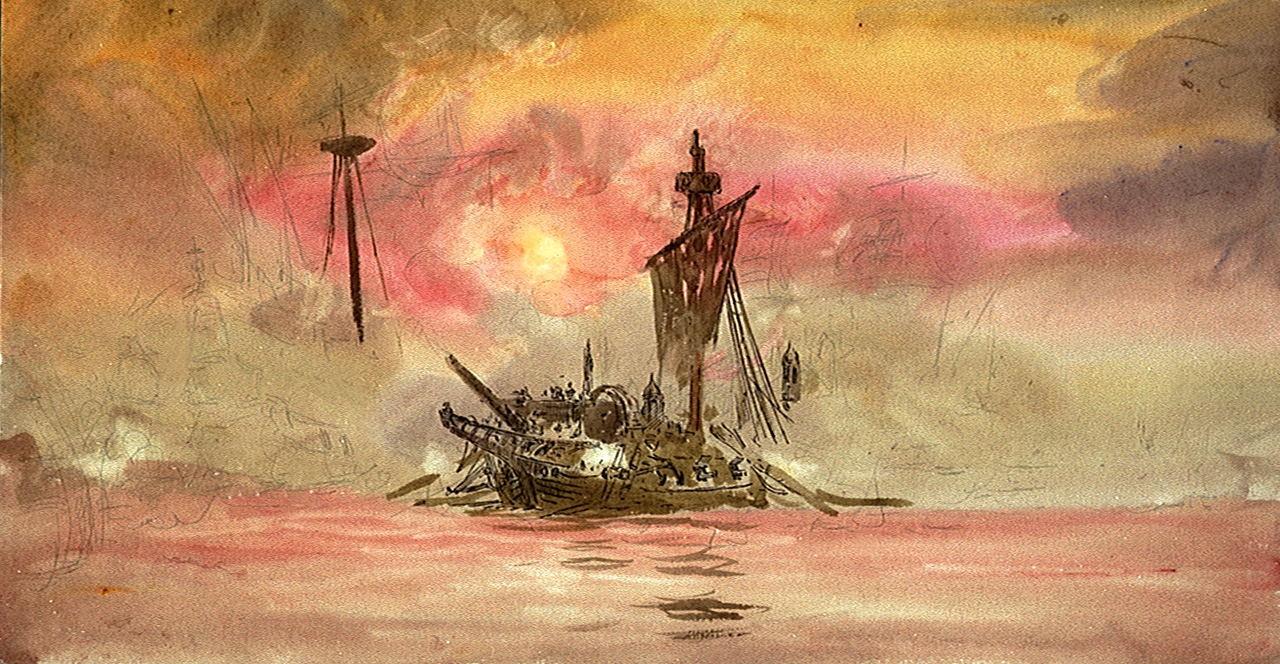
لوحة تُصوِّرُ بعض ما بقي من سُفُن البنادقة بُعيد انتصار الأُسطُول العُثماني عليها في وقعة مودونة.

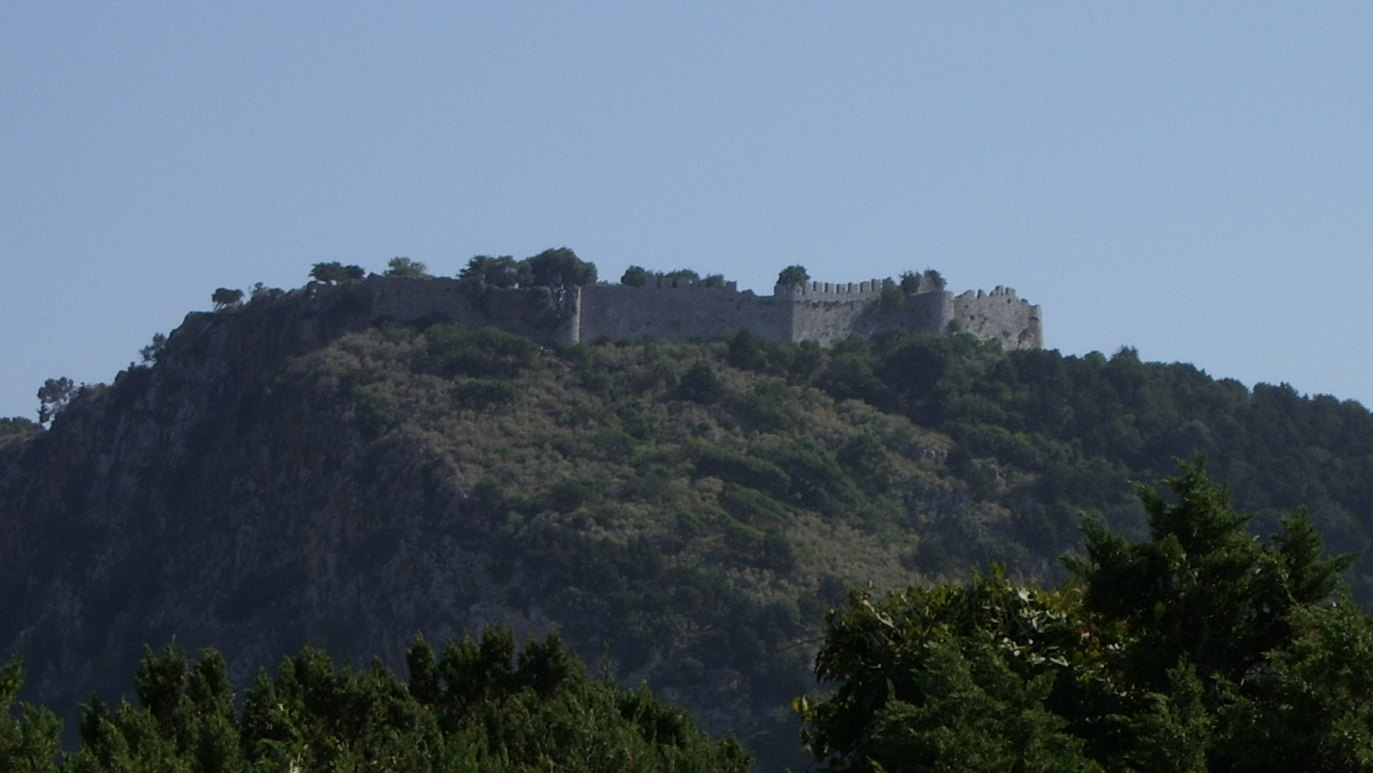
أطلال قلعة ناورين (ناڤارين) كما تبدو اليوم، وهي القلعة التي وجدها علي باشا مهجورة، فضمَّها إلى أملاك العُثمانيين بِيُسرٍ.

بعد فتح ليپانت، أضحى العُثمانيُّون سادة خليج كورنثة، فلم تركن البُندُقيَّة إلى الهُدُوء وهي ترى ضياع مُستعمراتها ومواقعها الحيويَّة، فهاجمت سُفُنها في شتاء سنة 905هـ المُوافقة لِسنة 1499م جزيرة كفالونية واستولت عليها، كما هاجمت ميناء پرويزة وأحرقت بعض السُفُن العُثمانيَّة التي كانت راسيةً فيه. وكانت تلك السُفُن من إعداد مُصطفى باشا بِأمرٍ من السُلطان لِتعويض بعض ما خسره العُثمانيُّون في وقعة ليپانت، فلمَّا احترقت أرسل مُصطفى باشا يعرض الحال على العتبة السُلطانيَّة، فزاد ذلك من عزم بايزيد على القضاء على كُلِّ نُفُوذٍ لِلبنادقة على تُخُوم بلاده. وما أن انقضى الشتاء حتَّى أرسل السُلطان رئيس المُجاهدين يعقوب باشا في عشرة آلاف راجل وعشرين ألف فارس لِيُحاصر قلعتيّ مودونة وكورونة من البر، وأرسل أيضًا القُبطان داود باشا النيشانجي لِيُقيم الحصار من البحر قبل وُصُول سُفُن البنادقة. وفي 9 رمضان 905هـ المُوافق فيه 7 نيسان (أبريل) 1500م، خرج السُلطان نفسه على رأس جيشٍ من أدرنة، التي أمضى الشتاء فيها، وسار في عقب يعقوب باشا. وحاصرت السُفُن الإسلاميَّة قلعة مودونة بحرًا، والسُلطان في بقيَّة العسكر برًّا، وقاتلوا المحصورين مُدَّة، ولمَّا شارفوا على النصر، ظهرت السُفُن البُندُقيَّة وهجمت على سُفُن العُثمانيين، فدارت بين الطرفين معركة عظيمة انتهت بِانتصار المُسلمين واغتنامهم عدَّة سُفُن من البنادقة وإحراقهم بعضها، وهربت البقيَّة. ثُمَّ تابع العُثمانيُّون قتال المحصورين حتَّى أكثروا من الثُقُوب والفُرُوج في الأسوار، فوثبوا عليها وتمكَّنوا من اقتحام المدينة، وقاتلوا حاميتها قاتلًا شديدًا امتدَّ إلى قريب الصُبح، وكادوا أن يُردُّوا على أعقابهم لولا أن اندلعت حرائق في عدَّة مواضع من القلعة، فاضطرب البنادقة من الضرب والنار، وعجزوا عن المُقاومة بعد ذلك، فوقعوا لُقمةً سائغةً بِيد العُثمانيين، فقُتل أغلبهم ووقع الباقون في الأسر، فكان فتح المدينة عُنوةً، ودخلها السُلطان يوم الخميس 14 مُحرَّم 906هـ المُوافق فيه 9 آب (أغسطس) 1500م، وأمر بِإعدام الحامية، فقُتلوا عن آخرهم، ثُمَّ أعطى الأمان لِلأهالي، وصلَّى الجُمُعة في أعظم كنائس المدينة مُحولًا إيَّاها إلى مسجدٍ جامعٍ لِلمُسلمين. بعد ذلك شرع السُلطان في تدبير أُمُور المدينة، فعيَّن بكلربك الأناضول سنان باشا أميرًا عليها، وشحن قلعتها بِالجُند، وعمَّرها وحصَّنها، وأمر بِبناء بضعة مساجد فيها، ثُمَّ أرسل علي باشا الخادم إلى فتح كورونة من البر، وداود باشا القُبطان من البحر. فسار علي باشا ووجد وهو في طريقه أنَّ قلعة ناورين (ناڤارين) قد خلت من أهلها، الذين هربوا إلى بلاد البُندُقيَّة، فدخلها وجعل فيها حامية، ثُمَّ سار ونازل كورونة وتسلَّمها صُلحًا، وغادرها حاكمها مع أهله وعياله وأمواله إلى البُندُقيَّة. ولمَّا رتَّب علي باشا لوازم القلعة وحصَّنها، عاد إلى العتبة السُلطانيَّة حيثُ عيَّنهُ السُلطان أميرًا على سنجق المورة وسمح لهُ بِاتخاذ القرارات المُلائمة فيها دون انتظار الأوامر السُلطانيَّة، وذلك بِسبب بُعد المورة عن دار السلطنة وقُربها من بلاد الأعداء. ثُمَّ أذن لِلعسكر بِالعودة إلى أوطانهم، وعاد هو أيضًا إلى أدرنة ثُمَّ إسلامبول.

### عصيان التُركمان الورساقيين والطُرغُديين في الأناضول
خِلال الفترة التي كان فيها السُلطان بايزيد مشغولًا بِفتح مودونة وكورونة، ظهر فجأة في الأناضول أحد أحفاد الأُمراء القرمانيين، وهو مُصطفى بن حمزة بن ميرزا، وكان ميرزا هذا أخًا لِلأمير إبراهيم بك بن مُحمَّد الذي عاصر السُلطان مُراد الثاني وتعاون مع الصليبيين ضدَّه، وكان حفيد ميرزا، مُصطفى بك المذكور، قد هرب في صباه إلى أذربيجان واستوطن مدينة تبريز حيثُ شبّ، ولمَّا بلغهُ اشتغال السُلطان بايزيد بِفتح بقيَّة بلاد المورة، عاد إلى بلاد آبائه وأجداده طمعًا في مُلكها. وما أن بلغ مُصطفى بك بلاد القرمان حتَّى اجتمع عليه أُمراء التُركمان الورساقيين والطُرغُديين ونصَّبوه ملكًا في «إيج إيلي»، وقصدوا مدينة لارندة وأغاروا على نواحيها وخرَّبوها، ثُمَّ حاصروها، فبلغ الخبر السُلطان وهو في مُحاصرة مودونة، فأرسل إلى ولده الشاهزاده أحمد - وهو والي أماسية يومذاك - يِأمره بِالاجتماع مع أخيه الشاهزاده شاهنشاه والي القرمان، وكذلك أمر حفيده مُحمَّدشاه بن أحمد، والي يني شهر، بِأن ينضم إلى أبيه وعمِّه ويدفعوا غائلة العُصاة من القرمانيين والورساقيين والطُرغُديين، فاجتمعوا على حسب الأمر السُلطاني وقصدوا الأشقياء المذكورين، فهربوا من أمامهم وتفرَّقوا في الجبال وتحصَّنوا فيها.ولمَّا كان الشتاء على الأبواب فقد عاد إبنا السُلطان وحفيده كُلٌ إلى إيالته على أن يُعاودوا الحملة في الربيع. ولمَّا عاد السُلطان سارع بِإرسال الصدر الأعظم مسيح باشا في جمعٍ من القپوقوليَّة لِقطع دابر الفتنة والعصيان، فخرج الصدر الأعظم من إسلامبول في شهر رمضان سنة 906هـ، ولقي الشاهزاده شاهنشاه بِقونية، وسار صحبته إلى لارندة ثُمَّ إلى ناحية «إيج إيلي» وابتنى قلعةً منيعةً في موضع «أوغاري»، وجعل فيها رُتبةً من الإنكشاريين والعزبيين، ثُمَّ قسَّم العسكر ثلاثة أقسام، وسلَّطهم على العُصاة من ثلاث جهات، فاستأمن إليه الأُمراء الورساقيُّون والطُرغُديُّون، وحلفوا على صدق الطاعة والانقياد، فأمَّنهم مسيح باشا على أنفُسهم وأموالهم وأولادهم. أمَّا مُصطفى بك فهرب مُتنكرًا إلى طرسوس، ثُمَّ منها إلى حلب، فقبض عليه نائب السلطنة وحبسه، ثُمَّ جاء الأمر من السُلطان المملوكي قانصوه الغوري بِقتله لئلَّا ينتقض بسببه الصُلح القائم بين المماليك والعُثمانيين.

### فتح ما تبقَّى من بلاد المورة
خلال تلك الفترة، كان علي باشا في المورة يتجهَّز لِفتح بقيَّة القلاع الساحليَّة، بلغهُ أنَّ البنادقة عادوا واستولوا على ناورين بِالخُدعة، ذلك أنَّ بعض الرعايا من أهل المدينة ذاتها أرسلوا إلى البنادقة سرًّا يدعونهم ويعدونهم بِالنصر على أخذ القلعة، ثُمَّ أرسلوا إلى دُزدار خ[›] القلعة يطلبون منه الحُضُور لِيقضي لهم مصلحة، فأذن لهم بِذلك، فدخلت جماعةٌ منهم وقد أخفت أسلحتها تحت الثياب، فقتلوا البوَّابين ثُمَّ الدُزدار وأتباعه، وكانت بعض سُفُن البنادقة في الكمين، فخرجت ودخل بحَّارتُها القلعة وضبطوها، وذلك يوم 13 جمادى الأولى 906هـ المُوافق فيه 4 كانون الأوَّل (ديسمبر) 1500م. سارع علي باشا إلى إرسال الخبر وعرضه على السُلطان، وطلب منهُ سُفُنًا لِحصار القلعة المفقودة من البحر، فأرسل بايزيد أربعين غُرابًا مع كمال ريِّس، فأبحر مُجدًّا وهجم على سُفُن البنادقة التي في ميناء القلعة، وأخذ ثمانيًا منها مع ما كان فيها من الرجال والعتاد، وفرَّق البقيَّة، وحاصر القلعة من البحر في الوقت الذي حاصرها فيه علي باشا من البر، فأخذها قهرًا وقتل فيها عددًا كبيرًا من البنادقة وأسر آخرين، وتحصَّن جمعٌ منهم في بُرجٍ واستأمنوا، فأمَّنهم علي باشا وأذن لهم في العودة إلى بلادهم، وكان ذلك يوم 3 ذي القعدة 906هـ المُوافق فيه 20 أيَّار (مايو) 1501م. ثُمَّ شرع بِتعمير القلعة وتحصينها وترتيب لوازمها، وتوجَّه لِاستكمال فتح ما تبقَّى من المورة.
كانت قلعة «إينفة» أولى أهداف علي باشا، فحاصرها وقاتل أهلها قتالًا شديدًا حتَّى أخذها قهرًا، وتحصَّن في القلعة الداخليَّة منها جمعٌ وطلبوا الأمان، فأمَّنهم وأعادهم إلى بلاد البنادقة، ثُمَّ سار إلى «أصوسة» وتسلَّمها صُلحًا، فانقطعت بِفتح هاتين القلعتين أيدي البنادقة وسائر الإفرنج الكاثوليك من شبه جزيرة المورة كُليًّا لِأوَّل مرَّة مُنذُ الحملة الصليبيَّة الرابعة، وصفت تلك البلاد لِأهلها الأصليين من الأرثوذكس ولِلمُسلمين الفاتحين. فأرسل علي باشا خُمس الغنائم والسبايا مع المُبشِّر إلى العتبة السُلطانيَّة، فسُرَّ السُلطان بِهذا الإنجاز وأرسل إلى علي باشا خلعًا وسيفًا مُرصَّعًا وفرسًا من أفراسه الخاصَّة. وكان علي باشا حاكمًا عادلًا مُنصفًا، فعمرت بلاد المورة تحت يديه، واتفق آنذاك أن وفدت على الدولة العُثمانيَّة موجةٌ أُخرى من المُهجَّرين المُسلمين الأندلُسيين، فأرسلهم السُلطان إلى علي باشا، فأسكنهم المورة وطيَّب قُلُوبهم.

### إغارة البنادقة على جزيرة مدللي

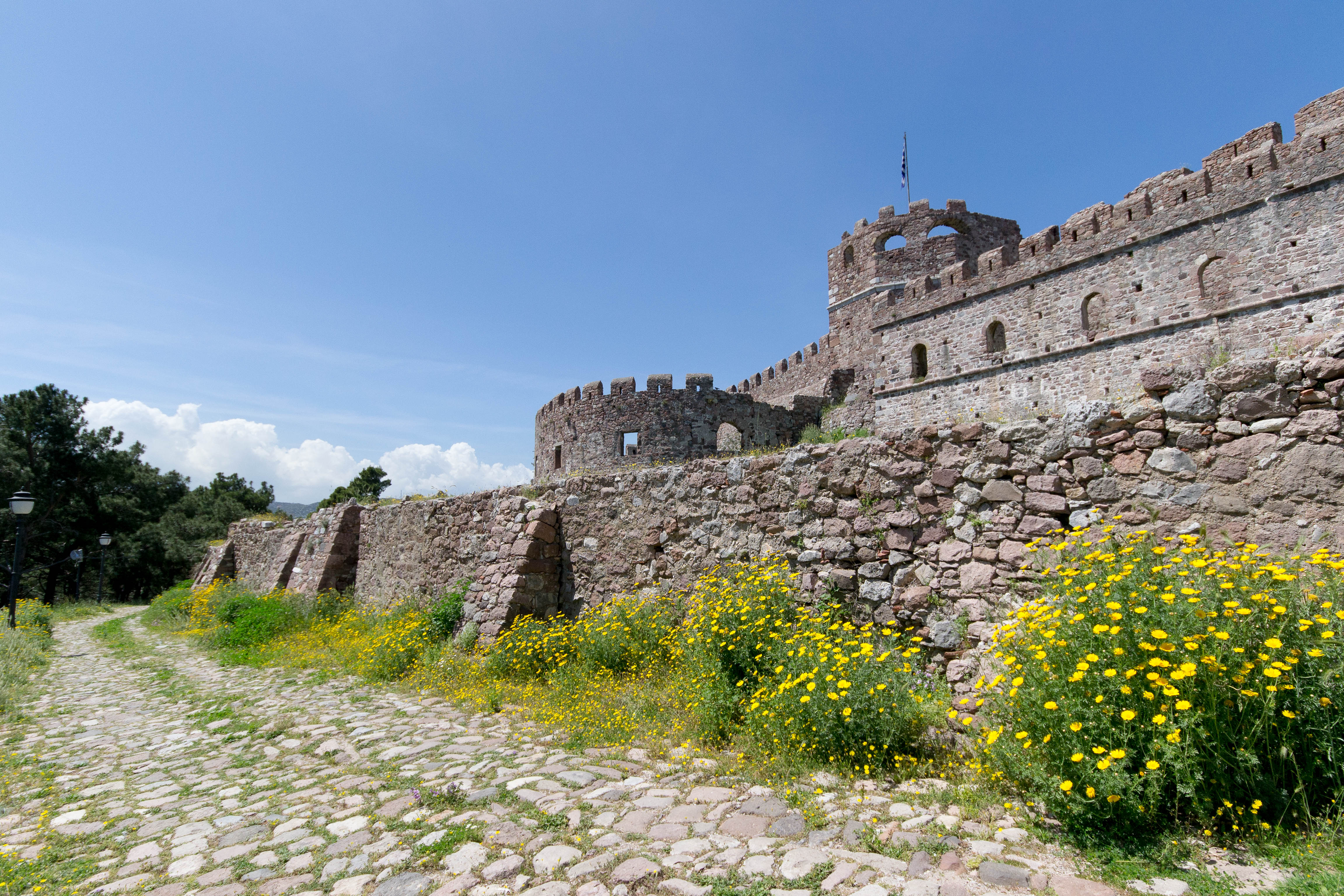
جانبٌ من أسوار قلعة مدللي.

ارتاعت البُندُقيَّة من انتصارات العُثمانيين المُتتالية وافتتاحهم مُدُنها وقلاعها، ولمَّا كانت أساطيلها قد هُزمت مرَّتين أمام الأساطيل العُثمانيَّة، فإنَّها طلبت المعونة من مُلُوك وأُمراء أوروپَّا، فأنجدها البابا إسكندر السادس، وملك فرنسا لويس الثاني عشر، وفرديناند الثاني إمبراطور إسپانيا، وڤلاديسلاڤ الثاني ملك المجر، وأرسلوا إليها أُسطُولًا مُختلطًا لِدعمها في حربها ضدَّ العُثمانيين وتعزيزًا لِقُوَّتها. تنُصُّ المصادر العُثمانيَّة على أنَّ عدد السُفُن المسيحيَّة وصل إلى نحو مائتيّ سفينة، منها ثلاثين سفينة إسپانيَّة، كما تنص مصادر مُعاصرة على أنَّ السُفُن الفرنسيَّة حملت على متنها نحو عشرة آلاف جُندي. وفي ربيعٍ الأوَّل سنة 907هـ المُوافق فيه أيلول (سپتمبر) 1501م، هاجمت السُفُن المسيحيَّة جزيرة مدللي وحاصرتها من جميع جهاتها، ورموها بِالمدافع والأسهُم، وضربوها نحو عشرين يومًا ليلًا ونهارًا، فوصل خبر ذلك أوَّلًا إلى والي مغنيسية الشاهزاده قورقود بن بايزيد، فأرسل نحو ثمانمائة مُقاتل من عسكر إيالته مع سلحداره إلى قرية «أيازمند» القريبة من الجزيرة لِيعبروا إليها عندما تسنح الفُرصة. وفي ليلةٍ ظلماء عبر العُثمانيُّون بِالسُفُن التي وجدوها في ساحل أيازمند إلى مدللي، فتفطَّن المسيحيُّون وهجموا عليهم وقاتلوهم أشدَّ قتال، لكنَّهم لم يقدروا عليهم، فنزلت العساكر العُثمانيَّة على الجزيرة وتمكَّنت من السيطرة على قلعتها، غير أنَّ الفرنسيُّون قاموا بإنزالٍ آخر وحاصروهم. ولمَّا بلغ الخبر إلى العتبة السُلطانيَّة، جهَّز بايزيد ما وُجد من السُفُن وملأها بِالعساكر، وجعل على إمارتهم أحمد باشا بن هرسك، ثُمَّ أرسلهم إلى مدد المحصورين، فعلم المسيحيُّون بِقُدُوم الأُسطُول العُثماني عن طريق جواسيسهم، وجدُّوا في أخذ القلعة قبل وُصُول المدد، فهجموا عليها واقتحموها وقام بينهم وبين المُستحفظين قتالٌ عنيف قُتل فيه قائد الجُنُود الفرنسيُّون، والذي قيل بِأنَّهُ كان ابن أخ الملك، فقُطع رأسُه ونُصب على رُمحٍ في بُرج القلعة، وضُرب طبل البشارة ممَّا كسر عضُد المسيحيين، وأدَّى انتشار خبر اقتراب الأُسطُول العُثماني إلى تخوُّفهم من العاقبة الوخيمة، فركبوا سُفُنهم وأقلعوا إلى البحر، حيثُ ضربتهم عاصفة، فغرق كُل الأُسطُول الفرنسي ولم يتمكَّن من النجاة سوى بضعة بحَّارةٍ فقط.

### استرداد قلعة لوفجة وفتح دراست

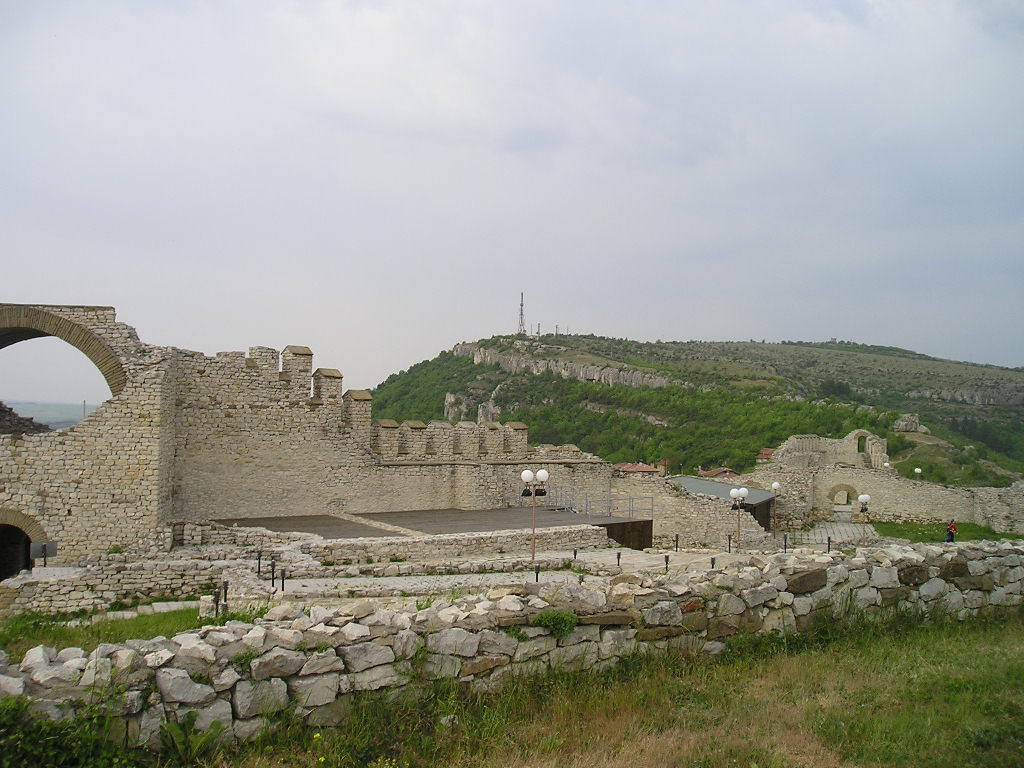
أطلال قلعة لوفجة.

خِلال فترة انشغال القوى المسيحيَّة بِحرب الدولة العُثمانيَّة بحرًا، رأى أمير سنجق البوسنة إسكندر باشا ميخائيل أوغلي أن يفتتح قلعة يايجة الحُدُوديَّة التي عجز سلفه، يعقوب بك الخادم، عن افتتاحها خلال حملته على الإمارات الكرواتيَّة التابعة لِمملكة المجر، كما أُسلف، ورأى أنَّ مُقدِّمة ذلك الفتح تستوجب تسخير قلعة لوفجة، التي سبق وأخذها السُلطان مُحمَّد الفاتح قبل عدَّة سنوات عندما فتح بلاد البُشناق، ثُمَّ عادت تحت جناح المجر. فأرسل ولده مُصطفى بك في ألفيّ راجل وألف فارس إلى فتح القلعة الأخيرة، فنفَّذ المُهمَّة خير تنفيذ، وفُتحت لوفجة عنوةً، وغنم العُثمانيُّون ما فيها من أموالٍ وأثقال، وقتلوا مُقاتلها، ثُمَّ حصَّنوها وعادوا أدراجهم. ثُمَّ بلغ الخبر في أوَّل سنة 908هـ المُوافقة لِسنة 1503م أنَّ ملك المجر أرسل الذخائر واللوازم إلى قلعة يايجة لِلحيلولة دون سُقُوطها بِيد المُسلمين، فسيَّر إسكندر باشا ولده مُصطفى بك في نحو أربعمائة مُقاتل لِلإغارة على القافلة المُرسلة، فبيَّت العُثمانيُّون أعدائهم وقتلوا منهم فريقًا، وغنموا ما كان معهم من الذخائر والمؤن واللوازم مع العربات، وعادوا بها إلى البوسنة.

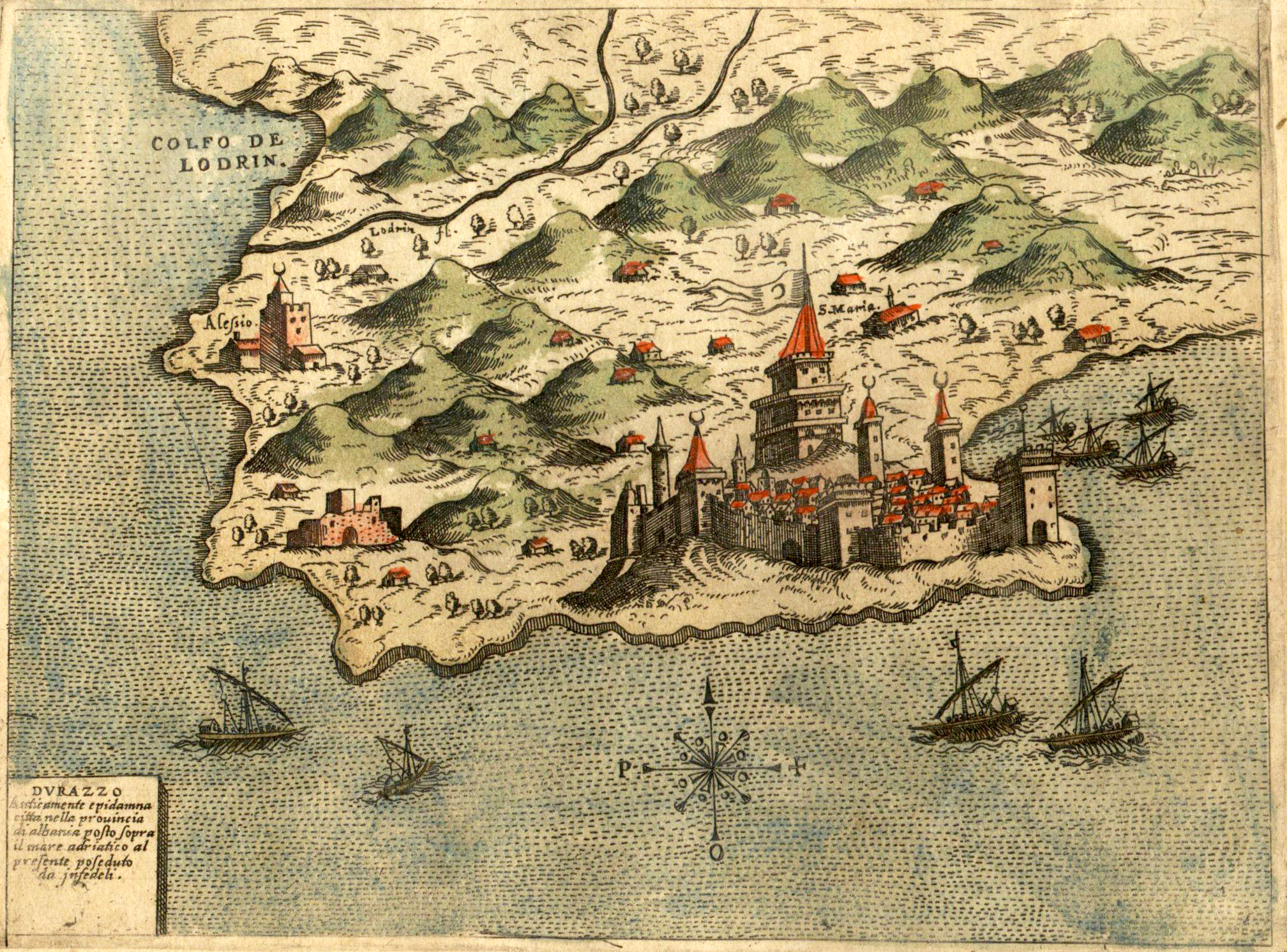
خريطة لِمدينة دراست سنة 1573م.

ولمَّا حلَّت سنة 909هـ، أرسل مُحمَّد بك بن عيسى، أمير سنجق إيلبصان، إلى السُلطان بايزيد يستأذنه بِالسير لِفتح مدينة دراست الواقعة على ساحل البحر الأدرياتيكي كي لا تقع في أيدي البنادقة، كونها من الثُغُور الساحليَّة المُهمَّة ومن أحصن قلاع تلك البلاد وأعظمها، فوافقه على ذلك، وأرسل مُحمَّد بك جمعًا لِاستخبار أحوال المدينة وأهلها، فعادت إليه الأخبار بِغفلة السُكَّان تمامًا، فما كان من مُحمَّد بك إلَّا أن أرسل إلى أُمراء الأطراف واتفق معهم على السير لِتسخيرها، فتوجَّه المُسلمون حسب الخطَّة الموضوعة، وجعل مُحمَّد بك عدَّة كمائن بِقُرب المدينة، وسار هو في جمعٍ قليل وحاصرها، فاغترَّ أهلها بِقلَّة العُثمانيين وخرجوا إلى قتالهم، فتظاهر مُحمَّد بك بِالانهزام بعد قتالٍ يسير، وانسحب جارًّا الأعداء على الكمين، ولمَّا تجاوزوه خرج العُثمانيُّون من ورائهم وانعطف مُحمَّد بك ومن معهُ من أمامهم، فأحاطوا بهم وحكَّموا فيهم السيف وتبعوا الهاربين ودخلوا معهم المدينة، ففتحوها بِيُسرٍ كبير، وأرسل مُحمَّد بك خُمس الغنائم مع مفاتيح القلعة إلى العتبة السُلطانيَّة، ففرح بايزيد بِذلك، وأرسل إلى مُحمَّد بك خُلعًا فاخرة، وفوَّض إليه حُكم المدينة المفتوحة أيضًا مُنضمَّةً إلى إيالته. ومُنذُ افتتاح المدينة ودُخُولها تحت جناح الدولة العُثمانيَّة، عرفت جُمهرتها من اليهود ازديادًا ملحوظًا.

### صُلح العُثمانيين ومُحاربيهم الأوروپيين
بعد نجاح العُثمانيين في فتح دارست، أدركت البُندُقيَّة وحُلفائها الأوروپيين أنَّها غير قادرة على وقف التمدُّد العُثماني، وتبيَّن لها أنَّ خسارتها لا تُعوَّض، فطلبت الصُلح. وعُقدت بين الطرفين، العُثماني والبُندُقي، اتفاقيَّة في سنة 909هـ المُوافقة لِسنة 1503م، تكوَّنت من 31 مادَّة، كان من أهم بُنُودها:
- إعادة جزيرة كفالونية إلى الدولة العُثمانيَّة.
- المُحافظة على استقلال جزيرة سانتوريني.
- السماح لِسُفُن البُندُقيَّة الإبحار في بحر البنطس (الأسود).
- يعود قُنصُل البُندُقيَّة إلى إسلامبول على أن يُستبدل كُل ثلاث سنوات.
- يدفع البنادقة جزية سنويَّة لِلدولة العُثمانيَّة.

وبِهذه المُعاهدة، بدأت في أوروپَّا فترة صُلح دامت قُرابة عشرين سنة، إذ كانت الدولة العُثمانيَّة مُضطرَّةً لِلالتفات نحو الشرق حيثُ برزت المخاطر من ذلك الاتجاه مُجددًا، مُتمثلةً بِقيام الدولة الصفويَّة وما استتبع ذلك من مُشكلاتٍ نتيجة سياسة التطرُّف المذهبي التي انتهجها الصفويُّون، وأطماعهم الاقتصاديَّة والاستراتيجيَّة في البلاد المُجاورة لِدولتهم.

## استنجاد المورسكيين بِالسُلطان بايزيد

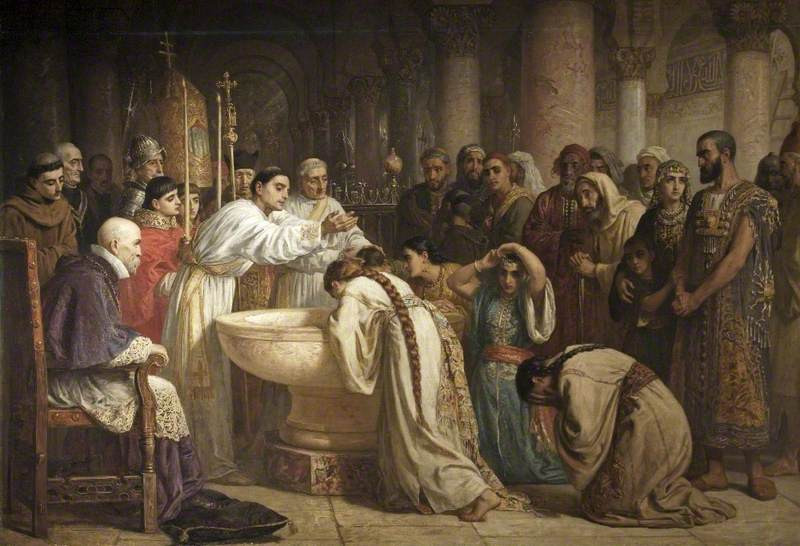
لوحة تُصوِّرُ تعميد المُسلمين الأندلُسيين إجباريًّا.

خلال الفترة المُمتدَّة بين سُقُوط الأندلُس وحُرُوب العُثمانيين ضدَّ البولونيين ثُمَّ البُندُقيَّة، بدأ الملكين الكاثوليكيين فرديناند وإيزابيلَّا حملة اضطهادٍ مُنظَّمةٍ بِهدف تنصير من بقي من المُسلمين واليهود الأندلُسيين أو ترحيلهم عن البلاد، بِهدف تحقيق الوحدة الدينيَّة لِلإمبراطوريَّة الإسپانيَّة الوليدة، بِوصفها مُلازمة لِلوحدة السياسيَّة. ومُنُذُ أن فُرض التنصير والطرد على هؤلاء، أطلق النصارى على المُسلمين منهم مُصطلحًا جديدًا استُبدل به مُصطلح المُدجَّنين القديم، وهو اسم «المورسكيين» (بالإسبانية: Moriscos) أي المُسلمين الصغار، وهو تصغير لِلفظ «مورو» الذي كان يعني المُسلم بِوجهٍ عام، وقد قُصد به التحقير. وعلى الرُّغم من تحولُّهم إلى المسيحيَّة، إلَّا أنهم حافظوا على عاداتهم بما في ذلك لُغتهم وأسماءهم المُتميزة والغذاء واللباس وحتى بعض الاحتفالات، ومارس البعض منهم الإسلام سرًا، والمسيحية الكاثوليكيَّة علنًا. ولمَّا فشلت السياسات الحُكُوميَّة الإسپانيَّة على إرغام جميع المورسكيين على التنصُّر، لجأت السُلطات الحاكمة والكنيسة الكاثوليكيَّة إلى استعمال القُوَّة لِإجبارهم على ذلك، فاضطُهد المُسلمون وصودرت مُمتلكاتهم، الأمر الذي أدَّى إلى اندلاع الثورة في ربض البيازين في غرناطة، ولكنَّ هذه الثورة لم تزد النصارى إلَّا تشدُّدًا، فأخمدوها بِالقُوَّة والقسوة البالغة. وأجبرت وسائل القمع الوحشيَّة، التي استُعملت، المورسكيين في باقي المناطق على حمل السلاح، ولجأت جماعاتٌ منهم إلى المعاقل الجبليَّة يعتصمون بها، وأخذوا يُشنُّون الغارات الخاطفة ضدَّ القُوَّات المسيحيَّة التي كانت تُلاحقهم بِاستمرار. وفي شهر شعبان 907هـ المُوافق فيه شهر شُباط (فبراير) 1502م، أصدرت الملكة إيزابيلَّا مرسومًا يُخيِّرُ المورسكيين بين التنصير والرحيل، وأمهلتهم حتَّى أواخر شوَّال المُوافق فيه نهاية نيسان (أبريل)، فرحل من غرناطة خِلال هذه المُدَّة نحو ثلاثُمائة ألف شخص، وعُدَّ من بقي مُتنصرًا بِحُكم الأمر الواقع. نتيجة التنكيل والإسراف في مُطاردة المورسكيين، استغاث بعضهم واستنجد بٍسلاطين وأُمراء المُسلمين، وفي مُقدمتهم السُلطان بايزيد الثاني، التي تنُصُّ إحدى الوثائق على أنَّ أندلُسيًّا مُتنصرًا كتبها إلى السُلطان المذكور يستغيثه ويصفُ لهُ في شعرٍ ركيكٍ ما يُصيب المورسكيين من عسف محاكم التفتيش، ويستصرخهُ لِنُصرة إخوانه المغلوب على أمرهم، وتبدأُ القصيدة، التي يبدو أنها أُرسلت حوالي سنة 1503م عقب قمع الثورة، بِديباجةٍ شعريَّةٍ طويلةٍ في تحيَّة السُلطان:

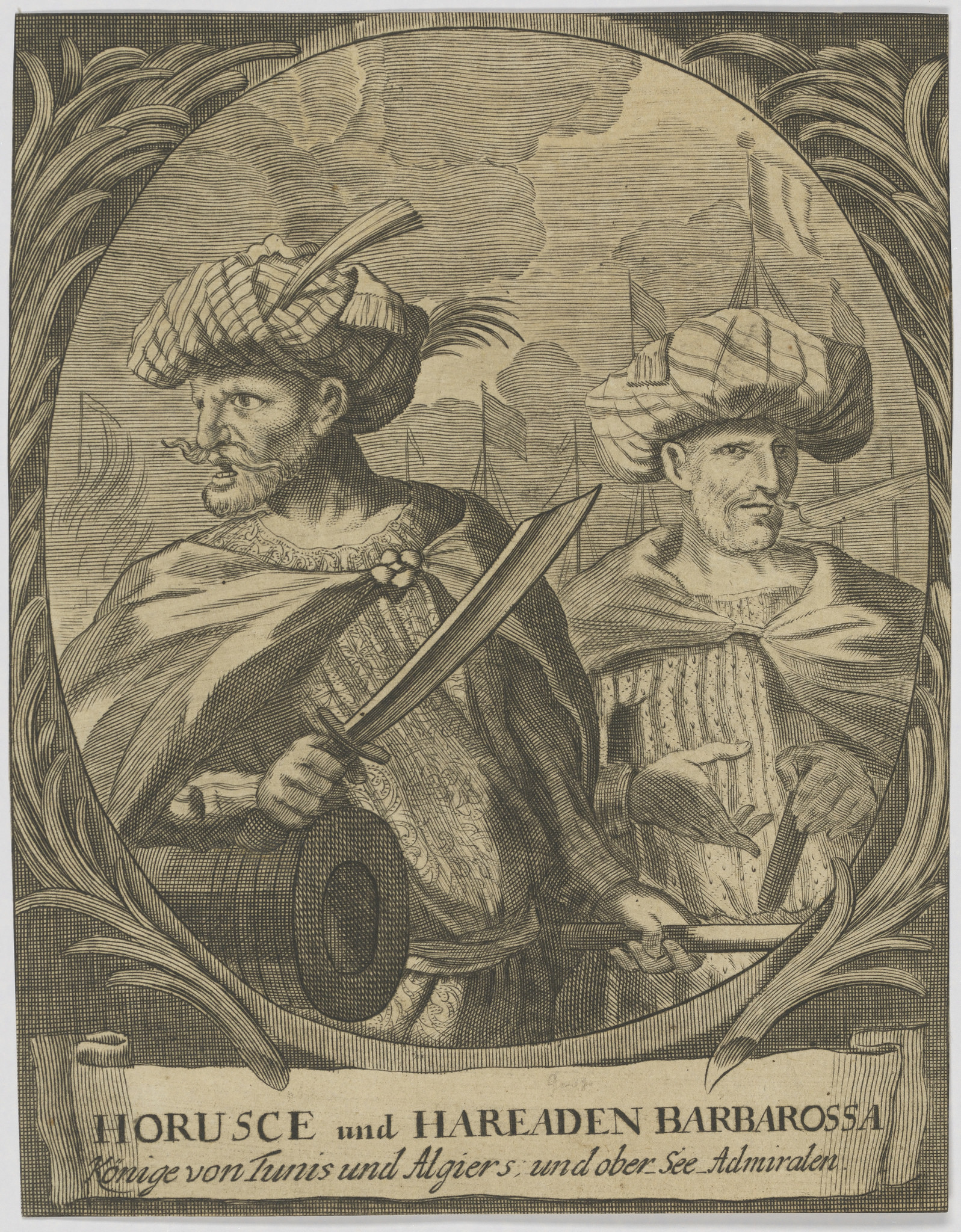
رسمٌ لِلأخوين عرُّوج وخير الدين بربروس، الذين شرعا بِإنجاد المورسكيين بِإيعازٍ من الشاهزاده قورقود بن بايزيد، وأطلقا الجهاد البحري المُنتظم.

وبعد الانتهاء من الديباجة، يصفُ المُرسل ما تنزلهُ إسپانيا بِرعاياها الجُدد من المُسلمين، ويصف أنواع الاضطهاد والعسف التي نزلت بِالمُسلمين المُتنصِّرين، وكيف أنَّ النصارى خانوا كُلَّ العُهُود التي أبرموها معهم، وأهانوا الإسلام ورُمُوزه:
ومن الجدير بِالذِكر أنَّ المورسكيين أرسلوا خطاب استغاثةٍ أيضًا إلى السُلطان المملوكي قانصوه الغوري ودعوه لِيتوسَّط لدى الملكين الكاثوليكيين لِكي يحترما مُعاهدات الاستسلام ويوقفا الأعمال الهمجيَّة ضدَّهم. ويبدو من الواضح أنَّ تلك الاستغاثة لم تُؤدِّ إلى نتيجة، فلا تذكر المصادر التاريخيَّة أنَّ بايزيد الثاني فعل شيئًا يُذكر لِإنقاذ المورسكيين، إذ كان العُثمانيُّون قد انشغلوا بِمُراقبة تحرُّكات الصفويين المُتنامية على حُدُودهم الشرقيَّة. بِالمُقابل، يذكر المُؤرِّخ التُركي يلماز أوزتونا أنَّ الظُلم التعسُّفي لِلإسپان أغضب العُثمانيين، وإن كان بايزيد نفسه لم يُرسل حملة لِإنقاذ أبناء دينه في هذه المرَّة، فإنَّ ابنه الشاهزاده قورقود لعب دورًا في إنجاد المزيد من المُسلمين واليهود والأندلُسيين وفي مُضايقة الإسپان، فقد كان الشاهزاده المذكور حاميًا كبيرًا لِلبحَّارة المُسلمين، وكان يفتدي 100 أسيرٍ مُسلمٍ من الذين يقعون في أيدي النصارى في كُل سنة، ومن جُملة الذين افتداهم عرُّوج بن أبي يُوسُف يعقوب، الشهير بِـ«عرُّوج بربروس»، الأخ الأكبر لِأمير البحار المُستقبلي خير الدين، فجاء عرُّوج إلى مغنيسية حيثُ اجتمع بِالشاهزاده العُثماني وتسلَّم منهُ سفينتين حربيتين كهديَّة، وأوصاه بِالذهاب إلى الحوض الغربي لِلبحر المُتوسِّط والسير في أثر كمال ريِّس، وأن يرى بِعينيه ما يحدث لِلمُسلمين في الأندلُس، ويعمل على إنقاذهم ممَّا هُم فيه، ودعا لهُ بِالتوفيق والنصر. وبِهذا بدأت عمليَّات الجهاد البحري المُنتظم ضدَّ السُفُن المسيحيَّة.

## ظُهُور الخطر الصفوي

### أُصُول الصفويين وقيام دولتهم

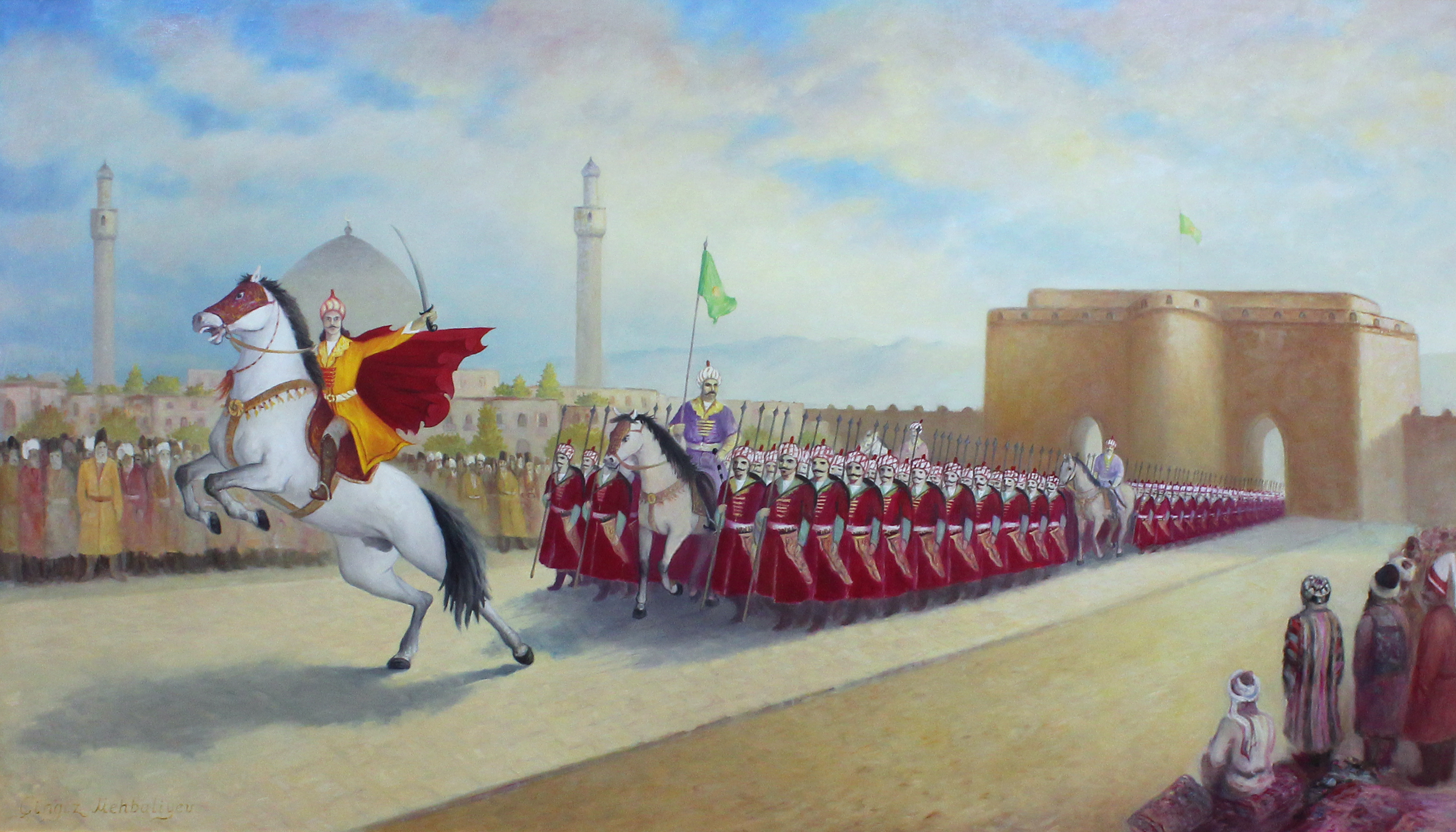
لوحة تُصوَّرُ دُخُول الشاه إسماعيل مُظفَّرًا إلى تبريز على رأس جيشه من القزلباش، مُعلنًا قيام الدولة الصفويَّة على أنقاض الدولة الآق قويونلويَّة.

ينتسب الصفويُّون إلى الشيخ صفيّ الدين إسحٰق الأردبيلي (650 - 735هـ \ 1252 - 1334م)، ومن لقبه «صفيُّ الدين»، أخذت السُلالة اسمُها، فصارت «الصفويَّة»، ويصل مُؤرخو عصر الشيخ المذكور نسبه إلى الإمام موسى الكاظم من ناحية الأب، في حين يُشكِّك بعض المُؤرخين في صحَّة هذا النسب لِعدم وُجُود دليلٍ مُقنعٍ يُثبته. ويقول المُنكرين لِانتساب الصفويين لِأهل البيت، أنَّ من اعتقد بِهذا الأمر إنما أراد أن يُكسب الأُسرة أحقيَّتها في الحُكم بِتوجيهٍ من أفرادها، والأنسب اعتبارها، وفق ما تُفيد به الكتابات التي بقيت مُنذُ زمن الشيخ صفيّ الدين، من أصلٍ آريٍّ قديم. وكان صفيُ الدين هذا مُتصوِّفًا سُنيًّا خالصًا، ثُمَّ اعتنق حفيد حفيده، وهو شيخ الطريقة الخامس جُنيد بن إبراهيم، المذهب الشيعي الاثنا عشري، وحوَّل الحركة الصفويَّة إلى حركةٍ يغلب عليها الطابع السياسي. وفي سنة 1448م خرج جُنيد من أردبيل، معقل الطريقة الصفويَّة، وذهب إلى الأناضول حيثُ جمع حوله آلاف التُركمان من أصحاب العقائد الشيعيَّة المُتطرِّفة من خِلال تبنِّيه لِشعائرهم في التشيُّع، وأشاع بِأنَّ دولة العلويين الموعودة التي ستظهر في آخر الزمان هي وشيكة القيام بِقيادته، وأنَّهُ سيُحارب في جيش المهدي. قُتل جُنيدًا يوم 10 جُمادى الأولى 864هـ المُوافق فيه 4 آذار (مارس) 1460م، وخلفهُ في المشيخة ابنه الطفل حيدر، فأقام في أردبيل تحت رعاية أتباعه الكُثُر إلى أن بلغ أشُدَّه، فخطا خُطوةً أُخرى في دفع عجلة الطريقة الصفويَّة نحو التشيُّع الإثنيّ عشري وذلك بِاتخاذه شعارًا يُميِّزُ أتباعه عن غيرهم على صورة قلنسُوةٍ حمراء ذات اثنتيّ عشرة ذؤابة دلالةً على الأئمة الاثنيّ عشر، وسمَّاها «تاج حيدر»، ومن هُنا أطلق العُثمانيُّون على كُل من يلبس هذا التاج اسم «قزلباش» وهي كلمة منحوتة من «قزل» أي «أحمر» و«باش» أي «رأس»، فيكون معنى الاسم: الرُؤوس الحُمر. وتزوَّج حيدر من حليمة علمشاه خانم، ابنة أوزون حسن، التي بقيت على سُنيَّتها ولم تتشيَّع، ووُلد من هذه الزيجة كُلٌ من إبراهيم وعليّ وإسماعيل. وفي سنة 893هـ المُوافقة لِسنة 1488م، قُتل حيدر على يد الأميران «فرُّخ يسار الشروانشاهي» حاكم شروان، ويعقوب بن حسن (ابن أوزون حسن)، حينما هاجم مدينة شماخى عاصمة الدولة الشروانيَّة وحاول الاستيلاء عليها. وبِمقتل حيدر أُعلنت مشيخة ابنه عليّ، لكنَّهُ قُتل بدوره على يد الآق قويونلويين، فأُعلنت مشيخة شقيقه إسماعيل البالغ من العُمر سبع سنوات. ولمَّا شبَّ إسماعيل المذكور وبلغ الرابعة عشرة من عُمره، سارع إلى الانتقام من قتلة والده، فهاجم شروان وقتل الأمير فرُّخ يسار وأحرق جُثَّته، ونبش قُبُور الأُمراء الشروانشاهيين السابقين وأحرق رُفاتهم، ثُمَّ ضمَّ مدينة باكوية وأعلن نفسهُ شاهًا على بلاد إيران، ثُمَّ زحف على أذربيجان ودخل مدينة تبريز عاصمة الدولة الآق قويونلويَّة واتَّخذها عاصمةً له، بعد أن هزم ألوند بن يُوسُف، آخر أُمراء الدولة المذكورة، وذلك في سنة 907هـ المُوافقة لِسنة 1501م. وما لبث الشاه الجديد أن أعلن المذهب الشيعي الإثنيّ عشري مذهبًا رسميًّا ووحيدًا لِدولته الجديدة، وأمر بِإقامة الخِطبة باسمه وأن يُذكر فيها الرسول مُحمَّد والإمام علي بن أبي طالب والأئمَّة الإثنيّ عشر، ثُمَّ أمر بِسبّ الخُلفاء الراشدين الثلاثة: أبو بكر وعُمر وعُثمان، وبِقتل كُل من يسمع لعن الخُلفاء المذكورين ولا يهتف «عاش الشاه». وبِهذا، قامت الدولة الصفويَّة.

### التغلغل الصفوي في الأناضول

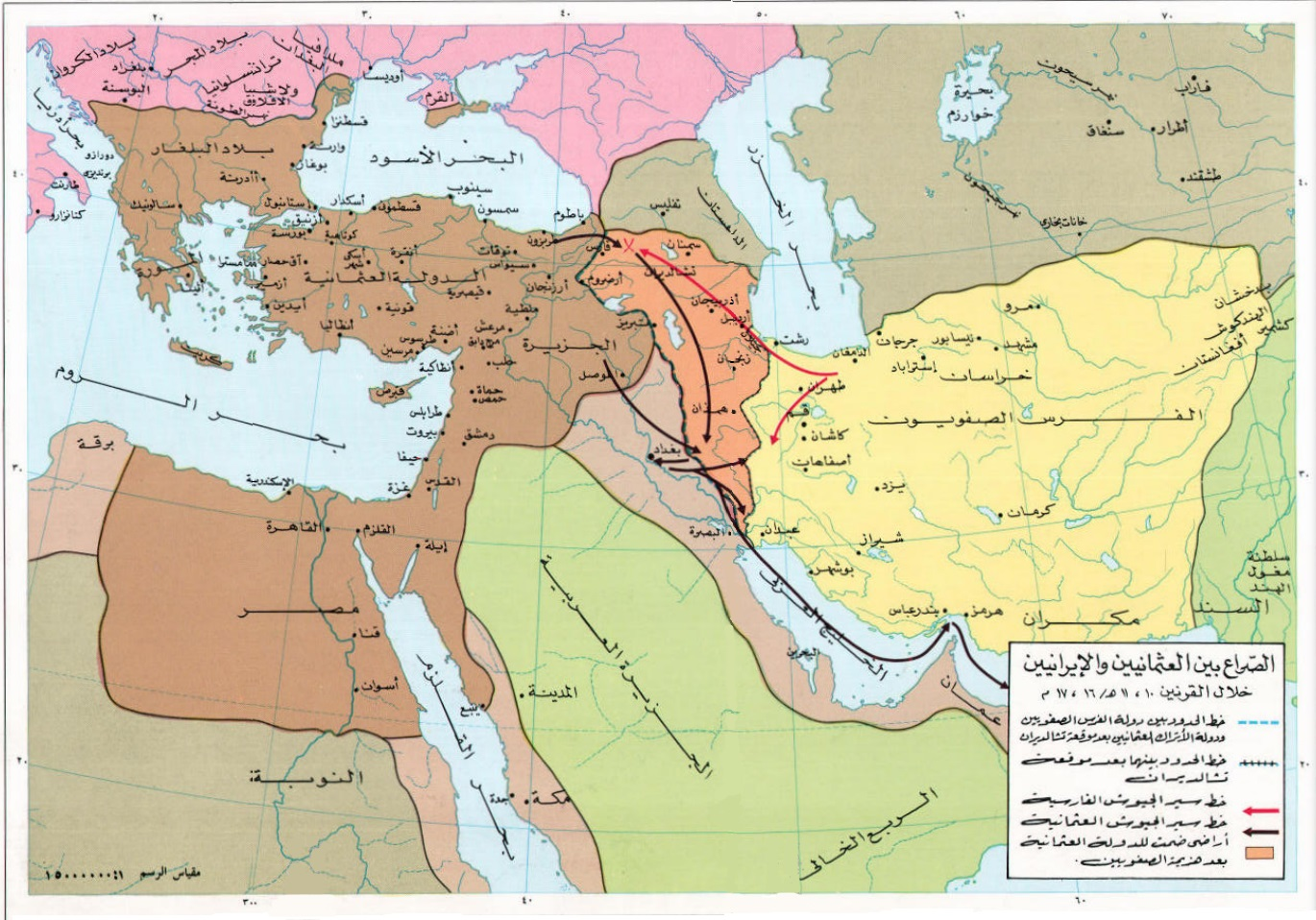
خريطة تُصوِّرُ التحرُّكات المُتبادلة بين العُثمانيين والصفويين خلال القرنين السادس عشر والسابع عشر الميلاديين، بِما فيها التحرُّكات الصفويَّة الأولى في الأناضول الشرقيَّة.

بعد سنةٍ فقط من قيام الدولة الصفويَّة، كان الشاه إسماعيل قد سيطر على قسمٍ كبيرٍ من بلاد الهضبة الإيرانيَّة، فضمَّ إلى دولته بلاد فارس وكرمان وعراق العجم ومازندران وگُلستان ويزد، وفرض على سُكَّانها جميعًا اعتناق المذهب الشيعي الاثنا عشري. وفي ذلك الوقت كان السُلطان بايزيد قد علم بِانتصارات الشاه إسماعيل وبِتحرُّكاته العسكريَّة، فارتاب منه، وأرسل في 1 ربيع الأوَّل 908هـ المُوافق فيه 3 أيلول (سپتمبر) 1502م، إلى الأمير البهديناني رُستم بك بن سُليمان المكري، صاحب ديار بكر، أن يُوافيه بِتقريرٍ عن حقيقة نوايا الصفويين بِالتوسُّع بِاتجاه الغرب، واستعدادات الشاه إسماعيل العسكريَّة ومدى قُوَّته. فجاء جواب الأمير المذكور يصفُ من أسماهم «القزلباش» (ويقصد بذلك الصفويين عُمومًا) بأنَّهم طائفة باغية، وأنَّهم هزموا ألوند بن يُوسُف وكسروه وأخذوا عراق العجم، وهُم على وشك إجراء مُفاوضاتٍ مع المماليك في مصر والشَّام بِهدف التعاون ضدَّ العُثمانيين، وإرسال حملة عسكريَّة إلى ديار بكر ومرعش. تخوَّف بايزيد من هذه التحرُّكات، لكنَّهُ وعلى الرُّغم من ذلك، أرسل إلى الشاه سفارةً في سنة 1503م بِقيادة «بيرم بك»، وحمَّلهُ هدايا ثمينة ورسالة تهنئة لِإسماعيل بِانتصاراته الأخيرة. لكنَّ الشاه المذكور قتل في حُضُور السفير العُثماني جماعةً من أهل السُنَّة الذين رفضوا التشيُّع، كان من ضمنهم القاضي مُحمَّد حُسين ميبدي، ولمَّا عاد بيرم بك إلى إسلامبول وأخبر السُلطان بما جرى أمام عينيه، ثار غضبه على الشاه اليافع، لكنَّهُ أبقاه مُستترًا خوفًا من ثورات الشيعة في الأناضول. والحقيقة أنَّ إسماعيل كان كذلك يُظهر مُسالمة العُثمانيين ويُبطن عداوتهم، ويطمع في التوسُّع على حسابهم لِدوافع مذهبيَّة وسياسيَّة واستراتيجيَّة، فقد كانت بلاد الأناضول غنيَّة بِالمواد الخام الخاصَّة بِصُنع الأسلحة والذخائر، كالنُحاس والحديد، وكانت موطن القبائل التُركمانيَّة التي تشيَّعت على أيدي أجداده قديمًا وهاجرت إلى إيران، وكان لا يزال آلاف التُركمان يردون سنويًّا من الأناضول وينضمُّون إلى جُيُوشه.

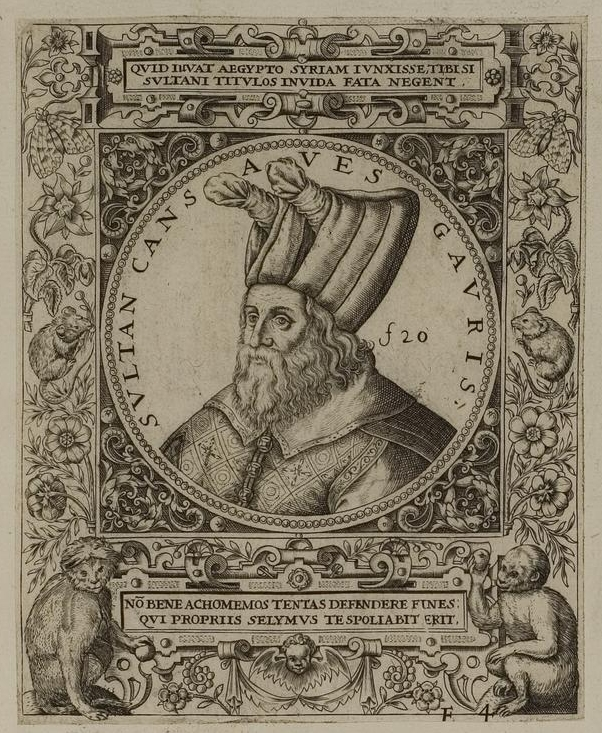
رسمٌ لِلسُلطان قانصوه الغوري. أرسل إلى نظيره العُثماني بايزيد يدعوه إلى القضاء على الصفويين لتجاوزاتهم.

وممَّا ساعد في تغلغل الشاه في الأناضول الخسارة التي تعرَّض لها الأُمراء التُركمان تحت وطأة الإدارة المركزيَّة المُركَّزة في الدولة العُثمانيَّة، فأصبحوا رعايا عاديين، ولم يجدوا مُشكلةً في الالتحاق بِالشاه طالما حفظ لهم امتيازات الإمارة، التي كانت بِالنسبة لهم أهم من مسألة المذهب. فصاروا يذهبون إلى إيران دون تردُّد ويعتنقون المذهب الشيعي، فيُصبحون قادةً في الجيش وتستمر امتيازاتهم كُلِّها، عكس ما كان يحصل لهم في الأناضول حيثُ كانوا تحت إمرة المُوظَّف الصغير الذي يُرسله السُلطان من إسلامبول، ولا يُمكنهم جمع الضرائب ولا حشد الجُنُود. وأخذ الشاه يُرسلُ دُعاته وعُيُونه - الذين سُمِّي واحدهم «خليفة» - إلى الأناضول لِإدخال التُركمان الرُحَّل إلى المذهب الشيعي، وسعى إلى إضعاف وكسر شوكة الدولة العُثمانيَّة عن طريق إثارة الفوضى ودعم التمرُّدات ضدِّها. وأرسل سُفراء إلى البُندُقيَّة يُعلمها أنَّهُ عازمٌ على القضاء على العُثمانيين، وأنَّ على الدول الأوروپيَّة إن كانت تُريد الحُصُول على بعض المكاسب أن تتحرَّك ضدَّ الدولة العُثمانيَّة من جهة الروملِّي في حين يُهاجمها هو من جهة الأناضول. والحقيقة أنَّ البُندُقيَّة لم يسعها قُبُول هذا الطلب، فقد كانت قد خرجت من حربٍ كبيرةٍ مع العُثمانيين جلبت لها الهزيمة والانهيار الاقتصادي، فاعتذرت لِلشاه. فأرسل إلى القاهرة، في سنة 909هـ المُوافقة لِسنة 1503م، يعرض الأمر نفسه على السُلطان قانصوه الغوري، لكنَّ الأخير أعرض عن هذا الطلب مُدركًا أنَّ الشاه لو تمكَّن من الدولة العُثمانيَّة فسوف يتسلَّط على الدولة المملوكيَّة، بل إنَّ الغوري أرسل إلى بايزيد كتابًا دعاه فيه إلى القضاء على الصفويين واستئصالهم، ونصُّه بعد الديباجة المُطوَّلة: «...وَأَمَّا قِصَّةُ غَلَبَة الْفِرَقِ الضَّالَّةِ القِزِلبَاشِيَّةِ فِي الْبِلَادِ الشَّرْقِيَّة، فَإِنَّهَا بَلِيَّةٌ عَامَّة ظَهَرَتْ فِي تِلْكَ النَّوَاحِي، فَدَفعُهُم لَازِمٌ، بَلْ وَاجِبٌ عَلَى الْأَدَانِي والأَقَاصِي، فَالْمَقْصُودُ فِي دَفْعِهِمْ واسْتِئصَالِهِم بِعِنَايَةِ الْمَلِكِ الْعَلَّامِ: الْمُوَافَقَةُ وَالِاهْتِمَام، لِأَنَّهُمْ أَهْلُ الْبِدَعِ وَالضَّلالَة، وَأَصْحَابُ الشَّرّ وَالشَّقَاوَة، كُلُّهُم رَوَافِض، وَجَمْعُهُم مَلَاعِين، لَيْسَ فِي قُلُوبِهِمْ الرُّؤْيَة أَثَرُ الرَّحْمَةِ وَالشَّفَقَةِ، وَلَا فِي طِينَتِهِم الْخَبِيثَة عَلَائِم الْهِدَايَة وَالرَّأْفَة، وَأَنَّهُم هَتَكُوا أَعْرَاض الْمُؤْمِنِينَ وَالْمُؤْمِنَاتِ، وَقَتَلُوا عُلَمَاءُ الدَّيْنِ والسَّادَات، وَأَغَارُوا أَمْوَالَهُم، وَأَسَرُوا صِبْيَانَهُم، وَعَمِلُوا فِي هَذِهِ الْمَمْلَكَةِ أَعْمَالًا لَا يَرَى مِثْلِهِ أَحَدُ فِي خُرُوجِ الْأَوْلَاد الجِنْكِيزِيَّة، وَلاَ سَمِعَ شُبْهَة إذْنِهِ فِي ظُهُورِ الْأَحْزَاب السَّمُّورِيَّة، ﴿أُولَٰئِكَ هُمُ الْكَفَرَةُ الْفَجَرَةُ﴾، اللَّهُمّ دَمِّرهُم وَقَهِّرِهِم، وَفَرِّق شَمَلَهُم، وَكَسِّر أَعْنَاقَهُم، وَطَهِّرٌ الْأَرَضَين عَنْ هَؤُلَاءِ الْأَرْجَاس النُجَّاس ﴿إِنَّكَ عَلَىٰ كُلِّ شَيْءٍ قَدِيرٌ﴾ وَبِإِجَابَةِ الصَّالِحِين جَدِير...».

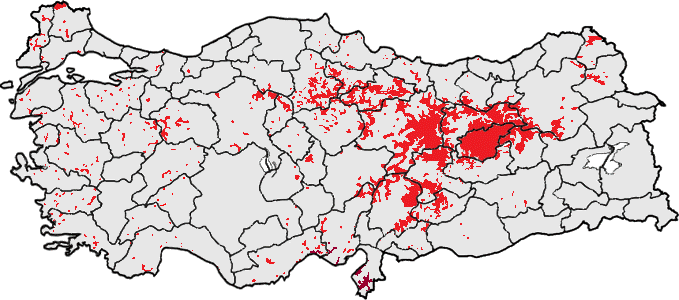
مناطق توزُّع الشيعة والنُصيريين في آسيا الصُغرى. شكَّلت هذه المناطق مصدر إمدادٍ بشريٍّ لِلشاه إسماعيل.

ولم يكد السُلطان يتصرَّف حتَّى بلغهُ أنَّ الشاه إسماعيل قد عبر إلى الأناضول الشرقيَّة على رأس جيشٍ ووصل إلى نواحي أرزنجان، فأرسل إلى بكلربك الأناضول يحيى باشا يأمره بِأن يسير وينضم إلى الشاهزاده أحمد والي أماسية ويتصديان لِلصفويين، ثُمَّ ما لبث أن وصل خبرٌ آخر يُفيد بِأنَّ الشاه اكتفى بِجمع عددٍ من التُركمان وعاد بهم إلى قتال بقايا الآق قويونلويين، فمن المعروف أنَّ إسماعيل كان قد عقد العزم بِالقضاء على هذه السُلالة تمامًا، وبعد أن أفنى أعضائها في إيران كان عليه تعقُّب الباقين منهم وإفنائهم خارجها أيضًا، وقد تركَّز الآق قويونلويُّون آنذاك في عراق العرب بِزعامة مُراد بن يعقوب، الذي تحالف مع أمير ذي القدر علاء الدولة بوزقورد بك بن سُليمان، فعدَّهُ الشاه من جُملة أعدائه أيضًا.

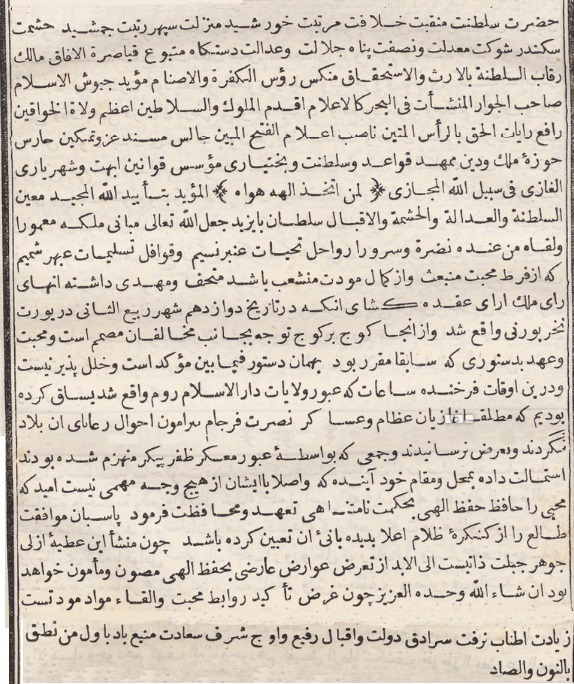
نسخة مطبوعة من رسالة الشاه إسماعيل إلى السُلطان بايزيد يُطمئنه فيها عن عدم رغبته بِتعكير صفو العلاقة القائمة بين العُثمانيين والصفويين. طُبعت هذه النسخة سنة 1275هـ في دار الطباعة العامرة بِإسلامبول.

ولمَّا عاد الشاهزاده أحمد ويحيى باشا كُلٌ إلى مقرِّه، أرسلا إلى السُلطان يُعلمانه بِالوضع القائم، فرأى بايزيد أن يحتاط في الأمر، وأرسل إلى بكلبرك الأناضول يأمرهُ بِأن يُجلي التُركمان التكَّليين والحميديين إلى المورة، وإسكانهم في مودونة وكورونة، إذ كان أكثر من اجتمع على الشاه إسماعيل منهم، ومن المعروف أنَّ بلاد تكَّة كانت معقل الشيعة الأكثر تعصُّبًا في الأناضول، فتوهَّم السُلطان منهم وأمر بإجلائهم على هذا الشكل، وأرسل إلى المُستحفظين والأُمراء بِأن يمنعوهم عن العُبُور والرُجُوع إلى بلادهم. وبِهذه الطريقة، عزل بايزيد الشاه إسماعيل عن قاعدته في الأناضول الشرقيَّة، ثُمَّ أغلق الحُدُود بين الدولتين، وهكذا لم يعد بِاستطاعة الشيعة لا الخُرُوج من الدولة العُثمانيَّة ولا مُعاودة الدُخُول إليها. على أنَّ هذا الإجراء لم يكن ذا أثرٍ فعَّال، لِأنَّ أتباع الشاه ودُعاته استفادوا من السماح لِلقوافل التجاريَّة بِالمُرُور عبر الأناضول، فتابعوا تغلغُلهم في رُبُوعه. ولمَّا كان بايزيد حذر بِطبعه، فإنَّهُ تابع تجُّنب وُقُوع حربٍ بينه وبين الشاه من شأنها إحداث تمرُّدٍ في آسيا الصُغرى يتسبِّب بِكوارث لِلدولة العُثمانيَّة. وفي سنة 912هـ المُوافقة لِسنة 1506م، خرج الشاه من تبريز على رأس جيشٍ كثيف وهاجم كردستان مُخضعًا العديد من الأُمراء الأكراد، ثُمَّ هاجم إمارة ذي القدريَّة سنة 1507م، وخرَّب مرعش والبستان وأحرق جميع قُبُور الأُمراء الذيقدريين الموجودة في تلك المُدن، وتمكَّن من القبض على أحد أبناء وحفيديّ الأمير علاء الدولة وقتلهم، فيما فرَّ الأمير المذكور إلى بغداد معقل حليفه مُراد بن يعقوب. وأرسل الشاه إلى السُلطان بايزيد يُطمئنه ويعتذر عن اضطراره المُرُور عبر الأراضي العُثمانيَّة، مُبرِّرًا عمليَّته العسكريَّة في إمارة ذي القدريَّة بِأنَّها وقائيَّة. وفي سنة 914هـ المُوافقة لِسنة 1508م، سارت العلاقة بين العُثمانيين والصفويين نحو الأسوأ، إذ تمكَّن الشاه إسماعيل من ضم العراق إلى دولته والقضاء على ما تبقَّى للآق قويونلويين من نُفُوذ، ثُمَّ أخذ بِاضطهاد أهل السُنَّة والجماعة وتدمير مساجدهم وقُبُور أعلامهم. لكنَّ رد فعل السُلطان بايزيد كان غير مُتوقَّع، فأرسل رسولًا إلى الشاه حمَّلهُ هدايا كثيرة ورسالة تهنئة تضمَّنت طلبًا من السُلطان بِأن يتعقَّل إسماعيل في مُعاملة أهل السُنَّة الأحياء منهم والأموات، وأن يقتدي بِأسلافه العُظماء وبِتاريخ إيران وحضارتها العريقة، وأرسل في الوقت نفسه جيشًا عُثمانيًّا مُكوَّنًا من عدَّة آلافٍ من الجُنُود إلى قيصريَّة على مقرُبةٍ من الحُدُود الصفويَّة. تردَّد الشاه في دُخُول حربٍ ميدانيَّةٍ واسعةٍ مع العُثمانيين، فجاء رد فعله إيجابيًّا، وأرسل إلى بايزيد يُعلمه بِأنَّهُ لا يُفكِّر مُطلقًا في تعكير صفو العلاقة بينهما، وخاطبه قائلًا: «أبي المُبجَّل والمُعظَّم». وهكذا استمرَّت العلاقة بين الدولتين سلميَّة في الظاهر، وعدائيَّة في الباطن.

## القيامة الصُغرى (زلزال إسلامبول 915هـ \ 1509م)

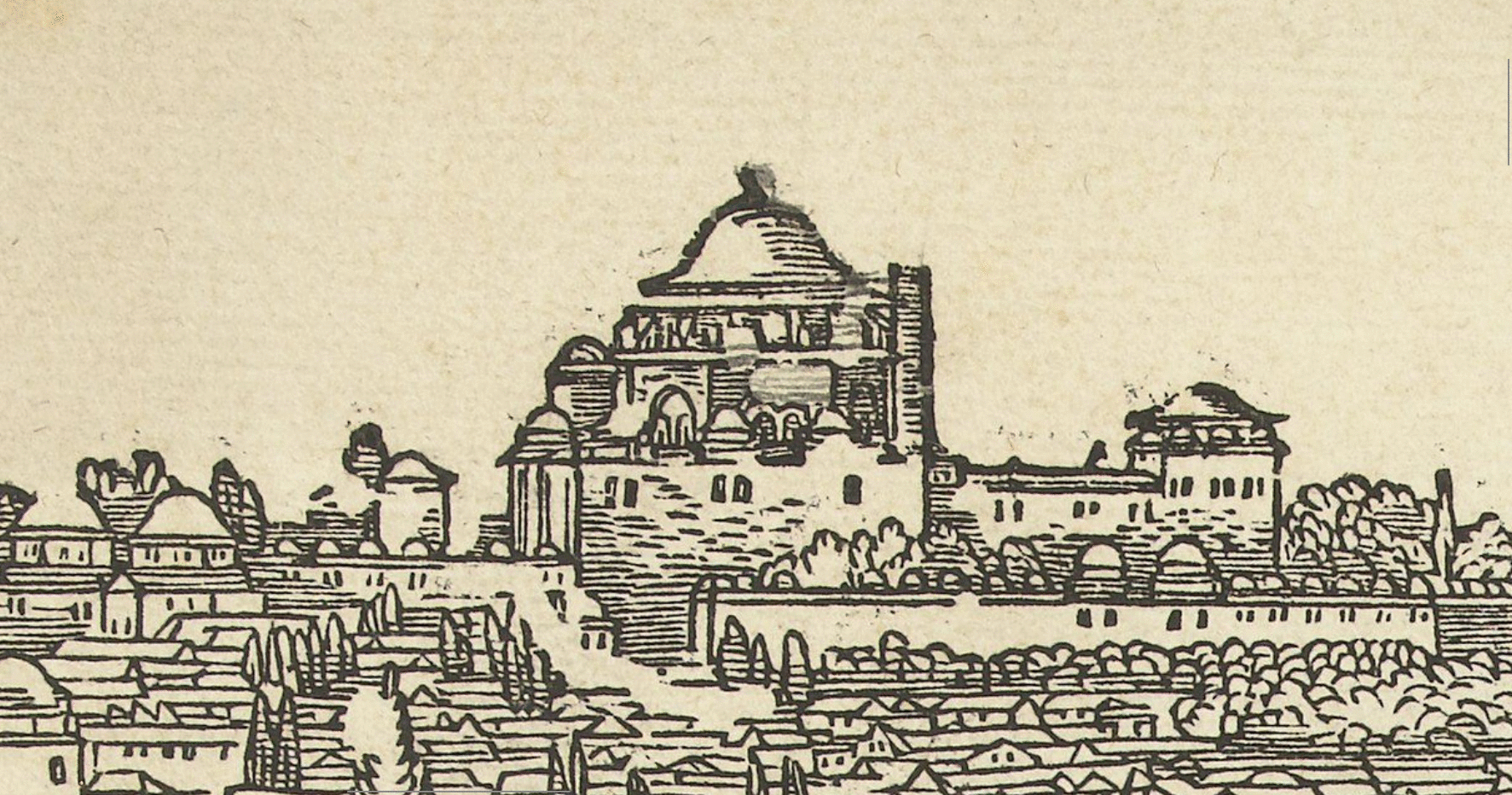
طبعة خشبيَّة تعود لِسنة 1529 تُصوِّرُ الضرر الذي لحق بِمسجد السُلطان مُحمَّد الفاتح (في أقصى الصورة، جهة الوسط تقريبًا) نتيجة «القيامة الصُغرى».

رسمٌ يُصوِّرُ لحظة ضرب الزلزال مدينة إسلامبول وانهيار المباني حول الناس.

أثناء انشغال السُلطان بايزيد بِمُراقبة تحرُّكات الشاه إسماعيل، حلَّت كارثةً كُبرى بِالعاصمة العُثمانيَّة، ففي ليلة 26 جُمادى الأولى 915هـ المُوافق فيه 10 أيلول (سپتمبر) 1509م، وقعت زلزلة عظيمة في بحر مرمرة، تُقدِّرُ الأبحاث المُعاصرة قُوَّتها بِحوالي 7.2 ± 0.3 درجات على مقياس عزم الموجة السطحيَّة، فأحدثت دمارًا هائلًا امتدَّ أثره من چورلي غربًا إلى إزميد شرقًا، ويُقال أنَّها تسبَّبت بِموجةٍ عاتيةٍ وصل ارتفاعها إلى ستَّة أمتار، فهلك خلقٌ كثير، وانهدمت أبنية عظيمة في إسلامبول وغلطة وبيوك جكمجة. ووصل عدد المساجد التي تضرَّرت إلى 109، بقي مُعظمها قائمًا على إنَّ مآذنها انهارت. وبلغ عدد المنازل المُدمَّرة 1070 منزلًا، كما انهار 49 بُرجًا من أبراج أسوار القُسطنطينيَّة العتيقة. وتضرَّرت قلاع روملِّي حصار وأناضولي حصار ويوروس، إضافةً إلى بُرج الفتاة في جُزُر الأُمراء ومسجديّ الفاتح وآيا صوفيا. يُقدَّر أنَّ عدد من هلك في هذا الزلزال تراوح بين 1,000 و13,000 شخص، وخرج البقيَّة إلى البراري بِالخيام والخركاهات د[›]، ولم يقدروا على الرُجُوع لِبُيُوتهم طيلة شهرين، إذ أنَّ الهزَّات الارتداديَّة دامت نحو 45 يومًا.
وأمر السُلطان بأن تُقام في سراي طوپ قاپي بُيُوتًا من الأخشاب المُتداخلة لِتسكنها حاشيته، وأقام هو في خيمةٍ نُصبت له في الحديقة طيلة عشرة أيَّام، ثُمَّ ارتحل إلى سراي ديموتيقة بِقُرب أدرنة وسكنها إلى أن تُعمر بُيُوت إسلامبول وسورها.
وكان السُلطان قد دعا إلى انعقاد الديوان الهمايوني بِشكلٍ طارئٍ بُعيد وُقُوع الزلزلة لِإقرار خطَّة إعادة إعمار العاصمة والمُدن والبلدات المُحيطة بها، فتقرَّر فرض 22 آقچة إضافيَّة على كُلِّ أُسرةٍ في جميع أنحاء الدولة العُثمانيَّة لِتجميع المبالغ اللَّازمة لِبناء ما تهدَّم وترميم ما تضرَّر، واستقدم السُلطان عشرات الآلاف من البنَّائين والنقَّاشين والنجَّارين إلى إسلامبول من الروملِّي والأناضول، وابتدأت عمليَّة إعادة البناء الفعليَّة يوم 19 ذي الحجَّة 915هـ المُوافق فيه 29 آذار (مارس) 1510م، واكتملت تمامًا يوم 24 صفر 916هـ المُوافق فيه 1 حُزيران (يونيو) 1510م، فتمكَّن أهل إسلامبول من الرُجُوع إلى ديارهم. وأطلق الناس على هذا الحدث المُخيف تسمية «القيامة الصُغرى»، من شدَّة هول الزلزلة، اعتقادًا ممَّن شهدها أنَّ يوم القيامة قد حل. جديرٌ بِالذِكر أيضًا أنَّ السُلطان بايزيد اعتقد بِأنَّ هذا الزلزال هو عقابٌ من الله على فساد وسوء تدبير الوُزراء وظُلمهم لِلرعيَّة، إذ كان هو قد سلَّم مُعظم أُمُور المُلك وتدبيرها إلى وزرائه قبل نحو خمس سنوات بعد أن ظهرت عليه علائم المرض والضعف، فاختلَّ النظام بِأغراض الفاسدين منهم، واضطربت أحوال المُلك وتشوَّشت أُمُور الناس بِالظُلم وكثرة التكاليف الشَّاقَّة، وظهرت الرشوة وصارت المناصب تُباع وتُشترى، وظهر القراصنة في البحر. ولمَّا تنبَّه بايزيد إلى ذلك سعى إلى مُعالجة الأُمُور لكن لم يُمهله القدر حتَّى وقعت الزلزلة، فلمَّا بدأ العمل على علاج آثارها، جمع الوُزراء وعاتبهم ووبَّخهم وعاقب قسمًا منهم على فسادهم، ثُمَّ أرسل إلى أمير المورة علي باشا الخادم، المشهور بِحُسن التدبير والصُدق والأمانة، فقلَّده الصدارة العُظمى وفوَّض إليه أُمُور المُلك وأطلق يده فيها، فسارع علي باشا إلى القبض على الوُزراء المُتجاوزين وقتلهم، وأرسل عدَّة سُفُن في البحر لِمُلاحقة القراصنة، فظفر بهم وأرسلهم إلى السُلطان مُعتقلين، فأمر السُلطان بإعدامهم جميعًا، فطُهِّر البحر من تعدِّياتهم. وأحسن علي باشا السياسة والتدبير، فقطع دابر الفساد ودفع الظُلم والتعدِّي عن الناس، فأحبَّته الرعيَّة، وازداد سُرُور السُلطان منه.

## الاضطرابات الداخليَّة أواخر عهد بايزيد

### اختيار أحمد بن بايزيد لِخلافة والده

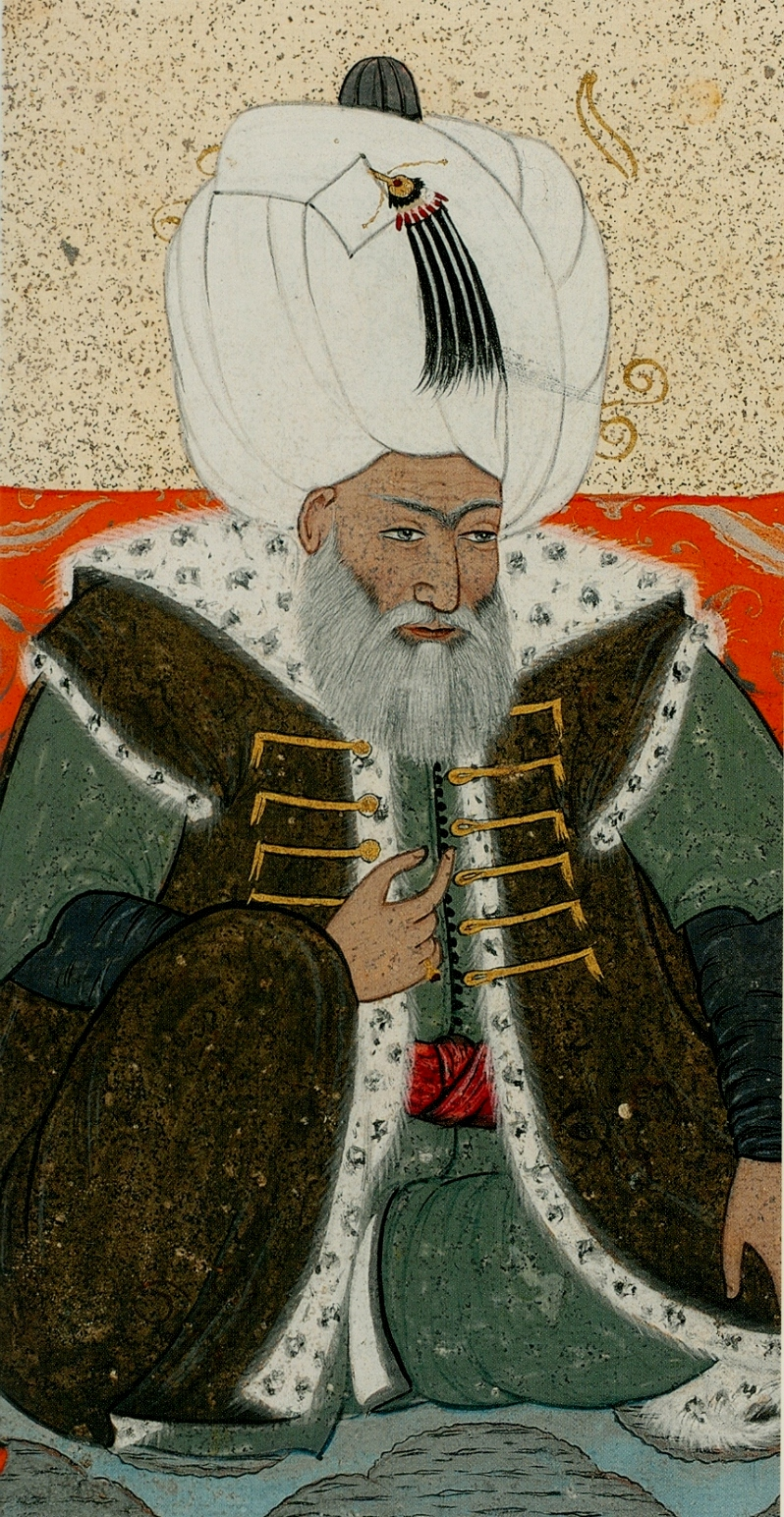
مُنمنمة عُثمانيَّة تُصوِّرُ السُلطان بايزيد بعد أن أصبح شيخًا، وتبدو معالم المرض والتعب واضحة عليه، إذ كان يُعاني من أمراضٍ شتَّى في سنيّ حياته الأخيرة، الأمر الذي ساعد على اختلال نظام المُلك.

أثناء العمل على إزالة آثار الزلزلة العُظمى، أخذت الأمراض تشتد وتقوى على السُلطان بايزيد، حتَّى وُصف بِأنَّهُ صار «مثل صبيٍّ بِتعاقب الأمراض وكِبر السن، فيُقلِّبهُ الوُزراء والنُدماء كيف شاؤوا وإلى حيثُ أرادوا». وكان من أولاده الباقين حينذاك: أحمد والي أماسية وتوقاد، وشاهنشاه والي القرمان، وقورقود والي مغنيسية، وسليم والي طربزون. وكان هؤلاء الإخوة يختلفون في الآراء والمشارب، لِذلك عمل والدهم السُلطان على تفريقهم خشية وُقُوع الشقاق بينهم. فكان كبيرهم أحمد محبوبًا لدى الأعيان والأُمراء لِحُسن خُلُقه ولين جانبه، وكان الصدر الأعظم علي باشا الخادم مُخلصًا له. وكان قورقود مُشتغلًا بِالعُلُوم والآداب ومُجالسة العُلماء، وكان هو نفسه عالمًا كبيرًا وشاعرًا وخطَّاطًا وموسيقارًا ومُلحِّنًا، لهُ مُؤلَّفاتٌ بِالعربيَّة والتُركيَّة في عُلُوم الفقه والكلام والأخلاق والتصوُّف، ولِذا كان الجيش يمقته لِعدم ميله إلى الحرب، أضف إلى ذلك أنَّ ولديه الذُكُور توفيا وهُما طفلان ممَّا تركه بلا وريث وأضعف حقَّ ادعائه بِالعرش. أمَّا سليم فكان مُحبًّا لِلحرب والغزو والجهاد، لذا كان محبوبًا لدى الجُند عُمومًا والإنكشاريَّة خُصُوصًا، ممَّا قوَّى موقفه فيما لو طالب بِالعرش.
وكان سليم لا يخلو عن غزو الكرج، وقام خلال فترة ولايته بِثلاث حملاتٍ على تلك البلاد، وافتتح عدَّة مُدُن وضمَّها إلى الدولة العُثمانيَّة، مثل قارص وأرضروم وأرتوين وآخسخة وآخلكلك. كما كان الأكثر قلقًا على المُستقبل وبُغضًا لِلشاه إسماعيل الصفوي، لِذا لم يِتوانَ عن قتال الصفويين مرَّةٍ بعد أُخرى حتَّى أخذ من أيديهم عدَّة بلاد هي: أرزنجان وبايبُرد وكماخ وإيسبر وگُمُشخانة وجمكازاد وما جاورها وأضافها إلى ولايته. فما كان من الشاه إلَّا أن أرسل أخاه إبراهيم لِاسترجاع هذه المُدن، باعتبار أنَّها من مُخلَّفات الآق قويونلويين، وكونه هو وريثهم فله الحق وحده في تلك المناطق. ردَّ سليم على هذا بِأن سار لِقتال الصفويين مُصطحبًا معه ابنه الوحيد الشاهزاده سُليمان البالغ من العُمر 12 ربيعًا، فقابلهم قُرب أرزنجان وانتصر عليهم وتمكَّن من أسر إبراهيم شقيق الشاه، مُكتسبًا بِذلك اعتبارًا كبيرًا من الأهالي السُنيين ومن قادة الجيش، حتَّى وصل الأمر بِبعضهم أن لحَّن فيه قصيدةً شعبيَّة مطلعُها: «سر سُلطاني سر، فاليوم يومك». وزادت هذه الحادثة من حُظُوظ سليم في ارتقاء العرش فيما لو طالب به.
سارع الشاه، بعد أن علم بِأسر أخيه، إلى إرسال كتاب احتجاج إلى السُلطان بايزيد مُذكِّرًا إيَّاه بِالصداقة الصفويَّة العُثمانيَّة، فكان ذلك ما يحتاجه الوُزراء لِتأليب السُلطان على ابنه سليم، إذ كانوا مُتوهمين منه لِتهوُّره وسوء خُلُقه وشدَّة سياسته وبطشه، فنصحوا السُلطان أن يكبح جماحه كي لا يُدخل الدولة العُثمانيَّة في حربٍ شاملةٍ مع الصفويين الذين يُسالمونها، وادَّعى هؤلاء بِأنَّ سليم يُخالف أوامر وإرادة السُلطان، ويستبد بِالأمر، فيغزو بلاد الكرج بِلا إذنٍ من والده، وتمادوا حينما صنعوا كُتُبًا مُزوَّرةً نسبوها إلى الشاهزاده المذكور، تتضمَّنُ تهديداتٍ وتنبيهاتٍ إلى الوزراء. وأخذوا يُعدِّدون محاسن الشاهزاده أحمد ومعايب أخوه سليم، فتحرَّك غضب السُلطان على ابنه الأصغر، وكتب إليه ينهاه عن قتال الصفويين وغزو الكرج، ويأمره بِمُحافظة إيالته فقط وإطلاق سراح أخ الشاه وإخلاء جميع المُدن التي استولى عليها وإعادتها لِلصفويين، وهدَّده بِالعقاب فيما لو لم يمتثل لِلأوامر، وفي الوقت نفسه ثبَّت ابنه أحمد في ولاية العهد.
استجاب سليم لِرغبات أبيه، لكنَّهُ أعلن استيائه بِوُضُوح قائلًا أنَّ هذا العمل يعني انعدام الشرف، وليس لِلشاه حقٌّ في ما يدَّعيه، فأرزنجان على سبيل المِثال كان السُلطان بايزيد الأوَّل هو من ضمَّها إلى الدولة العُثمانيَّة، وكانت ستبقى من جُملة بلادها لولا اجتياح تيمورلنك لِلأناضول. ولم تلقَ أوامر السُلطان ارتياحًا سواء لدى الجيش أو أهالي الأناضول أيضًا. بناءً على ما سلف، اطمأنَّ الشاهزاده أحمد إلى موقف والده من أخيه الأصغر، وسعى إلى إبعاد أخيه قورقود وابن أخيه سُليمان عن دار السلطنة لِيصفى لهُ المُلك، فالتمس من السُلطان أن ينقُل سُليمان بن سليم من سنجق بولي وقورقود من سنجق مغنيسية لِقُربهما من العاصمة، فأجابهُ بايزيد رعايةً لِخاطره وعيَّن سُليمانًا على سنجق كفَّة بِالقرم وقورقود على سنجق تكَّة.

### عصيان قورقود بن بايزيد والتعاون العُثماني المملوكي ضدَّ الپُرتُغاليين
امتعض قورقود عندما نقله والده من سنجق مغنيسية إلى تكَّة، ورأى في ذلك مُحاباةً لِأخيه الأكبر على حسابه، فالتمس من السُلطان أن يُعاد إلى سُنجقه، لكنَّ بايزيد لم يُجبه إلى طلبه، فتألَّم لِذلك وتغيَّر على أبيه، وخرج على رأس 137 شخصًا من خاصَّته وركب البحر من مرفأ أنطالية وتوجَّه إلى مصر، مُعلنًا أنَّ نيَّته حج البيت الحرام كما فعل عمُّه الشاهزاده جَمّ، بينما قصد إلقاء الرُعب في قلب والده وتخويفه من احتمال تعامله مع المماليك. ولمَّا وصل قورقود ثغر دُمياط، استقبلهُ السُلطان قانصوه الغوري استقبالًا حافلًا، فعيَّن إلى مُلاقاته أمير الآخور أقباي وأزدمر المهمندار ونانق الخازن، وأرسل معهم هدايا فاخرة، وجهَّز المراكب بما فيها الحرَّاقة الكبيرة لِيجيء فيها عبر النيل إلى القاهرة. ولمَّا وصلها قورقود خرج إليه كُل الأُمراء والأعيان لِاستقباله، وأركبوه على فرسٍ بسرجٍ مُذهَّب، وشقُّوا به القاهرة حيثُ خرج الناس أفواجًا لِرُؤيته والسَّلام عليه، ثُمَّ صعدوا به إلى قلعة الجبل، فاستقبله السُلطان الغوري واقفًا واحتضنه وبالغ في إكرامه. وبعد ثلاثة أشهُرٍ من وُصُول قورقود إلى مصر، أرسل السُلطان الغوري رسالةً إلى بايزيد يوم 6 جُمادى الأولى 915هـ المُوافق فيه 22 آب (أغسطس) 1509م يُعلمه بِأنَّ ولده في ضيافته، فردَّ بايزيد بِإرسال سفارةٍ إلى القاهرة لِلوُقُوف على مدى الاستعدادات التي اتُّخذت لِلصرف على ابنه. ومكث قورقود في مصر أربعة عشر شهرًا، أدَّى خلالها فريضة الحج بعد أن إذن له والده بِذلك، وكان السُلطان الغوري قد نصحهُ بِمُراسلة بايزيد لِترطيب الأجواء بينهما، فقال له: «أَرْسِل اسْتَأْذِن الْوَالِد فَإِنَّهُ وَالِدُنَا كُلُّنَا، وَلَهُ عَلَيْنَا تَرْبِيَةٌ وَإِحْسَانٌ لَا نَسْتَطِيعُ مُكَافَأَتَهُ أَبَدًا عَلَى ذَلِكَ». وفي أثناء غياب قورقود في الحجاز أرسل الغوري إلى بايزيد يطلب منه أن يصفح عن ابنه ويُحسن عليه بِحُكم بعض المناطق الهامَّة في الأناضول، فوافق بايزيد وكتب إلى الغوري يشكره على كُل ما قام به نحو ابنه ويُخبره بِإجابته إلى طلبه. وفي يوم الخميس 4 ربيع الآخر 916هـ المُوافق فيه 11 تمُّوز (يوليو) 1510م طلب قورقود من السُلطان الغوري أن يسمح له بِالرُجُوع إلى بلاده، فأذن له وأخلع عليه خُلعة سُنيَّة وأنزله في موكبٍ حافلٍ وجهَّز لهُ عدَّة مراكب لِتُعيده إلى الأناضول، فانطلق من ميناء بولاق صُعُودًا عبر النيل حتَّى بلغ البحر، ومنه سار حتَّى نزل في أنطالية، وأرسل قاصدًا إلى والده مع الهدايا، واعتذر إليه عمَّا جرى، فسامحهُ بايزيد ورضي عنه، وأقرَّهُ على سنجق تكَّة.
وفي شهر كانون الثاني (يناير) 1511م، أرسل السُلطان بايزيد أمير البحار كمال ريِّس إلى مصر ومعهُ 300 مدفع و150 عمودًا لِربط الأشرعة و3000 مجرفة وكميَّاتٍ كافيةٍ من الأشرعة والأخشاب والزفت والفُؤوس وغيرها من المعدَّات الَّلازمة لِصناعة السُفُن، وأهدى ثماني سُفُنٍ حربيَّةٍ جاهزةٍ إلى السُلطان الغوري، وكان سبب ذلك تصاعُد الخطر الپُرتُغالي في بحر القلزم (الأحمر). فقد كان الپُرتُغاليُّون قد وصلوا إلى الهند مُنذُ سنة 1498م، بعد أن اكتشفوا طريق الالتفاف حول رأس الرجاء الصالح في الطرف الجنوبي لِلقارَّة الأفريقيَّة. ولمَّا كان هؤلاء يُناصبون - بِروحٍ صليبيَّةٍ - المُسلمين في الأندلُس والمغرب أشدَّ العداء، فإنَّهم استهدفوا مُحاربتهم أنَّى كانوا وكسر احتكارهم لِتجارة التوابل مع الشرق. وتمكَّن الپُرتُغاليُّون فعلًا من القضاء على هذا الاحتكار لِضعف كُلٍ من الدولة المملوكيَّة والدُويلات الإسلاميَّة الهنديَّة والعربيَّة المُطلَّة على المُحيط الهندي والبحار المُتفرِّعة منه. ولمَّا تمَّ لهم ذلك، عملوا على فرض نظامٍ احتكاريٍّ من جانبهم، فأعلنوا أنَّ الإتجار بِعددٍ من السلع، أهمُّها التوابل، احتكارٌ لِلتاج الپُرتُغالي، فأصبح لزامًا على أصحاب المراكب حمل تراخيص تُعرف باسم «القرطاس» (بالبرتغالية: Cartaz) في مُقابل دفع رسم من قِبل صاحب المركب، وشريطة دفع رُسُومٍ كذلك على البضائع المشحونة. وأصبحت المراكب التي لا تحمل هذه الأوراق - وأحيانًا حتَّى التي تحملها - عُرضةً لِلمُصادرة أو الإغراق من قِبل السُفُن الپُرتُغاليَّة إذ كان التُجَّارُ من المُسلمين. ولمَّا استفحل خطر الپُرتُغاليين وازداد عُدوانهم، استنجد سُلطان الگُجرات محمودشاه بن مُحمَّد بيگڑا المُظفَّري بِالسُلطان قانصوه الغوري، فأرسل إليه أُسطُولًا بِقيادة الأمير حُسين الكُردي تمكَّن من الانتصار على الپُرتُغاليين في معركةٍ بحريَّةٍ قُرب ميناء شاول في شهر كانون الثاني (يناير) 1508م، إلَّا أنَّ الپُرتُغاليُّون عادوا وحقَّقوا نصرًا حاسمًا في السنة التالية، في معركةٍ دُمِّر فيها الأُسطول المملوكي بِكامله. وعلى أثر هذا الانتصار قام نائب ملك الپُرتُغال في الهند ألفونسو دي البوقرق باحتلال گووه وشبه الجزيرة المالاويَّة، وحاول التحكُّم بِالتجارة عبر الخليج العربي بِاحتلاله جزيرة هُرمُز عند مدخل الخليج، كما حاول السيطرة على عدن عند مدخل بحر القلزم واتخاذها مُنطلقًا لِلسيطرة على جدَّة واحتلال الحرمين الشريفين والوُصُول إلى مملكة الحبشة لِلتحالف مع النجاشي داود بن ناعود السُليماني ضدَّ المُسلمين. ولم يتمكَّن السُلطان الغوري من فعل شيءٍ إزاء هذا الخطر الكبير، فقد ازدادت الحالة الاقتصاديَّة سوءًا في مصر بِسبب تحويل الپُرتُغاليين تجارة الشرق عن طريق بحر القلزم إلى طريق رأس الرجاء الصالح، وتعذَّر بناء أُسطُولٍ جديد لِمُواجهة العُدوان الپُرتُغالي، فاستغاث السُلطان المملوكي بِنظيره العُثماني، الذي سارع إلى مدِّ يد العون فورًا كما أُسلف، وأمر السُلطان كمال ريِّس أن يترك في مصر عدد من الصُنَّاع والفنيين لِإصلاح الأُسطُول المملوكي، وأن يصنعوا ثلاثين سفينةً حريَّبةً إضافيَّةً في السُويس لِتتكفَّل بِحماية التجارة الإسلاميَّة في بحر القلزم وخارجه في مُواجعة الپُرتُغاليين، ممَّا يخدم مصالح المُسلمين أجمعين. وعندما أراد المماليك دفع ثمن الإصلاحات العُثمانيَّة، رفض بايزيد قائلًا: «إِنَّ هَذِهِ قَضِيَّةُ الْإِسْلَامِ الْمُشْتَرَكَةِ ضِدّ الْكَفَرَة».

### عصيان سليم بن بايزيد وفتنة شاهقُلي
أثناء غياب قورقود في مصر، أدرك شقيقه سليم موقف حاشية والده منه وأنَّهم زوَّروا كُتُبًا ونسبوها إليه، فسعى إلى تبرئة ذمَّته وجنايته أمام العتبة السُلطانيَّة، إلَّا أنَّهُ لم يجسر على الذهاب إلى إسلامبول ومُقابلة السُلطان بلا إذن، فالتمس من أبيه أن يوليه سُنجقًا من سناجق الروملِّي، فيُصبح بِذلك على مقرُبةٍ من العاصمة. لكنَّ الوزراء والحاشية حالوا دون حُصُول سليم على مطلبه، فأرسل ثانيًا وثالثًا يُطالب والده، فلم يُجبه إلى ذلك بِتأثيرٍ من وزرائه. ولمَّا حُرم سليم من سُؤله وعادت رُسلُه خائبين؛ ركب البحر مُتوجِّهًا إلى كفَّة، سنجق ولده سُليمان بِالقرم، وأقام فيها أيَّامًا، وأرسل إلى العتبة قاصدًا آخر يلتمس الإذن في الحُضُور إلى إسلامبول، فحال الوُزراء والساسة المائلون إلى الشاهزاده أحمد دون قُبُول السُلطان مُجدَّدًا وقبَّحوا عنده عُبُور سليم إلى الروملِّي، بل إنَّ الشاهزاده أحمد نفسه كتب إلى خان القرم منكلي كراي وأبلغهُ بِأنَّهُ سيشكيه إلى أبيه ويطلب عزله فيما لو عاون سليم، على أنَّ الخان المذكور لم يلتفت لِهذا التهديد لِارتباطه بِسليم عبر المُصاهرة. وأرسل السُلطان بايزيد إلى ابنه بِالقرم أحد العُلماء المُسلمين وهو المولى نور الدين صاروكرز لِينصحه ويُقنعه بِالعودة إلى سنجقه طربزون، فسار المولى المذكور وحاول نصح سليم بِالامتثال لِأمر والده، لكنَّ الأخير أصرَّ ألَّا يعود ما لم يصل إلى عتبة السُلطان، فعاد المولى ثُمَّ رجع مرَّةً أُخرى حاملًا رسالةً من بايزيد يُعلم فيها ابنه بِأن يختار سنجقًا من سناجق الأناضول فيُولِّيه عليه، فلم يُجب ما لم يقترن ذلك بِحُضُوره إلى والده. خلال تلك الفترة، كانت بلاد الأناضول تموجُ بِنار الفتنة التي أضرمها الشيعة المُوالون لِلشاه إسماعيل، وتزعَّم الثورة أحد دُعاة الشاه المُسمَّى شاهقُلي بابا بن حسن التِكلوي (بِالفارسيَّة: شاهقُلی بابا بن حسن تکه‌لی)، و«شاهقُلي» اسمٌ منحوت من كلمتين: «شاه» و«قُلي» ومعناه «خادم الشاه»، أمَّا «التِكلوي» فنسبةً إلى بلاد تكَّة وأهلها من التُركمان التكَّليين. ويُروى أنَّ شاهقُلي المذكور كان من قادة الفُرسان السپاهية العُثمانيين، ثُمَّ نزح إلى إيران بناءً على دعوة الشاه إسماعيل، فتشيَّع وتدرَّب على العمل بِالخفاء حتَّى أصبح من أهم الدُعاة وحمل لقب «خليفة»، ثُمَّ عاد خلسةً إلى الأناضول ومعهُ جماعة من المُهاجرين المُتشيعين، وأخذ يعمل على بث الدعوة الصفويَّة بين القبائل التُركمانيَّة. وفي ذلك الوقت كان الشاهزاده قورقود قد ضجر من التُركمان التكَّليين وكثرة مُشاغباتهم، فحاول العودة إلى سنجق مغنيسية بعدما أدرك شدَّة مرض أبيه وبقاء تدبير المُلك والسلطنة في أيدي الوُزراء، فخرج في جمعٍ من أتباعه ليلًا وأسرع السير إلى سنجقه القديم، لكنَّ أخبار خُروجه وصلت مسامع الجواسيس الصفويين، واعتقدوا أنَّ السُلطان قد تُوفي فبادر ولده إلى طلب المُلك، ورأوا أنَّ الفُرصة مواتية لِلمُجاهرة بِالدعوة الصفويَّة، فعقدوا مجمعًا يوم عاشوراء وبايعوا شاهقُلي على السَّمع والطاعة، بعدما وصلتهم مُباركة الشاه إسماعيل وتشجيعه.

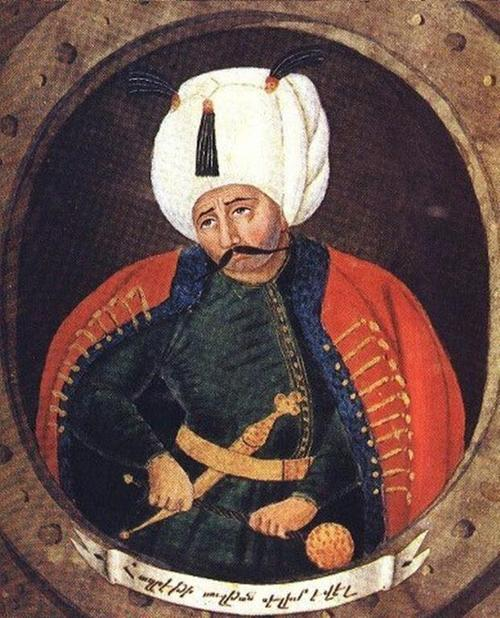
رسمٌ لِلشاهزاده سليم.

ولحق بِشاهقُلي جمعٌ من أهل التيمار الذين فقدوا امتيازاتهم وخربت قُراهم على أيدي توابع ولواحق الوُزراء الذين كانوا لا يُقصِّرون في الظُلم والتعدِّي والارتشاء؛ وانضمَّ إليه أيضًا الكثير من الأوباش والأراذل. وكانت فاتحة أعمال هؤلاء جميعًا أن قصدوا مدينة كوتاهية دار بكلربكيَّة الأناضول، فهرب أهلها من بين أيديهم إلى الجبال والوهاد، في حين تصدَّى لهم البكلربك قراكوز أحمد باشا مع ما أمكنه جمعه على عجلةٍ من عسكره، وتقابل الجمعان خارج كوتاهية والتحما في قتالٍ شديدٍ انهزم فيه العُثمانيُّون، ووقع قراكوز أحمد باشا في الأسر، ثُمَّ صُلب بِأمر شاهقُلي، ولم يفلت من جُنده إلَّا القليل. ثُمَّ بادر المُنتصرون إلى إحراق كوتاهية، وتوجَّهوا بعدها إلى بورصة لإنزال نفس المصير بها، فبلغهم أنَّ السُلطان ما زال حيًّا يُرزق، فصرف شاهقُلي عنان عزمه إلى صوب آلاشهر.
تكدَّر السُلطان بايزيد ما أن وصلته أخبار الفتنة وما جرى من إحراق كوتاهية وقتل قراكوز أحمد باشا، فاشتدَّ عليه مرضه وقوي ضعفه، وكلَّف ابنه الشاهزاده أحمد بِالقضاء على شاهقُلي وأتباعه، ثُمَّ جمع الوُزراء والأعيان وأعلمهم عزمه على تسليم السلطنة إلى ولده المذكور ما أن ينتهي من مُهمَّته، وأرسل في عقبه الصدر الأعظم علي باشا الخادم في أربعة آلاف سپاهي وألف إنكشاري لِيُعاونه في القضاء على العُصاة، كما أرسل إلى أُمراء الأناضول أن يجتمعوا عليهم بِعساكرهم. وبلغت أخبار هذه الأحداث مسامع الشاهزاده سليم في القرم، فقرَّر استغلال الوضع كي يحصل على مراده بِالقُوَّة، فشقَّ عصا الطاعة وسيَّر عدَّة سُفُن من البحر بِأثقاله ورجاله وسار هو في أصحابه وأتباعه من البر إلى صوب دار السلطنة من طريق آق كرمان. ولمَّا قرُب من سيلسترة ونزل بِخارجها، أرسل أميرها قاسم بك إلى السُلطان بايزيد يعرض الحال، فخاف الوُزراء المُخالفون من دُخُول سليم إلى العاصمة وسيطرته على الحُكم، فحرَّكوا السُلطان فورًا لِلتصدِّي له.
وتقابل جيشُ بايزيد مع جيش ابنه سليم في موضعٍ يُقال له «جوقورچايري» بِقُرب أدرنة، لكنَّ أيّ قتالٍ لم يقع، إذ لمَّا رأى الشاهزاده عزم والده على القتال، أرسل إليه أحد خواصه يستعفيه ويطلب منه الرأفة، فبكى بايزيد مُتأثرًا بِالكلمات التي أرسلها ابنه، وردَّ عليه بِأنَّهُ سيمنحه ما يُرضيه سوى دُخُول إسلامبول، فالتمس سليم سنجقًا من ثُغُور الروملِّي لِيغزو من خلاله البلاد الأوروپيَّة المُجاورة، فمنحهُ السُلطان سنجق سمندريَّة أولًا، ثُمَّ أضاف إليه سناجق ڤيدين وآلاجة حصار ونيكوبُلي، وأرسل له هدايا جليلة مُرفقة بِكتاب عهدٍ على أن لا يولي عهده إلى أحدٍ من أولاده ما دام حيًّا، ويُفوِّض ذلك إلى مشيئة الله، وهدف من وراء ذلك تطييب قلب سليم وجبر خاطره عمَّا جرى كي لا يتَّسع شق الخلاف ويكبر البغض بين الإخوة، وكان ذلك في سنة 917هـ المُوافقة لِسنة 1511م. وفي ذلك الوقت كان علي باشا قد عبر إلى الأناضول ولقي الشاهزاده أحمد في أنقرة، فهنَّأه بِالسلطنة في خلوته، ممَّا دفع الأخير إلى بذل الأموال على مُقدَّمي الجُند لِاستمالة قُلُوبهم وضمان وُقُوفهم إلى جانبه حينما يجلس على تخت المُلك. ولم يلبث علي باشا أن عَلِم في غد ذلك اليوم بِقُدُوم سليم إلى صوب أدرنة وبِكُلِّ ما جرى بينه وبين والده، فتكدَّر من ذلك الخبر، إلَّا أنَّهُ كتمه عن الشاهزاده أحمد وعن خواصه أيضًا، ثُمَّ توجَّه معه إلى دفع غائلة الشيعة.

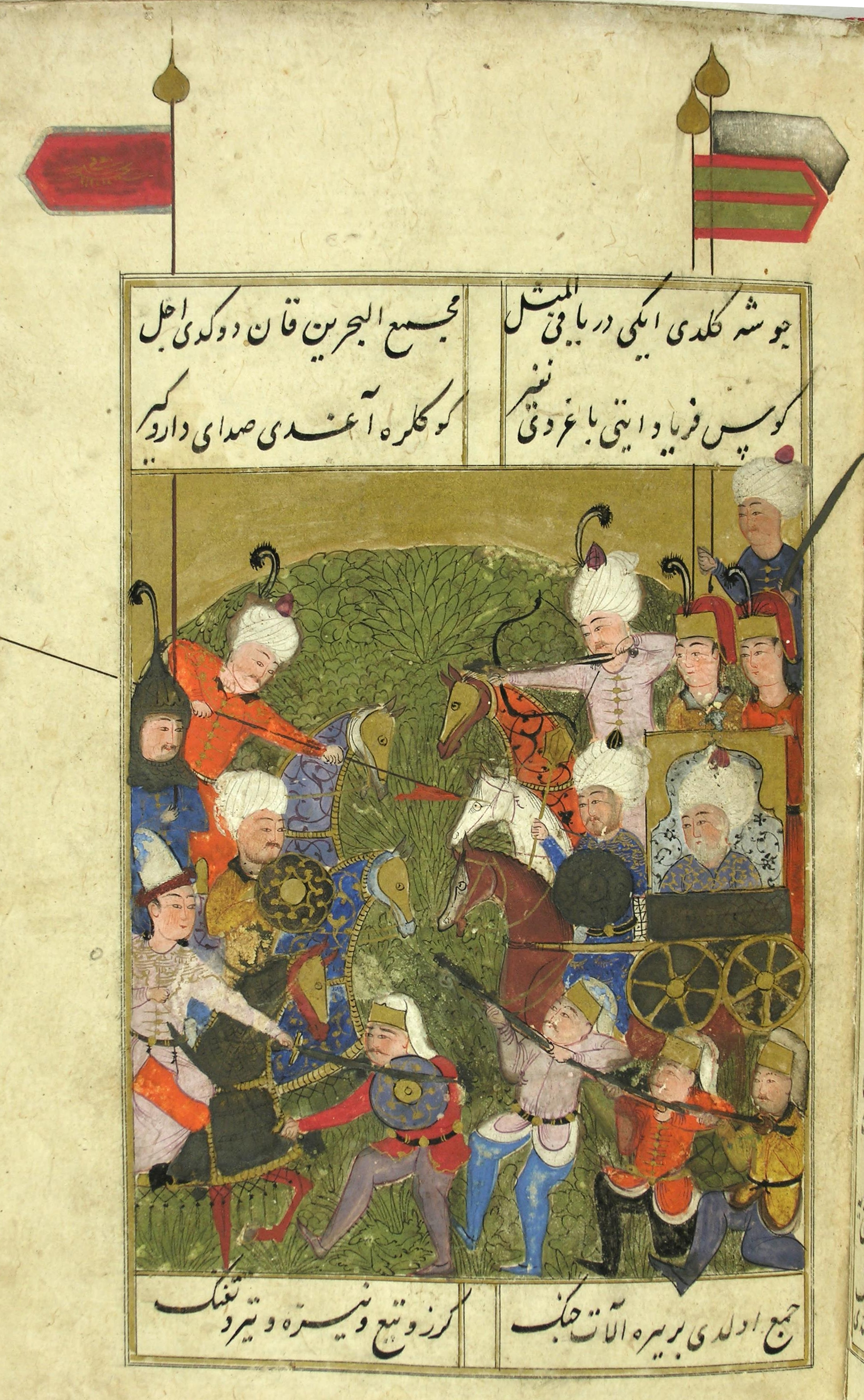
مُنمنمة عُثمانيَّة تُصوِّرُ اقتتال جُند بايزيد مع جُند ابنه سليم في أوغروش.

وكان شاهقُلي وجماعته قد حاصروا أنطالية، فلمَّا بلغهم خبر وُصُول علي باشا والشاهزاده أحمد، تركوا الحصار وتوجَّهوا إلى قرية «قزل قيا» التي شكَّلت مركز الدعوة السريَّة لِشاهقُلي، وكانت في جبالٍ صعبة المداخل والمخارج. فسدَّ العُثمانيُّون مسالك تلك الجبال طيلة أيَّام حتَّى اشتدَّ الأمر على المحصورين بِقلَّة الزاد، وعزموا على الهرب مهما كلَّفهم الأمر. فوثبوا في إحدى الليالي على بكلربك القرمان حيدر باشا، الذي كان يسُدُّ إحدى المسالك، فقتلوه مع رفقائه، وتوجَّهوا إلى جانب قيصريَّة ثُمَّ ساروا إلى سيواس، فتبعهم علي باشا في جمعٍ من عسكره، وترك البقيَّة مع الشاهزاده أحمد، وأسرع السير حتَّى أدرك الأعداء في موضعٍ يُقال له «گوكچاي» في شهر ربيعٍ الآخر سنة 917هـ المُوافق فيه شهر تمُّوز (يوليو) 1511م، فهجم عليهم وقاتلهم قتالًا شديدًا، فقتل منهم جمعًا عظيمًا، واستمرَّ يُقاتل حتَّى أُصيبٍ بِسهمٍ أودى بحياته، وهرب من نجا من أتباع شاهقُلي إلى الدولة الصفويَّة. أمَّا شاهقُلي نفسه فلا يُعرف على وجه اليقين ما حلَّ به، فقيل أنَّه كان من جُملة القتلى في المعركة مع علي باشا، وقيل اختفى أثره ولا يُعرف ما حلَّ به، وقيل أيضًا أنَّهُ عاد إلى إيران فسجنه الشاه إسماعيل حتَّى مات وقتل جميع أتباعه، بعدما بلغ فيهم الغُلُوّ مبلغًا عظيمًا، فأخذوا يُصلُّون لِلشاه بدلًا من الله، ويُناجونه ويهتفون بِاسمه عندما يُحاربون، فخاف فتنتهم وإفسادهم عسكره. ولمَّا وصل خبر مقتل الصدر الأعظم إلى الشاهزاده أحمد حزن واضطرب اضطرابًا عظيمًا وتحيَّر في أمره، فرجع إلى سنجقه أماسية ولم يعقب العُصاة لِلثأر منهم، ممَّا أثار حفيظة عسكره. وفي أثناء ذلك تُوفي الشاهزاده شاهنشاه والي القرمان، ووصل خبر وفاته إلى السُلطان بايزيد مُرفقًا بِخبر مقتل علي باشا، فزاد في ضعفه، واشتدَّت عليه الآلام والاضطرابات، فجمع الوُزراء والأعيان وشاورهم في أمر السلطنة، فأشاروا عليه بِإحضار الشاهزاده أحمد وإجلاسه على تخت السلطنة قبل تفرُّق أُمراء الروملِّي وعساكرها، واجتمعت الكلمة على ذلك. وهكذا أرسل السُلطان أولًا إلى أُمراء الروملِّي أن يحضروا إليه، فلمَّا مثلوا بين يديّه أخذ منهم البيعة لِولده واستحلفهم على طاعته، ثُمَّ أمر الوُزراء بِأن يستدعوا الشاهزاده المذكور، فأرسلوا إليه يستعجلونه إلى إسلامبول. وعلم الشاهزاده سليم بِاتفاق الوُزراء والأعيان على تنصيب أخيه على عرش آل عُثمان عن طريق أحد أعوانه المُخلصين العامل في خدمة والده، فتوجَّه سريعًا إلى صوب العاصمة، وقابل والده في وادي «أوغروش» بِقُرب ݘورلي، فأرسل أحدًا من خواصه إلى أبيه لِلسُؤال عن سبب نقض العهد والإصغاء إلى أقوال الوُزراء والأعيان أصحاب الأغراض الخبيثة، لكنَّ هؤلاء حالوا دون دُخُول الرسول على السُلطان، وعرضوا إلى الأخير بِأنَّ ولده سليم قد قصده في ثلاثين ألف مُقاتل وهو يعقد العزم على خلعه من السلطنة والجُلُوس مكانه، وحثُّوه على قتاله. وكان عند السُلطان حينئذٍ أربعون ألف مُقاتل، فهجموا على الشاهزاده سليم وعسكره، فاقتتلوا شديدًا حتَّى تشتَّت جُند سليم، وهرب إلى صوب بحر البنطس (الأسود) في جمعٍ قليلٍ من أتباعه، فتبعهُ جمعٌ من عسكر والده وأدركوه، ولم يحل بينه وبين الأسر سوى أحد خواصه المدعو فرحات بك، فأشغل جُند بايزيد في حين أسرع سليم السير على صهوة جواده «قره‌بولوط»، أي «السحاب الأسود»، حتَّى وصل ساحل البحر المذكور، واجتمع عليه ثلاثة آلاف جُنديٍّ من رجاله، فأبحر بهم إلى كفَّة سنجق والده سُليمان، ودخلها خائبًا محزونًا.

### عصيان أحمد بن بايزيد
بعد انكسار الشاهزاده سليم، عاد السُلطان إلى إسلامبول وجمع الوُزراء لِلمُشاورة ثانيًا، فأشاروا عليه باستعجال الشاهزاده أحمد إلى العاصمة لِتسليمه السُلطة، فوافقهم وأمر بأن يُرسلوا إليه أن يأتي على الفور. وما أن وصل الخبر إلى الشاهزاده المذكور حتَّى نهض من أماسية على الفور وركب فرسه وجدَّ في السير دون أن ينم ليلًا ولا نهارًا حتَّى وصل إلى مالدپَّة قُرب أُسكُدار، وأرسل إلى السُلطان يستأذنه في العُبُور إليه صباحًا، فأذن له. واقترح أتباع الشاهزاده أحمد، من الوُزراء والساسة، استمالة قُلُوب أُمراء الروملِّي وقادة الجُند بِبذل الأموال لهم، وعرضوا ذلك على السُلطان، فوافقهم، والحقيقة أنَّهُ كان قد أصبح على درجةٍ من المرض والضعف لا يستطيع معها تدبير أي أمرٍ بِمُفرده، فأصبح وُزرائه هُم الحاكمون الفعليُّون لِلدولة. ولمَّا شاع خبر وُصُول الشاهزاده أحمد واستعداده العُبُور إلى إسلامبول، اجتمع آغوات الإنكشاريَّة وتشاوروا في أمر السُلطان المُستقبلي، واتفقوا على أنَّ سلطنته مكروهة لِاختياره الدعة والترفُّه في جميع أوقاته، ولِأنَّهُ لم يقدر على حماية البلاد من الصفويين، بل هو لم يَقوَ على دفع غائلة جمع من أوباش التُركمان وهرب منهم، وقالوا أنَّهُ بِهذا قد هتك عرض السلطنة، فكيف يصلح لها؟ واتفقت كلمتهم على أنَّ أحدًا لا يصلح لها سوى الشاهزاده سليم، المقدام في الحرب والجهاد، وعقدوا العزم على المُطالبة بِتولية سليم وتنحيه أحمد. ولمَّا اتفق الإنكشاريُّون على ذلك، قاموا يوم 18 ذي الحجَّة 917هـ المُوافق فيه 6 آذار (مارس) 1512م، فنهبوا بُيُوت الأعيان المُوالين لِلشاهزاده أحمد؛ منهم الصدر الأعظم الجديد أحمد باشا بن هرسك، والبكلربك حسن باشا، والوزير مُصطفى باشا، وقاضي العسكر عبد الرحمٰن بن مُؤيَّد، والطغرائي جعفر چلبي بن تاج، فنجا هؤلاء بِأنفُسهم لكنَّهم خسروا أموالهم وأثقالهم، وظلَّ الإنكشاريُّون ينهبون بُيُوت الساسة والأعيان طوال الليل وهم يهتفون باسم الشاهزاده سليم ويرفعون شعاره، ثُمَّ سيطروا على جميع مراسي السُفُن لِلحيولة دون خُرُوج أحد من إسلامبول أو العُبُور إليها، وبعد ذلك اجتمعوا في باب سراي طوپ قاپي وطلبوا من السُلطان العفو عمَّا جرى، والتمسوا منه عزل الرجال الخمسة السابق ذكرهم، فعزلهم إسكانًا لِلفتنة. وحاول أحد الوُزراء، المدعو «سنان بك يولار قصدي» أن يستميل الإنكشاريَّة إلى جانب الشاهزاده أحمد، فلم يقدر على ذلك، وشاهدهم على الثبات والدوام في محبَّة سليم والميل إليه، فخرج من العاصمة بِمشقَّةٍ عظيمة، وتوجَّه إلى برِّ آسيا حيثُ قابل الشاهزاده أحمد وأخبره أنَّ وصوله إلى سُدَّة المُلك بات ميؤوسًا منه.
دبَّ اليأس والغضب في قلب الشاهزاده أحمد لمَّا علم بِما جرى في دار السلطنة، ويُقال أنَّهُ بكى مُتأثرًا بِضياع المُلك منه بعد أن كان قد أصبح قاب قوسين أو أدنى من التربُّع على العرش. فعاد شرقًا عبر الأناضول، لكنَّهُ لم يتوجَّه إلى سنجقه أماسية، بل ذهب إلى القرمان وقد عقد العزم على السيطرة على جميع البلاد الأناضوليَّة لِيفرض سلطنته بِحُكم الأمر الواقع. وكان والي القرمان حينذاك هو مُحمَّدشاه بن شاهنشاه، أي ابن أخ الشاهزاده أحمد وحفيد السُلطان بايزيد، فحاصره في قلعة قونية أيَّامًا حتَّى استسلم، ثُمَّ دخلها وأعلن نفسه سُلطانًا فيها، وبِهذه الحركة أصبح أحمد في وضع المُدَّعي، وفقد صفة وليّ العهد الشرعي، وتردَّد صدى ذلك في ردَّة فعل السُلطان بايزيد، إذ غضب على ابنه وتغيَّر عليه لِفعلته هذه، وأرسل إليه يُوبِّخه لِإقدامه على ما فعل بِدون إذنه. واتفق حينذاك أنَّ الشاه إسماعيل كان قد أرسل أحد خُلفائه المُسمَّى «نور الدين خليفة» إلى الأناضول لِيجمع من التُركمان الميَّالين إلى التشيُّع، فاجتمع على نور الدين المذكور نحو ثلاثين ألف مُقاتل، فأغار بهم على نواحي أماسية وتوقاد وسيواس ونهبها وأحرق بُيُوتها، فحاول الشاهزاده أحمد التصدِّي له وأرسل لِقتاله وزيره «سنان بك يولار قصدي»، فسار إلى الصفويين وقاتلهم حتَّى انكسر منهم كسرة قبيحة، وفرَّ ناجيًا بحياته، الأمر الذي زاد من تنفُّر العسكر من الشاهزاده المذكور.

### تنازُل بايزيد عن المُلك لِصالح ابنه سليم

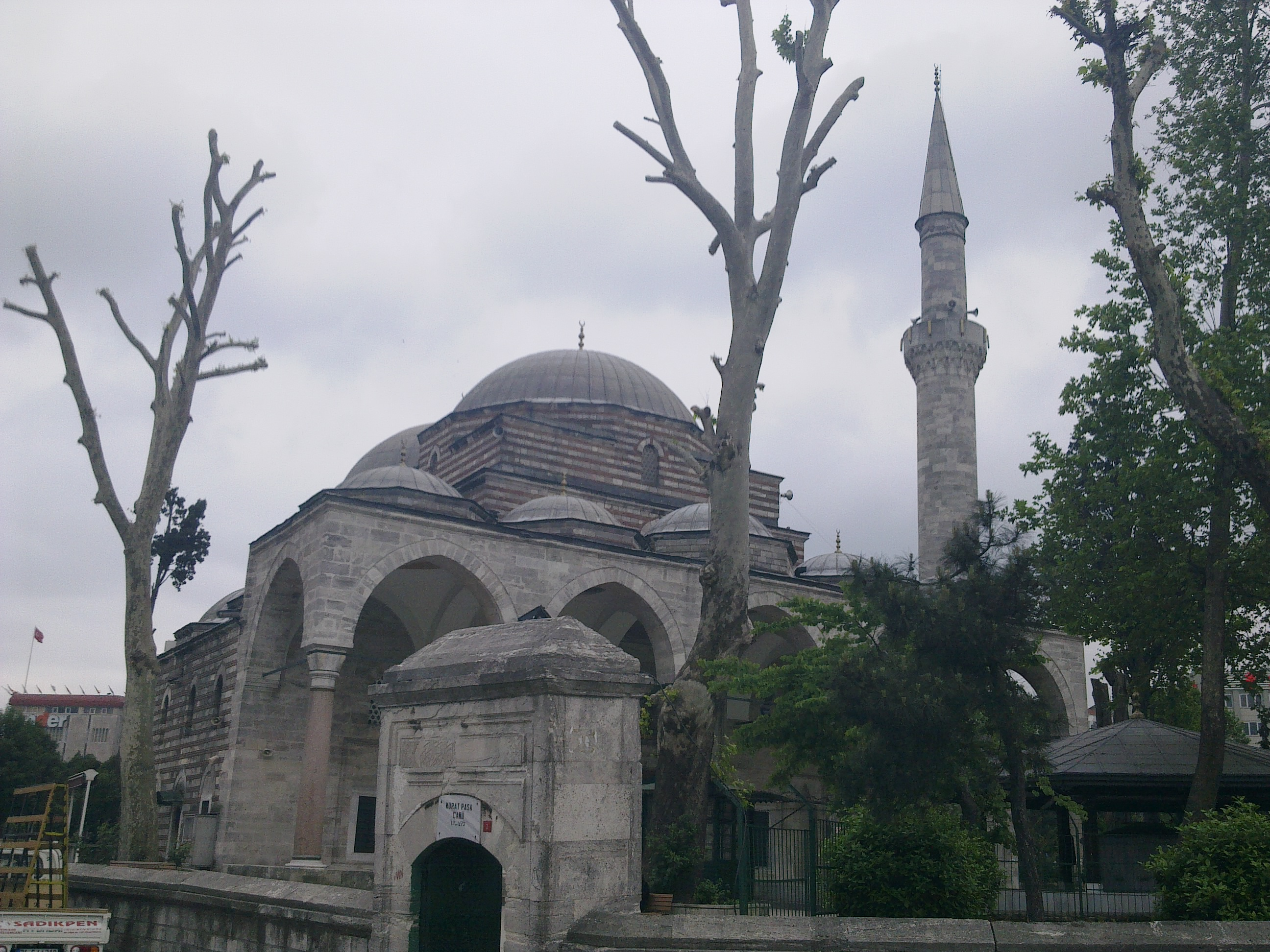
مسجد أورطة جامع، أو مسجد مُراد باشا، حيثُ نزل الشاهزاده قورقود في مُحاولةٍ لِاستمالة قُلُوب الإنكشاريَّة.

عندما وصل خبر انكسار جيش الشاهزاده أحمد إلى إسلامبول، اجتمع القادة العسكريُّون وكبار العُلماء مع السُلطان بايزيد وأظهروا لهُ أنَّ نظام المُلك قد اختلَّ بِطمع الوُزراء والنزاع على ولاية العهد، وتسلَّط أعداء الدولة عليها من كُلِّ جهة، وبيَّنوا له أنَّ الشاهزاده أحمد لا يليق لِلسلطنة لِانهماكه في الدعة والترفُّه؛ حيثُ وقع منه أمران يدُلَّان على عدم صلاحيَّته لِتولِّي شُؤون البلاد والعباد: وقعة شاهقُلي ووقعة نور الدين خليفة، وكذلك الشاهزاده قورقود لا يصلح لِلمُلك أيضًا - وإن كان عالمًا فاضلًا - لِأنَّ السلطنة لا تتم إلَّا بِترك الراحة والترفُّه، واختيار الإقدام على المخاوف والشدائد، وليس لهُ ذلك، كما أنَّهُ لا عقب له بعد وفاة أبنائه الذُكُور، فليس يصلح لِهذا الأمر سوى الشاهزاده سليم، الذي أثبت شجاعته وحزمه ومقداميَّته وحُسن تدبيره في معاركه مع الصفويين والكرجيين، وهو الوحيد الذي تُعلَّق عليه الآمال في دفع البلية الصفويَّة. والتمس المُجتمعون من السُلطان تقليد العهد لِولده سليم، بل تفويض السلطنة إليه. وكان السُلطان أيضًا قد مال إلى جانب سليم بعد خُرُوج أحمد عليه وتصرُّفه الطائش مع ابن أخيه مُحمَّدشاه الذي كان قد فقد أبيه حديثًا، فاعتبر بايزيد أنَّ هذه دلالات على عدم رُشد ابنه الكبير، وبِالتالي لا يصح له تولِّي السلطنة. وكان السُلطان قد أرسل إلى سليم براءات السناجق الثلاثة: سمندريَّة وڤيدين وآلاجة حصار، مرَّةً أُخرى مع كتابٍ يستميله فيه ويُطيِّب قلبه بِأنواع المواعيد الجميلة، ويُعلمه بِأنَّهُ سامحه ورضي عنه، ويعتذر إليه عمَّا جرى بينهما من الشقاق بِسعي أصحاب المصالح الشخصيَّة، ففرح سليم بِذلك، وتهيَّأ لِلمسير إلى سنجق سمندريَّة، وبينما هو يتجهَّز وصلهُ قاصدٌ آخر بِبشارة السلطنة، ودعاه إلى إسلامبول على الفور، فتوجَّه إليها. وأمَّا الوُزراء المُناهضين لِسليم والخائفين من شدَّته وسطوته، فإنَّهم لمَّا رأوا ضياع المُلك من الشاهزاده أحمد بِاتفاق الإنكشاريَّة، أرسلوا إلى الشاهزاده قورقود يدعونه إلى دار السلطنة ويستعجلونه في الوُصُول إليها قبل أخيه سليم، وأشاروا عليه بِأن يقدم في جمعٍ قليل ويدخل المدينة مُتنكرًا، وينزل في مساكن الإنكشاريَّة لِيستميلهم إليه. ظنَّ الشاهزاده قورقود أنَّهُ نال السلطنة عندما أصبح أخوه الأكبر في وضع العاصي، لا سيَّما وأنَّهُ يأتي بعده حسب تسلسل العُمر، فتوجَّه وعبر البحر إلى إسلامبول، ودخلها مُتوجهًا إلى مساكن الإنكشاريَّة، ونزل في المسجد القريب من ثكناتهم المشهور بِـ«مسجد أورطة جامع»، وحاول استمالتهم إليه بِحُقُوقٍ سابقة له عليهم من الترقيات والعطيَّات إليهم لمَّا ناب عن أبيه أيَّامًا عند وفاة جدِّه السُلطان مُحمَّد الفاتح، فرحَّب به الإنكشاريَّة وعظَّموه وكرَّموه، إلَّا أنَّهم لم يُساعدوه على مطلبه من إحراز السلطنة، ولمَّا رأى منهم ذلك خاف على نفسه، وأعلن أنَّ سبب قُدُومه ليس لِلمُطالبة بِالعرش وإنَّما خوفًا من غدر أخيه أحمد، فرأى أن يحتمي بِالعاصمة. وأرسل بايزيد يُعاتب ابنه لِقُدومه دون إذنه والتجاؤه لِلإنكشاريَّة عوض أن يلتجأ إليه، فطلب الإنكشاريَّة من السُلطان أن يُسامح ولده على فعلته من واقع تقديرهم لِمكانته العلميَّة، فاستجاب لهم، وأرسل إليه العُلماء والقادة، فأعلموه أنَّ الأُمُور لن تستقيم إلَّا بتولِّي أخوه الأصغر سليم أُمُور المُلك، وأقاموا له الحُجج بِذلك، فرضي بِالأمر الواقع.

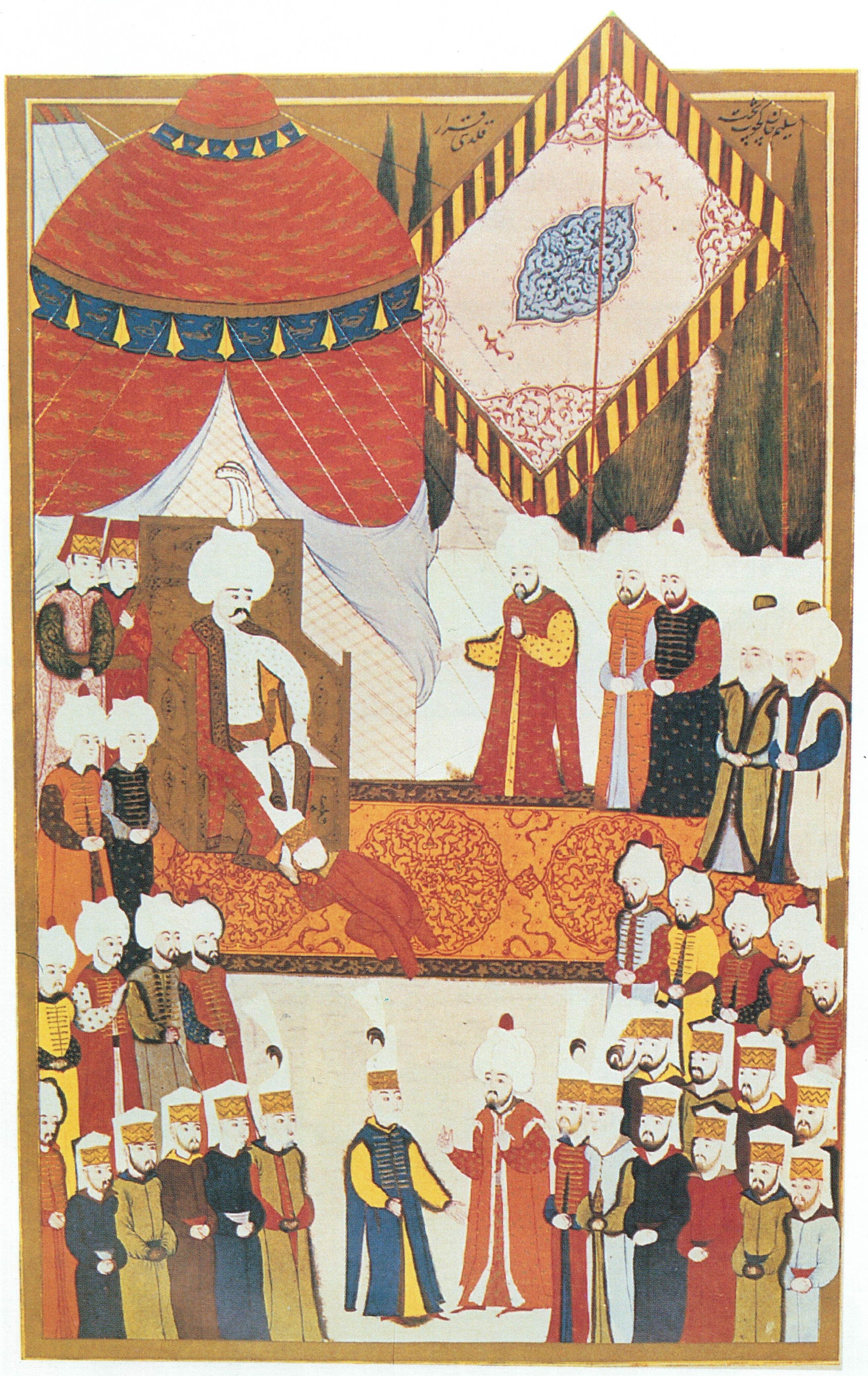
مُبايعة الوُزراء والقادة والأعيان لِلشاهزاده سليم بِعرش آل عُثمان.

وفي يوم 3 صفر 918هـ المُوافق فيه 19 نيسان (أبريل) 1512م، وصل سليم إلى إسلامبول، فاستقبلته الإنكشاريَّة بِاحتفالٍ زائد، وكان على رأسهم الشاهزاده قورقود الذي خرج وسلَّم على أخيه وهنَّأه بِالسلطنة ودعا لهُ بِالتوفيق والنصر، مُعلنًا بِذلك خُضُوعه ومُسالمته. وبعد بضعة أيَّامٍ من وُصُوله واستراحته من عناء السفر، جمع سليم أعيان الدولة من مُقدمي الإنكشاريَّة وأُمراء الروملِّي وغيرهم، وصارحهم بِأنَّهُ رجلٌ شديدٌ حاد الطباع، وأنَّهُ قد صمَّم عزيمته على الغزو والجهاد في سبيل الله وتوحيد كلمة المُسلمين ولمّ شملهم في دولةٍ واحدةٍ كما كان الحال زمن بني أُميَّة وخلال العصر الذهبي لِبني العبَّاس، وأنَّهُ قرَّر ضم البلاد العربيَّة بعدما ثبُت عجز المماليك وحدهم عن مُواجهة المخاطر المُحدقة بِالأراضي المُقدَّسة والدفاع عن المصالح الاقتصاديَّة والاستراتيجيَّة لِلمُسلمين، كما اعتزم القضاء على الدولة الصفويَّة وضمِّ البلاد الإيرانيَّة، وأنَّهُ لن يتقاعد عن ذلك لا صيفًا ولا شتاءً، ولن يفتر عن الرُكُوب وتحمُّل الشدائد لا ليلًا ولا نهارًا حتَّى يصل بلاد السِّند والهند فيضُمَّها أيضًا لِدولة الإسلام. وأضاف أنَّهُ سيُنصف المظلوم من الظالم وإن كان ولده سُليمان، ولن يرحم الجائرين وأهل الفساد، ولن يترك مجالًا لعسكره ولأُمرائه كي يترفَّهوا. ولمَّا أتمَّ سليم الكلام ذكر اتصاف أخويه أحمد وقورقود بِخلاف ذلك من المُلاءمة ولين الجانب واختيار الراحة على الشدَّة، وطلب من المُخاطبين أن يختاروا أحدهم بعدما سمعوا ما سمعوه، فقالوا له: «إِنَّ مُنْتَهَى مَطَالِبَنَا مَا ذَكَرْتُمْ لِنَفْسِكُم الشَّرِيفَة، فَاخْتَرنَاكُم، فَاعْمَلْ مَا شِئْت فَإِنَّا مُنْقَادُونَ لِأَمْرِك، وَرَاسِخُونَ عَلَى طَاعَتِكَ». فلمَّا شاهد سليم ذلك منهم سُرَّ ودعا لهم.
وفي يوم السبت 8 صفر 918هـ المُوافق فيه 24 نيسان (أبريل) 1512م، توجَّه سليم في موكبٍ إلى سراي طوپ قاپي، ولمَّا وصلها اصطفَّت الإنكشاريَّة على عادتهم من طرفيّ الباب، فدخل السراي ولقي والده السُلطان بايزيد ماشيًا، فقبَّل يده وطلب منه النُصح والرضى، فنصحهُ بايزيد وأوصى إليه بِأُمُور، أهمُّها أن يغض الطرف عن أخوه أحمد ويُسامحه ولا يقتله، ولا يقتل كذلك أخوه الآخر قورقود، ويُطيِّب قلب كُلٌ منهما بِحصَّةٍ من المُلك، ثُمَّ أجلسه على تخت السلطنة وألبسهُ العمامة المخصوصة بِالسلاطين، ودعا لهُ بالتوفيق والعزَّة والنصر. ولمَّا تمَّ أمر التنصيب والإجلاس، سارع جميع الوُزراء والوُكلاء والساسة وأعيان الدولة إلى مُبايعة سليم، وتقدّمُهم أخوه قورقود، فأقطعه سنجقه القديم مغنيسية، وضمَّ إليها جزيرة مدللي أيضًا، وطيَّب خاطره بكثيرٍ من الإحسانات والوُعُود، ثُمَّ وزَّع العطايا على الجُند وفق ما أصبح ثابتًا في العُرف العُثماني، ومنحهم الترقيات، ثُمَّ أرسل إلى أُمراء الأطراف يدعوهم إلى الحُضُور، وكذلك طلب حُضُور ابنه سُليمان من كفَّة.

## وفاة السُلطان بايزيد

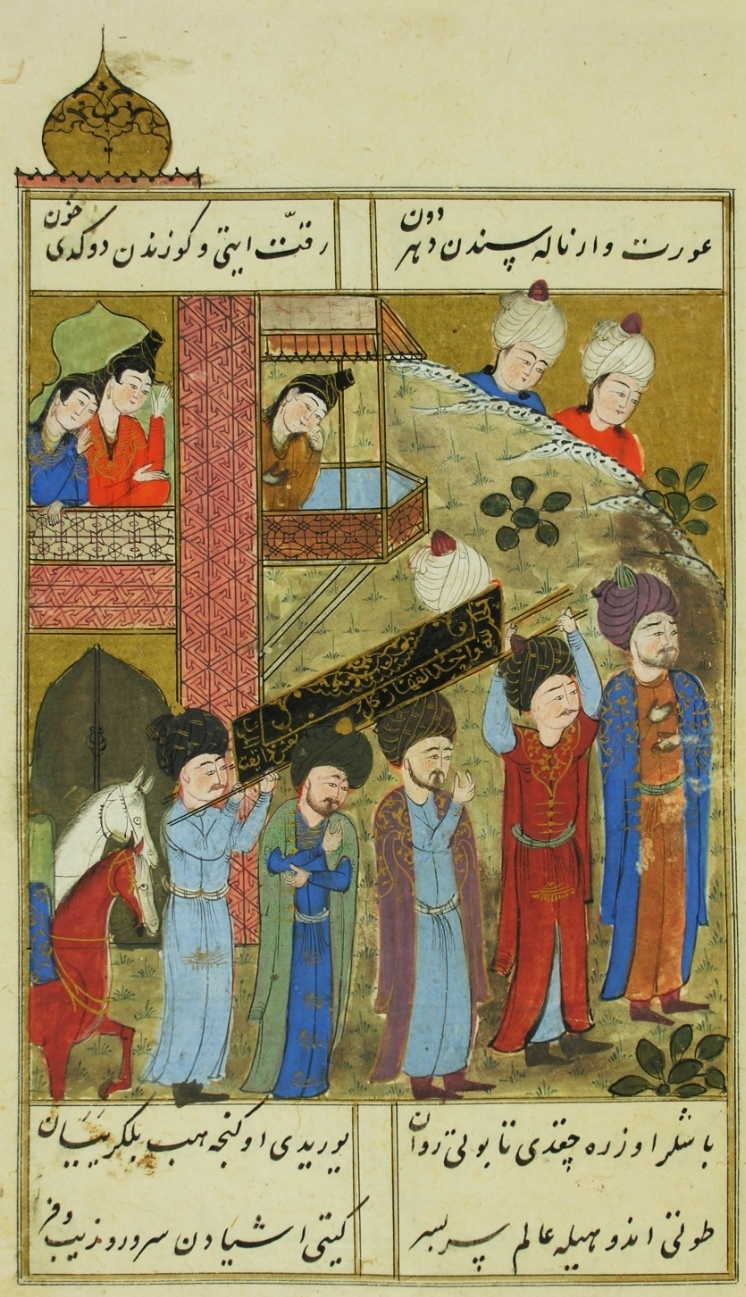
تشييع السُلطان بايزيد إلى مثواه الأخير.

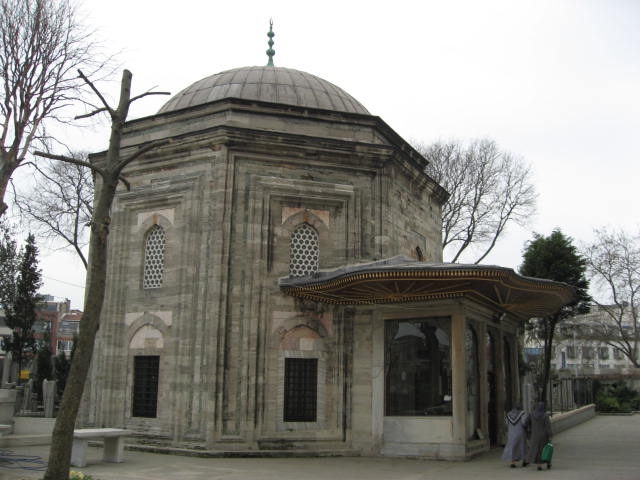
تُربة السُلطان بايزيد الكائنة بِجوار المسجد الجامع المُسمَّى باسمه، في مدينة إسلامبول (إستنبول)، كما بدت سنة 2008م.

بعد أن سلَّم بايزيد السلطنة إلى ولده سليم، قرَّر أن يعتزل الناس وأُمُور الدُنيا وأشغالها، وأن يعود إلى مسقط رأسه ديموتيقة لِيمكث فيها ويتفرَّغ لِلعبادة والتأمُّل، وكان قد عمَّر سرايها لِأجل ذلك، فدعا ابنه سليم وأخبره بِنيَّته، فرفض بدايةً السماح لوالده بِالسفر، وطلب منه البقاء في إسلامبول والإقامة جانبه، لكنَّ بايزيد لم يقبل رُغم مُحاولة سليم إقناعه، وقال له: «السَّيْفَانِ لَا يَجْتَمِعَانِ فِي قِرَابٍ وَاحِدٍ». فلمَّا رأى سليم إصرار والده أظهر الرضاء بِرضائه ووافقه على فعل ما يُريحه، فطلب بايزيد أن يُرافقه إلى دار تقاعده بكلربك الروملِّي يُونُس باشا لِكونه من قُدماء خواصه، والدفتردار قاسم باشا، فعيَّنهما سليم لِخدمته ولِلمسير معه إلى مقصده، وكذلك أرسل معه العديد من السپاهيَّة والإنكشاريَّة. ولم يستطع بايزيد رُكُوب حصانه لِشدَّة مرضه، فنقلوه في تختروان، وشيَّعهُ سليم في جميع الأعيان والأركان حتَّى أسوار القُسطنطينيَّة حيثُ أبرم عليه بِالرُجُوع، فودَّع والده وقبَّل يده مرارًا ثُمَّ تفرَّقا، فرجع سليم إلى دار السلطنة وسار بايزيد إلى صوب أدرنة، وكان موكبه يسيرُ بطيئًا بِسبب مرضه، وكان يستريح في كُلِّ موقف عدَّة أيَّام. وفي يوم 11 ربيع الأوَّل 918هـ المُوافق فيه 26 أيَّار (مايو) 1512م، وصل الموكب إلى موضعٍ معروفٍ بِـ«سكودلودره» من أعمال أدرنة، وهُناك اشتدَّ الألم على السُلطان وحصلت لهُ غشية، ولم يلبث أن فارق الحياة، فكفَّنوه وعادوا بِنعشه إلى إسلامبول حيثُ وُري الثرى في قبَّةٍ أعدَّها لِنفسه بِقُرب المسجد الجامع الذي بناه وسُمي بِاسمه، وبلغت سلطنته 30 سنة و11 شهرًا و22 يومًا.
وكان لِوفاة بايزيد وقعٌ أليمٌ في الدولة العُثمانيَّة وفي سائر ديار الإسلام، فلمَّا وصلت أخبار وفاته إلى القاهرة يوم الجُمُعة 2 جُمادى الأولى 918هـ المُوافق فيه 15 تمُّوز (يوليو) 1512م، حزن السُلطان الغوري حُزنًا شديدًا وتأسَّف على فُقدان نظيره، وبكاه بُكاءًا مُرًّا، ثُمَّ صلَّى عليه صلاة الغائب بِقلعة الجبل، وما أن انتشر الخبر بين الناس في ذلك اليوم حتَّى دعا أئمَّة المساجد إلى إقامة صلاة الغائب عن روح السُلطان الفقيد بعد صلاة الجُمعُة، فصلَّى عليه الناس في الجامع الأزهر ومسجد الحاكم بأمر الله ومسجد ابن طولون وجامع السُلطان الغوري وغير ذلك، ويقول ابن إياس الذي عاصر هذا الحدث: «وَقَد حَزِنُوا عَلَيْهِ النَّاسُ فَإِنَّهُ كَانَ قَامِعًا لِلِفرَنْجِ لَا يَفْتُرُ عَنْ الْجِهَادِ فِيهِم لِيْلَّا نَهَارًا، وَكَانَ بِهِ نَفَعٌ لِلْمُسْلِمِين».

## شخصيَّته وصفاته
وصف المُؤرِّخ مُصطفى علي بن أحمد بن عبد المولى القلِّيبُلِيئي السُلطان بايزيد الثاني بِأنَّهُ طويل القامة، وفاتح الوجه، وعاقد الحاجبين الأسودين، وأشهل العينين، وحنطي البشرة، وأسديُّ الأنف، كما عريض الصدر. وبحسب السفير البُندُقي أندراوس گريتي، الذي أصبح دوقًا لِبلاده فيما بعد، وكان قد تعرَّف على بايزيد شخصيًّا، فإنَّ الأخير كانت قامته أطول من المُتوسِّط، وزيتوني البشرة، «تُظْهِرُ مَلَاَمِحُهُ أَنَّهُ يُفَكِّرُ بِأُمُورٍ جِدِّيَّةٍ وَكَبِيْرَةٍ، وَهُوَ مُكْتَئِبٌ وَحَزِينٌ». أمَّا الشيخ أحمد كبير الفلكيين فقد وصف بايزيد بِأنَّهُ طويل القامة، وأبيض البشرة، وأسود الشعر، وعاقد الحاجبين، وعريض المنكبين، وقال بأنَّهُ كان حسن الطباع صالحًا عابدًا مُتعمِّقًا بِالشريعة.

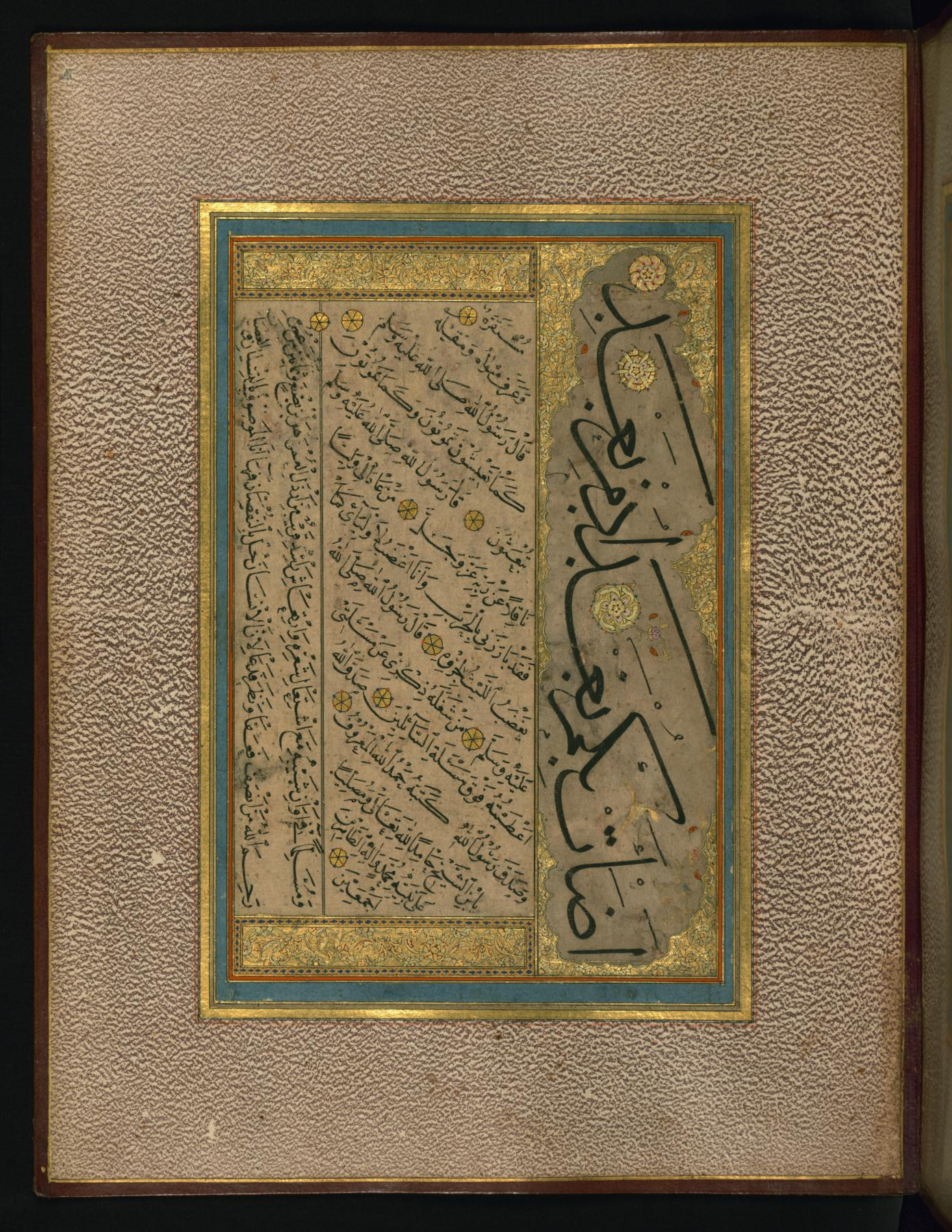
من آثار الشيخ حمد الله الأماسي: كتابٌ مُخطَّط ومُجلَّد ومُذهَّب، من النمط الذي شاع زمن بايزيد الثاني.

أحبَّ بايزيد الثاني فنَّ الخط والتخطيط مُنذ أن كان وليًّا لِلعهد، وتلقَّى دُرُوسًا بِالخط مُنذُ صغره خلال ولايته في أماسية على يد رائد الخطَّاطين العُثمانيين الشيخ حمد الله الأماسي، كما أُسلف، وحصل منه على إجازةٍ في هذا الفن. ومن شدَّة حُب بايزيد لِلتخطيط لم يترك أُستاذه في أماسية بعد أن أصبح سُلطانًا، بل دعاه إلى إسلامبول وعيَّنهُ مُعلِّمًا وكاتبًا في السراي، وكان يعرجُ على جناح الشيخ حمد الله أحيانًا ويسأله عن أحواله، وحتَّى إنَّهُ كان يُمسك لهُ المحبرة وهو يُخطِّط تعبيرًا عن احترامه له، ويقول علنًا أنَّهُ أسعد حُكَّام الدُنيا لِأنَّ لديه خطَّاطًا كهذا. وبِفضل تشجيع بايزيد لِفن الخط، دخل هذا الفن في مسارٍ جديدٍ خاص على يد العُثمانيين، كما شجَّع أُستاذه أيضًا بِمنحه إمكانيات لكي يجد أُسلُوبًا جديدًا بِالخط، ومن المعروف أنَّهُ خصَّص لِلشيخ حمد الله إيراد قريتين في ناحية «صارِغازي» من أعمال أُسكُدار غير اليوميَّة التي أمر بِدفعها له. وبِالإضافة إلى إتقانه التخطيط، ثَمَّة دليلٍ في سجلِّ مكتبةٍ قديمةٍ يُسمَّى «مجموعة ألواح النقَّاشين» على أنَّ بايزيد اشتغل بِالتذهيب. ومن الجدير بِالذكر أنَّ صناعة الكُتُب المُتضمِّنة فُنُون التخطيط والتذهيب والتجليد المُكمِّلة لِبعضها بعضًا، ازدهرت في عهد بايزيد الثاني من شدَّة حُبه لِلعلم ورغبته بِإرساء قواعد الحضارة في دولته.
ففي عهد هذا السُلطان توطَّدت واستقرَّت بِشكلٍ كاملٍ فُتُوحات أبيه الكُبرى، وحافظ على سياسة والده العسكريَّة والبحريَّة، وعزَّز الجيش والبحريَّة وجعلها ضعف ما كانت عليه في السابق، وزوَّد بعض سرايا الإنكشاريَّة بِالبنادق الحديثة، وفي هذا كتب أندراوس گريتي إلى مجلس الأعيان البُندُقي في سنة 1503م يقول واصفًا بايزيد وخصاله وأعماله: «قَامَتُهُ أَطْوَلُ مِنَ الْمُتَوَسِّطَةِ... لَا يَتَعَاطَى الشَّرَابَ أَبَدًا، كَانَ يُشْرِبُ فِي شَبَابِهِ ثُمَّ تَابَ بِضَغْطٍ مِنْ أَبِيهِ، يَأْكَلُ قَلِيلًا، يُسَرُّ جِدًّا لِرُكوبِ الْخَيْلِ... أَحُبُّ شَيْءٍ إِلَيْهِ الصَّيْدَ وَرِيَاضَةَ الْفُرُوسِيَّةِ. يُعْظِمُ الشَّعَائِرَ الدِّينِيَّةِ وَيَتَصَدَّقُ كَثِيرًا، يَهْتِمُ بِالْفَلْسَفَةِ وَعُلُومِ الْفَلَكِ... وَعَدَا الْوَقْتِ الَّذِي يَقْضِيهِ فِي الْاِطِّلَاعِ، فَإِنَّهُ يُخَصِّصُ وَقْتًا طَوِيلًا لِلْاِهْتِمَامِ بِأُمُورِ إِصْلَاحِ جَيْشِهِ وَتَنْسِيقِهِ وَتَنْمِيَتِهِ... زَادَ عَدَدُ الإِنْكِشَارِيَّةِ، جَهَّزَ جَيْشَهُ بِالْأسْلِحَةِ الْحَديثَةِ وَالنَّارِيَّةِ، أَجَرَى إِصْلَاحًا جِذْرِيَّا خَاصَّةً بِالنِّسْبَةِ لِلْمِدْفَعِيَّيْنِ وَنَقْلَةِ الْمُدَافِعِ. يُتَابِعُ هَذِهِ الْأَعْمَالَ بِدِقَّةٍ. خَيَّالَتُهُ وَأُسْطولُهُ هُمَا الْلَذَانِ حَقَّقَا الْأَحْدَاثَ الْخَارِقَةُ الَّتِي شَهِدْنَاهَا، فَقَدْ نَظَّمَهَا بِشَكْلٍ تَسْتَطِيعَ بِهِ التَّجَمُّعَ وَالْاِحْتِشَادَ بِسُرْعَةٍ».
ولمَّا كان عهد بايزيد لم يشهد فُتُوحاتٍ كبيرةٍ كما كان الحال على عهد أبيه وكما حصل في عهد ابنه من بعده، فقد توسَّعت الدولة العُثمانيَّة خلال سلطنته بِمقدار 160,000 كلم2 فقط، ووصلت مساحتها عند وفاته إلى نحو 2,273,000 كلم2 وتضمَّنت الدُويلات والإمارات التالية المُستقلَّة إداريًّا: خانيَّة القرم، والخانيَّة القاسميَّة الواقعة بِالقُرب من إمارة المسكوب، وإمارات الأفلاق والبُغدان وذي القدريَّة، وجُمهُوريَّة رجوسة الصغيرة.

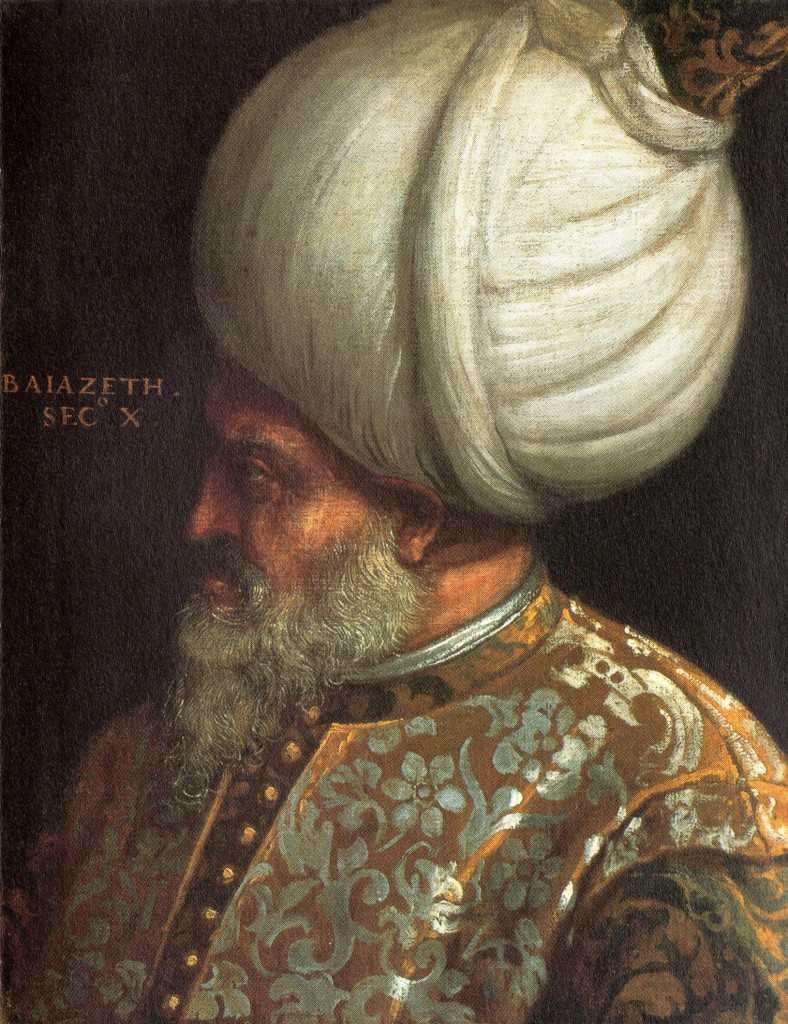
لوحة زيتيَّة لِلسُلطان بايزيد الثاني مرسومة وفق النظام الإيطالي.

وإلى جانب التخطيط والتذهيب، كان التلحين من أبرز مواهب بايزيد الثاني، فهو أوَّل من ذُكر اسمه في المصادر بين السلاطين العُثمانيين على أنَّهُ دوَّن لحنًا. إلَّا أنَّ الألحان التي وصلت الباحثين من نتاج ابنه قورقود وليست من نتاجه، ممَّا يجعل البعض يعتبر أنَّ الموهبة والذائقة الموسيقيَّة كانتا وراثيَّتان في العائلة العُثمانيَّة. ينصُّ المخطوط المُعنون «أُمَّهات الأوراد» على بضعة آثارٍ موسيقيَّةٍ من إنتاج بايزيد هي عبارة عن أربعة ألحانٍ على الطنبور وهي: «بَشْرَف أرازبار»، و«سما الطنبور من الدور الكبير»، و«بَشْرَف راحة الرواح من الدور الكبير»، و«بَشْرَف الأوج». وعمل بايزيد على استقطاب المُؤلِّفين والمُلحنين إلى بلاده ببذل العطاء لهم، فقصده المُعلِّم زين العابدين رئيس الفرقة الموسيقيَّة للأمير حسين بايقرا التيموري، ودخل في خدمته، وبِهذا أصبح أحد الأعمدة المُؤسِّسة لِلمُوسيقى الشرقيَّة. وبحسب المُستشرق النمساوي جوزيف ڤون هامر-پرگشتال (بالألمانية: Joseph von Hammer-Purgstall) فإنَّ بايزيد كان يتذوَّق الفن الإيطالي، وساعد الكثير من الفنَّانين والحُكَّام الإيطاليين بِالنُقُود، لِدرجة أنَّهُ حينما توسَّط في إطلاق سراح دوق مَنْتُوَة الذي أسره البنادقة، نفَّذ مجلس الأعيان البُندُقي رغبة السُلطان في جلسةٍ واحدةٍ استحياءً منه. وفي هذه المعلومة دحضٌ لِلافتراء الذي وقع على هذا السُلطان ومفاده أنَّهُ خرَّب بعض اللوحات التي أمر والده الفاتح بِرسمها على النظام الإيطالي، وباعها خارج الدولة العُثمانيَّة، علمًا بِأنَّ تلك اللوحات عُثر عليها بعد وفاة بايزيد بِزمنٍ طويل داخل إحدى أجنحة سراي طوپ قاپي.
| تضرِبُني سلاسلُ شعر صدغيكِ فكأنني أُصابُ بِالجُنُون كلَّت الرُّوح من الهجر فالشنق يحتاجُ حبلًا أَمِبتُ بِدواءٍ لِقلبي العليل من مشفى شفتيكِ وجدتُ الطبيب المأمول منهُ الدواء عليلًا |
| —غزليَّة لِلسُلطان بايزيد الثاني |

نَظَم بايزيد الشعر بِالتُركيَّة والفارسيَّة واتَّخذ لِنفسه اسمًا فنيًّا هو «عدني» أو «عدلي»، ولهُ ديوانٌ صغيرٌ صُوفيُّ الطابع مطبوع، ويُعتبر هذا الديوان الصغير أوَّل ديوانٍ نسَّقهُ سُلطانٌ عُثمانيّ، لأنَّ «دُويون» مُحمَّد الفاتح فيه من النواقص ما يُخرجه من نطاق الدواوين الحقيقيَّة. وبِحسب يحيى بُستان زاده فقد تفوَّق بايزيد على والده بِالغزل، وقد عمد المُؤرِّخ التُركي مُحمَّد فُؤاد الكوبريللي إلى تجميع قصائده ونشرها. وبِحسب ما ورد في مُذكَّرات وحوليَّات المُؤرِّخين والساسة العُثمانيين فإنَّ موهبة بايزيد بِجمال الحديث والنُّظم لم يكن بها نقص. أحبَّ بايزيد الأدب الفارسي كثيرًا، وشمل الشُعراء والأدباء الإيرانيين بِعطفه وعطائه، فعلى سبيل المثال كان كُلٌّ من الشاعر الفارسي الكبير المُلَّا عبد الرحمٰن الجامي المُقيم في هراة وشيخ النقشبنديَّة المُقيم في بُخارى، يتسلَّمان سنويًّا من السُلطان بايزيد مبلغ 500 آقچة. شأنه شأن والده قبله، احترم هذا السُلطان العُلماء والشُعراء واستمتع بِحُضُور مجالس الفكر والعلم، وكان من أحب الأُمُور إلى قلبه حُضُور دُرُوس علم التفسير التي كانت تُلقى في جامع آيا صوفيا، وكان يُوظِّفُ من يكتب الشعر الجميل في سرايه، ويُروى أنَّ قصيدة غزل لِلشاعر «صائي» وقعت بِيد بايزيد، فأُعجب بها، وأمر بِإيجاد كاتبها، وعندما وجده وظَّفه في السراي كاتبًا. يرى المُؤرِّخ التُركي إسماعيل حقَّي أوزون چارشلي (بالتركية: İsmail Hakkı Uzunçarşılı) أنَّ بايزيد الثاني، بِمُبادراته ونشاطاته هذه، جعل العاصمة العُثمانيَّة مركز العالم الإسلامي في زمنه.
يُمكن اعتبار بايزيد الثاني مُؤسِّس علم التأريخ عند العُثمانيين، فكُل ما يُعرف اليوم تقريبًا عن الفترة المُمتدَّة لِقرنٍ ونصفٍ من التاريخ العُثماني يعتمد على ما دُوِّن في كُتُب التاريخ في عهده، بعد أن احترقت المُدوَّنات الأولى على يد المغول بِقيادة تيمورلنك خلال اجتياحه الأناضول. ومن أبرز مزايا السُلطان بايزيد أنَّهُ كان قارئًا دقيقًا، يقرأ بِتركيزٍ كُلٍّ مُؤلَّفٍ جديدٍ يُهدى إليه، ويُعطي لِلكاتب مُكافأة تتفق وقيمة الكتاب أجرًا له على مجهوده، وكان يستدعي المُؤلِّفين أصحاب الكُتُب القيِّمة ويُقابلهم، على أنَّهُ لم يكن يُشجِّع المُؤلِّفين الذين وضعوا كُتُبهم تملُّقًا ومُداهنةً. وأولى بايزيد أهميَّةً كُبرى في تربية أولاده بحيثُ كان كُلٌ منهم واسع الاطلاع على عُلُوم العصر، فكان قورقود من كبار عُلماء عصره، وكان أحمد يُجيدُ العربيَّة وعلم السياسة إلى درجةٍ أنَّهُ وضع كتابًا في السياسة بِاللُغة العربيَّة. وهُناك شبه إجماع على أنَّ بايزيد الثاني أكثر سلاطين بني عُثمان تديُّنًا، وكثيرًا ما تذكر المصادر أنَّهُ لم يُهمل العبادات، وأنَّهُ أكثر من دفع الصدقات، وعندما اكتمل بناء المسجد الجامع الذي سُمِّي باسمه وأرادوا افتتاحه، أعلن أنَّ من سيفتتحه يجب ألَّا يكون قطع الصلاة مع سُننها في حياته، فإن وُجد لِيكن إمامًا في أوَّل صلاة جُمُعة، وعندما لم يظهر أحد، تقدَّم بايزيد بِنفسه قائلًا أنَّهُ لم يقطع صلاة الفرض ولا السُنَّة مُنذُ صِغره، فافتتح المسجد وأمَّ الصلاة بِالمُسلمين. ويُعتقد أنَّ تشجيعه على نقل مراكز الطُرُق الصوفيَّة والتكيَّات المركزيَّة إلى إسلامبول لعب دورًا بِإطلاق لقب «الصوفي» عليه. وعن تٌقى وصلاح بايزيد يقول المُؤرِّخ شمسُ الدين مُحمَّد بن أبي السُرُور البكري: «وَكَانَ  يُصْرِفُ جَمِيعَ أَوْقَاتِهِ فِي تِلَاوَةِ الْقُرْآنِ، وَالْعِبَادَةِ وَالدَّرْس، وَيُصَلِّي الصَّلَوَاتِ الْخَمْسِ بِالْجَمَاعَة. وَكَان كَرِيمَ النَّفْسِ، طَيَّبَ الْأَخْلَاق، مُخْتَشِعًا مُتَوَاضِعًا، يُبَجِّلُ الصَّغِيرَ كَمَا يُوَقِّرَ الْكَبِيرَ. وَكَان لِسَانُه طَاهِرًا لَا يُذْكَرُ أَحَدًا بِسُوء. وَكَانَت أَنْوَارُ الْعِبَادَةِ تَتَلأْلأُ فِي صَفَحَاتِ وَجْهَهِ الْمُبَارَك». وكان بايزيد كثير التصدُّق والإحسان على أهل الحرمين الشريفين، فكان يُرتِّبُ لهم الصَّر في كُلِّ سنةٍ على ما جرت به العادة مُنذُ عهد السُلطان مُحمَّد الأوَّل، وكان يُجهِّز إلى فُقراء الحرمين في كُلِّ سنةٍ أربعة عشر ألف دينار ذهبًا يُصرف نصفها على فُقراء مكَّة ونصفها الآخر على فُقراء المدينة المُنوَّرة، فكانوا يتَّسعون بها ويُنفقونها ويدعون له، وورد عليه شُعراء الديار الحجازيَّة يمتدحونه ويشكرونه، ومن أبرز هؤلاء شهاب الدين أحمد بن الحُسين المكِّي، الشهير بِـ«ابن العُلَيْفِ»، الذي صنَّف باسم بايزيد كتابًا سمَّاه «الدُّر المنظوم في مناقب السُلطان بايزيد ملك الروم»، ونظم فيه قصيدةً رائقةً، من بعض ما ورد فيها:

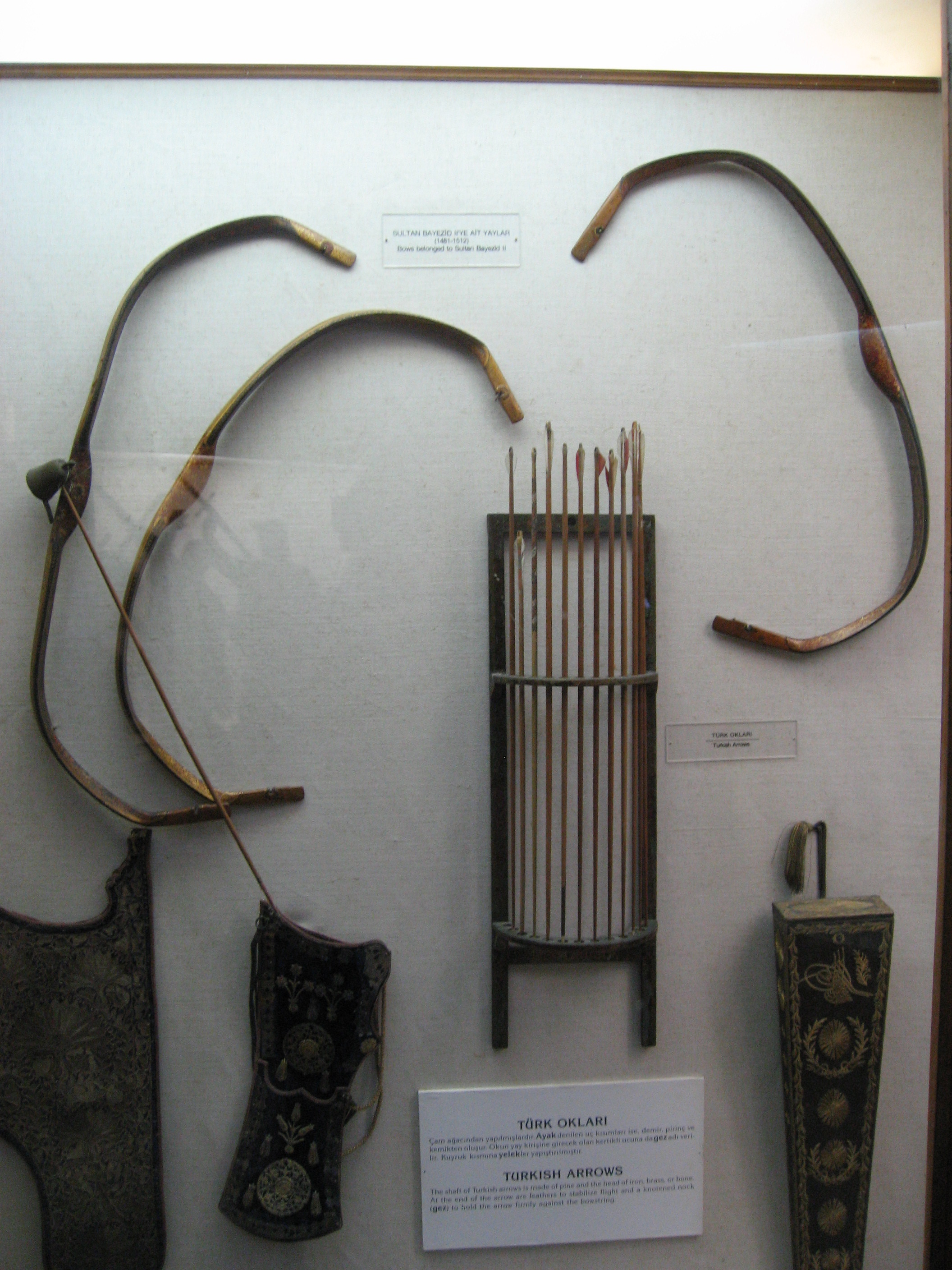
أقواس ونبال السُلطان بايزيد.

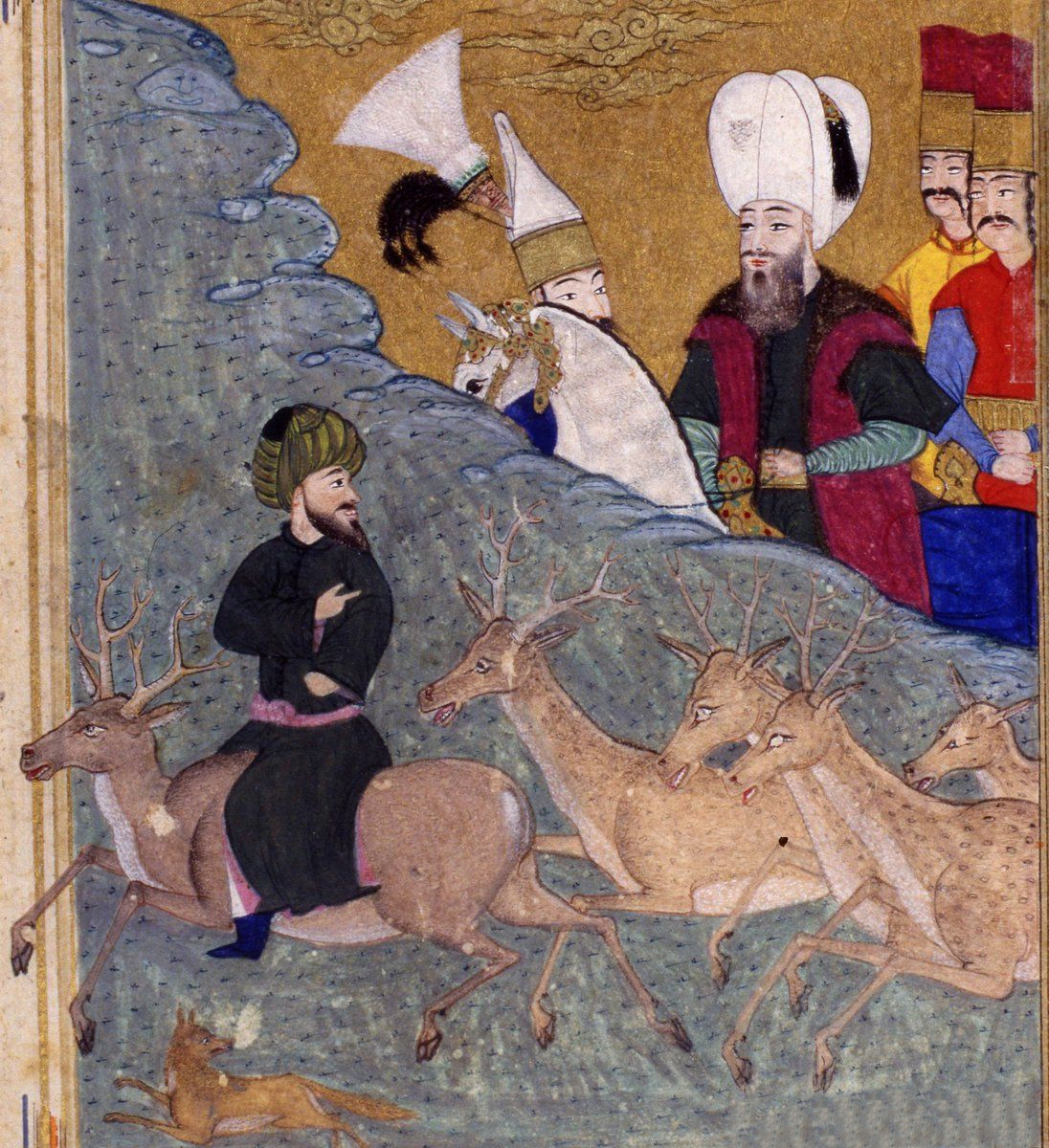
مُنمنمة تُصوِّرُ حُلم بايزيد الذي دفعهُ لِلتخلِّي عن مُمارسة الصيد وفق الرواية العُثمانيَّة، ويظهر السُلطان مُحمَّد الفاتح وهو يمتطي الأيل مُخاطبًا ابنه بايزيد ناهيًا إيَّاه عن الصيد.

يُضاف إلى ما سلف ما ذكره المُؤرِّخ أحمد بن يُوسُف القرماني من أنَّ بايزيد كان يجمع في كُلِّ مكانٍ حلَّ به من غزواته ما على ثيابه من الغُبار والتُراب ويحفظه، فلمَّا دنا أجله أمر بأن يُصنع من ذلك الغُبار والتُراب لبنة صغيرة وأن توضع معهُ في القبر تحت خدِّه الأيمن، ويُعتقد أنَّهُ أراد بِذلك فحوى الحديث النبوي: «مَنِ اغْبَرَّتْ قَدَمَاهُ في سَبيلِ اللَّهِ حَرَّمَهُ اللَّهُ علَى النَّارِ». من المعروف أيضًا أنَّ بايزيد الثاني اهتمَّ بِالرياضة، ويُنقل عن الشيخ حمد الله قوله بأنَّ بايزيد كان راميًا ماهرًا، وصانع نِبال، وصل شغفه بِالرماية إلى حدِّ اعتُبر نقطة ضعفه، وقد جمع مُعلِّمي صناعة الأقواس والنِبال في إسلامبول، وأقام لهم سوقًا خاصَّةً. وقد وصل شغفه بِالرماية إلى درجة أنَّهُ رجا الشيخ حمد الله أن ينصب حجرًا حيثُ سقط سهم «إسكندر طوزقوبران الرامي» صاحب الرقم القياسي في عصره، وهو ما يُقابل تكريم رئيس إحدى الدُول المُعاصرة رياضيًّا موهوبًا. واللافت أيضًا أنَّ بايزيد أمر بِكتابة العبارة التالية على شاهدة قبر الشيخ حمد الله: «رئيس الخطَّاطين وشيخ الرُماة». وكان بايزيد يستمعُ أيضًا بِامتطاء الخيل، كما ذكر أندراوس گريتي أعلاه، ويُقال أنَّهُ لولا أن أُصيب بِمرض النقرس الذي كان يُسبِّبُ له آلامًا مُبرحةً في قدميه، لاستمرَّ في حفلات الصيد وترويض الخُيُول طيلة حياته. على أنَّ الرواية العُثمانيَّة، نقلًا عن بايزيد نفسه، تنص على أنَّهُ رأى في منامه أنَّهُ خرج لِلصيد كالعادة، فظهر والده السُلطان مُحمَّد الفاتح يمتطي أيلًا ويُحذِّره من الاستمرار بِهذه الهواية، فاستفاق بايزيد واعتبر أنَّ هذه رسالة تنُمُّ عن عدم رضى والده، فتوقَّف عن مُمارسة الصيد ولم يخرج إليه مُنذُ ذلك الحين. أخيرًا، يُعرف أنَّ بايزيد كان شغوفًا بِالأعمال الحرفيَّة، ويُحبُّ العقيق الأحمر جيِّد التشكيل والفضَّة المُصاغة بِمهارة وأشغال الخراطة، وكانت ألبسته شبيهة بِألبسة والده الفاتح، ولكنَّهُ كان يميلُ إلى لبس ثياب الصوفيَّة البسيطة حينما يكون بِمُفرده محبَّةً بِالأولياء والمُتصوفين والفُقراء، وقد انتقلت هذه الخاصيَّة إلى ابنه سليم فيما بعد.

### تلقبه بِلقب «خليفة»
يقول المُستشرق البريطاني طوماس آرنولد أنَّ السلاطين العُثمانيين تسمُّوا بِلقب «خليفة» قبل فتح الشَّام ومصر بِزمنٍ طويل، وسبب تلقبهم بِهذا يرجع إلى أنَّ الكثير من الأُمراء المُسلمين قليلي الأهميَّة في العالم الإسلامي كانوا ينتحلون هذا اللقب الفخم مُنذُ أن سقطت بغداد بِيد المغول وقُتل آخر خُلفاء بني العبَّاس أبو عبد المجيد عبدُ الله المُستعصم بِالله سنة 656هـ المُوافقة لِسنة 1258م، فلا يُستغرب عندها - برأيه - ألَّا يرفض سلاطين آل عُثمان الأقوياء هذا المديح. ويُقال أنَّ أوَّل سُلطانٍ عُثمانيٍّ لقَّب نفسه بِخليفة المُسلمين كان مُراد الأوَّل، وأنَّ ابنه بايزيد استعمل هذا اللقب أيضًا، ثُمَّ انتحله ابنه مُحمَّد، ثُمَّ مُراد الثاني، ثُمَّ مُحمَّد الفاتح، واستمرَّ بعده ابنه بايزيد على سياسة أسلافه في ادعاء الخِلافة، فقد كتب إليه يعقوب بن أوزون حسن فسمَّاه: «صاحب الجلالة الذي بلغ منزلة الخِلافة الرفيع الشأن وفخر سلاطين العالم الجالس بِحقٍ على عرش الخلافة».

## زوجاته وأولاده
تزوَّج بايزيد الثاني عدَّة نساء خِلال حياته وأنجب منهُنَّ جميع أبنائه وبناته، وكانت بعض زيجاته لِأغراضٍ محض سياسيَّةٍ، بينما كان بعضها الآخر تقليديًّا. أمَّا زوجاته وأولاده فهم:
زوجاته

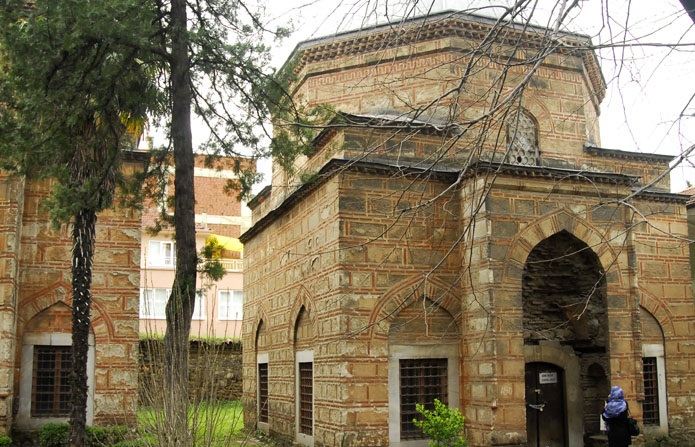
تُربة شيرين خاتون، أولى زوجات بايزيد الثاني، الكائنة ضمن الكُليَّة المُراديَّة في مدينة بورصة.

- شيرين خاتون: تزوَّجها بايزيد حينما كان ما يزال وليًّا لِلعهد وواليًا على سنجق أماسية حوالي سنة 1462م، أنجب منها إبنًا وإبنه.[la 66]
- حُسنشاه خاتون: ابنة نصوح بك، حفيد الأمير إبراهيم بن مُحمَّد القرماني. تزوَّجها بايزيد حينما كان ما يزال وليًّا لِلعهد وواليًا على سنجق أماسية، وأنجب منها إبنًا وابنة.[la 66]
- بُلبُل خاتون: تزوَّجها بايزيد حينما كان ما يزال وليًّا لِلعهد وواليًا على سنجق أماسية، أنجبا إبنان وبنت.[la 66]
- نگار خاتون: تزوَّجها بايزيد حينما كان ما يزال وليًّا لِلعهد وواليًا على سنجق أماسية، أنجبا إبنًا وبنت. تُوفيت في حياة زوجها سنة 1503م.[la 66]
- گُلرُخ خاتون: تزوَّجها بايزيد خِلال ولاية عهده وأنجبا إبنًا وبنت. عمَّرت طويلًا حتَّى تُوفيت في أوائل سلطنة سُليمان القانوني.[la 66]
- عائشة گُلبهار خاتون: تذكر إحدى الوقفيَّات أنها ابنة رجُلٍ يُدعى «عبد الصمد»،[la 67] ممَّا يعني أنَّها قد تكون مجهولة النسب وأُصُولها مسيحيَّة بلقانيَّة، وأُطلق عليها «بنت عبد الصمد» تماشيًا مع العادة الإسلاميَّة بتسمية فُلان مجهول النسب بِـ«ابن عبد الله» أو «عبد الصمد» وغيره من الأسماء المُعبَّدة، على اعتبار أنَّ كائنًا من كان والد الشخص فهو عبدٌ من عباد الله. تنصُّ مصادر أُخرى أنَّها ابنة الأمير الذيقدري علاء الدولة بوزقورد بك.[la 67] تزوَّجها بايزيد سنة 1469م وأنجبا إبنًا واحدًا. تُوفيت في حياة زوجها حوالي سنة 1505م.[la 66]
- فَرَخشاد مُحترمة خاتون: تزوَّجها بايزيد حوالي سنة 1486م وأنجبا إبنًا وحيدًا.[la 66]

أبناؤه

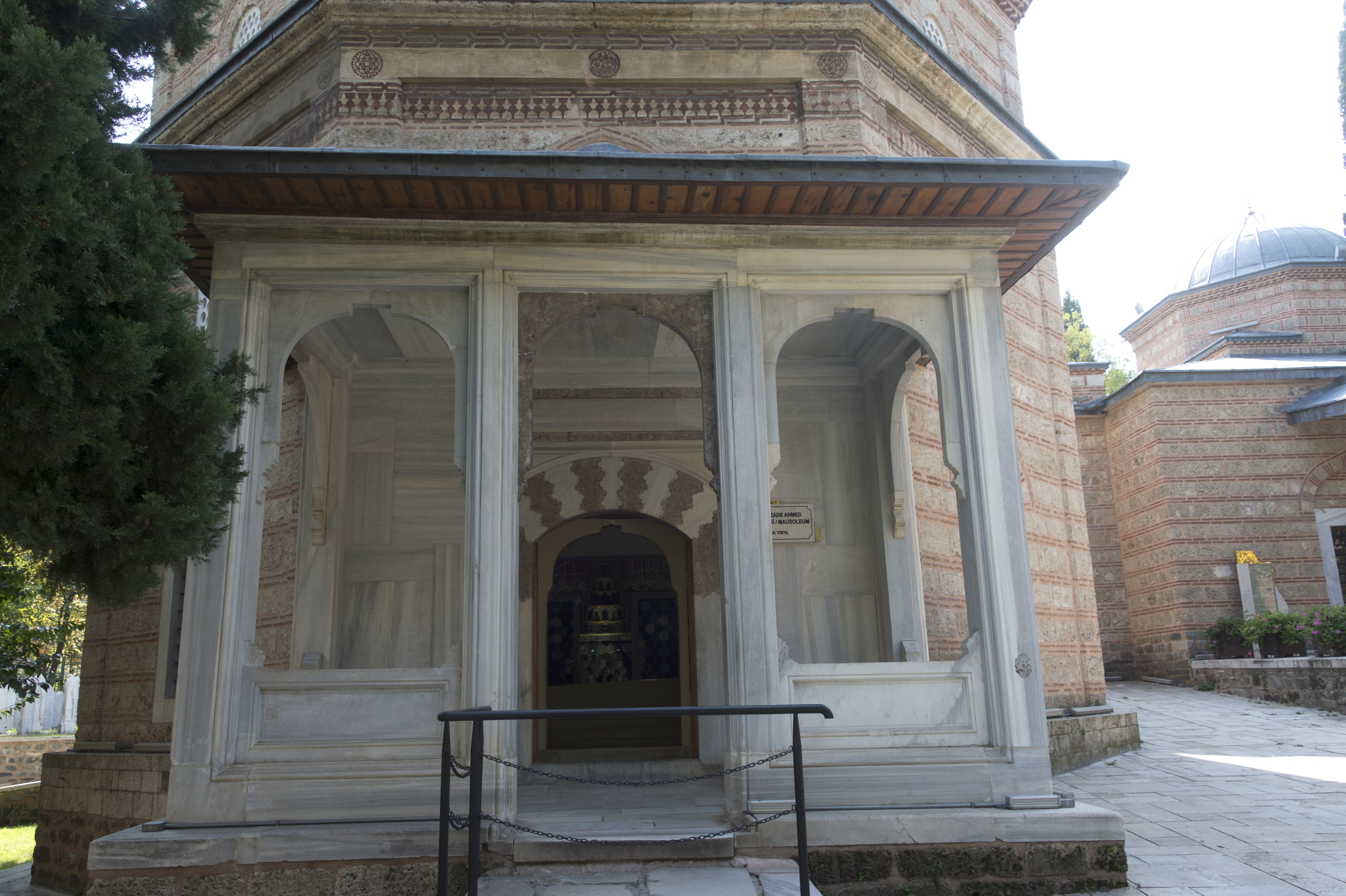
تُربة الشاهزاده أحمد بن بايزيد الكائنة ضمن الكُليَّة المُراديَّة.

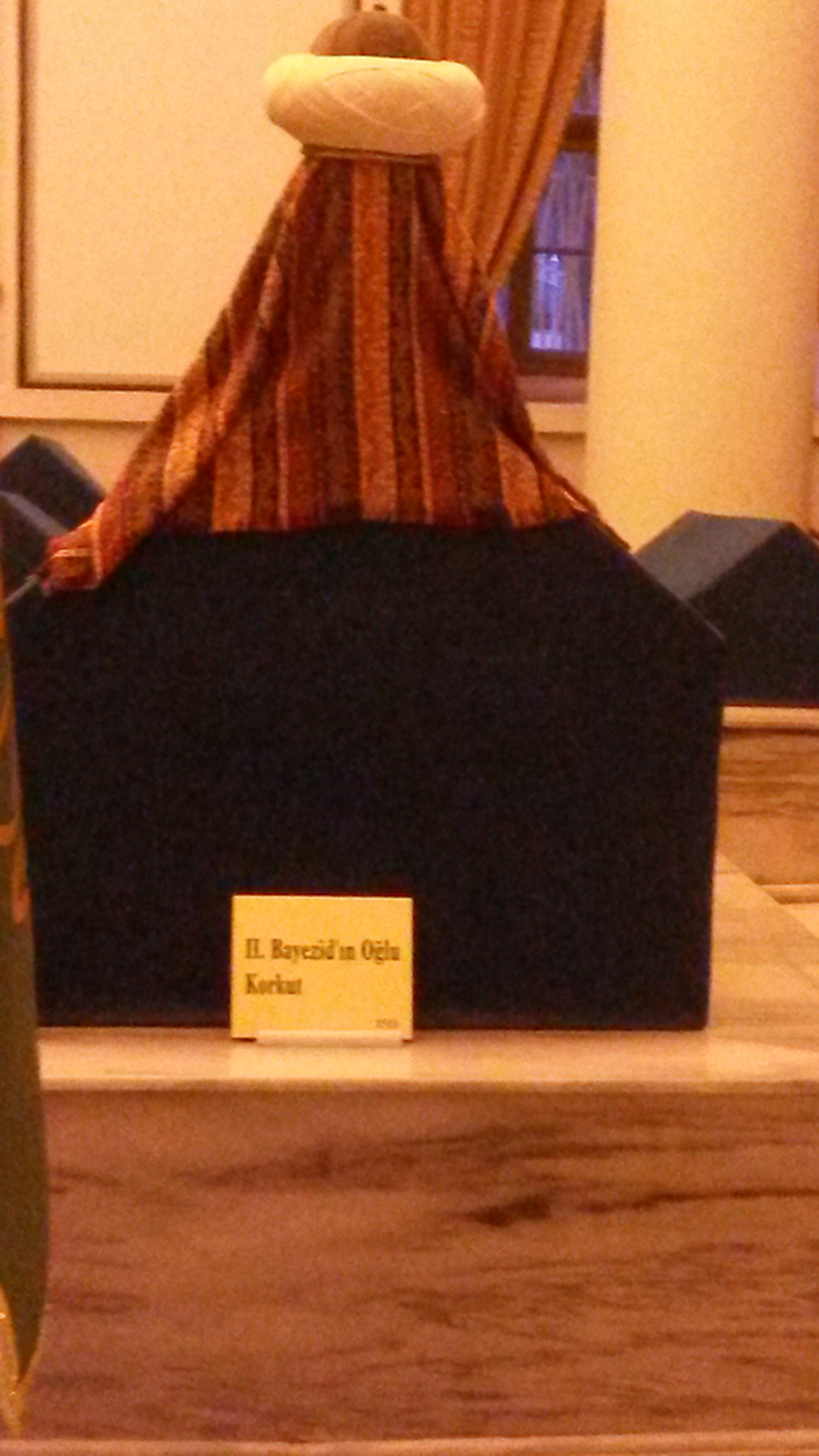
قبر الشاهزاده قورقود بن بايزيد الكائن بِجوار قبر السُلطان أورخان غازي.

- عبد الله: ابن شيرين خاتون، وهو أسنُّ أولاد السُلطان بايزيد. تولَّى مغنيسية والقرمان وتُوفي لِأسبابٍ طبيعيَّةٍ في شهر رمضان سنة 888هـ المُوافقة لِسنة 1483م، ولم يعقب ولدًا.[108]
- شاهنشاه: ابن حُسنيشاه خاتون، وُلد سنة 865هـ المُوافقة لِسنة 1461م، وتولَّى بلاد القرمان مُدَّة حتَّى تُوفي بِقونية سنة 917هـ المُوافقة لِسنة 1511م، ونُقل نعشه إلى بورصة ودُفن في جوار مرقد جدُّ أبيه السُلطان مُراد الثاني. خلف والدًا اسمه «مُحمَّدشاه»، قتله عمُّه السُلطان سليم خلال أوائل سلطنته ضمن حملته لِتطهير البلاد من المُنافسة والمخاطر المُحتملة.[108]
- أحمد: ابن بُلبُل خاتون. وُلد سنة 870هـ المُوافقة لِسنة 1465م، ولَّاه والده أماسية، وكان المُرشَّح لِخلافته قبل بُرُوز اسم أخيه الأصغر سليم. قُتل سنة 918هـ المُوافقة لِسنة 1513م على يد أخيه السُلطان سالف الذِكر بِسبب سعيه لِلسُلطة وميله لِلاستعانة بِالصفويين، ودُفن في بورصة بِجوار جدِّ أبيه مُراد الثاني، وكان لهُ من الأولاد الذُكُور: مُراد وعلاء الدين وسُليمان وعُثمان وقاسم، فقتل عمُّهم سليم من وجد منهم على قيد الحياة.[108]
- علمشاه: ابن گُلرُخ خاتون، وُلد سنة 1466م، وتولَّى مغنيسية فترةً من الزمن. تُوفي سنة 908هـ المُوافقة لِسنة 1503م، ودُفن في جوار السُلطان مُراد الثاني بِبورصة، وخلَّف ولدًا اسمه عُثمان، قُتل على يد عمِّه سليم.[108]
- قورقود: ابن نگار خاتون، وُلد حوالي سنة 1467م أو 1469م، وتولَّة مغنيسية ثُمَّ تكَّة كما أُسلف. قُتل على يد أخيه سليم بعدما أظهر نيَّتةً مُبطَّنةً بِالسعي إلى السُلطة والميل إلى المماليك، فدُفن في جوار السُلطان أورخان في بورصة.[108]
- سليم: ابن عائشة گُلبهار خاتون، وُلد سنة 875هـ المُوافقة لِسنة 1470م، تولَّى المُلك بعدما تنازل له أبيه عن العرش حينما ثبُت أنَّه الوحيد القادر على الإمساك بِدفَّة الأُمُور وتقويمها. قُدَّر لهُ أن يُعيد توحيد مُعظم ديار الإسلام في دولةٍ واحدةٍ بعد قُرُونٍ من التشتُّت، وأن يُصبح أوَّل الخُلفاء المُسلمين من بني عُثمان بِحُكم الأمر الواقع.
- محمود: ابن بُلبُل خاتون، وُلد سنة 880هـ المُوفقة لِسنة 1475م، تولَّى قسطموني ثُمَّ مغنيسية وتُوفي فيها سنة 913هـ، وكان ماهرًا بِنظم الشعر والنثر ومجلسهُ دومًا مشحون بِأصحاب المعارف والشُعراء والعُلماء، وخلف ثلاثة أولاد: أورخان وموسى وأميرخان، قُتلوا جميعًا على يد عمِّهم سليم.[108]
- مُحمَّد: ابن فَرَخشاد مُحترمة خاتون، وُلد سنة 892هـ المُوافقة لِسنة 1487م. تولَّى كفَّة حتَّى تُوفي بها سنة 910هـ المُوافقة لِسنة 1504م، ونُقل نعشه إلى بورصة فدُفن في جوار السُلطان مُراد الأوَّل.[108]

بناته
- خديجة عينشاه خاتون: ابنة شيرين خاتون، تزوَّجت الأمير أحمد كوده بن مُحمَّد البايندري، من الأُمراء الآق قويونلويين، وأنجبت منه ابنتان وابنٌ وحيد. دُفنت في المدرسة التي أقامتها في إسلامبول.[la 68]
- عائشة خاتون: لا تذكر المصادر هويَّة والدتها، تزوَّجت من بكلربك الأناضول سنان باشا، وأنجبت منه إبنًا وحيدًا وثلاث بنات. أنشأت مسجدًا وأوقفت عدَّة أراضي لِصالح المُسلمين. حظيت بِرعاية والدها بعد أن تُوفي زوجها سنة 1504م، ثُمَّ أخوها السُلطان سليم. دُفنت في ناحية وفاء بإسلامبول.[la 68]
- خوندي خاتون: ابنة بُلبُل خاتون، تزوَّجت الوزير (ثُمَّ الصدر الأعظم) أحمد باشا بن هرسك سنة 1484م.[la 68]

أمَّا بنات بايزيد الأُخريات فهُنَّ: فاطمة خاتون، وخديجة خاتون، وإلعالدة خاتون، وقمرشاه خاتون، وسُلجُوق خاتون، وشاه خاتون، وسُلطانزاده خاتون، وهُماشاه خاتون.

## في الثقافة الشعبيَّة
ظهرت شخصيَّة بايزيد في بضعة أعمالٍ مرئيَّة ومكتوبة، منها على سبيل المِثال كتاب «قائد دفَّة السُلطان» (بِالإنگليزيَّة: The Sultan's Helmsman)، وهي تتناول الفترة الوُسطى من عهد بايزيد، وتُصوِّرهُ على أنَّهُ حاكمٌ مُتنوِّرٌ عادل يُديرُ دفَّة الأُمُور في دولته بِحزمٍ ودراية. وفي لُعبة الڤيديو المُسمَّاة «عقيدة الحشَّاشين: الوحي» (بِالإنگليزيَّة: Assassin's Creed: Revelations) يُذكر اسم بايزيد دون أن يظهر، وفي أحداث قصَّة اللُعبة أنَّ السُلطان غادر إسلامبول، فاستغلَّ الروم غيابه وحاولوا بعث إمبراطوريَّتهم بِالتعاون مع بعض فُرسان الهيكل. وفي آخر فصلٍ من اللُعبة يُذكر أنَّ بايزيد تنازل عن العرش لِابنه سليم. ظهرت شخصيَّة بايزيد أيضًا في المُسلسل البريطاني الأمريكي حامل عنوان «شياطين داڤينشي» (بِالإنگليزيَّة: Da Vinci's Demons)، وأدَّى المُمثل «آكين غازي» (بالتركية: Akın Gazi) دور بايزيد، الذي صُوِّر بِأنه يسعى إلى مُفاوضة البابا سكتُس الرابع على أمل إحلال السلام بين رومة والقُسطنطينيَّة، فأذلَّهُ البابا وسخر منه، فما كان منه إلَّا أن أمر بِمُهاجمة أطرانط.

## هوامش
- ^ أ: «الجَاوُوْشِيَّة» مُفردُها «جَاوُوشٌ» أو «جَاوِيشٌ» وحُرِّف لفظُه بِالعربيَّة فصار «شَاوِيشٌ»، والرَّسمُ العُثماني الأصلي هو «چَاوُش» (بالتركية: Çavuş). هو نوعٌ من المُوظفين في الدولة العُثمانيَّة كانوا يُستخدمون في مجموعةٍ من الوظائف، أهمها: خدمة الديوان الهُمايُوني أثناء انعقاده، ونقل الأخبار بين القادة والعساكر في ساحات القتال على وجه الخُصُوص، وخدمة السُفُن وأُمراء البحريَّة. والجاووش في الأصل يعني الحاجب، وهو صاحب البريد والدليل في الحُرُوب وجامع الأخبار وقائد الفرقة المُكوَّنة من عشرة جُنُود.[109]

- ^ ب: الغلمان الأعجميُّون أو الغلمان العجميَّة هو الاسم الذي كان يُطلق على الفتيان النصارى البلقانيين الذين كانوا يُجلبون إلى الأراضي العُثمانيَّة، سواء من المُشرِّدين أو من أسرى الحُرُوب أو عبر القُرعة فيما بعد، بِغية تدريبهم وتعليمهم وتربيتهم على الإسلام ثُمَّ استخدامهم كعساكر في طائفة الإنكشاريَّة. وكان الاسم يُرسم بِالعُثمانيَّة على شكل «عَجَمِى اُوغَلَان» بِصيغة المُفرد و«عَجَمِى اُوغَلَانلَر» بِصيغة الجمع (بالتركية: Acemi Oğlanlar). وكلمة «عجمي» كان يُقصد بها غير المُسلم وعديم الخبرة، و«أوغلان» تعني الولد أو الشاب أو الفتى. وكان عُمر الغُلام الأعجمي عند إلحاقه بِطائفة الإنكشاريَّة يتراوح بين 14 و18 سنة، وقيل ما بين 15 و20 سنة. وحينما كان الفتى يُدخل إلى الإنكشاريَّة يُعرف باسم «يَڭيچرى عَجَمِى اُوغَلَان»، أي شابًا إنكشاريًّا مُستجدًّا.[110][111]

- ^ ت: التُركمان الورساقيُّون أو «الوارساق» أو «الورسق» هم قبيلة تُركمانيَّة ذكرها المُؤرِّخُون الروم إلى جانب قبيلة أُخرى تُسمَّى «الطُرغُديين» أو «طُرغُد»، وقد ورد اسمها عندما جمعها الأمير القرماني علاء الدين تحت لوائه. وبعد قرنٍ ظهر اسمها مُجددًا عندما قام جَمّ سُلطان بِحركته ضدَّ أخيه بايزيد. وكانت القبيلتان تسكُنان جبال طوروس القيليقيَّة من الطرف الآخر لِجبل بلغار.[112]

- ^ ث: خليج فم الخور هو إحدى الخلجان المُندثرة التي كانت تُستعمل لِتخزين مياه النيل. أمر بِحفره السُلطان الناصر مُحمَّد بن قلاوون سنة 724هـ لِيمُدَّ خليجًا آخر، هو «خليج الذكر»، بِالماء كون النيل كان قد انحسر عن الأخير. وكان فم هذا الخليج في المكان الذي يُمثِّله اليوم ميدان عبد المنعم رياض، أمَّا مجراه فيُمثِّله الآن شارع رمسيس حتَّى يتقابل مع شارع قنطرة الدكَّة الذي كان مسار خليج الذكر.[113]

- ^ ج: «الأَسْكُوفةُ» أو «القَاوُوقُ» هي نوعٌ من القلانس الطويلة، كان يُلفُّ حولها الشَّاش، وكان يعتمرُها الصدر الأعظم والوُزراء والباشوات والكُتَّاب. واسمُها مُشتقٌّ من «قوف» أو «قاو» بِمعنى الأجوف.[114]

- ^ ح: المماليك الجُلبان هُم المماليك الذين جُلبوا حديثًا إلى ديار الإسلام. حيثُ كان كُل سُلطانٍ من سلاطين المماليك في مصر والشَّام يعمل على جلب مجموعة من المماليك إبَّان حُكمه، لِدعم مركزه بين المماليك، ولِيكونوا مُقابل المماليك القُدماء. و«الجُلبان» كلمةٌ منحوتةٌ من «جلب» العربيَّة و«ان» علامة الجمع في اللُغة الفارسيَّة.[115] وترجع بدايات وُجُود المماليك الجلبان في مصر إلى عصر المماليك البحريَّة، وعهد السُلطان العادل زين الدين كتبغا، الذي استقبل جماعةً من المغول النازحين عُرفوا بِالـ«أويراتيَّة»، فقرَّبهم وأقطعهم الإقطاعات وخصَّص لهم الرواتب.[116]

- ^ خ: «الدُزْدَارُ» هو لقبٌ فارسيٌّ يعني الحافظ، ويُقصدُ به «حارس القلعة».[117]

- ^ د: الخركاهات مُفردُها «خركاه» أو «خرگاه» أو «خرگه» (گ)، وهي الخيمة العظيمة التي كان الأكراد والتُركمان والمغول يتخذونها، وتُصنَّع من اللَّبد، وسمَّاها التُرك «قره‌صو» بِمعنى «البيت الأسود»، ثُمَّ أُطلقت على سرادق المُلُوك.[75][118] وصفها القلقشندي بِقوله: «وَهِيَ بَيْتٌ مِنْ خَشَبٍ مَصْنُوعٌ عَلَى هَيْئَةٍ مَخْصُوصَةٍ وَيُغَشَّى بِالجُوخِ وَنَحْوِه، تُحْمَلُ فِي السَّفَرِ لِتَكُونَ فِي الْخَيْمَةِ لِلْمَبِيت فِي الشِّتَاءِ لِوِقَايَةِ الْبَرْد».[119]

### فهرست المراجع
بِاللُغتين العربيَّة والعُثمانيَّة
1. 1 2 3 4 5 6 7 8 9 10 11 12 13 14  فريد بك (1981)، ص. 179 - 181.
2. ↑  لطفي باشا (2018)، ص. 228 - 229.
3. 1 2  طقوش (2013)، ص. 137 - 138.
4. 1 2 3  محمود (2019)، ص. 35.
5. ↑  بيات (2010)، ص. 22.
6. ↑  أوزتونا (2010)، ص. 195 - 196.
7. ↑  أوزتونا (2010)، ص. 207.
8. 1 2  أرمغان (2014)، ص. 48.
9. ↑  القرماني (1865)، ص. 37-42.
10. 1 2 3 4  أوزتونا (2010)، ص. 211.
11. ↑  طاشكبري زاده (1975)، ص. 289.
12. ↑  أرمغان (2014)، ص. 161.
13. ↑  أرسلان (2011)، ص. 161.
14. ↑  صالح (2017)، ص. 240.
15. ↑  حاجي خليفة (2009)، ص. 200.
16. ↑  منجم باشي (2009)، ص. 495 - 505.
17. 1 2 3 4  آق كوندوز وأوزتورك (2008)، ص. 198 - 199.
18. ↑  فهمي (1993)، ص. 171 - 172.
19. 1 2 3 4 5 6  طقوش (2013)، ص. 135 - 136.
20. 1 2 3 4 5 6 7 8 9  منجم باشي (2009)، ص. 531 - 534.
21. ↑  آق كوندوز وأوزتورك (2008)، ص. 186.
22. 1 2  أوزتونا (2010)، ص. 183 - 184.
23. 1 2 3 4 5 6 7 8 9 10 11 12 13 14 15 16 17 18 19 20 21  منجم باشي (2009)، ص. 535 - 542.
24. 1 2 3 4 5 6 7  حليم (1905)، ص. 69 - 70.
25. 1 2 3 4 5 6 7 8 9 10 11 12  أوزتونا (2010)، ص. 185 - 187.
26. 1 2 3  ابن إياس (1984)، ص. 183 - 185.
27. 1 2  ابن إياس (1984)، ص. 190 - 192.
28. ↑  ابن إياس (1984)، ص. 195 - 196.
29. ↑  أرمغان (2014)، ص. 55.
30. ↑  مانتران (1993)، ص. 153 - 154.
31. 1 2 3  إينالجك (2002)، ص. 48 - 50.
32. 1 2 3  يوسف (2017)، ص. 81 - 82.
33. 1 2 3 4 5 6 7  مانتران (1993)، ص. 155 - 156.
34. 1 2 3 4 5 6 7 8  منجم باشي (2009)، ص. 543 - 548.
35. ↑  مانتران (1993)، ص. 157 - 159.
36. 1 2 3 4 5 6 7 8 9 10  أوزتونا (2010)، ص. 189 - 191.
37. ↑  ابن إياس (1984)، ص. 218 - 219.
38. 1 2  طقوش (1997)، ص. 488.
39. 1 2 3  ابن إياس (1984)، ص. 215 - 216.
40. 1 2 3 4 5 6 7 8 9 10 11 12 13 14 15 16  منجم باشي (2009)، ص. 549 - 562.
41. ↑  إيفانوف (1988)، ص. 55 - 56.
42. 1 2  ابن إياس (1984)، ص. 210.
43. ↑  ابن إياس (1984)، ص. 213.
44. 1 2  الطباخ (1988)، ص. 76 - 78.
45. ↑  الزيدي (2003)، ص. 143.
46. ↑  ابن إياس (1984)، ص. 219.
47. ↑  ابن إياس (1984)، ص. 229 - 230.
48. 1 2  طقوش (1997)، ص. 490 - 491.
49. ↑  ابن إياس (1984)، ص. 256.
50. ↑  ابن طولون (1998)، ص. 83.
51. 1 2 3 4  أوزتونا (2010)، ص. 188.
52. ↑  ابن إياس (1984)، ص. 266.
53. ↑  ابن إياس (1984)، ص. 275 - 276.
54. ↑  السخاوي (1992)، ص. 153.
55. ↑  البصروي (1988)، ص. 140.
56. 1 2  الحجي (1981)، ص. 550 - 551.
57. 1 2 3 4 5 6 7 8 9 10  أوزتونا (2010)، ص. 193 - 197.
58. 1 2 3  عنان (1997)، ص. 216 - 219.
59. 1 2 3  عنان (1997)، ص. 220 - 222.
60. ↑  أرسلان (1983)، ص. 213.
61. ↑  زغروت (2011)، ص. 42 - 43.
62. ↑  وجدي (1971)، ص. 570 - 571.
63. 1 2  آق كوندوز وأوزتورك (2008)، ص. 202.
64. 1 2  طقوش (1997)، ص. 138 - 139.
65. 1 2 3  فريد بك (1981)، ص. 182 - 184.
66. 1 2 3 4 5 6  منجم باشي (2009)، ص. 563، 564 - 567.
67. 1 2 3  منجم باشي (2009)، ص. 570 - 574.
68. 1 2 3 4 5 6 7 8 9 10 11 12 13 14 15  أوزتونا (2010)، ص. 198 - 201.
69. 1 2  سرهنك (1895)، ص. 521.
70. 1 2 3 4 5 6 7 8 9 10 11 12 13 14 15 16 17 18  منجم باشي (2009)، ص. 575 - 589.
71. 1 2  فريد بك (1981)، ص. 185 - 187.
72. ↑  سرهنك (1895)، ص. 522.
73. 1 2  حليم (1905)، ص. 74.
74. 1 2 3  طقوش (2013)، ص. 139.
75. 1 2 3 4 5 6 7 8 9 10 11 12  منجم باشي (2009)، ص. 589 - 599.
76. ↑  الصباغ (1989)، ص. 90.
77. 1 2 3  طقوش (2010)، ص. 615 - 619.
78. ↑  حتاملة (1980)، ص. 93.
79. ↑  الكتاني (2005)، ص. 64 - 65.
80. ↑  حتاملة (1980)، ص. 99.
81. ↑  أوزتونا (2010)، ص. 242 - 243.
82. ↑  العرضي (1987)، ص. 364.
83. ↑  جمعة والخولي (1976)، ص. 29 (الهامش).
84. 1 2 3  طقوش (2007)، ص. 44 - 45.
85. ↑  مجموعة مُؤلفين (1998)، ص. 6533 - 6534.
86. 1 2 3 4 5 6 7 8 9 10 11  أوزتونا (2010)، ص. 202 - 206.
87. 1 2 3  عباس (2009)، ص. 68 - 71.
88. ↑  فريدون بك (1275هـ)، ص. 353 - 354.
89. 1 2  طقوش (2007)، ص. 70 - 72.
90. ↑  فريدون بك (1275هـ)، ص. 356.
91. ↑  طقوش (2007)، ص. 58.
92. ↑  مانتران (1993)، ص. 164.
93. 1 2 3  فريدون بك (1275هـ)، ص. 345 - 347.
94. ↑  صولاق زاده (1297هـ)، ص. 321.
95. 1 2 3 4 5 6 7 8 9 10 11 12 13  أوزتونا (2010)، ص. 207 - 211.
96. ↑  ابن إياس (1984أ)، ص. 152 - 155.
97. ↑  متولي (1995)، ص. 65 - 66.
98. ↑  ابن إياس (1984أ)، ص. 186.
99. 1 2 3  الطيبي (1999)، ص. 163 - 165.
100. 1 2 3 4 5 6 7 8 9 10  منجم باشي (2009)، ص. 599 - 610.
101. 1 2 3 4 5 6 7 8 9 10 11 12  منجم باشي (2009)، ص. 611 - 620.
102. 1 2  القرماني (1865)، ص. 313 - 314.
103. ↑  ابن إياس (1984أ)، ص. 270.
104. 1 2 3 4 5 6 7 8 9 10  أرمغان (2014)، ص. 49 - 54.
105. 1 2 3 4 5  أوزتونا (2010)، ص. 211 - 213.
106. ↑  البكري (1995)، ص. 62، 65 - 67.
107. ↑  الخربوطلي (1969)، ص. 255.
108. 1 2 3 4 5 6 7  منجم باشي (2009)، ص. 621 - 624.
109. ↑  صابان (2000)، ص. 80 - 81.
110. ↑  القزويني (2002)، ص. 388.
111. ↑  صابان (2000)، ص. 151.
112. ↑  البكري (1995)، ص. 56 (الهامش).
113. ↑  الششتاوي (1999)، ص. 222.
114. ↑  حلاق وصباغ (1999)، ص. 170.
115. ↑  حلاق وصباغ (1999)، ص. 66.
116. ↑  حميدي وبخيت (2009)، ص. 268.
117. ↑  حسنين (1982)، ص. 247.
118. ↑  الأنسي (1902)، ص. 237.
119. ↑  القلقشندي (1987)، ص. 50.

باللُغات التُركيَّة والأوروپيَّة
1. 1 2  Sakaoğlu (1999), p. 299-302.
2. ↑  Bahadıroğlu (2009), p. 129.
3. ↑  Atsız (2011), p. 155¶.
4. ↑  Parry (2020).
5. ↑  Peirce (1993), p. 52.
6. ↑  Th Dijkema (1977), p. 32.
7. ↑  Peirce (1993), p. 365.
8. ↑  Bryer (1988), p. 82.
9. ↑  Thatcher (2011), p. 30.
10. ↑  Commire1 (1994), p. 404.
11. ↑  Sakaoğlu (2008), p. 113–117.
12. ↑  Babinger (1992), p. 57-58.
13. ↑  Turan (1992), p. 234 - 235.
14. ↑  Cox (2002), p. 29.
15. ↑  Freely (2004), p. 145.
16. ↑  Caoursin (1483), p. 156v.
17. ↑  Sevim & Yücel (1991), p. 257-259.
18. ↑  Sümer (2001), p. 454-460.
19. ↑  Uzunçarşılı (1969), p. 34-35.
20. ↑  Pilat (2010), p. 125.
21. ↑  Engel (2001), p. 308.
22. ↑  Eagles (2014), p. 216.
23. ↑  Demciuc (2004), p. 8.
24. 1 2  Shaw (1976), p. 73.
25. ↑  Pop & Bolovan (2005), p. 268.
26. ↑  Kohn (2007), p. 419.
27. ↑  Bain (1908), p. 29.
28. ↑  Maasing (2015), p. 362.
29. ↑  Papacostea (1996), p. 59.
30. ↑  Gorovei (1973), p. 64-65.
31. ↑  Pilat (2010), p. 132, 135.
32. ↑  Brummett (1993), p. 52ff.
33. ↑  Finkel (2006), p. 65, 83, 90.
34. ↑  Chase (2003)، ص. 102.
35. ↑  Uluçay (2011), p. 50 n. 18, 48 n. 14.
36. ↑  Thuasne (1892), p. 388–389.
37. ↑  Pitcher (1973), p. 99.
38. ↑  Chabad.
39. ↑  Egger (2008), p. 82.
40. ↑  Singer (1912), p. 460.
41. ↑  Hoyt & Chodorow (1976), p. 618–619.
42. ↑  Mallett & Shaw (2012), p. 14.
43. ↑  Hoyt & Chodorow (1976), p. 619.
44. ↑  Klaić (1988), p. 228.
45. ↑  Klaić (1988), p. 231.
46. ↑  Mijatović (2005), p. 99.
47. ↑  Eagles (2014), p. 62.
48. 1 2  Nowakowska (2007), p. 46.
49. ↑  Frost (2015), p. 281.
50. ↑  Eagles (2014), p. 217-218.
51. ↑  Demciuc (2004), p. 11.
52. ↑  Papacostea (1996), p. 67.
53. ↑  Ciubotaru (2004), p. 69–78.
54. ↑  Gorovei (1973), p. 64–72.
55. 1 2  Savvides (1993), p. 1037–1039.
56. 1 2  Savvides (1992), p. 68–72.
57. ↑  Giakoumis (2010), p. 95–96.
58. ↑  Jackson & Lockhart (1986), p. 209.
59. ↑  Savory (1985), p. 868.
60. ↑  Shaw (1976), p. 78.
61. 1 2  Ambraseys (2001), p. 1397–1416.
62. ↑  BTİM.
63. 1 2 3 4  Afyoncu (2020).
64. ↑  Amanat (2017), p. 52.
65. ↑  Gündüz (2015), p. 104 - 105.
66. 1 2 3 4 5 6 7  Uluçay (2011), p. 43 - 52.
67. 1 2  Sakaoğlu (2008), p. 135 - 136.
68. 1 2 3 4  Uluçay (2011), p. 48 - 52.

### ثبت المراجع(مُرتَّبة حسب تاريخ النشر)
كُتُب ودوريَّات باللُّغة العربيَّة:
- أحمد بن يوسف القرماني (1865)، أخبار الدُّول وآثار الأُول في التَّاريخ (PDF)، بغداد: مطبعة الميرزا عباس التبريزي، OCLC:40611708، QID:Q119792227
- إسماعيل سرهنك (قرابة 1895)، حقائق الأخبار عن دُول البحار (ط. 1)، القاهرة: الهيئة العامة لشؤون المطابع الأميرية، ج. 1، QID:Q119269108 {{استشهاد}}: تحقق من التاريخ في: |publication-date= (مساعدة)
- محمد علي الأنسي (قرابة 1902)، قاموس اللغة العثمانية: الدراري اللامعات فى منتخبات اللغات: يحتوي على الكلمات التركية والألفاظ الفارسية والإفرنجية المتداولة في اللغة العثمانية (بالعربية والتركية العثمانية)، OCLC:671598090، QID:Q108616789 {{استشهاد}}: تحقق من التاريخ في: |publication-date= (مساعدة)
- إبراهيم بك حليم (1905)، كتاب التُحفة الحليميَّة في تاريخ الدولة العليَّة (PDF) (ط. 1)، القاهرة: مطبعة ديوان عموم الأوقاف، OCLC:4770987464، QID:Q107563203
- علي حسني الخربوطلي (1969)، الإسلام والخلافة، بيروت: دار بيروت للطباعة والنشر، OCLC:13262557، QID:Q123735153
- محمد فريد وجدي (1971)، دائرة معارف القرن العشرين (ط. 3)، بيروت: دار المعرفة للطباعة والنشر، ج. 2، OCLC:25679686، QID:Q126380772
- طاشكبري زاده (1975)، الشقائق النُعمانيَّة في عُلماء الدولة العُثمانيَّة: ويليه العقد المنظوم في ذكر أفاضل الرُّوم، بيروت: دار الكتاب العربي، OCLC:14820694، QID:Q119418883{{استشهاد}}:  صيانة الاستشهاد: ref duplicates default (link)
- بديع محمد جمعة؛ أحمد الخولي (1976)، تاريخ الصفويين وحضارتهم (ط. 1)، القاهرة: دار الرائد العربي، OCLC:15065052، QID:Q126436743
- محمد عبده حتامله (1980)، التنصير القسري لمُسلمي الأندلُس في عهد الملكين الكاثوليكيين (1474 - 1516م) (PDF) (ط. 1)، عَمَّان: الجامعة الأردنية، OCLC:1103835170، QID:Q126399920، مؤرشف من الأصل (PDF) في 2020-09-10
- عبد الرحمن علي الحجي (1981)، التاريخ الأندلُسي من الفتح الإسلامي حتى سُقُوط غرناطة (ط. 2)، دمشق: دار القلم، OCLC:1369233298، QID:Q126365042
- محمد فريد (1981)، تاريخ الدولة العليَّة العُثمانيَّة، تحقيق: إحسان حقي (ط. 1)، بيروت: دار النفائس للطباعة والنشر والتوزيع، OCLC:6150666، QID:Q113541212
- عبد النعيم محمد حسنين (1982)، قاموس الفارسية: فارسي عربي (بالفارسية والعربية) (ط. 1)، بیروت: دار الكتاب اللبناني، OCLC:4769939229، QID:Q110271961
- شكيب أرسلان (1983)، خُلاصة تاريخ الأندلُس (ط. 1)، بيروت: دار مكتبة الحياة، OCLC:10840419، QID:Q126376081
- ابن إياس (1984)، بدائع الزُهُور في وقائع الدُهُور (PDF)، القاهرة: الهيئة المصرية العامة للكتاب، ج. 3، QID:Q126281032، مؤرشف من الأصل (PDF) في 2019-11-13{{استشهاد}}:  صيانة الاستشهاد: ref duplicates default (link)
- ابن إياس (1984)، بدائع الزُهُور في وقائع الدُهُور (PDF)، القاهرة: الهيئة المصرية العامة للكتاب، ج. 4، QID:Q126454729، مؤرشف من الأصل (PDF) في 2020-09-18
- أبو العباس القلقشندي (1987)، صبح الأعشى في صناعة الإنشاء، تحقيق: محمد حسين شمس الدين (ط. 1)، بيروت: دار الكتب العلمية، ج. 4، OCLC:4771215488، QID:Q114763488
- أبو الوفاء العرضي (1987)، معادن الذهب في الأعيان المُشرَّفة بهم حلب، تحقيق: محمد ألتونجي (ط. 1)، دمشق: دار الملاح، OCLC:22586292، QID:Q126417299
- البُصرَوي (1988)، تاريخ البُصروي: صفحات مجهولة من تاريخ دمشق في عصر المماليك من سنة 871هـ لغاية 904هـ، تحقيق: أكرم العلبي (ط. 1)، دمشق: دار المأمون للتراث، OCLC:23255989، QID:Q126364934
- محمد راغب الطباخ (1988)، إعلام النُبلاء بتاريخ حلب الشهباء (ط. 2)، حلب: دار القلم العربي، ج. 3، OCLC:4770033301، QID:Q126287259
- نيقولاي إيفانوف (1988)، الفتح العُثماني للأقطار العربيَّة 1516 - 1574، ترجمة: يوسف عطا الله، مراجعة: مسعود ضاهر (ط. 1)، بيروت: دار الفارابي، OCLC:25214737، QID:Q125952959
- ليلى الصباغ (1989)، الجاليات الأوروبيَّة في بلاد الشَّام في العهد العُثماني في القرنين السادس عشر والسابع عشر (العاشر والحادي عشر الهجريين) (ط. 1)، بيروت: مؤسسة الرسالة، ج. 1، OCLC:27113273، QID:Q126382586
- شمس الدين السخاوي (1992)، الضوء اللَّامع لأهل القرن التاسع (PDF) (ط. 1)، بيروت: دار الجيل للطبع والنشر والتوزيع، ج. 3، OCLC:4770528447، QID:Q126364807، مؤرشف من الأصل (PDF) في 2021-07-29
- روبير مانتران (1993). تاريخ الدولة العُثمانيَّة. ترجمة: بشير السباعي (ط. 1). القاهرة: دار الفكر للدراسات والنشر والتوزيع. ج. 1. ISBN:977-5091-13-6. QID:Q119268097.
- عبد السلام عبد العزيز فهمي (1993)، السُلطان مُحمَّد الفاتح: فاتح القُسطنطينيَّة وقاهر الرُّوم (PDF) (ط. 5)، دمشق: دار القلم، OCLC:85854543، QID:Q125678663، مؤرشف من الأصل (PDF) في 2019-06-07
- ابن أبي السرور البكري (1995)، المنح الرحمانيَّة في الدولة العُثمانيَّة: وذيله، اللطائف الربَّانيَّة على المنح الرحمانيَّة، تحقيق: ليلى الصباغ (ط. 1)، دمشق: دار البشائر، OCLC:33598636، QID:Q125850560
- أحمد فؤاد متولي (1995). الفتح العُثماني للشَّام ومصر ومُقدِّماته من واقع الوثائق والمصادر التُركيَّة والعربيَّة المُعاصرة له (PDF) (ط. 1). مدينة نصر: الزهراء للإعلام العربي. ISBN:977-257-233-8. OCLC:32529007. OL:22227253M. QID:Q126454794. مؤرشف من الأصل في 2020-09-18.
- محمد سهيل طقوش (1997). تاريخ المماليك في مصر وبلاد الشام (ط. 1). بيروت: دار النفائس للطباعة والنشر والتوزيع. ISBN:978-9953-18-320-6. OCLC:4771288090. QID:Q107191418.
- محمد عبد الله عنان (1997)، دولة الإسلام في الأندلس (PDF) (ط. 4)، القاهرة: مكتبة الخانجي، ج. 4: نهاية الأندلُس وتاريخ العرب المُتنصرين، OCLC:223280339، QID:Q120647513
- ابن طولون الصالحي (1998). مُفاكهة الخلَّان في حوادث الزمان. تحقيق: خليل المنصور (ط. 1). بيروت: دار الكتب العلمية. ISBN:978-2-7451-0006-1. OCLC:40850754. QID:Q126336050.
- عدة مؤلفين (1998)، مُوجز دائرة المعارف الإسلاميَّة (PDF) (ط. 1)، الشارقة: مركز الشارقة للإبداع الفكري، OCLC:4770155844، QID:Q114391642
- أمين توفيق الطيبي (1420هـ - 1999م). "المُواجهة العُثمانيَّة البُرتُغاليَّة في القرن السادس عشر". مجلَّة الاجتهاد. دار الاجتهاد للأبحاث والترجمة والنشر. ج. 11 ع. 43. مؤرشف من الأصل في 2024-06-09. {{استشهاد بدورية محكمة}}: تحقق من التاريخ في: |سنة= (مساعدة)
- حسان حلاق؛ عباس صباغ (1999)، المُعجم الجامع في المُصطلحات الأيوبيَّة والمملوكيَّة والعُثمانيَّة ذات الأُصُول العربيَّة والفارسيَّة والتُركيَّة: المُصطلحات الإداريَّة والعسكريَّة والسياسيَّة والاقتصاديَّة والاجتماعيَّة والعائليَّة (بالعربية والفارسية والتركية العثمانية) (ط. 1)، بيروت: دار العلم للملايين، OCLC:45287094، QID:Q118039384
- محمد الششتاوي (1999). مُتنزَّهات القاهرة في العصرين المملوكي والعُثماني (ط. 1). مدينة نصر: دار الآفاق العربية. ISBN:977-5727-31-6. OCLC:42140857. OL:19422114M. QID:Q126456475.
- سهيل صابان (2000). المعجم الموسوعي للمُصطلحات العُثمانيَّة التاريخيَّة (PDF) (بالعربية والتركية العثمانية). الرياض: مكتبة الملك فهد الوطنية. ISBN:9960-00-149-0. OCLC:46695616. OL:13209635M. QID:Q124168574. مؤرشف من الأصل (PDF) في 2020-08-05.
- خليل إينالجك (2002). تاريخ الدولة العُثمانيَّة من النُشُوء إلى الانحدار. ترجمة: محمد م. الأرناؤوط (ط. 1). بيروت: دار المدار الإسلامي. ISBN:9959-29-088-3. OCLC:4770974758. QID:Q43033337.
- نجم الدين الكاتبي القزويني (2002)، جوامع اللذَّة، القاهرة: دار البيان العربي، OCLC:4770958070، QID:Q126456170
- مفيد الزيدي (2003)، موسوعة التاريخ الإسلامي: العصر المملوكي، عَمَّان: دار أسامة للنشر والتوزيع، OCLC:53401771، QID:Q125941288
- علي الكتاني (2005). انبعاث الإسلام في الأندلس (ط. 1). بيروت: دار الكتب العلمية. ISBN:2-7451-4823-0. OCLC:68743059. OL:57677923M. QID:Q126401619.
- محمد سهيل طقوش (2009). تاريخ الدولة الصفويَّة في إيران (ط. 1). بيروت: دار النفائس للطباعة والنشر والتوزيع. ISBN:978-9953-18-474-6. OCLC:1121277619. OL:24795569M. QID:Q107406680.
- أحمد آق كوندوز؛ سعيد أوزتورك (2008). الدولة العُثمانيَّة المجهولة: 303 سُؤال وجواب توضح حقائق غائبة عن الدولة العُثمانيَّة. إسطنبول: وقف البحوث العثمانية. ISBN:978-975-7268-39-0. OCLC:4770841329. QID:Q114411691.
- أحمد منجم باشي (2009)، جامع الدُّول في التَّاريخ: قسم سلاطين آل عُثمان إلى سنة 1083هـ، تحقيق: غسان علي الرمال (ط. 1)، مكة المكرمة: دار الشفق للطباعة والنشر، OCLC:543658290، QID:Q119705199
- باسم حمزة عباس (2009). "سياسة إيران العسكريَّة والمذهبيَّة والداخلية وأثرها على السياسة الخارجيَّة في عهد الشاه إسماعيل الصفوي 1501 - 1524م". مجلَّة دراسات إيرانيَّة. جامعة البصرة ع. 10–11. ISSN:2223-2354. مؤرشف من الأصل في 2020-09-11. {{استشهاد بدورية محكمة}}: تحقق من التاريخ في: |سنة= (مساعدة)
- حاجي خليفة (2009). فذلكة أقوال الأخيار في علم التاريخ والأخبار: تاريخ مُلُوك آل عُثمان. تحقيق: سيد محمد السيد. أنقرة: مؤسسة العالي أتاتورك للثقافة واللغات والتاريخ. ISBN:978-975-16-2183-2. LCCN:2010449393. OCLC:908454327. OL:30470281M. QID:Q119174278.{{استشهاد بكتاب}}:  صيانة الاستشهاد: ref duplicates default (link)
- فتحي سالم حميدي؛ فائز علي بخيت (22 كانون الثاني [يناير] 2009). "المماليك الجُلبان ودورهم في الأوضاع الداخليَّة لِلدولة المملوكيَّة (678 - 922هـ / 1279 - 1516م)". مجلَّة أبحاث كُليَّة التربية الأساسيَّة. ج. 8 ع. 4. ISSN:1992-7452. مؤرشف من الأصل في 23 آب (أغسطس) 2020. {{استشهاد بدورية محكمة}}: تحقق من التاريخ في: |تاريخ= و|تاريخ أرشيف= (مساعدة)
- فاضل بيات (2010). البلاد العربيَّة في الوثائق العُثمانيَّة (بالعربية والتركية العثمانية) (ط. 1). إسطنبول: مركز الأبحاث للتاريخ والفنون والثقافة الإسلامية. ISBN:978-92-9063-209-2. OCLC:706130749. OL:30636708M. QID:Q125396468.
- يلماز أوزتونا (2010)، موسوعة تاريخ الإمبراطوريَّة العُثمانيَّة السياسي والعسكري والحضاري: 629 - 1341هـ / 1231 - 1922م، ترجمة: عدنان محمود سلمان (ط. 1)، بيروت: الدار العربية للموسوعات، ج. 1، QID:Q119025953
- شكيب أرسلان (2011). تاريخ ابن خلدون: المُسمَّى بكتاب العبر وديوان المُبتدأ والخبر في أيَّام العرب والعجم والبربر ومن عاصرهم من ذوي السُلطان الأكبر (PDF). وندزر، بيركشاير: مؤسسة هنداوي. ISBN:978-1-5273-0365-2. QID:Q114703395.
- فتحي زغروت (2011)، العُثمانيُّون ومُحاولات إنقاذ مُسلمي الأندلُس: 898 - 1115هـ = 1492 - 1609م، مُنذُ سُقُوط غرناطة حتَّى الطرد النهائي (PDF) (ط. 1)، القاهرة: الأندلس الجديدة للنشر والتوزيع، OCLC:971541526، QID:Q126377900، مؤرشف من الأصل (PDF) في 2020-08-29
- محمد سهيل طقوش (2013). تاريخ العُثمانيين من قيام الدولة إلى الانقلاب على الخلافة (ط. 3). بيروت: دار النفائس للطباعة والنشر والتوزيع. ISBN:978-9953-18-443-2. OCLC:1025663587. QID:Q107311111.
- مصطفى أرمغان (2014). التاريخ السرِّي للإمبراطوريَّة العُثمانيَّة: جوانب غير معروفة من حياة سلاطين بني عُثمان. ترجمة: عبد القادر عبد اللي (ط. 1). بيروت: الدار العربية للعلوم ناشرون. ISBN:978-614-01-1122-6. OCLC:913807734. QID:Q119023002.
- إلهام يوسف (2017). "الصراع على العرش بين ولديّ السُلطان مُحمَّد الفاتح: جَمّ وبايزيد، دراسة في أسباب الصراع على العرش وانعكاسه على الوضع الداخلي لِلدولة العُثمانيَّة في عهد السُلطان بايزيد الثاني (886 - 918هـ / 1481 - 1512م)". مجلَّة جامعة تشرين لِلبُحُوث والدراسات العلميَّة. جامعة تشرين. ج. 39 ع. 2. مؤرشف من الأصل في 2024-06-02. {{استشهاد بدورية محكمة}}: تحقق من التاريخ في: |سنة= (مساعدة)
- عبد العزيز حميد صالح (2017). تاريخ الخط العربي عبر العُصُور المُتعاقبة: إيران، بلاد ما وراء النهر، بلاد الأناضول، شبه القارَّة الهنديَّة (ط. 1). بيروت: دار الكتب العلمية. ج. 3. ISBN:978-2-7451-8925-7. OCLC:992722098. OL:44441322M. QID:Q126280481. مؤرشف من الأصل في 2020-08-02.
- لطفي باشا (2018). تواريخ آل عُثمان. ترجمة: محمد عبد العاطي محمد (ط. 1). القاهرة: دار البشير للثقافة والعلوم. ISBN:978-977-278-622-0. OCLC:1201745693. QID:Q126279697.{{استشهاد بكتاب}}:  صيانة الاستشهاد: ref duplicates default (link)
- جمال كمال محمود (2019). البحر الأحمر في الاستراتيجيا العُثمانيَّة (1517 - 1801) (ط. 1). بيروت: المركز العربي للأبحاث ودراسة السياسات. ISBN:978-614-445-273-8. OCLC:1120208659. OL:44220539M. QID:Q126280074.

باللُّغة العُثمانيَّة:
- أحمد فريدون بك (١٢٧٥هـ). مجموعه مُنشآت السلاطين (بالتركية العثمانية). إستانبول: طبعخانۀ عامره. ج. ۱. مؤرشف من الأصل في 16 فبراير 2020. {{استشهاد بكتاب}}: تحقق من التاريخ في: |سنة= (مساعدة)
- محمد بن خليل صولاق زاده (١٢٩٧هـ). تاريخ صولاق زاده (بالتركية العثمانية) (ط. ١). إستانبول: محمود بك مطبعەسى. مؤرشف من الأصل في 2020-09-22. {{استشهاد بكتاب}}: تحقق من التاريخ في: |سنة= (مساعدة)

باللُغات التُركيَّة والأوروپيَّة:
- "Bayezid II". Ahya.net (بالإنجليزية). Archived from the original on 2020-09-08.
- "Rabbi Moshe Capsali - (Circa 5180-5255; 1420-1495)". www.chabad.org (بالإنجليزية). Archived from the original on 2020-07-31. Retrieved 2020-05-17.
- Caoursin, Guillaume (1483). Obsidio Rhodia (باللاتينية). Archived from the original on 2019-01-30.
- Thuasne, Louis (1892). Djem, Sultan, fils de Mohammed II, frère de Bayezid II, (1459–1495) d'après les documents originaux en grande partie inédits: Etude sur la question d'orient à la fin du XVe siècle (بالفرنسية). Leroux. ISBN:9781160973557.{{استشهاد بكتاب}}:  صيانة الاستشهاد: ref duplicates default (link)
- Bain, Robert Nisbet (1908). Slavonic Europe. A Political History of Poland and Russia from 1447 to 1796 (بالإنجليزية). Cambridge University Press. OCLC:500231652. Archived from the original on 2017-02-15.{{استشهاد بكتاب}}:  صيانة الاستشهاد: ref duplicates default (link)
- Singer, Isidore, ed. (1912). "BAJAZET II". The Jewish Encyclopedia. Handbook of Oriental Studies (بالإنجليزية). Ktav Publishing House, Inc. Vol. II.
- Uzunçarşılı, İsmail Hakkı (1969). Anadolu beylikleri ve Akkoyunlu, Karakoyunlu devletleri (بالتركية). Ankara: Türk Tarih Kurumu Basımevi. Vol. Karaman oğulları. Archived from the original on 2020-06-22.{{استشهاد بكتاب}}:  صيانة الاستشهاد: ref duplicates default (link)
- Gorovei, Ștefan S. (1973). "Cronici de familie: Movileștii". Magazin Istoric (بالرومانية). VII (6). ISSN:0541-881X.{{استشهاد بدورية محكمة}}:  صيانة الاستشهاد: ref duplicates default (link)
- Pitcher, Donald Edgar (1973). An Historical Geography of the Ottoman Empire: From Earliest Times to the End of the Sixteenth Century (بالإنجليزية) (illustrated ed.). Brill Archive. Archived from the original on 2020-08-29. {{استشهاد بكتاب}}: تحقق من التاريخ في: |سنة= (help)
- Hoyt, Robert S.; Chodorow, Stanley (1976). Europe in the Middle Ages (بالإنجليزية) (3 ed.). London: Harcourt, Brace, Jovanovich, Inc. ISBN:0155247123.
- Shaw, Stanford J. (1976). History of the Ottoman Empire and Modern Turkey (بالإنجليزية). Cambridge University Press. Vol. 1, Empire of the Gazis: The Rise and Decline of the Ottoman Empire 1280-1808. ISBN:9780521212809. Archived from the original on 2020-06-08.{{استشهاد بكتاب}}:  صيانة الاستشهاد: ref duplicates default (link)
- Th Dijkema, F. (1977). The Ottoman Historical Monumental Inscriptions in Edirne (بالإنجليزية). ISBN:9004050620. Archived from the original on 2020-08-02.{{استشهاد بكتاب}}:  صيانة الاستشهاد: ref duplicates default (link)
- Savory, R. M. (1985). "ʿALĪ MĪRZĀ". Encyclopaedia Iranica, Vol. I, Fasc. 8 (بالإنجليزية). Archived from the original on 2020-05-26.{{استشهاد بموسوعة}}:  صيانة الاستشهاد: ref duplicates default (link)
- Jackson, Peter; Lockhart, Lawrence, eds. (1986). The Cambridge History of Iran (بالإنجليزية). Cambridge: Cambridge University Press. Vol. 6. ISBN:9780521200943. Archived from the original on 2020-08-01.
- Bryer, Anthony (1988). Peoples and settlement in Anatolia nad the Caucasus: 800-1900 (بالإنجليزية). Variorum Reprints. ISBN:9780860782223. Archived from the original on 2020-08-01.{{استشهاد بكتاب}}:  صيانة الاستشهاد: ref duplicates default (link)
- Klaić, Vjekoslav (1988). Povijest Hrvata od najstarijih vremena do svršetka XIX. stoljeća (بالكرواتية). Zagreb. Vol. IV.{{استشهاد بكتاب}}:  صيانة الاستشهاد: ref duplicates default (link) صيانة الاستشهاد: مكان بدون ناشر (link)
- Sevim, Ali; Yücel, Yaşar (1991). Türkiye Tarihi (بالتركية). Ankara: Türk Tarih Kurumu. Vol. 1. ISBN:9751602580.
- Babinger, Franz (1992). Mehmed the Conqueror and His Time (بالإنجليزية). Princeton University Press. ISBN:0691010781.{{استشهاد بكتاب}}:  صيانة الاستشهاد: ref duplicates default (link)
- Savvides, Alexis G. K. (1992). "Notes on Navarino in the Frankish, Venetian and early Ottoman periods". Ekklisiastikos Faros (بالإنجليزية). 74.{{استشهاد بدورية محكمة}}:  صيانة الاستشهاد: ref duplicates default (link)
- Turan, Şerafettin (1992). "BAYEZİD II (ö. 918/1512): Osmanlı padişahı (1481-1512)." (PDF). Türkiye Diyanet Vakfı İslâm Ansiklopedisi (بالتركية). Türkiye Diyanet Vakfı. Vol. 5. OCLC:652388107. Archived from the original (PDF) on 2020-06-13.{{استشهاد بموسوعة}}:  صيانة الاستشهاد: ref duplicates default (link)
- Bées, N.; Savvides, A. (1993). "Navarino". In Bosworth, C. E.; van Donzel, E.; Heinrichs, W. P.; Pellat, Ch. (eds.). The Encyclopaedia of Islam, New Edition, Volume VII: Mif–Naz (بالإنجليزية). Leiden: E. J. Brill. ISBN:90-04-09419-9.
- Brummett, Palmira Johnson (1993). Ottoman Seapower and Levantine Diplomacy in the Age of Discovery. SUNY series in the Social and Economic History of the Middle East (بالإنجليزية). Albany, NY: State University of New York Press. ISBN:9780791417027. LCCN:92-44704. OCLC:613499540. Archived from the original on 2020-08-13. Retrieved 2013-06-16.{{استشهاد بكتاب}}:  صيانة الاستشهاد: ref duplicates default (link)
- Peirce, Leslie P. (1993). The Imperial Harem: Women and Sovereignty in the Ottoman Empire (بالإنجليزية). Oxford University Press. ISBN:9780195086775. Archived from the original on 2020-08-05.{{استشهاد بكتاب}}:  صيانة الاستشهاد: ref duplicates default (link)
- Commire, Anne (1994). Historic World Leaders: Africa, Middle East, Asia, Pacific (بالإنجليزية). Gale Research. ISBN:9780810384095. Archived from the original on 2020-08-01.{{استشهاد بكتاب}}:  صيانة الاستشهاد: ref duplicates default (link)
- Papacostea, Șerban (1996). Stephen the Great, Prince of Moldavia, 1457–1504 (بالإنجليزية). Editura Enciclopedică. ISBN:9734501380.{{استشهاد بكتاب}}:  صيانة الاستشهاد: ref duplicates default (link)
- Özbek, Nadir (1999). "Abdürreşid İbrahim". Yaşamları ve Yapıtlarıyla Osmanlılar Ansiklopedisi (بالتركية). Yapı Kredi Yayınları. Archived from the original on 2020-09-06.{{استشهاد بموسوعة}}:  صيانة الاستشهاد: ref duplicates default (link)
- Sakaoğlu, Necdet (1999). "Beyazid II". Yaşamları ve Yapıtlarıyla Osmanlılar Ansiklopedisi (بالتركية). Yapı Kredi Kültür Sanat Yayıncılık. Vol. 1. ISBN:9750800737.{{استشهاد بموسوعة}}:  صيانة الاستشهاد: ref duplicates default (link)
- Ambraseys, N. N. (Dec 2001). "The Earthquake of 1509 in the Sea of Marmara, Turkey, Revisited". Bulletin of the Seismological Society of America (بالإنجليزية). 91 (6). Bibcode:2001BuSSA..91.1397A. CiteSeerX:10.1.1.861.7616. DOI:10.1785/0120000305.{{استشهاد بدورية محكمة}}:  صيانة الاستشهاد: ref duplicates default (link)
- Engel, Pál (2001). The Realm of St Stephen: A History of Medieval Hungary, 895–1526 (بالإنجليزية). I.B. Tauris Publishers. ISBN:1860640613.{{استشهاد بكتاب}}:  صيانة الاستشهاد: ref duplicates default (link)
- Sümer, Faruk (2001). "KARAMANOĞULLARI" (PDF). Türkiye Diyanet Vakfı İslâm Ansiklopedisi (بالتركية). Türkiye Diyanet Vakfı. Vol. 24. Archived from the original (PDF) on 2024-03-30.{{استشهاد بموسوعة}}:  صيانة الاستشهاد: ref duplicates default (link)
- Cox, John K. (2002). The History of Serbia (بالإنجليزية). Greenwood Publishing Group. ISBN:9780313312908. Archived from the original on 2020-08-04.{{استشهاد بكتاب}}:  صيانة الاستشهاد: ref duplicates default (link)
- Chase, Kenneth Warren (2003). Firearms: A Global History to 1700 (بالإنجليزية). Cambridge; New York: Cambridge University Press. ISBN:9780521822749. LCCN:2002041026. OCLC:51022846. Archived from the original on 2020-06-05. Retrieved 2013-06-16.{{استشهاد بكتاب}}:  صيانة الاستشهاد: ref duplicates default (link)
- Demciuc, Vasile M. (2004). "Domnia lui Ștefan cel Mare. Repere cronologice". Codrul Cosminului (بالرومانية) (10). ISSN:1224-032X.{{استشهاد بدورية محكمة}}:  صيانة الاستشهاد: ref duplicates default (link)
- Freely, John (2004). Jem Sultan, The adventures of a Captive Turkish Prince in Renaissance Europe (بالإنجليزية). Hammersmith, London: Harper Collins Publishers. ISBN:0007150660.{{استشهاد بكتاب}}:  صيانة الاستشهاد: ref duplicates default (link)
- Ciubotaru, Mircea (2005). "O problemă de demografie istorică de la sfârșitul domniei lui Ștefan cel Mare". Analele Putnei (بالرومانية). I (1). ISSN:1841-625X.
- Mijatović, Anđelko (2005). Bitka na Krbavskom polju 1493. godine (بالكرواتية). Zagreb: Školska knjiga knjiga. ISBN:9530614292.{{استشهاد بكتاب}}:  صيانة الاستشهاد: ref duplicates default (link)
- Pop, Ioan-Aurel; Bolovan, Ioan, eds. (2005). "The Romanians in the 14th–16th centuries from the 'Christian Republic' to the 'Restoration of Dacia'". History of Romania: Compendium (بالإنجليزية). Romanian Cultural Institute (Center for Transylvanian Studies). ISBN:978973778412-4.
- Finkel, Caroline (2006). Osman's Dream: The Story of the Ottoman Empire 1300–1923 (بالإنجليزية). London: John Murray. ISBN:9780719561122. LCCN:2008297857. OCLC:65203332. Archived from the original on 2019-12-21. Retrieved 2013-06-16.{{استشهاد بكتاب}}:  صيانة الاستشهاد: ref duplicates default (link)
- Kohn, George C., ed. (2007). "Polish-Turkish War of 1848–1504". Dictionary of Wars (بالإنجليزية). Facts on File. ISBN:0816065772.{{استشهاد بكتاب}}:  صيانة الاستشهاد: ref duplicates default (link)
- Nowakowska, Natalia (2007). Church, State and Dynasty in Renaissance Poland: The Career of Cardinal Fryderyk Jagiellon (1468-1503) (بالإنجليزية). Ashgate. ISBN:9780754656449.{{استشهاد بكتاب}}:  صيانة الاستشهاد: ref duplicates default (link)
- Egger, Vernon O. (2008). A History of the Muslim World Since 1260: The Making of a Global Community (بالإنجليزية). Prentice Hall. ISBN:9780132269698.{{استشهاد بكتاب}}:  صيانة الاستشهاد: ref duplicates default (link)
- Sakaoğlu, Necdet (2008). Bu mülkün kadın sultanları: Vâlide sultanlar, hâtunlar, hasekiler, kadınefendiler, sultanefendiler (بالتركية). İstanbul: Oğlak Yayınları. ISBN:9789753296236. Archived from the original on 2020-03-04.{{استشهاد بكتاب}}:  صيانة الاستشهاد: ref duplicates default (link)
- Bahadıroğlu, Yavuz (2009). Resimli Osmanlı Tarihi (بالتركية) (15 ed.). İstanbul: Nesil Yayınları. ISBN:9789752692992.{{استشهاد بكتاب}}:  صيانة الاستشهاد: ref duplicates default (link)
- Giakoumis, Konstantinos (2010). "The Orthodox Church in Albania Under the Ottoman Rule 15th-19th Century". In Schmitt, Oliver Jens (ed.). Religion und Kultur im albanischsprachigen Südosteuropa [Religion and culture in Albanian-speaking southeastern Europe] (بالإنجليزية). Frankfurt am Main: Peter Lang. ISBN:9783631602959.{{استشهاد بكتاب}}:  صيانة الاستشهاد: ref duplicates default (link)
- Pilat, Liviu (2010). "The 1487 Crusade: a Turning Point in the Moldavian–Polish Relations". Medieval and Early Modern Studies for Central and Eastern Europe (بالإنجليزية). II. ISSN:2067-3590.{{استشهاد بدورية محكمة}}:  صيانة الاستشهاد: ref duplicates default (link)
- Atsız, Hüseyin Nihal (2011). Oruç Beğ Tarihi: Ahmedi-Şükrullah (بالتركية). İstanbul: Ötüken Neşriyat. ISBN:9789754378696. OCLC:817935855.{{استشهاد بكتاب}}:  صيانة الاستشهاد: ref duplicates default (link)
- Thatcher, Bruce D. (2011). Adamant Aggressors: How to Recognize and Deal with Them (بالإنجليزية). Xlibris Corporation. ISBN:9781462891955. Archived from the original on 2020-08-01.{{استشهاد بكتاب}}:  صيانة الاستشهاد: ref duplicates default (link)
- Uluçay, Mustafa Çağatay (2011). Padişahların kadınları ve kızları (PDF) (بالتركية). Ankara: Ötüken. ISBN:9789754378405. Archived from the original (PDF) on 2020-09-27.{{استشهاد بكتاب}}:  صيانة الاستشهاد: ref duplicates default (link)
- Mallett, Michael; Shaw, Christine (2012). The Italian Wars: 1494–1559 (بالإنجليزية). Harlow, England: Pearson Education Limited. ISBN:9780582057586.
- "Tarihsel Tsunamiler" (بالتركية). Bölgesel Tsunami İzleme ve Değerlendirme Merkezi. Archived from the original on 2013-10-29. Retrieved 2013-10-28.
- Eagles, Jonathan (2014). Stephen the Great and Balkan Nationalism: Moldova and Eastern European History (بالإنجليزية). I.B. Tauris. ISBN:9781780763538.{{استشهاد بكتاب}}:  صيانة الاستشهاد: ref duplicates default (link)
- Frost, Robert (2015). The Oxford History of Poland-Lithuania (بالإنجليزية). Oxford University Press. Vol. I: The Making of the Polish-Lithuanian Union, 1385–1569. ISBN:9780198208693.{{استشهاد بكتاب}}:  صيانة الاستشهاد: ref duplicates default (link)
- Gündüz, Tufan (2015). Kızılbaşlar Osmanlılar Safevîler (بالتركية) (1 ed.). YEDİTEPE YAYINEVİ. Vol. I. ISBN:9786055200718. Archived from the original on 20-09-2020. {{استشهاد بكتاب}}: تحقق من التاريخ في: |سنة= (help)
- Maasing, Madis (2015). "Infidel Turks and Schismatic Russians in Late Medieval Livonia". In Heß, Cordelia; Adams, Jonathan (eds.). Fear and Loathing in the North. Jews and Muslims in Medieval Scandinavia and the Baltic Region (بالإنجليزية). De Gruyter. ISBN:9783110346473.{{استشهاد بكتاب}}:  صيانة الاستشهاد: ref duplicates default (link)
- Amanat, Abbas (2017). Iran: A Modern History (بالإنجليزية). Yale University Press. ISBN:9780300231465.{{استشهاد بكتاب}}:  صيانة الاستشهاد: ref duplicates default (link)
- Afyoncu, Erhan (28 Jul 2020). "A glimpse of doom: Istanbul's earthquakes in history" (بالإنجليزية). Historian, Chancellor of National Defence University, Ankara. Daily Sabah. Archived from the original on 2020-09-10. Retrieved 2020-09-10.{{استشهاد بخبر}}:  صيانة الاستشهاد: ref duplicates default (link)
- Parry, V.J. (May 22, 2020). "Bayezid II: Ottoman sultan". Encyclopædia Britannica (بالإنجليزية). Encyclopædia Britannica, inc. Archived from the original on August 01, 2020. Retrieved August 01, 2020. {{استشهاد بموسوعة}}: تحقق من التاريخ في: |تاريخ الوصول= and |تاريخ أرشيف= (help)صيانة الاستشهاد: ref duplicates default (link)

## وصلات خارجية
- إلهام يوسف (2017). "النشاط العسكري في الدولة العثمانية في عهد السلطان بايزيد الثاني (886-918هـ/1481-1512م)". مجلة جامعة تشرين لمبحوث والدراسات العممية. جامعة تشرين. ج. 39 ع. 3: 21. ISSN:2079-3081. مؤرشف من الأصل في 2024-06-17.
- محمود السيد الدغيم (2 آب [أغسطس] 2016). "الدور الكلاسيكي في العمارة العثمانية عهد بايزيد الثاني". موقع قصَّة الإسلام. مؤرشف من الأصل في 17 حزيران (يونيو) 2024. اطلع عليه بتاريخ 3 شباط (فبراير) 2021. {{استشهاد ويب}}: تحقق من التاريخ في: |تاريخ الوصول=، |تاريخ=، و|تاريخ أرشيف= (مساعدة)
- بايزيد الثاني وأهل الأندلُس، إلقاء د. راغب السرجاني، على يوتيوب.

| بايزيد الثاني عاهل آل عُثمانولد: 3 كانون الأوَّل (ديسمبر) 1447 توفي: 26 أيَّار (مايو) 1512 |                                                                   |                 |
| ألقاب ملكية                                                                           |                                                                   |                 |
| سبقه مُحمَّد الفاتح                                                                      | سُلطان الدولة العُثمانيَّة 3 أيَّار (مايو) 1481 – 24 نيسان (أبريل) 1512 | تبعه سليم الأوَّل |
| ألقاب ادعائيَّة بِالأحقيَّة                                                                |                                                                   |                 |
| سبقه مُحمَّد الفاتح                                                                      | قيصر الرُّوم 3 أيَّار (مايو) 1481 – 24 نيسان (أبريل) 1512             | سليم الأوَّل      |